# Rivierenbuurt (Groningen)
De Rivierenbuurt is een buurt in de Nederlandse stad Groningen. De buurt vormt onderdeel van de wijk Oud-Zuid binnen het gebiedsdeel Oude Wijken. De Rivierenbuurt heeft een oppervlakte van 0,56 km² en telt 4.540 inwoners (2023).

## Geografie

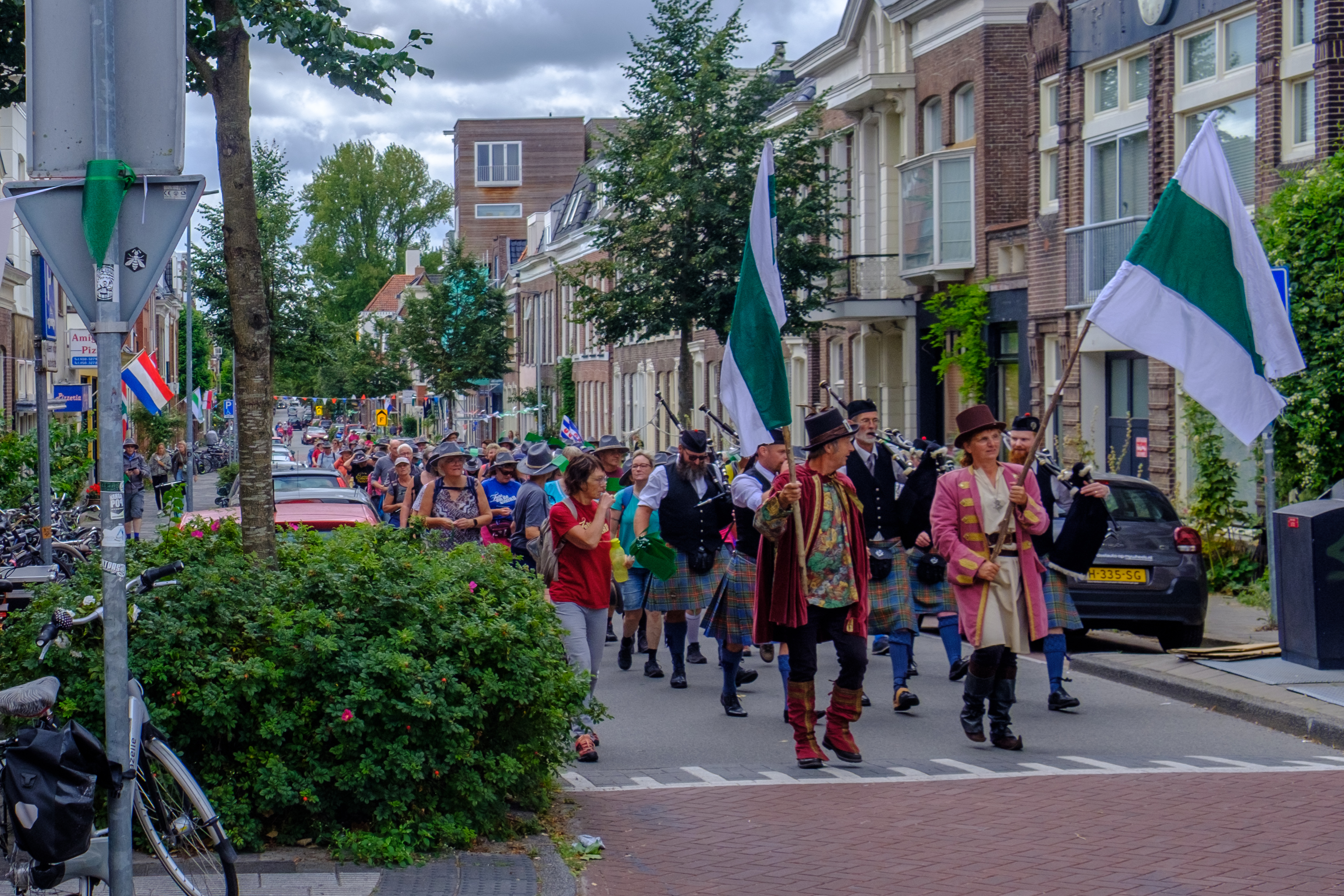
De Rabenhauptstraat in de Davidstraatbuurt tijdens het wandelevenement Tocht van Bommen Berend (van wandelorganisatie Tocht om de Noord) in 2022.

### Begrenzing
De Rivierenbuurt is een van de zogenoemde schilwijken rond de binnenstad van Groningen. De buurt wordt aan noordzijde begrensd door Station Groningen. Aan oostzijde scheidt de Hereweg de buurt van de Herewegbuurt. Aan zuidzijde vormt de zuidelijke ringweg de grens met de wijk Helpman en aan westzijde wordt de buurt door het Noord-Willemskanaal of Hoornsediep gescheiden van de Grunobuurt. Over het Noord-Willemskanaal liggen grenzend aan de buurt vier bruggen. Dit zijn van noord naar zuid de Zaanbrug voor busverkeer, de Parkbrug voor autoverkeer, de Muntinghbrug voor fietsen en voetgangers en de Julianabrug, die onderdeel vormt van de zuidelijke ringweg. Aan zuidwestzijde van de Rivierenbuurt ligt het Knooppunt Julianaplein, het drukste verkeersknooppunt van het noorden. Dit knooppunt verbindt de rijkswegen A7 en A28 en een van de belangrijkste uitvalswegen van het centrum van Groningen: het gecombineerde Parkwegviaduct en Emmaviaduct. 
De huidige Rivierenbuurt is een samentrekking van de 19e-eeuwse Davidstraatbuurt en de daaromheen in verschillende fasen gebouwde twintigste-eeuwse Rivierenbuurt. Het deel ten oosten van de Achterweg, Merwedestraat-noord het Dinkelpark vormde tot 2014 onderdeel van de Herewegbuurt. Met de twintigste-eeuwse uitbreidingen werden ook de oudere delen sterk geherstructureerd. Door een wijkvernieuwingsproject begin 21e eeuw, waarbij een nieuw winkelcentrum en uitbreiding van de groenstructuur werd gerealiseerd was de scheiding in de openbare ruimte nauwelijks nog zichtbaar. In 2014 werd bij de administratieve herziening van de stad Groningen de Herewegbuurt-West bij de Rivierenbuurt gevoegd. De oude straten van de Davidstraatbuurt dragen samen met de Fongersplaats als enige geen namen van rivieren.
De delen van de buurt hebben verschillende namen gehad. In 1859, toen de wijken van de gemeente Groningen nog met letters werden aangeduid, werd het bebouwde gebied van de latere Rivierenbuurt aangeduid als 'wijk Z'. Dit oostelijke deel van de buurt kreeg later achtereenvolgens de namen Davidstraatkwartier en Davidstraatbuurt. Het noordwestelijke deel droeg een tijd lang de naam Park(weg)buurt. De Rivierenbuurt zelf werd aanvankelijk ook wel Rabenhaupt(wijk) genoemd. De naam Rivierenbuurt komt voor het eerst voor in gemeentelijke stukken in 1957 en verwijst naar de straatnamen die in 1937 door de gemeente werden ingesteld voor het noordwestelijke deel van de buurt en later ook elders in de buurt werden toegepast. Deze straten zijn vernoemd naar Nederlandse rivieren.

### Indeling
De Rivierenbuurt bestaat uit 5 subbuurten:
- Davidstraatbuurt (of Davidstraatkwartier): de oude 19e-eeuwse buurt in het noordoosten van de Viaductstraat tot de Barestraat-noordzijde, waarbij de Achterweg-Merwedestraat de westelijke begrenzing vormt
- Fongers: de Barestraat-zuidzijde, Vechtstraat (inclusief Dinkelflat), Fongersplaats, Zuiderbegraafplaats en Dinkelpark
- Spoorkwartier (voorheen Stationsgebied-Zuid): de buurt ten noorden van de bebouwing van de Parkweg. Hier moet in de toekomst een nieuwe buurt verrijzen. De bebouwing ten oosten van de Zaanbrug valt ook onder deze buurt.
- Rivierenbuurt-Noord: de deels vooroorlogse en deels naoorlogse bouw aan westzijde van de buurt tussen de Parkweg en de Rivierenhof
- Rivierenbuurt-Zuid: de naoorlogse bouw ten zuiden van de Rivierenhof en het Dinkelpark

### Opbouw
Door de aanwezigheid van meerdere dwarsverbindingen door de buurt en behoorlijk wat werkgelegenheid is het een vrij levendige buurt. De eerste delen van de buurt (de Davidstraatbuurt) ontstonden in het noordoosten in de 19e eeuw. Verdere uitleg vond plaats naar het westen in de jaren 1930 (Parkwegbuurt). Deze bebouwing bestaat uit strokenbouw met kenmerkende ligusterhagen langs de voortuinen. In de jaren 1950 werd de buurt verder afgebouwd met strokenbouw naar het zuiden toe, waarbij de bestaande oost-westoriëntatie werd gehandhaafd en in het midden van de buurt onderwijs- en zorgfuncties werden geconcentreerd. In het zuiden werd een buurtpark met vijver aangelegd. In de jaren 1960 kreeg de buurt een betere aansluiting op het wegennet door de aanleg van de zuidelijke ringweg en het Julianaplein. In het oosten van de buurt is in de jaren 1960 en 1970 veel gesloopt om plaats te maken voor bedrijven. Deze bedrijven zijn in de loop van de tijd deels weer getransformeerd naar woningen. Begin 21e eeuw werd een groot wijkvernieuwingsplan uitgevoerd, waarbij de buurt een nieuw hart kreeg met een nieuw winkelplein en groen. In de nabije toekomst is een nieuwe uitbreiding naar het noorden voorzien: het Spoorkwartier. Hier wordt -deels op het vroegere spooremplacement- een nieuwe stationsingang, busstation en woon- en kantoorgebied gerealiseerd. De buurt wordt hierdoor ook beter verbonden met de binnenstad van Groningen. Onderdeel van dit project is ook een upgrade van de Parkweg om het station beter te verbinden met het Stadspark voor voetgangers en fietsers.

### Woningtypen
De buurt heeft een mix van 19e-eeuwse bebouwing, jaren dertig-architectuur, wederopbouwarchitectuur en moderne bebouwing. Het westelijk deel van de buurt bestaat voor een groot deel uit portiekwoningen en boven- en benedenwoningen. Het noordelijke deel daarvan (de Parkwegbuurt) bestaat van origine uit koop en het zuidelijke deel uit sociale huur van met name woningcorporatie Patrimonium. Het meest zuidwestelijke deel van de buurt (de Lekstraat) bestaat uit halfvrijstaande koopwoningen. Patrimonium bezit ook in het noordoosten van de buurt veel appartementen in de Davidstraatbuurt. De overige delen van het oosten van de buurt bestaan uit een mix van koopwoningen, particuliere verhuur en sociale verhuur. In de buurt bevinden zich verder ook een aantal wooncomplexen, waarvan de Fongersstede de grootste is met bijna 200 woningen. Door de buurt heen bevinden zich veel kamerverhuurpanden. Dit heeft met name rond de Parkweg in het verleden tot protest geleid onder omwonenden, die de ervaren woonkwaliteit onder druk zien staan.

### Groen
De belangrijkste groenvoorziening van de wijk is het Dinkelpark. In de oorspronkelijke plannen van Mulock Houwer van rond 1900 was een veel groter park gepland. In de naoorlogse plannen werd echter slechts een fractie hiervan aangelegd, zonder verbindende groene longen naar andere delen van de stad. Het Dinkelpark is bij de wijkvernieuwing in de jaren 2000 uitgebreid naar het noorden. Het vormt samen met het Sterrebos, het groen rond zwembad De Papiermolen, de Zuiderbegraafplaats en het Stadspark een doorlopende groene long. In het park ligt de gelijknamige Dinkelvijver, die in de jaren 1950 werd aangelegd als riooloverstort (retentievijver). Vroeger werd deze vijver ook wel Talmavijver genoemd naar het naastgelegen verzorgingstehuis Talmahuis. Bij de bouw van het (tweede) Talmahuis werd in 1991 een stenen halfronde uitstulping aangelegd in de Dinkelvijver. Aangrenzend hieraan werd in 2016 tussen het Talmahuis en de Merwerdeflat een buurtmoestuin aangelegd. Het Sterrebos schuin tegenover de buurt moet in de toekomst worden uitgebreid met het Zuiderplantsoen. 

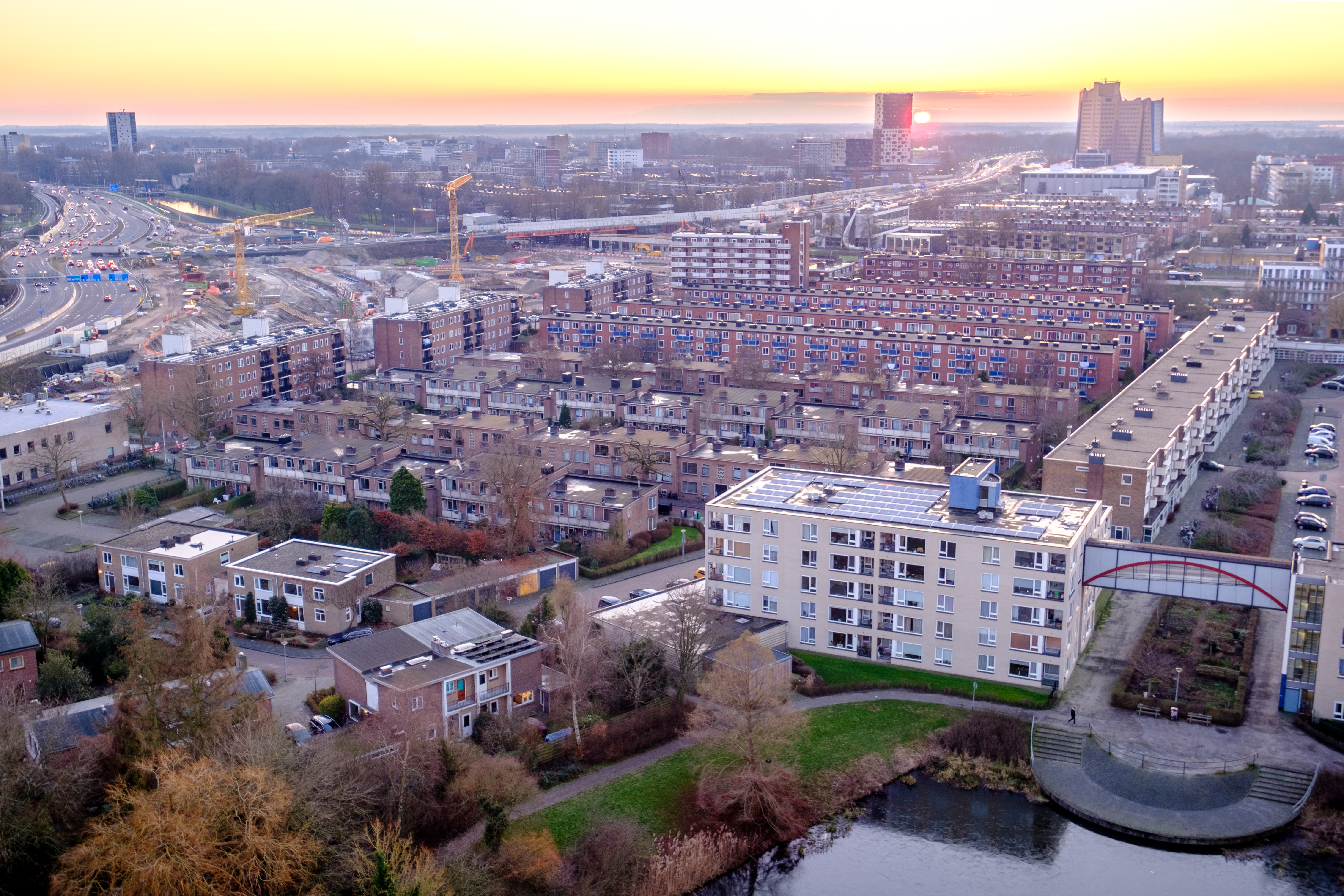
Gezicht op de Rivierenbuurt-Zuid vanaf de Dinkelflat. De Lekstraat (links) is deels zichtbaar).
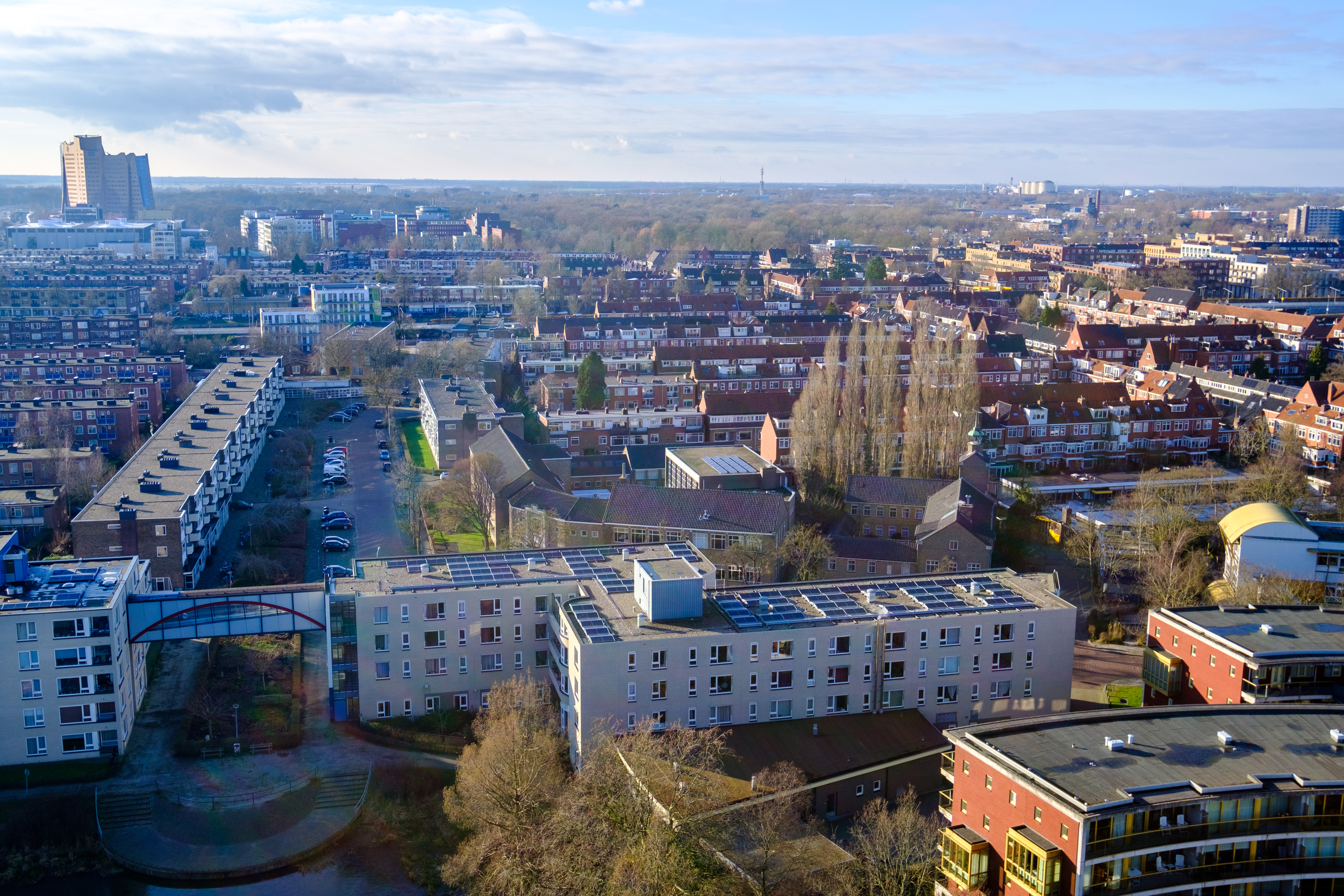
Gezicht op de Rivierenhof met ervoor de Merwedeflat en het Talmahuis
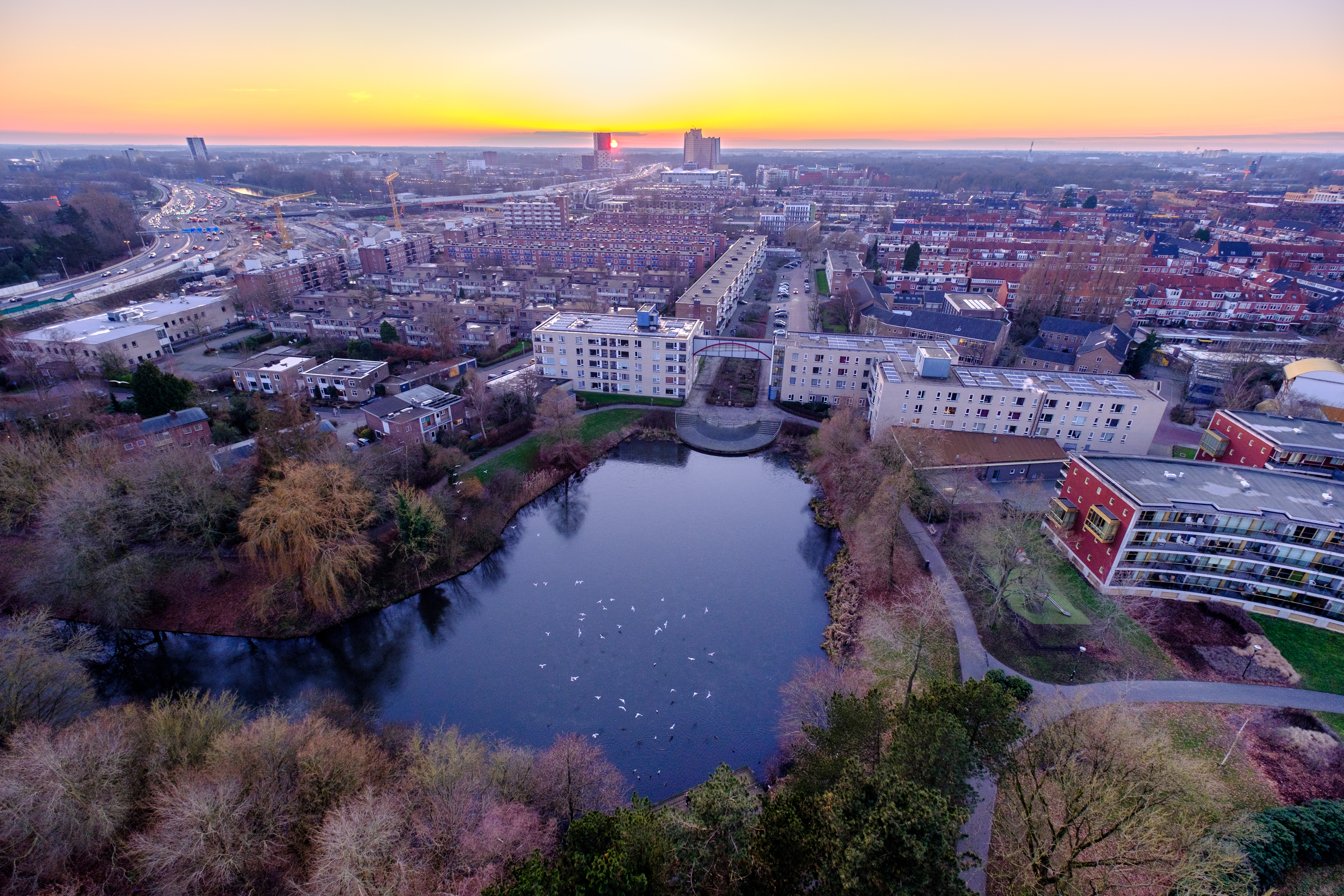
Gezicht op de Dinkelvijver (en omringend Dinkelpark) en achterliggende Rivierenhof vanaf de Dinkelflat
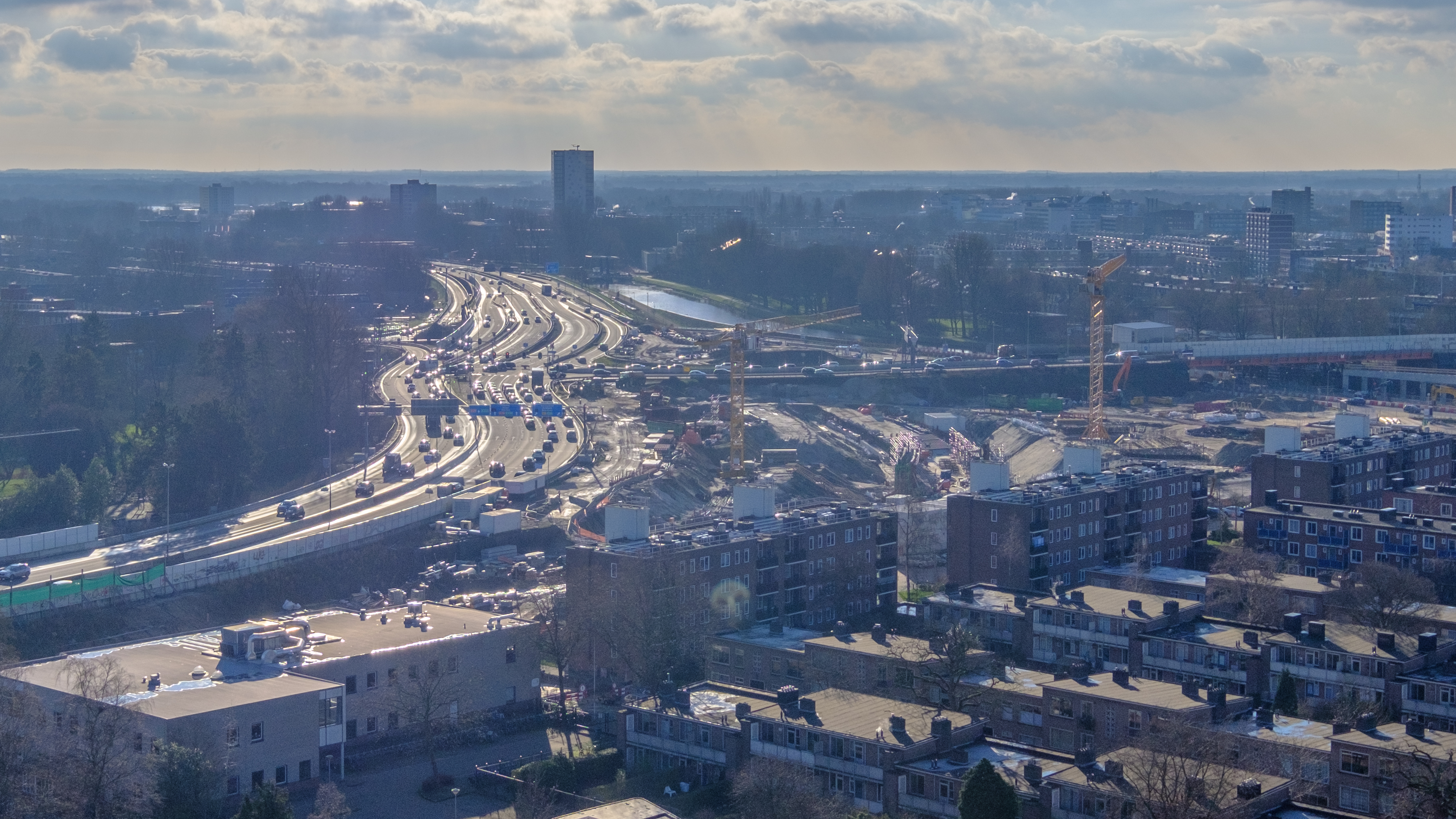
Gezicht op het zuidelijke deel van de Rivierenbuurt-Zuid (Maaslaan). Op de achtergrond de verbouwing van het Julianaplein.
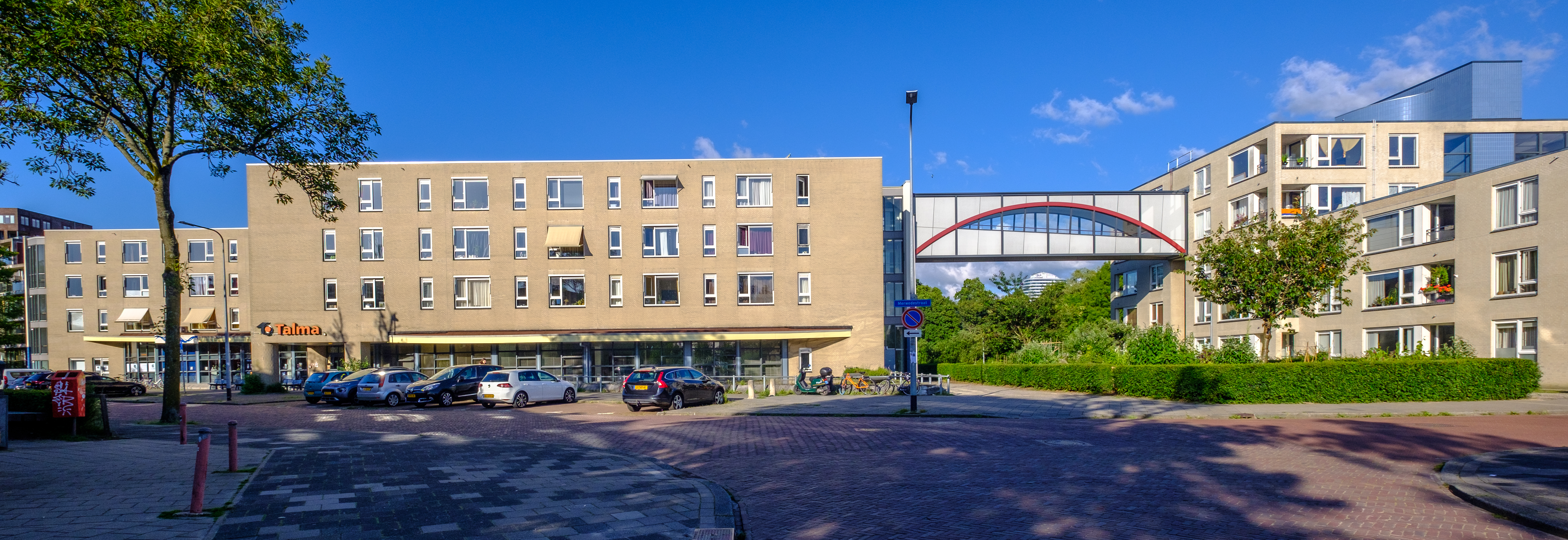
De buurtmoestuin ligt tussen het Talmahuis en de Merwedeflat, deels onder de verbindende luchtbrug tussen beide gebouwen. Het ligt in het verlengde van de groenstructuur van de Rivierenhof.
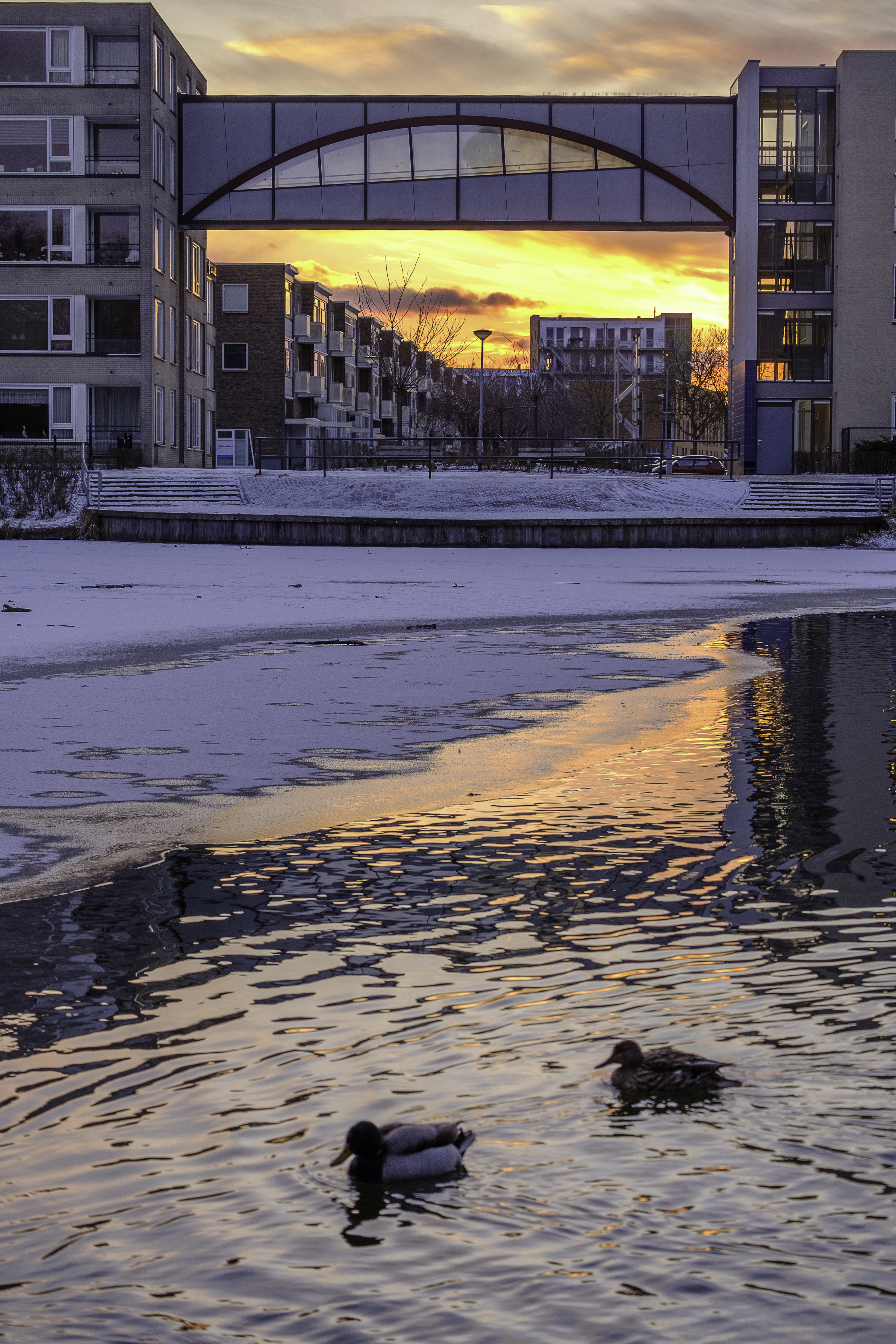
Gezicht over de vijver van de buurt met op de achtergrond de luchtbrug tussen de Merwedeflat en het Talmahuis
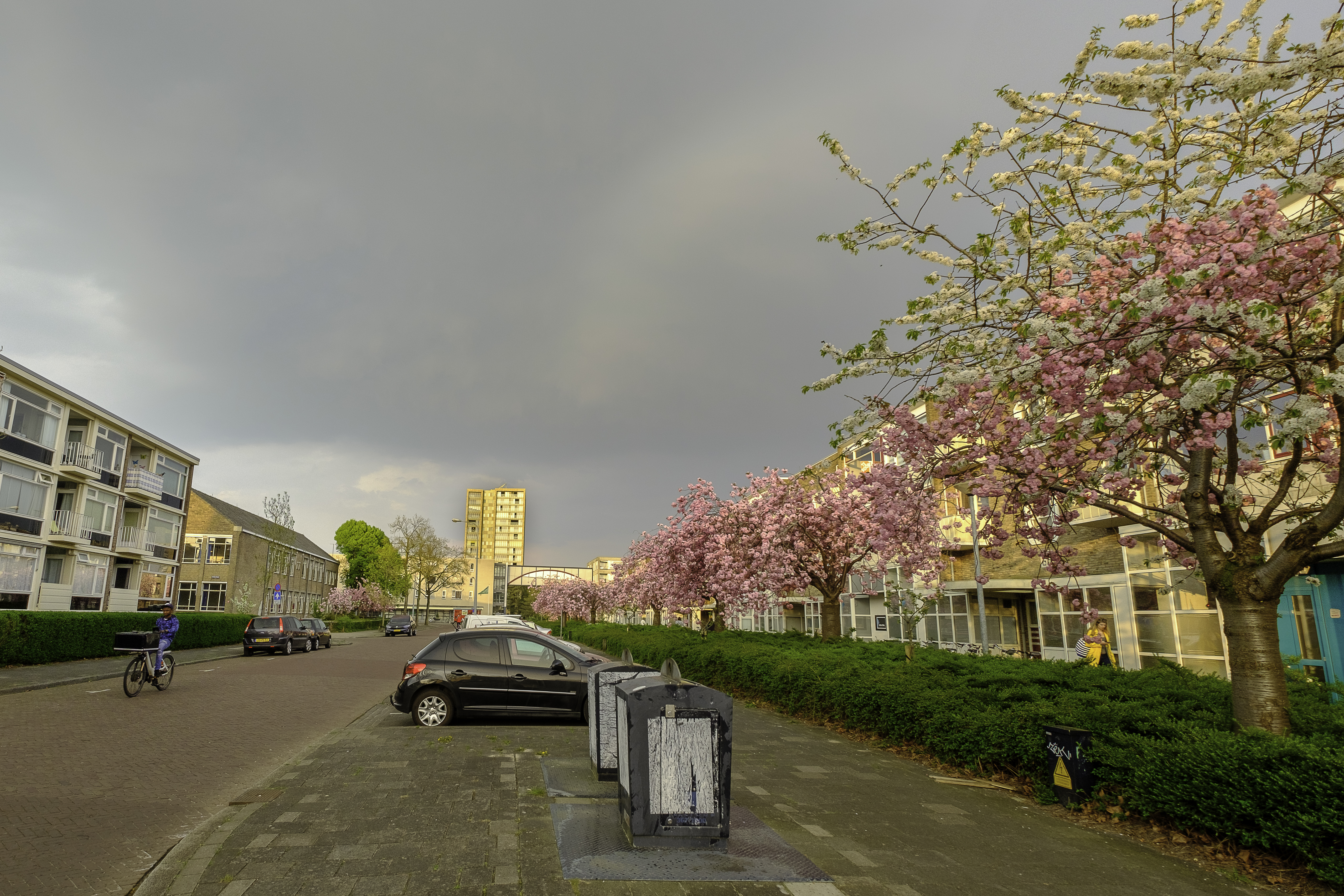
Bloeiende pruimenbomen in de lente aan de Rivierenhof

## Geschiedenis

### Voorgeschiedenis

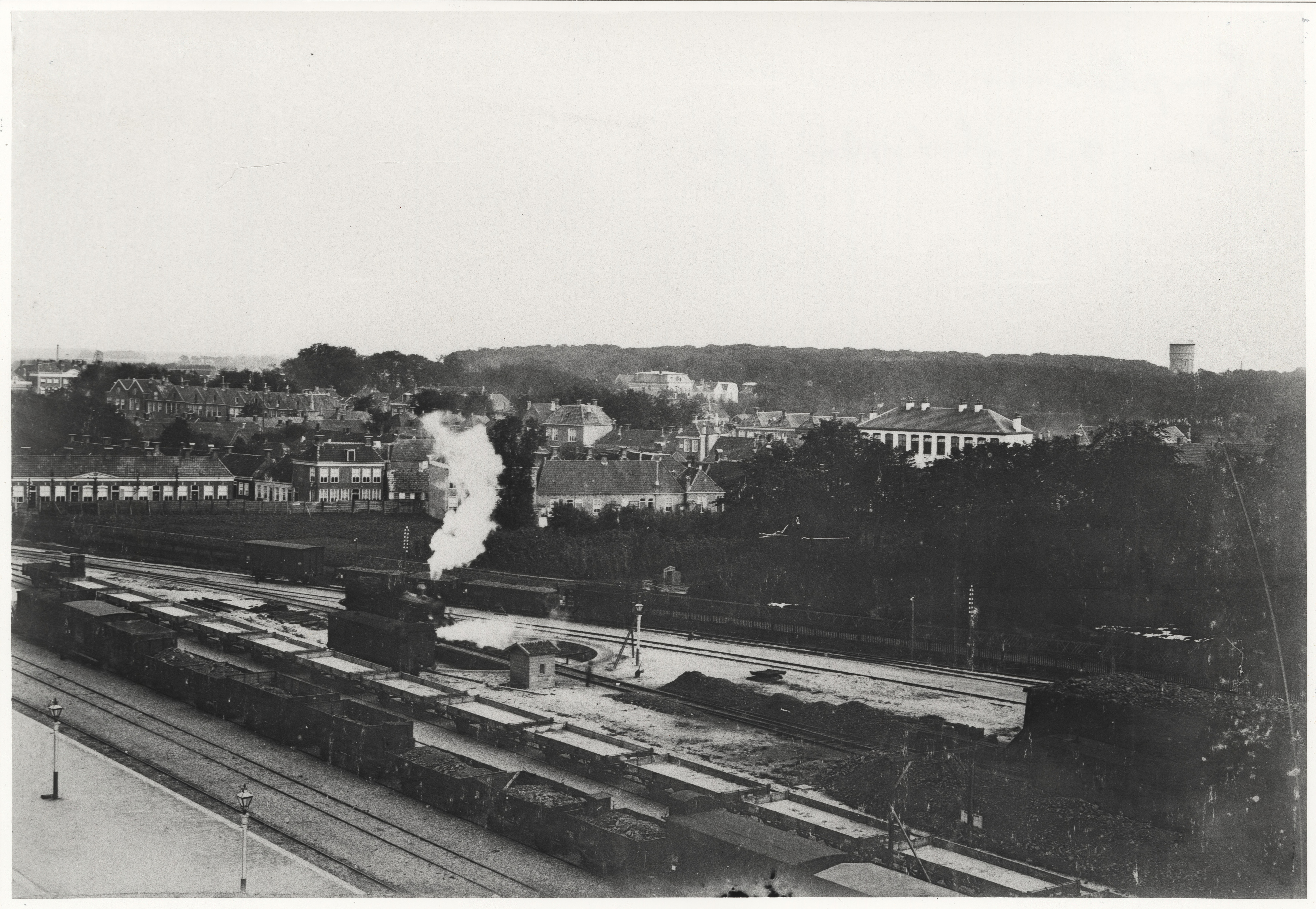
De sporen bij het hoofdstation Groningen gezien vanaf het stationsgebouw. De bosschages rechtsachter horen bij het terrein van de Savornin Lohman (Rozenburg), dat eind 19e eeuw is verdwenen. Het hoge witte gebouw op de achtergrond is de oude school, die in 1929 plaatsmaakte voor de Rabenhauptschool. Op de achtergrond het Sterrebos met de toenmalige watertoren. Ook de oude bebouwing aan de Achterweg en Davidstraat is zichtbaar.

De Rivierenbuurt ligt op de overgang tussen de zandige Hondsrug en het kleiige oerstroomdal van de Drentsche Aa. Ongeveer bij de Berkelstraat duikt de flank van de Hondsrug onder de kleiafzettingen. De hoger gelegen Hondsrug werd al ver voor de jaartelling bewoond. De Hereweg liep al in de prehistorie als pad over de Hondsrug en werd in de middeleeuwen min of meer gefixeerd op haar huidige plaats. Rond deze weg werd op kleine schaal akker- en tuinbouw bedreven. Het lager gelegen stroomdal van de Drentse Aa aan westzijde werd mogelijk rond 1400 gekanaliseerd tot het Hoornsediep waarna hier veeteelt mogelijk werd.
Het gebied behoorde in de middeleeuwen tot de stadsvrijheid (of stadstafel): het gebied buiten de stadsmuren dat juridisch onder de stad viel. Het gebied lag buiten de stadspoorten en om het schootsveld vrij te houden in geval van een belegering gold er een bouwverbod. Er stonden buiten de Herepoort wel herbergen langs de Hereweg, maar deze mochten alleen van hout zijn om ze bij een aanval snel te kunnen afbreken. Ten westen van de Hereweg lagen veel moeskerijen waar groente en fruit werd verbouwd voor de stad. In een Frans document uit 1808 wordt het gebied aan zuidzijde van de stadswallen 'le Potager de Groningue' ("de moestuin van Groningen") genoemd.
Na het beleg van 1672 werd aanvankelijk besloten om voor de stadswallen de Griffelinie aan te leggen. Daarbij werd het gebied aan beide zijden van de Hereweg afgegraven om dit in geval van een nieuwe aanval te kunnen inunderen. Al snel na de start van de werkzaamheden in 1690 werd besloten om het werk te staken, omdat het veel efficiënter was om de vijand ver van de stadswallen te houden. Daartoe werd eind 17e eeuw de vooruitgeschoven Helperlinie aangelegd.
Na de aanleg van de Helperlinie werd de militaire waarde van het gebied in de praktijk steeds minder gezien. De Hereweg groeide uit tot een wandelgebied. In 1741 liet het stadsbestuur aan weerszijden vier rijen bomen planten. Welgestelden bouwden er theekoepels en legden er tuinen aan. In 1765 werd het Sterrebos aangelegd aan oostzijde van de weg. Eind 18e eeuw nam de bebouwing langs de Hereweg steeds verder toe en ontstonden vanaf de Achterweg (destijds 'de Weg langs ‘t land' genoemd) een aantal gangen en stegen, zoals de Davidsteeg en de Baresteeg, waarlangs vooral moeskerswoningen en boerderijen verrezen. Op de kaart van landmeter Peter de la Rive uit 1734 en de Hottingerkaart van rond 1790 is het huidige stratenpatroon van de Davidstraatbuurt al deels zichtbaar. De namen van de stegen die later uitgroeiden tot straten verwijzen ook naar deze tijd. De Baresteeg verwijst bijvoorbeeld ofwel naar het Franse woord 'barre' voor de tolboom aan de Hereweg aan oostzijde voor de heffing van accijnzen voor het stapelrecht (genoemd vanaf 1654) of naar de herberg 'in de Baer' op de zuidelijke hoek met de Hereweg dienaar deze tolboom vernoemd was. De Davidsteeg verwijst naar de herberg 'de David' (later Oude David) op zuidelijke hoek met de Hereweg (genoemd vanaf 1676). Nadat de Hereweg in 1824 werd verhard en het beheer overging naar het Rijk, werden door welgestelden ook permanente woningen langs de weg gebouwd.
Aan westzijde van de Achterweg lagen vroeger twee omgrachte percelen, die mogelijk al aanwezig waren in de 16e eeuw. Op het zuidelijke hof lag mogelijk vanaf het begin van de 18e eeuw het zomerverblijf Toppingaborgh. Dit buiten werd begin 19e eeuw hernoemd tot Rozenburg. Na de dodelijke Groninger ziekte van 1826 werd besloten de doden voortaan buiten de stadswallen te begraven. In 1828 werd daarvoor ten zuiden van de buurt de Zuiderbegraafplaats aangelegd.

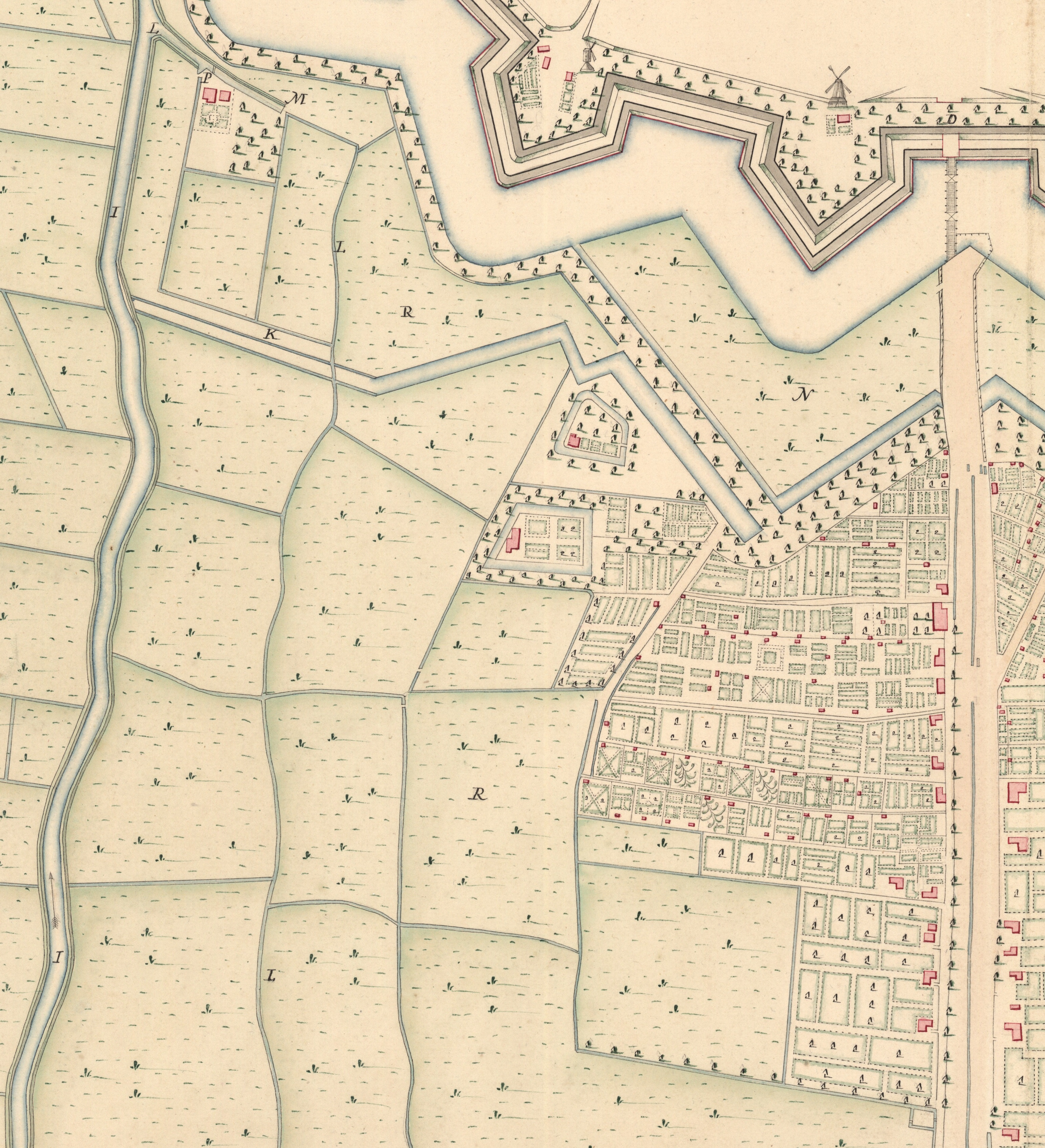
De kaart van landmeter Peter de la Rive uit 1734 toont al de contouren van de late Davidstraatbuurt. In het midden landhuis Toppinga (later Rozenburg). Helemaal linksboven aan oostzijde van het Hoornsediep de lijm- en stijfselfabriek van Abraham en Teunis Hulshoff.
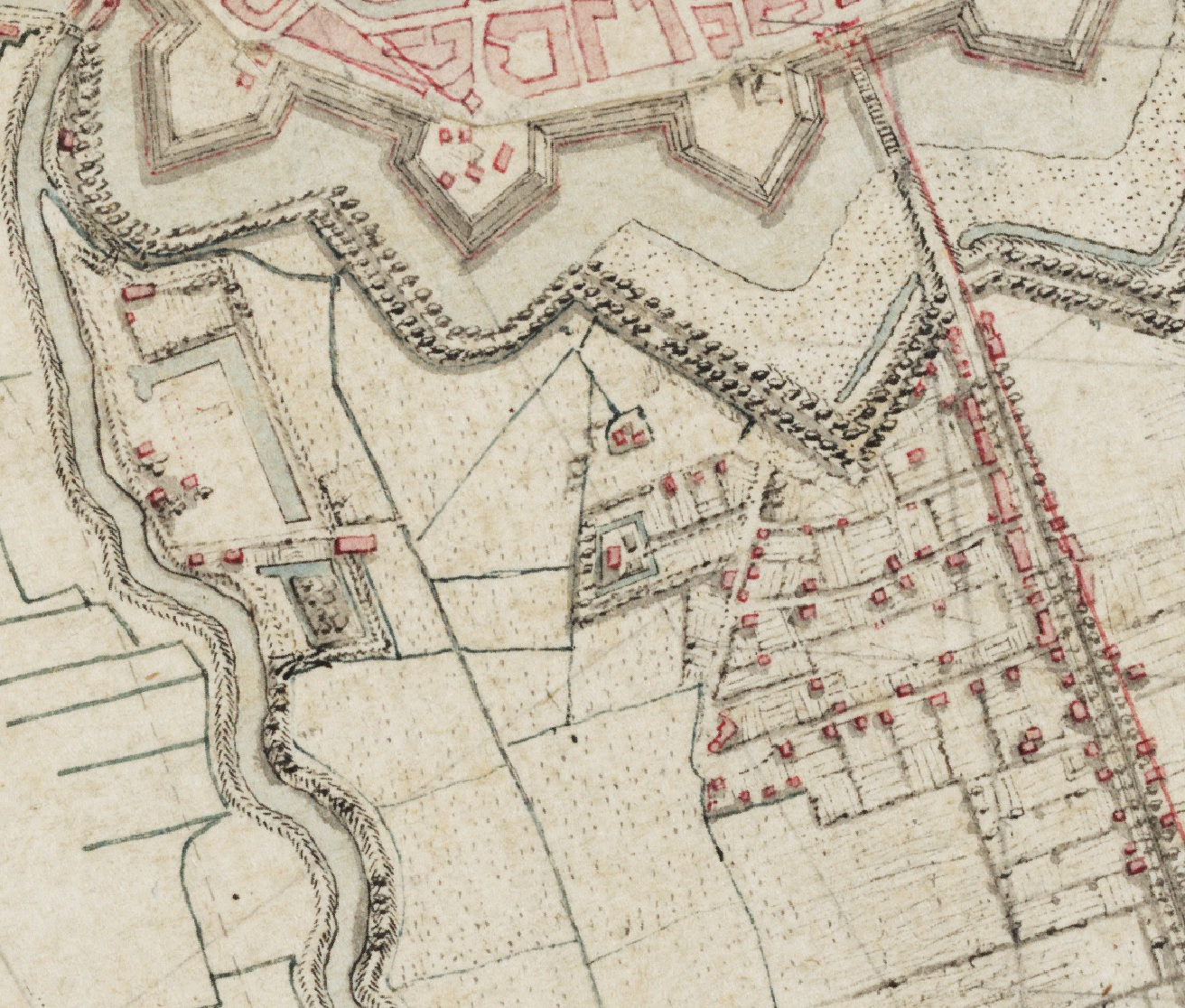
De kaart van Johan Heinrich Hottinger uit ca. 1790 toont ten zuiden van de stijfselfabriek aan het Hoornsediep ook het tichelwerk (baksteen- en pannenbakkerij) van hopman Thomas Lieftinck.
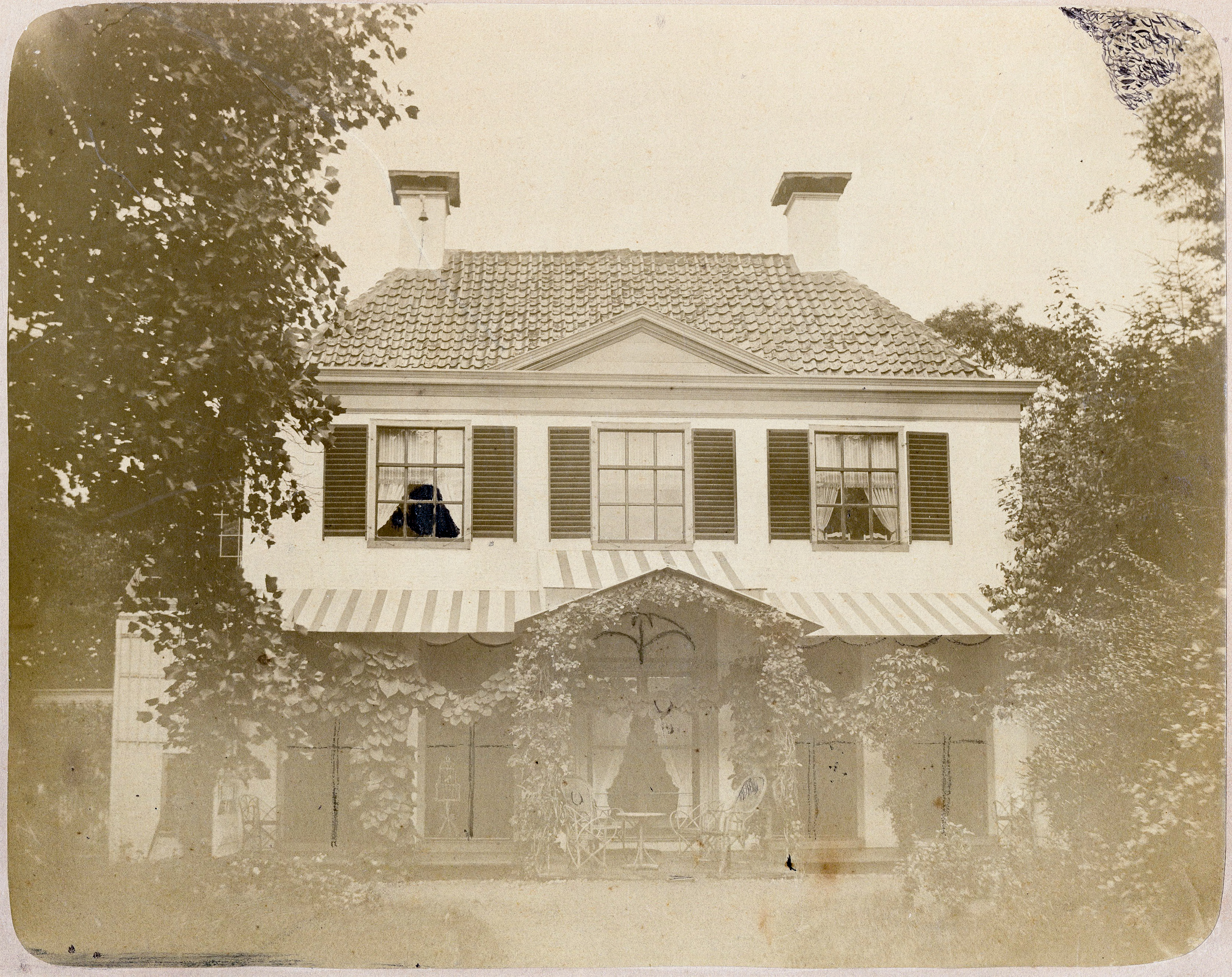
Landhuis Rozenburg of Toppingaborg aan de Achterweg rond 1880. Rond 1815 was hier een wijn- en koffiehuis gevestigd. Gesloopt rond 1900 voor de uitbreiding van het stationsemplacement.
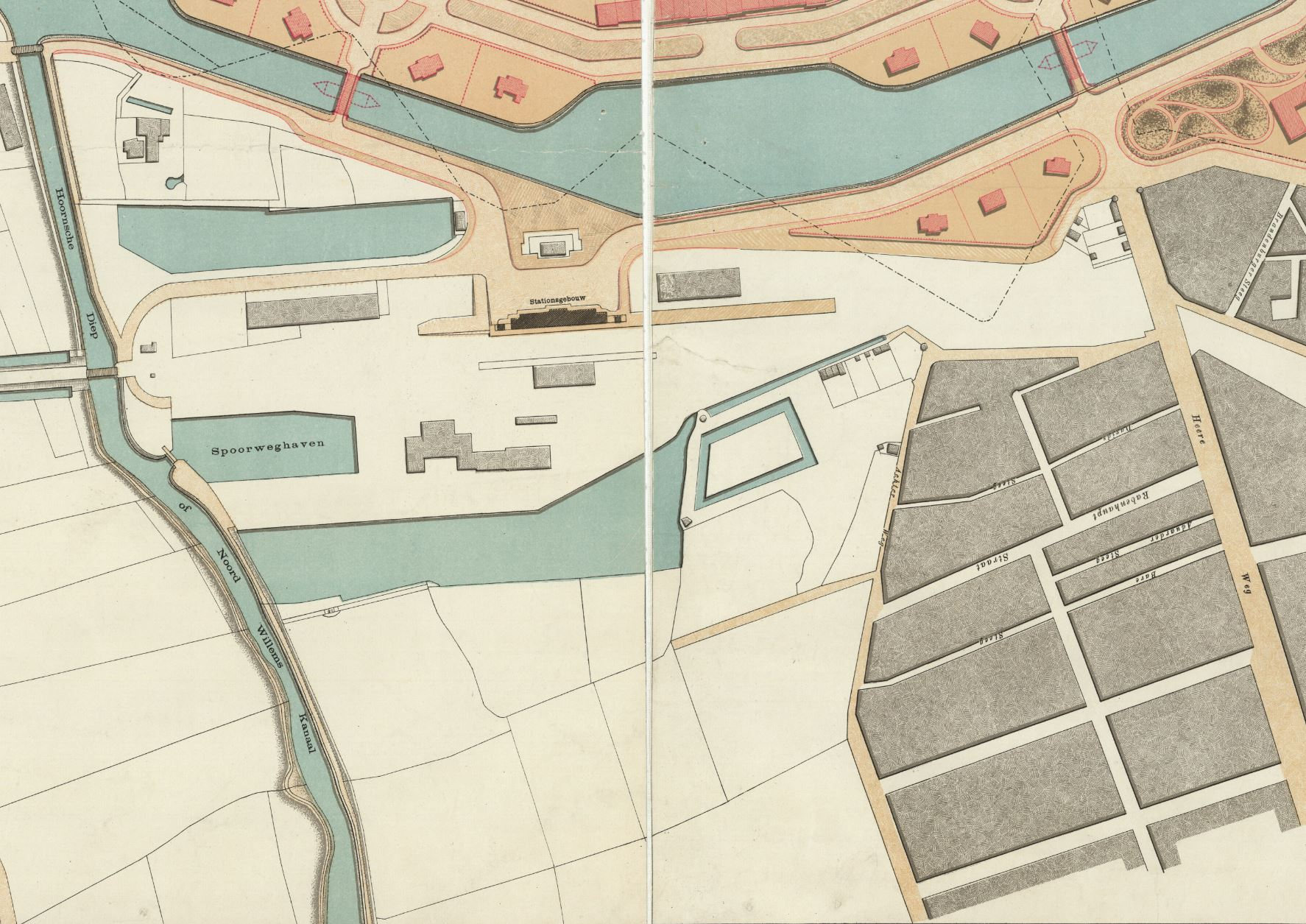
Op het Plan van Aanleg en Uitbreiding der Gemeente Groningen van Bert Brouwer uit ca. 1880 is links het Hoornsediep met de spoorhaven en ten zuiden daarvan de vermoedelijk nooit gerealiseerde kolk te zien. In het midden de omtrek van Rozenburg en rechts het Davidstraatkwartier met niet gerealiseerde uitbreidingen ten zuiden daarvan.

### Davidstraatbuurt

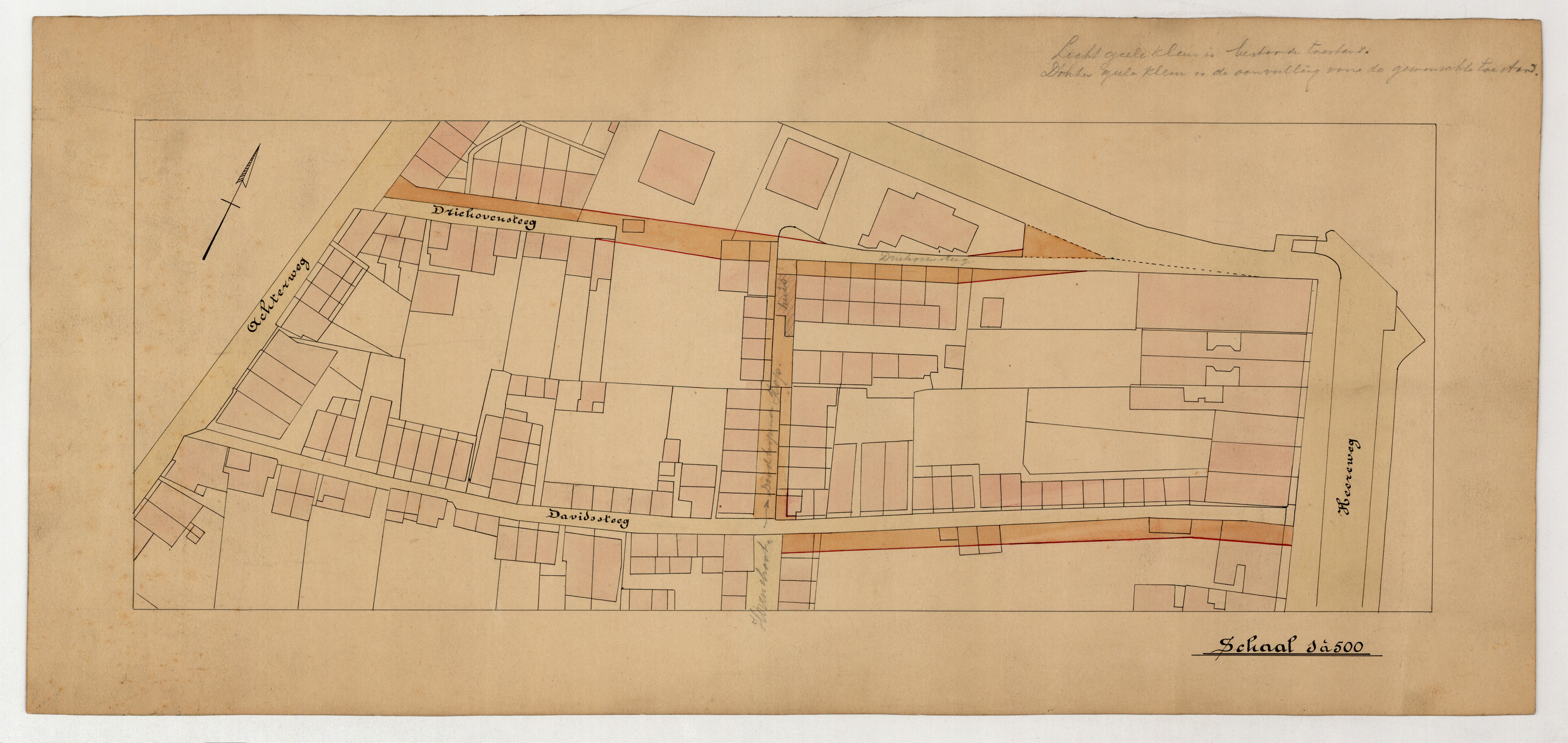
Kaart met gewenste gemeentelijke wijzigingen in de Davidstraatbuurt rond 1880. De doorbraak van de Hovenstraat werd gerealiseerd. De verbreding van de Davidsteeg aan zuidoostzijde niet. Ten oosten van de doorbraak in de Hovenstraat de doodlopende Driehovenplaats. Ten westen van het zuidelijke deel van de Hovenstraat de doodlopende Davidsplaats

#### Ontstaan van een sloppenbuurt
In de tweede helft van de 19e eeuw vonden een aantal ontwikkelingen plaats die ertoe leiden dat er langzamerhand een woonbuurt ontstond ten westen van de Hereweg. De oude stad barstte in die tijd uit zijn voegen en op verschillende plekken buiten de stadswallen ontstonden ongeplande buurten. Het stadsbestuur bemoeide zich in die tijd weinig met dergelijke ruimtelijke ontwikkelingen buiten de stadswallen omdat ze zich niet op gemeentegrond bevonden. In 1860 stonden er iets meer dan 180 woningen ten westen van de Hereweg. De aanleg van een spoor ten noorden van het gebied in de jaren 1860 zorgde voor grotere veranderingen. In 1864 werd het stationsemplacement aangelegd bij het latere Station Groningen. Dit leidde tot de vestiging van een aantal spoorwegarbeiders langs de bestaande stegen in het buurtje, dat de naam Davidstraatkwartier (later Davidstraatbuurt) kreeg. Deze ontwikkeling werd nog versterkt toen rond 1866 ook een spoorweghaven (spoordok) werd aangelegd bij het emplacement en in 1868 het station werd geopend. Op de cholerakaarten van 1866 is duidelijk zichtbaar dat het aantal huizen in die tijd sterk toenam. In de binnenstad heerste woningnood. Veel arbeidsmigranten vestigden zich buiten de vestingwallen omdat hier goedkopere woningen waren te vinden. Daarbij namen ze net als in andere buurten buiten de stadspoorten het risico voor lief dat de woningen in het geval van een mogelijke belegering moesten worden afgebroken. De laatste belegering was toen al bijna 2 eeuwen geleden en bovendien speculeerde men op een spoedige slechting van de stadswallen. Deze ontwikkelingen zorgden ervoor dat de bestaande moeskerijen en boerderijen langzaam vervangen werden door woningen. In het gebied van de Davidstraatbuurt werd daarbij door particulieren op grote schaal revolutiebouw gepleegd. Veel huizen waren daardoor van slechte kwaliteit. Aan de stegen verrezen vooral eenkamerwoningen, soms aan onhygiënische doodlopende stegen ('plaatsen'). Het was een sloppenbuurt voor de allerarmsten met veel schrijnende toestanden. In 1871 werden de eerste scholen geopend aan de Achterweg en de Baresteeg. Vanwege de heersende armoede was het onderwijs ofwel gratis of werd het schoolgeld zeer laag gehouden (zie Onderwijs). Vanaf 1870 vestigden zich steeds meer spoorwerkers in de buurt, met name aan de Achterweg. In 1872 was het aantal huizen gegroeid tot ruim 250.

#### Gemeentelijke ingrepen
In 1874 werd de Vestingwet aangenomen, die het mogelijk maakte om de vestingwerken van Groningen te ontmantelen. De ontmantelingsplannen van ingenieurs Van Gendt en Brouwer voorzagen een representatieve uitstraling van de stad aan zuidzijde. Langs de Hereweg hadden particulieren reeds grotendeels vrijstaande fraaie herenhuizen gebouwd. Het armoedige Davidstraatkwartier paste niet in deze plannen, maar was door de eerdere laisser-faire-politiek van het stadsbestuur al een feit voordat men de plannen kon uitrollen. Mulock Houwer noemde de buurt in zijn Plan van Uitleg een 'eng bebouwde arbeiderswijk'. De gemeente begon zich in die tijd meer te bemoeien met de buurt. Zo werd in 1874 een eerste stap gemaakt met de aanleg van ontsluitingswegen door de buurt met de aanleg van de Rabenhauptstraat en de Coehoornstraat. Hier werden kwalitatief betere woningen gebouwd. De doodlopende Hovensteeg werd in 1880 naar het noorden doorbroken om de Rabenhauptstraat met de Driehovenstraat te verbinden en zo wat te doen aan de onhygiënische toestanden ter plaatse. Ook werd begonnen met de sloop van krotten in de Davidsteeg. In 1886 kreeg woningbouwvereniging Werkmanslust toestemming tot de bouw van woningen voor ietwat gegoede arbeiders aan de Achterweg en Driehovensteeg op grond dat daarvoor behoorde bij het Witte Huis van zeepzieder Rudolf Roelfsema. Langs de Achterweg verrezen in die tijd meer woningen, hoewel niet alles werd gerealiseerd. De gemeente weigerde vanaf de jaren 1870 ook aanvragen wanneer hierdoor nieuwe doodlopende stegen of nauwe straten en daarmee nieuwe slopvorming zou kunnen ontstaan. Na de dreiging van een choleraepidemie in de jaren 1892 en 1893 liet zij bovendien 20 woningen onbewoonbaar verklaren en in 1894 stelde de gemeente een onderzoeksrapport op over de schrijnende toestanden rond de volksgezondheid in de buurt. Ondertussen werd waar mogelijk gewerkt aan het dempen van sloten en het verbreden van de stegen tot straten. Toch bleef de bemoeienis van de gemeente beperkt tot ad hoc-beleid, de zogenoemde 'broksgewijze regeling'.
Na de invoering van de Woningwet in 1902 kreeg de gemeente een grotere rol. Zo kreeg zij de beschikking over het instrument 'onbewoonbaarverklaring', waarmee krotten konden worden opgeruimd. Tussen 1902 en 1910 werden een groot aantal woningen op die manier gesloopt en vervangen door betere woningen. Daarmee werd de Davidsteeg dusdanig verbeterd, dat de gemeente in 1905 een verzoek om de naam te wijzigen naar Davidstraat goedkeurde. In 1909 bouwde woningstichting De Bouwvereniging 6 nieuwe woningen aan de Davidstraat. Ook werden enkele excentrisch geplaatste gebouwen opgeruimd om zo eenduidige rooilijnen te krijgen en stegen te verbreden. Verder werd gewerkt aan de aanleg van riolering en bestrating en kwam er beter toezicht op ongewenste toestanden in de woningen. Op deze wijze kreeg de buurt langzamerhand een wat betere uitstraling. 

#### Ontwikkelingen in het begin van de 20e eeuw
Begin 20e eeuw werd de bebouwing hier vooral verdicht. Op de hoek van de Rabenhauptstraat verrees in 1929 ter plaatse van de oude school de nieuwe Rabenhauptschool naar ontwerp van gemeentearchitect Bouma. Dit pand vormt sindsdien een van de blikvangers van de buurt. In 1926 werd het bestaande Herewegviaduct over het spoor verbreed in verband met het toegenomen verkeer. 
Rond 1900 vestigden zich een aantal fabrieken in de buurt. In 1896 verhuisde de fietsfabriek Fongers naar de Hereweg en groeide daar uit tot een van de grootste werkgevers van de stad. In 1897 vestigde Lambertus de Vogel een lijstenfabriek aan westzijde van de Achterweg. In 1903 werd door Abraham Josef Polak aan de Hereweg Puddingfabriek Polak gesticht, die begin jaren 1930 werd verplaatst naar de Viaductstraat. Begin 20e eeuw vestigden zich ook een aantal confectiebedrijven in de buurt, waaronder een filiaal van herenkledingfabriek Levie aan de Davidstraat. In de jaren 1930 werd de lijstenfabriek van de Vogel opgeheven en vestigden de confectiebedrijven Van Dam en Weeber zich in de gebouwen (zie ook Economie).

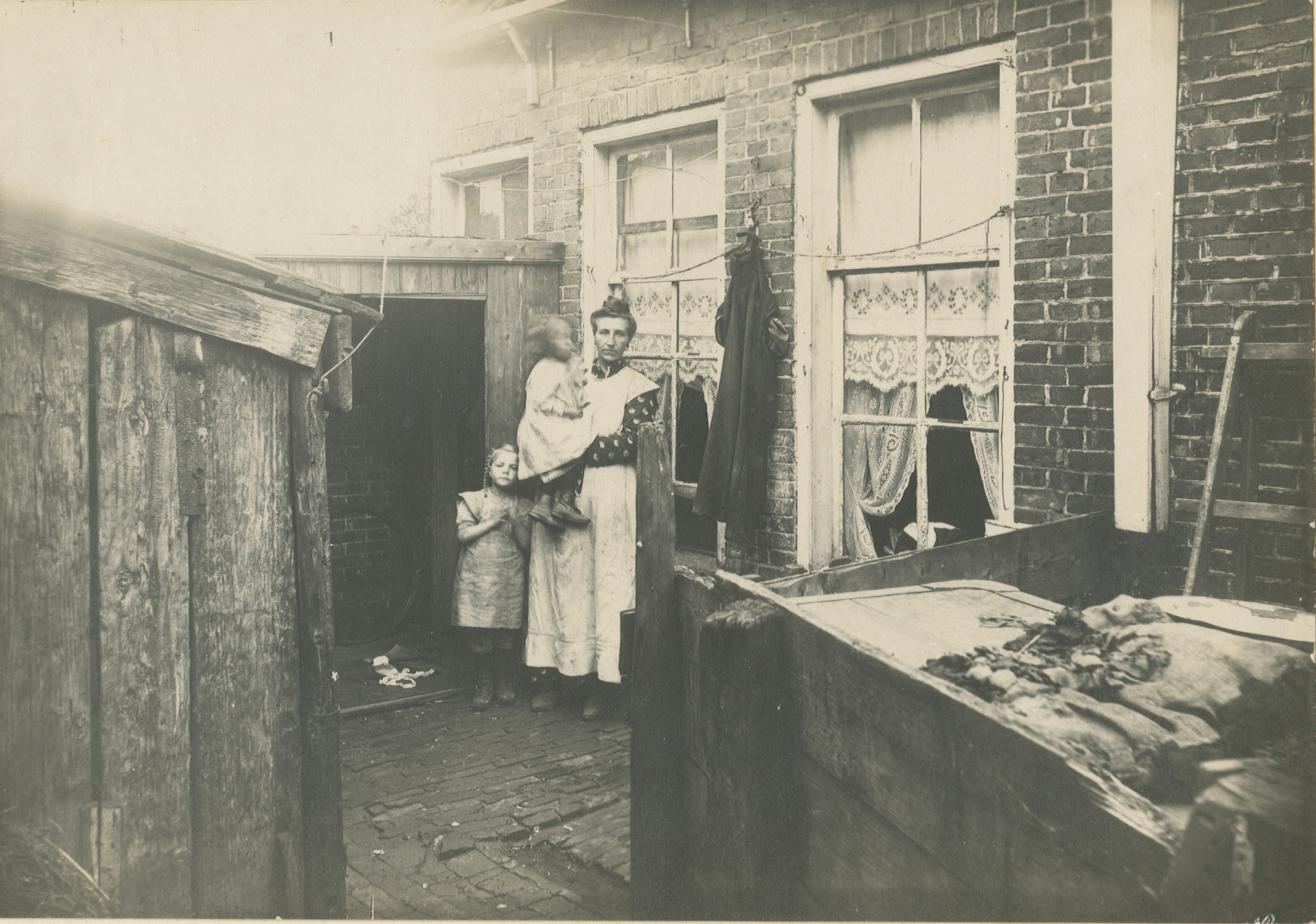
Moeder met kinderen voor haar woning in de Davidsteeg in 1914. Gemaakt in opdracht van de gemeente in het kader van het verbeteren van de hygiënische toestand in deze slop. Het bijschrift luidt 'De waterafvoer is gebrekkig; bij stortregens loopt het water de woningen in.'
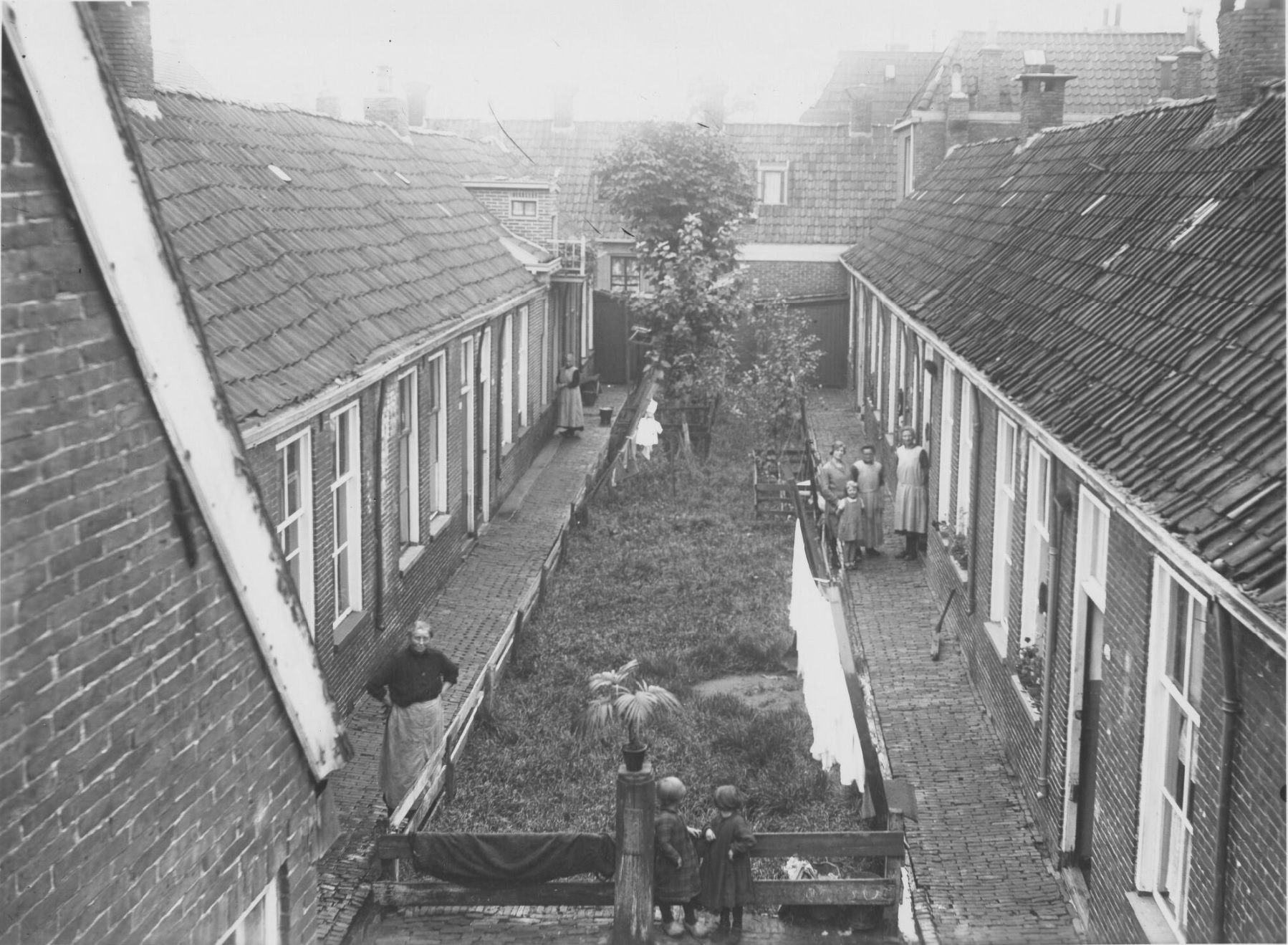
De Driehovenplaats in 1927. De steeg werd rond 1960 gesloopt. Op deze plek ligt nu een stuk bosplantsoen.
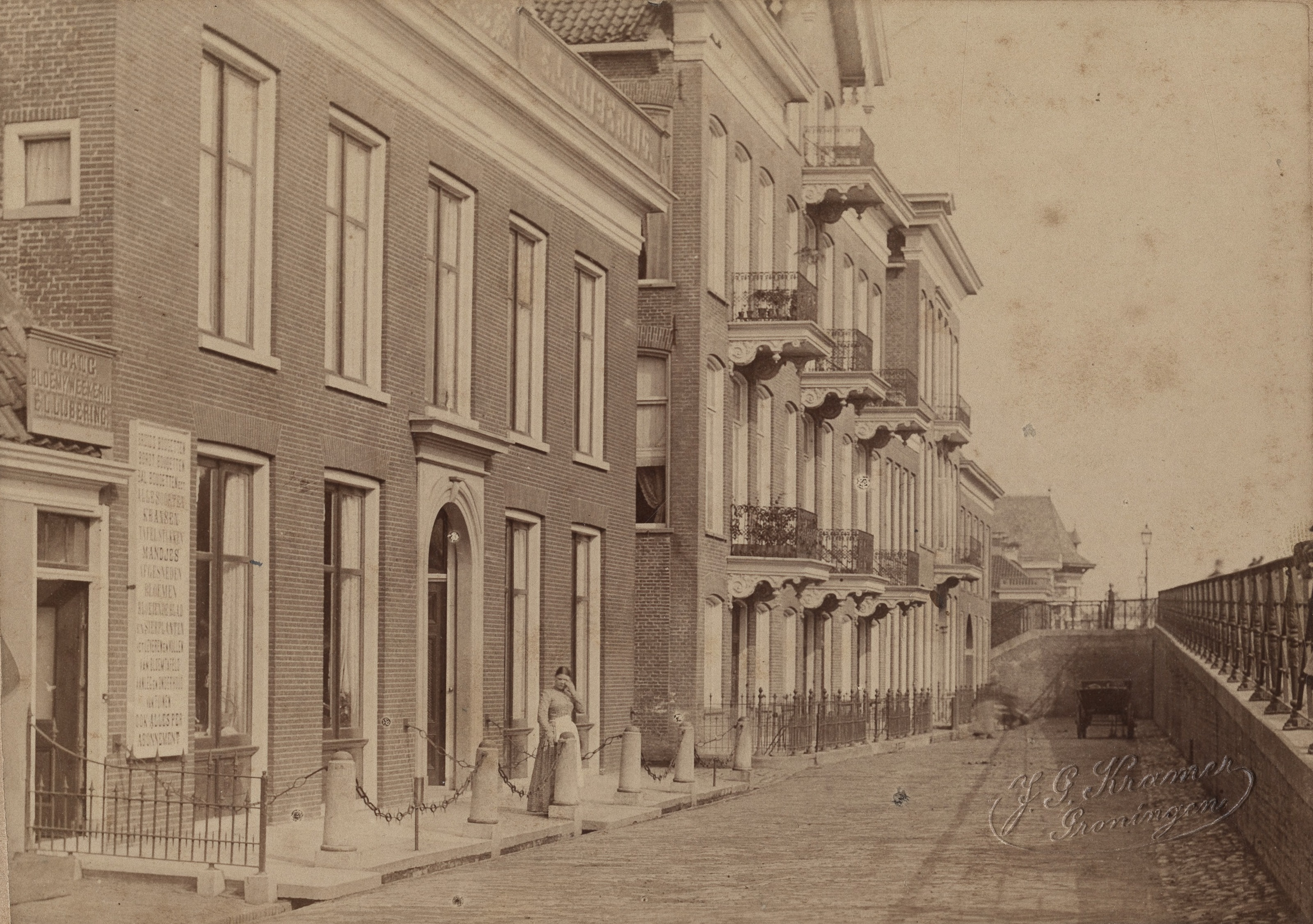
Woningen aan westzijde van de Hereweg naast het oorspronkelijke Herewegviaduct rond 1890. In de jaren 1930 werd de straat door de uitbreiding van het viaduct met een overkraging sterk versmald. Een aantal woningen werd daarvoor gesloopt. Van de oorspronkelijke bebouwing resteert alleen het zuidelijke en middendeel van het pand met de balkons.
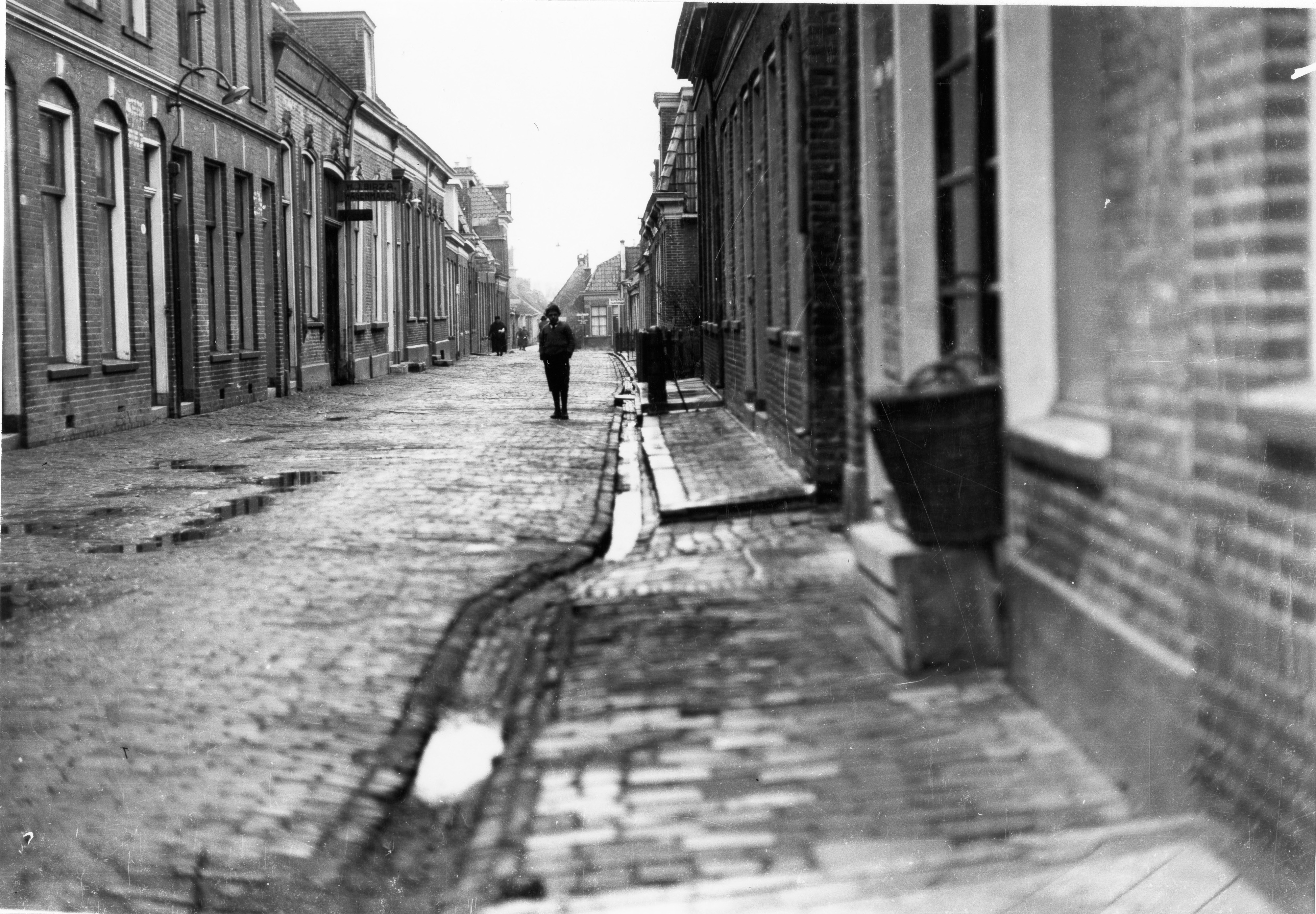
Het oostelijke deel van de Barestraat rond 1927 gezien vanaf het oosten naar het westen met op de achtergrond een excentrisch geplaatst gebouw, dat later werd verwijderd om de straat te verbreden.
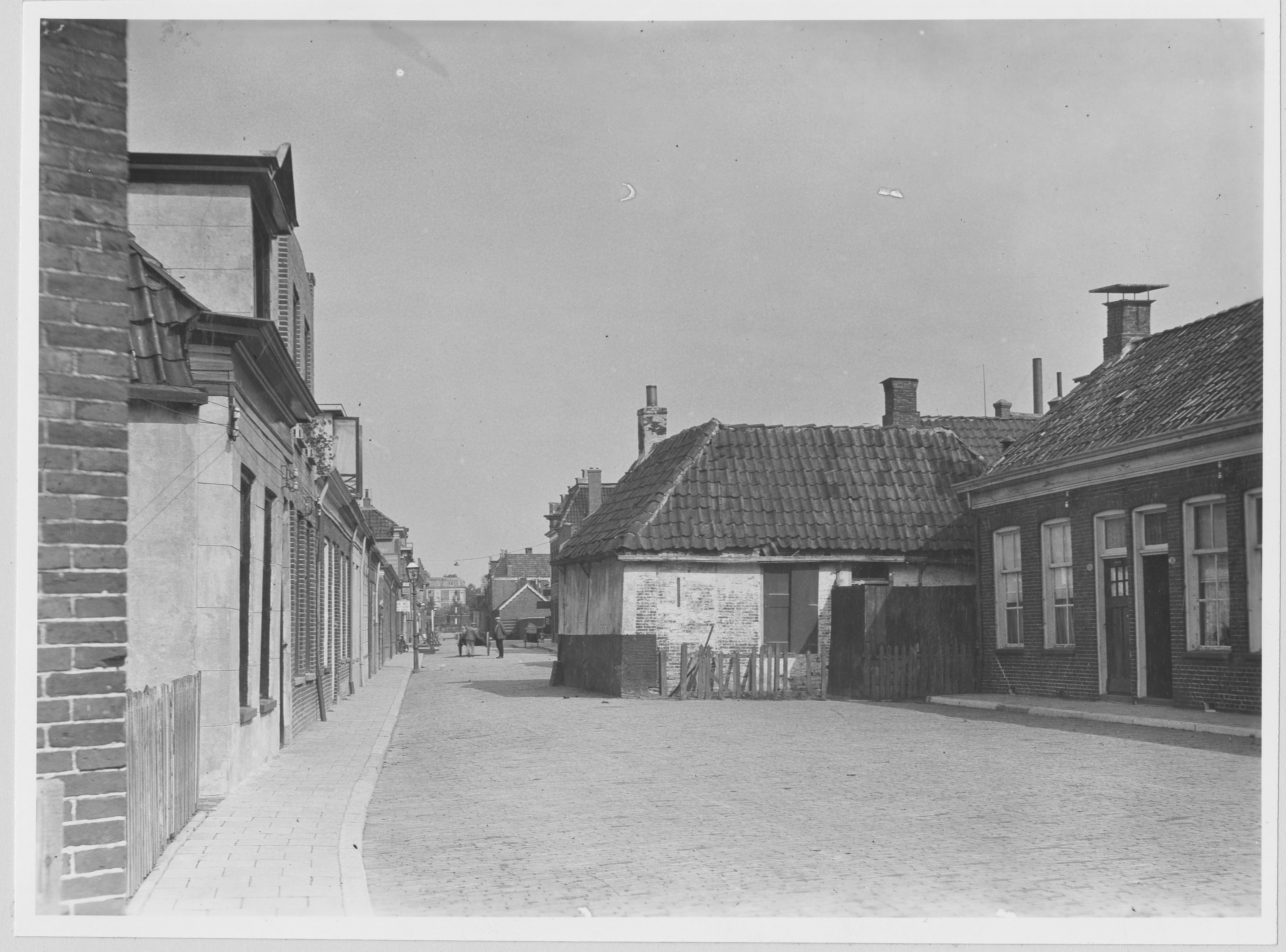
Excentrisch gebouw aan de Achterweg (later hernoemd tot Merwedestraat) in 1930. Het gebouw werd aangekocht door de gemeente om het te slopen om de weg te kunnen verbeteren. Gezien naar het noorden. De rooilijn werd ter plaatse een stuk naar achteren verplaatst. Het huis bevond zich ter hoogte van Merwedestraat 34, dat een jaar later werd gebouwd in 1931.
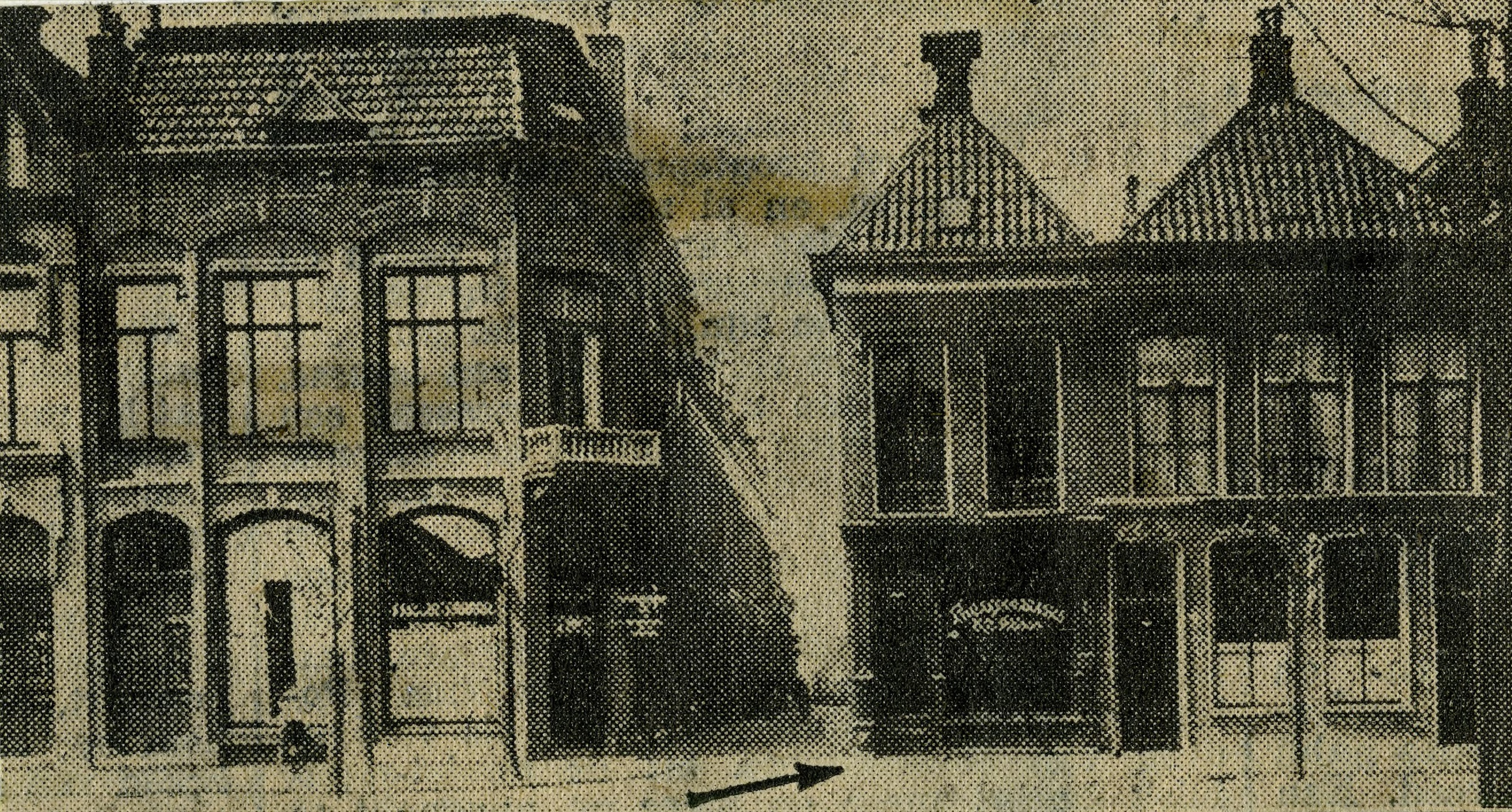
Het te slopen pand aan de Hereweg in Groningen (zie pijl: de sigarenwinkel) om de Baresteeg te vergroten in 1927. Links concerthuis De Jong/Apollo.

### Parkwegbuurt

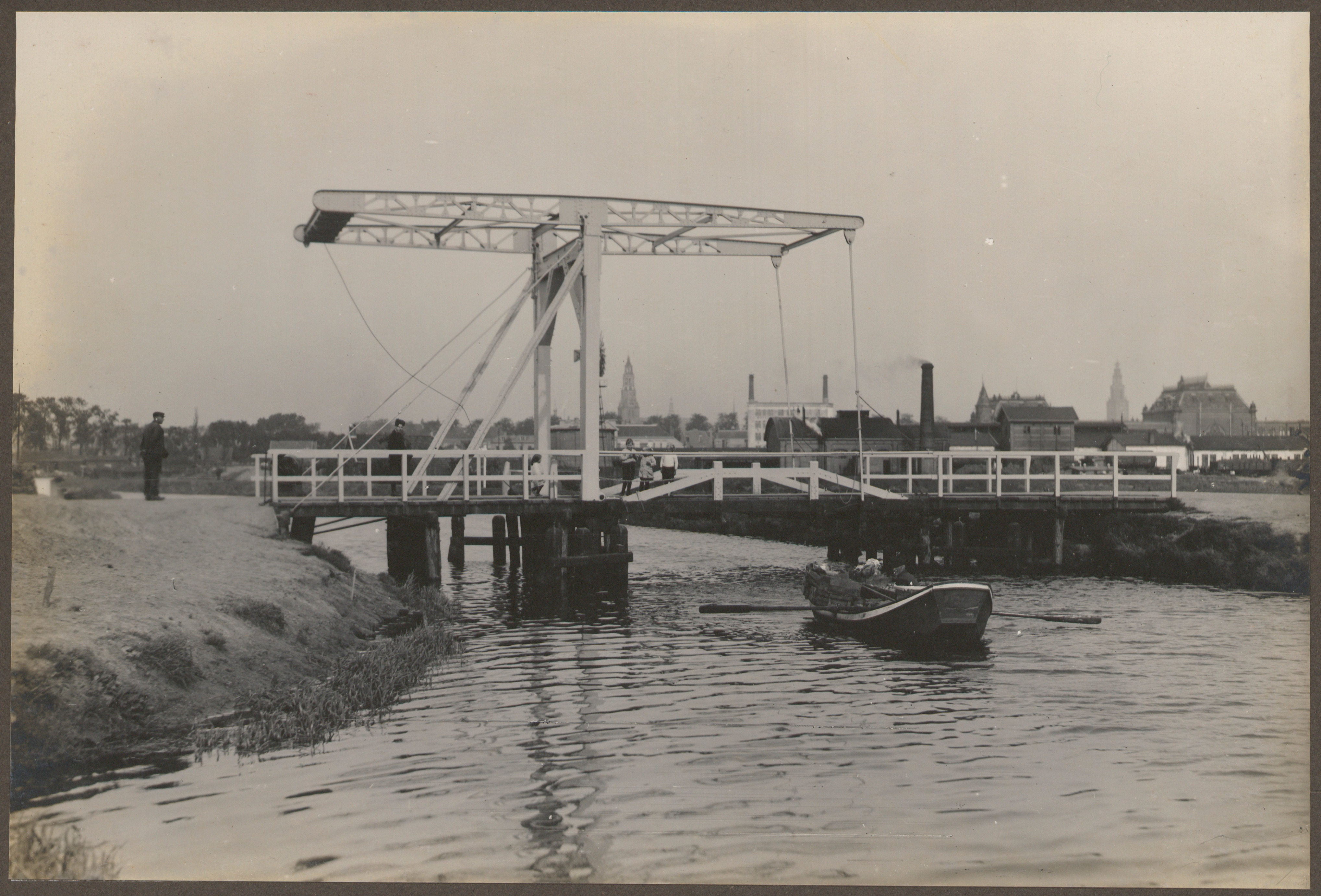
De eerste Parkbrug rond 1926 gezien vanuit het zuiden over het Hoornsediep. Op de achtergrond van links naar rechts de toren van de Akerk, de koffie- en theefabriek van Niemeyer (met twee pijpen), daarvoor de vetgasfabriek van de spoorwegen (met pijp) en andere gebouwen van de spoorwegen op het emplacement en helemaal rechts het Stationsgebouw.

Het westelijke deel van de buurt bleef tot begin 20e eeuw grotendeels landbouwgrond. In 1861 was wel het Hoornsediep vergraven tot het Noord-Willemskanaal, waarna bedrijvigheid ontstond rond de spoorhaven op het spooremplacement. De in 1862 opgerichte ijsvereniging Groningen kocht in 1883 midden in het gebied een perceel groenland waar zij een ijsbaan aanlegde. Deze ijsbaan was een vervanging voor de kort daarvoor dichtgegooide vestinggrachten waar tot dan toe werd geschaatst. De 'weg naar de ijsbaan' bevond zich tussen de woningen aan westzijde van de Achterweg, iets ten noorden van het einde van de Rabenhauptstraat. In 1896 werd de ijsbaan verplaatst naar de Eelderstraatweg, waar deze later opging in het Stadspark. De oude ijsbaan bleef aanwezig en werd pas in 1935 verkocht toen dit deel van de buurt door de gemeente werd ontwikkeld. Behalve deze activiteiten en de lijstenfabriek ten westen van de Achterweg bleef het gebied grotendeels leeg.  
De Woningwet vereiste van gemeenten met meer dan 10.000 inwoners dat er uitbreidingsplannen en bestemmingsplannen werden opgesteld. In Groningen leidde het in 1906 vastgestelde Plan van Uitleg van directeur Gemeentewerken Mulock Houwer tot de start van de ontwikkeling van het westelijke deel van de buurt. Mulock Houwer voorzag in een van zijn eerdere ontwerpen een groot park met villa's aan zuidzijde van de toekomstige woonwijk. Dit ontwerp werd niet gerealiseerd evenals een later ontwerp met minder groen. De noord-zuidstructuur in het plan vormde echter wel de basis voor nieuwe woningbouw in het westelijke deel van de buurt. De zandweg die als verbindingsweggetje doorliep vanaf de Rabenhauptstraat naar het Hoendiep werd in 1923 verhard tot een macadamweg, waarbij over het Hoornsediep de Parkbrug werd gebouwd. Daarmee was de verbinding naar het Stadspark een feit. De weg liep in eerste instantie over particuliere grond. De eigenaren kwamen er niet uit met de gemeente, waarop deze in 1935 de grond onteigende en daardoor in 1936 pas de straatnaam Parkweg kon toekennen. Voor het emplacement aan noordzijde van de Parkweg waren in 1916 gedachten geweest om het te verplaatsen naar een zeer groot nieuw terrein buiten de stad ter hoogte van de Paterswoldseweg, maar deze plannen werden vermoedelijk al snel weer afgeblazen. Wel werd in 1927 de spoorhaven gedempt. 
In 1928 werd het op het Plan van Uitleg voortbordurende Plan van Uitbreiding van Berlage-Schut opgesteld en in 1932 in gewijzigde vorm aangenomen. Hierin werd het definitieve plan voor de toekomstige woningen rond de Parkweg ingetekend. In de jaren erop werd begonnen met de bouw van nieuwe huizen langs deze Parkweg. Waar in de aangrenzende Grunobuurt langs deze weg vooral huurwoningen voor het spoorwegpersoneel verrezen van bouwvereniging Gruno, werden langs de Parkweg in de latere Rivierenbuurt vooral middenstandswoningen voor particulieren gebouwd: portiekwoningen van drie tot vier lagen hoog in Interbellum-stijl. Een van de architecten was Johannes Prummel, die de woningen langs de Parkweg ontwierp. Een aantal huizen werden ontwikkeld op gronden van investeerders, zoals fabrikanten Fongers (hoek Rijnstraat-Parkweg) en Vogel (oneven kant Parkweg). Waar Mulock Houwer een aantal zijstraten had getekend in zijn plannen, werd hiervan in de praktijk alleen de Rijnstraat doorgetrokken en de Berkel- en de Lingestraat niet. De bebouwing langs de Parkweg en de noordzijde van de hieraan parallel lopende IJsselstraat bestaat hierdoor uit lange aaneengesloten gevelwanden, ook wel strokenbouw genoemd. Langs de voorzijden werden ligusterhagen geplant, zodat het geheel een groene uitstraling kreeg. In mei 1937 kwamen de eerste woningen gereed langs de Parkweg en het eerste deel van de straten ten zuiden daarvan. Op aandringen van de nieuwe bewoners werden een maand later ook de straatnamen bekendgemaakt van de straten ten zuiden van de Parkweg, die destijds gezamenlijk 'Parkweg-buurt' werden genoemd en liepen tot halverwege de Linge-, Rijn-, Berkel- en Reggestraat en het Hoornsediep. Besloten werd om deze straten de namen van Nederlandse rivieren te geven. In deze nieuwe uitbreiding werden tot 1938 538 portiekwoningen gebouwd met buurtwinkels op de hoeken.

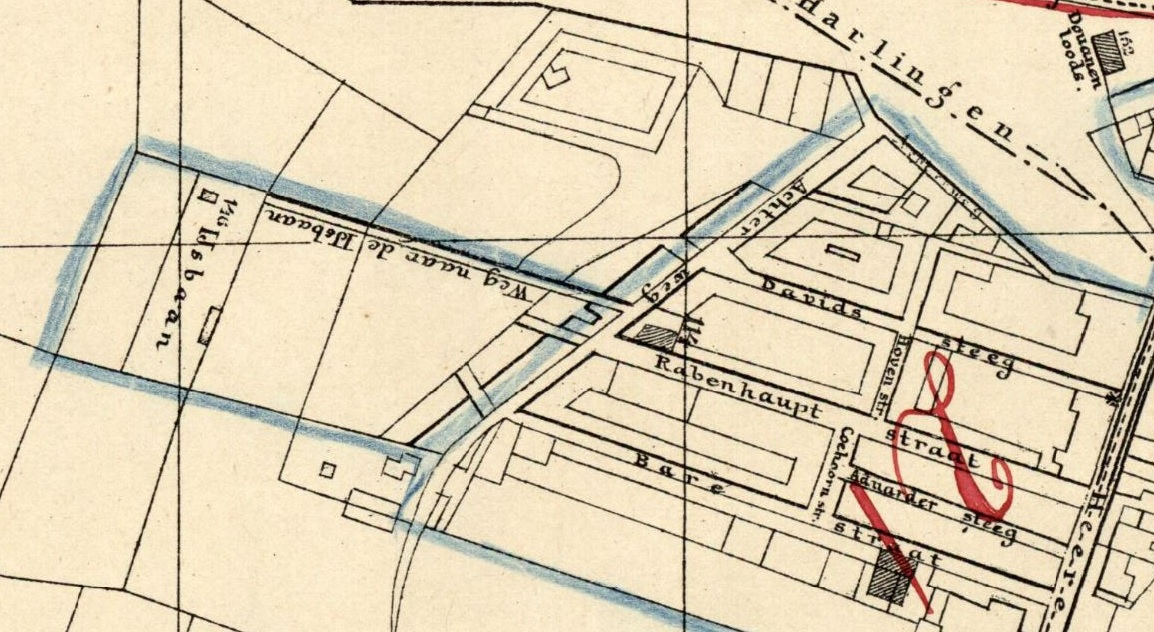
De ijsbaan ten westen van de Rabenhauptstraat op een kaart uit ca. 1896
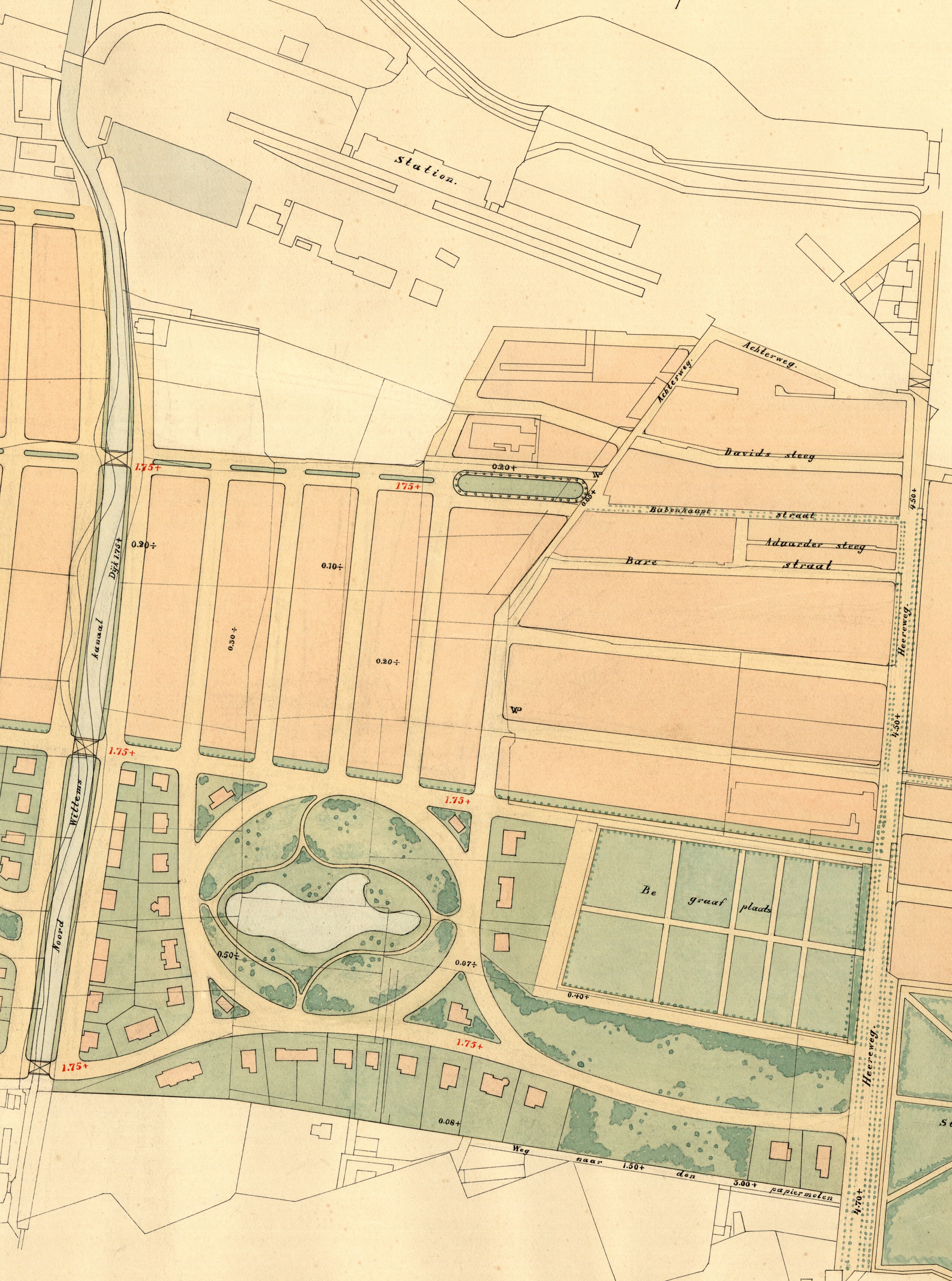
Uitsnede van een ouder deelplan van het Plan van uitleg uit ca. 1900 met de Rivierenbuurt waarin onder meer aan zuidzijde een groot park met villa's en een centrale vijver staat ingetekend. Op het zuidelijke deel hiervan werd in de jaren 1960 de zuidelijke ringweg aangelegd. Ook staat een parkje ingetekend aan westzijde van de Rabenhauptstraat. Vanuit de latere Parkweg lopen een groot aantal straten naar het zuiden. Hiervan werd alleen de Rijnstraat gerealiseerd.
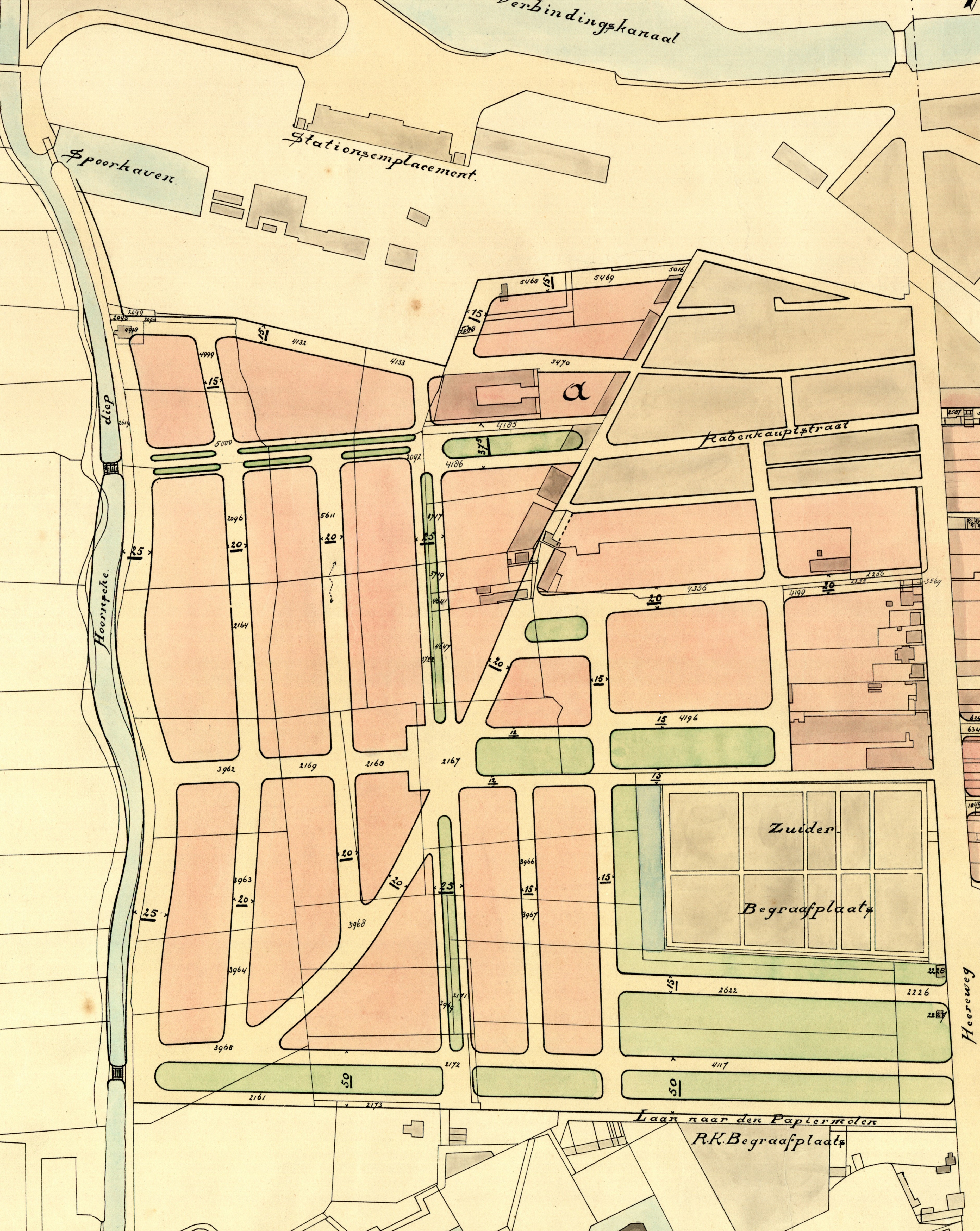
In een latere versie van het Plan van uitleg is de Achterweg doorgetrokken naar het zuiden om met een boog uit te komen in het zuidwesten van de buurt. Het groen is hier flink teruggebracht. De bestaande bebouwing is zichtbaar over de planvlakken.
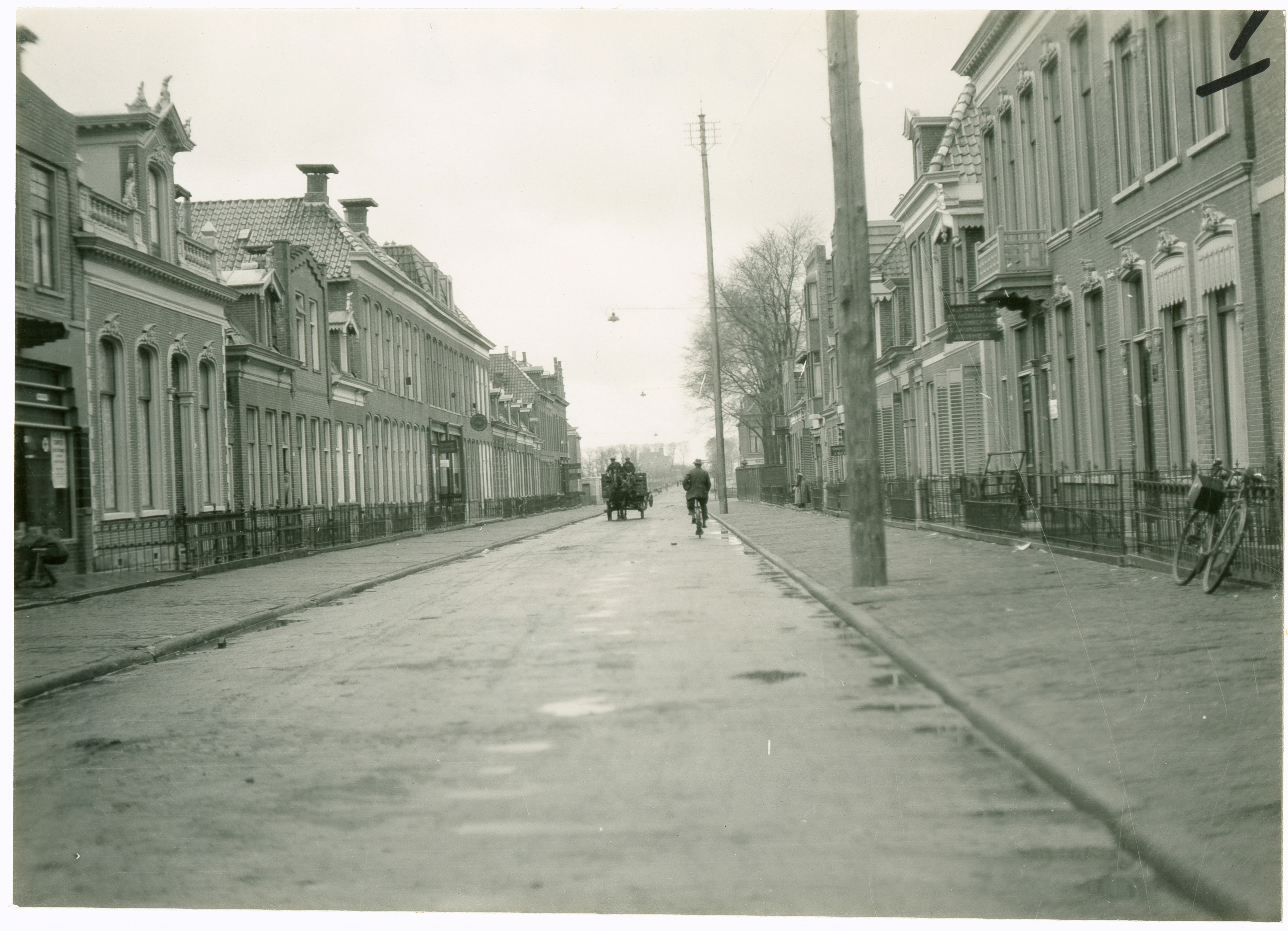
Het westelijkste deel van de Rabenhauptstraat rond 1927 met op de achtergrond het nog onbebouwde gebied rond de latere Parkweg.
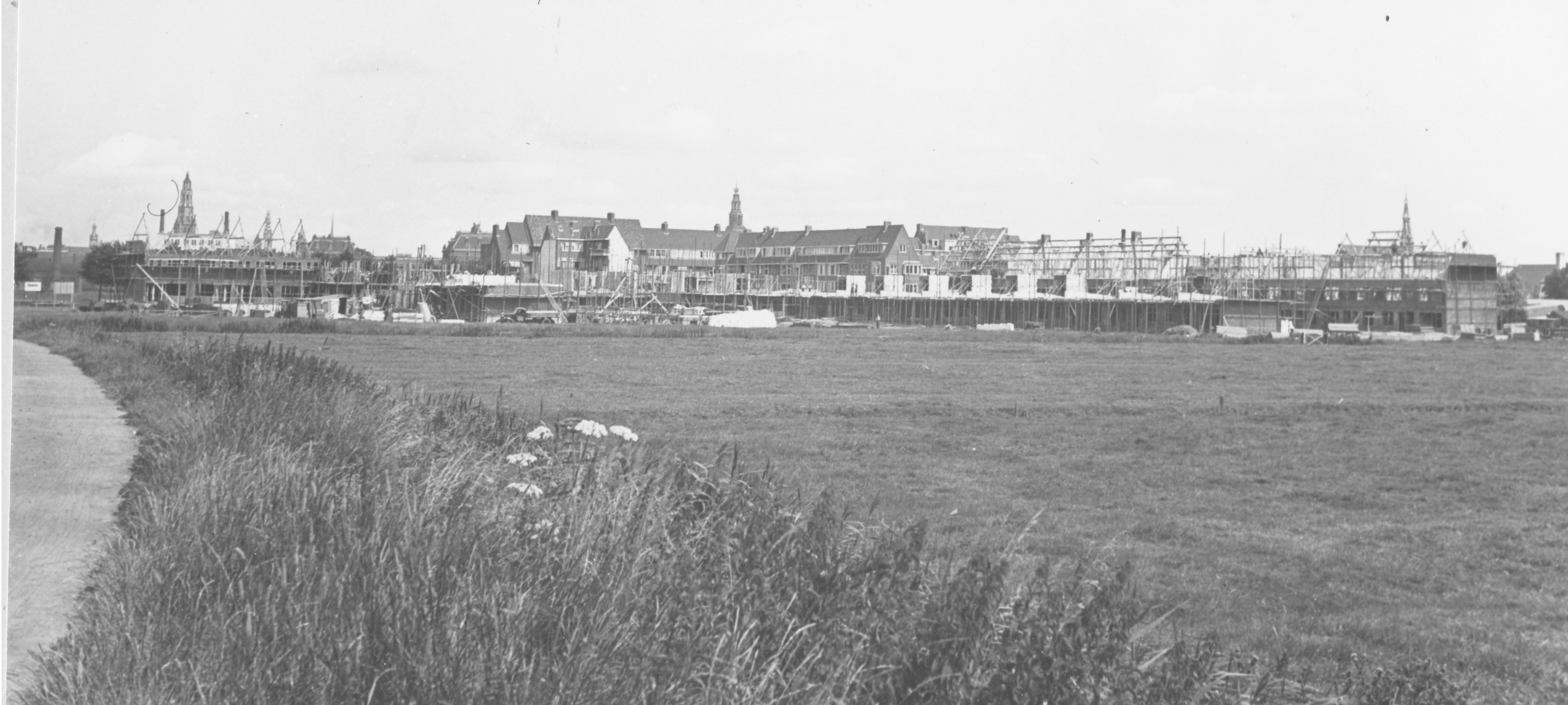
De Parkwegbuurt in aanbouw gezien vanuit het zuiden (pad langs het Hoornsediep) in 1937. Linksachter de schoorsteen van de vetgasfabriek van de spoorwegen. Middenachter de Martinitoren tussen de schoorstenen van de koffie- en theefabriek van Theodorus Niemeyer. In de jaren 1950 werd hierachter het Plan Rabenhaupt ontwikkeld, waarbij onder andere de Rivierenbuurt-Zuid tot stand kwam op de open velden op de voorgrond.
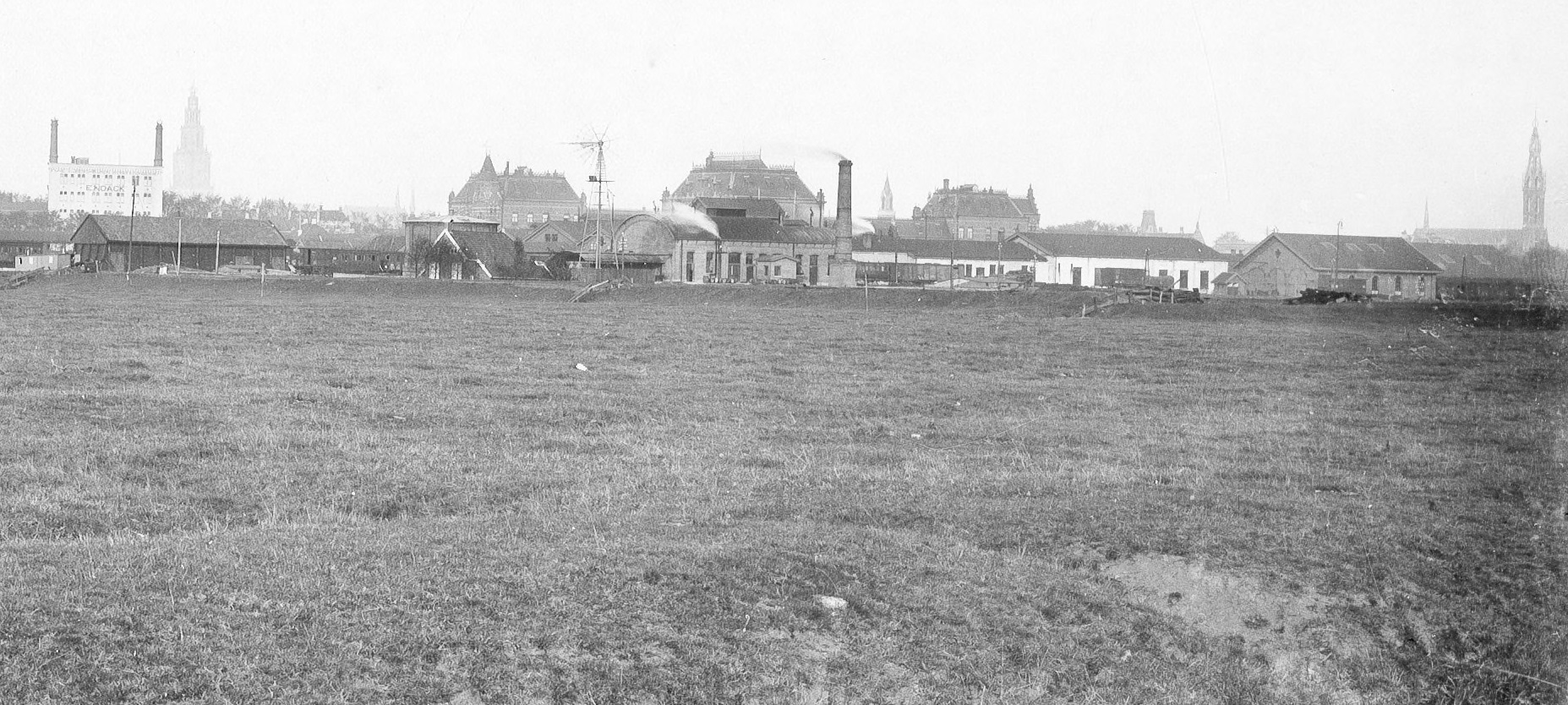
Het emplacement van station Groningen gezien vanuit het westen in 1908. Links de schoorstenen van de koffie- en theefabriek van Niemeyer. Middenachter het stationsgebouw en rechtsachter de Sint-Jozefkathedraal. Daarvoor de spoorgebouwen op het emplacement, waaronder de vetgasfabriek met schoorsteen. Op de voorgrond de weilanden waar in de jaren 1960 het Emmaviaduct werd gebouwd.
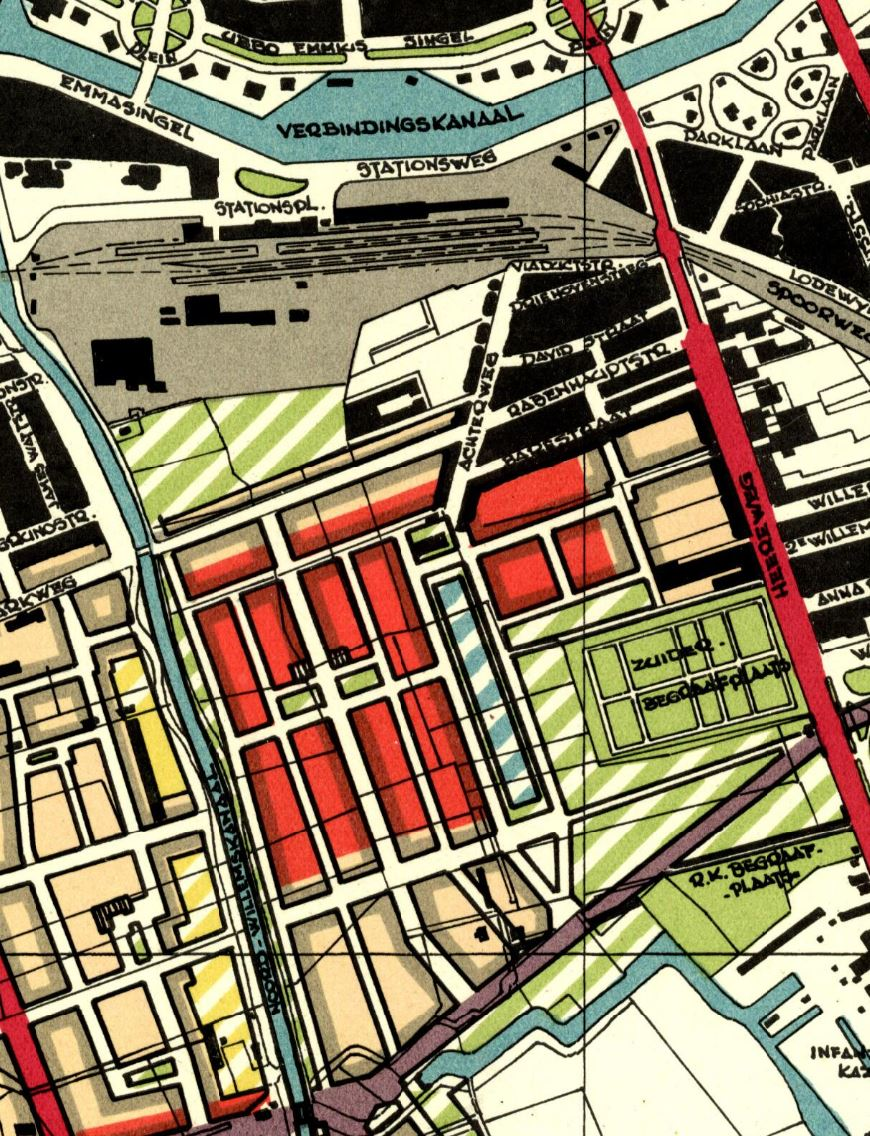
Fragment van het Plan van uitbreiding van de gemeente Groningen uit 1932 van Berlage-Schut met het plan voor de Rivierenbuurt. In rood de geplande woningen voor arbeiders in gebroken wit de woningen voor middenstanders. In het midden van de wijk was een grote vijver gepland. Plantsoenen waren gepland rond de Zuiderbegraafplaats en ten noorden van de Parkweg. De eerste contouren van de latere zuidelijke ringweg staan hier ook al op aangegeven. Een deel van dit plan werd gewijzigd in het Structuurplan van 1950.

### Plan Rabenhaupt

#### Planvorming

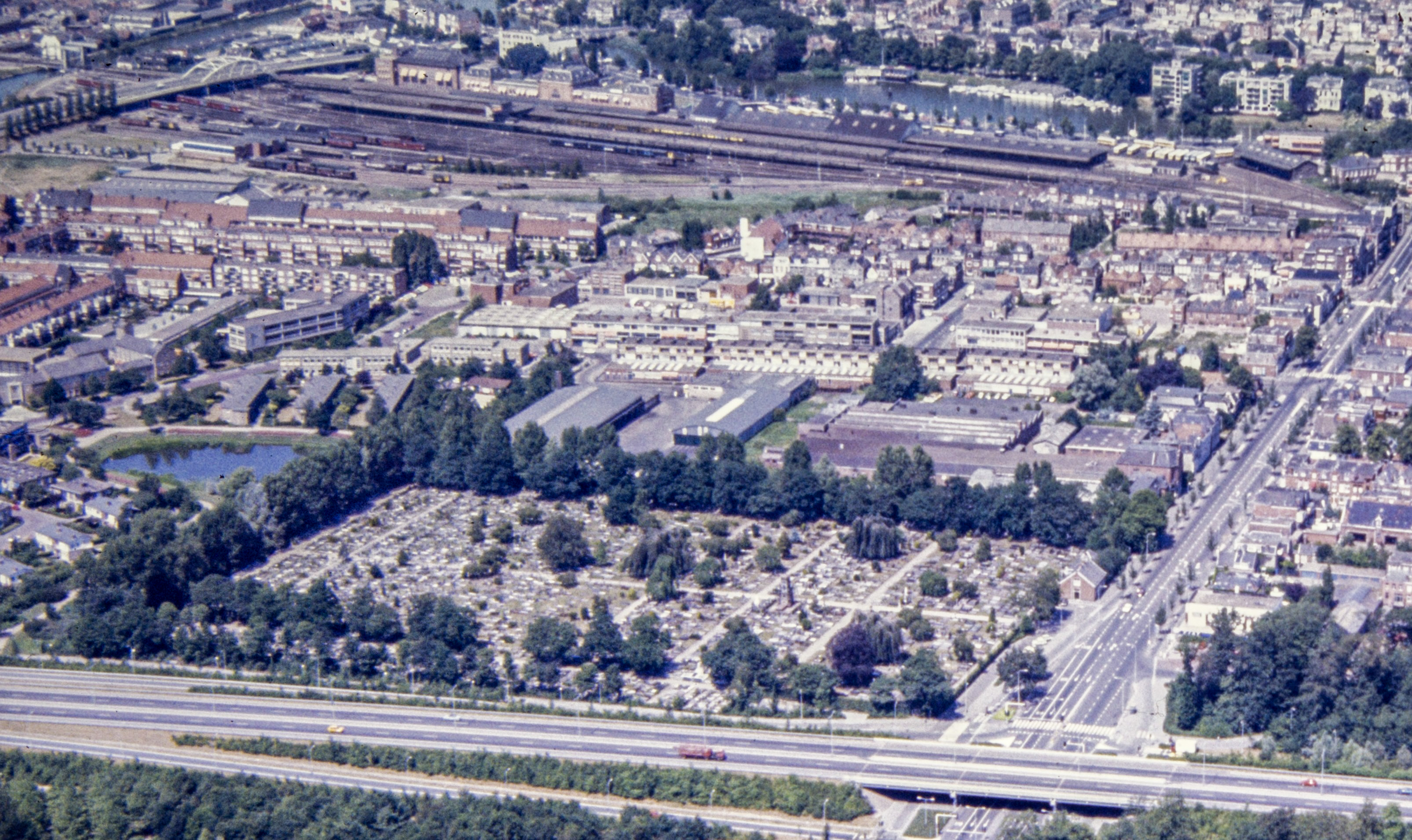
Het oostelijke deel van de Rivierenbuurt in Groningen gezien op een luchtfoto uit de eerste helft van de jaren 1970. Veel van de aanwezige bebouwing werd in de decennia erop gesloopt voor nieuwbouw.

De verdere uitbreidingsplannen voor de wijk uit Berlage-Schut werden in 1937 afgekeurd door Gedeputeerde Staten omdat de industriezones die er in getekend stonden niet meer geschikt werden geacht voor de veranderende industriesector. Omdat er echter al een groot aantal spontane vestigingen van industriële bedrijven in het bebouwde gebied waren ontstaan en rijwielfabriek Fongers al een omvangrijk terrein in beslag had genomen, werd er echter wel voor gekozen om wel een industriestrook rondom de Fongersfabriek te bestemmen, ondanks het feit dat hiermee niet de gewenste functionele scheiding tussen wonen en industrie mee werd bereikt. Deze bestemming had vooral invloed had op de inrichting van de Menneslaan; de latere Vechtstraat.
In 1940 werd uiteindelijk het plan Berlage-Schut uit 1928 definitief vastgesteld. Door de oorlog werd de uitvoering echter sterk vertraagd. In 1949 werd een eerste schetsplan opgesteld als voorstudie voor de Gruno- en de Rivierenbuurt. Dit ontwerp moest echter al meteen weer worden aangepast omdat de Sint-Willibrordvereniging de dienst Stadsuitbreiding en Volkshuisvesting verzocht om een terrein voor de bouw van een huishoudschool met een internaat en een klein kloostergebouw. Omdat al deze voorzieningen als een enclave in het ontwerp moesten worden opgenomen aan het zuidelijke einde van de Berkelstraat werd besloten tot het verlengen van de Linge-, Rijn- en Berkelstraten ten zuiden van de IJsselstraat. Hierdoor kwam de geplande centrale Rivierenhof in het gedrang en werd het geplande groene hart teruggebracht tot een breed plantsoen.
In 1950 stelde de gemeentelijke dienst Stadsuitbreiding/ontwikkeling en Volkshuisvesting op basis van het plan Berlage-Schut een aanzet op voor een structuurplan voor de naoorlogse uitlegwijken. Binnen het structuurplan vormden de Rivierenbuurt (toen nog Rabenhaupt(wijk) genoemd) en de Grunobuurt het centrale deel van het zuidelijke deel van de sterk concentrische schilwijken waarmee de stad moest worden klaargemaakt voor de huisvesting van een geplande bevolking van ongeveer 180.000 mensen.

#### Indeling
Omdat er grote woningnood heerste was het van belang om snel te starten en werden de plannen van voor de oorlog slechts beperkt aangepast. Het stedenbouwkundige plan voor beide wijken werd vermoedelijk opgesteld door stadsarchitect Giordano Bruno Smid in opdracht van de gemeentelijke dienst Stadsuitbreiding en Volkshuisvesting en omvatte een gebied van ruim 23 hectare verdeeld waarvan ruim 10 hectare woningbouw (21,8%). De overige delen bestonden uit bijzondere bebouwing (9,4%), lichte industrie (14%), wegen (20%) en een vijver met omringende plantsoenen en het speelterrein van speeltuinvereniging Parkbuurt tussen de buurt en de Zuiderbegraafplaats (10%). Het plantsoen was bedacht als een groene verbinding tussen het Sterrebos en het Stadspark, maar het geplande deel langs de Maasweg (later Maaslaan) aan de andere zijde van het kanaal (Grunobuurt) zou er nooit komen. Het park vormde een groene buffer rond de Zuiderbegraafplaats, waarvan aangegeven was dat er niet omheen gebouwd mocht worden binnen een straal van 50 meter.
Onderdeel van het programma van eisen waren een aantal wijkvoorzieningen zoals een winkelcentrum van ongeveer 25 winkels langs de zuidzijde van de Rivierenhof, een drietal kleuterscholen en lagere scholen, een aantal instellingen (waaronder het Talmahuis en het klooster Mariënholm) en een terrein voor de bouw van bijzondere voorzieningen zoals een buurthuis of een kantoor (niet gerealiseerd). De aanwijzing als locatie voor scholen had vooral met de nabijheid van het station te maken. De 'lichte industrie' langs de ontsluitingsweg naar de Hereweg (Vechtstraat) was oorspronkelijk bedoeld als gebied voor een toekomstige uitbreiding van de Fongersfabriek, maar in de praktijk zou deze er nooit komen en al eind jaren 1950 werden er bedrijven met bovenwoningen gerealiseerd. Naar het noorden toe werden min of meer aansluitend bedrijventerreinen gepland aan weerszijden van de woon-winkelpanden langs de Rabenhauptstraat, waarvoor de woningen erachter zouden moeten verdwijnen. Dit plan werd uitgevoerd aan zuidzijde rond de Barestraat en Aduarderstraat middels een onteigeningsplan en saneringsplan voor een groot deel van het gebied tussen Berkelstraat, Vechtstraat en Rabenhauptstraat (zie Barestraat, Aduarderstraat en Geulstraat). 
Het plan voor de Davidstraatbuurt aan noordzijde, dat in 1972 in het kader van de herontwikkeling van de zuidkant van het station was opgesteld, werd echter geblokkeerd door fel verzet van de bewoners (zie Herstructurering Davidstraatbuurt). Op het terrein ten noorden van de Parkweg stonden al een aantal fabrieken, die in de jaren 1970 aangevuld hadden moeten worden met kantoorgebouwen van de PTT, maar hiervan werd uiteindelijk alleen een expeditieknooppunt gerealiseerd voor de PTT en een kleine zuidelijke stationsingang (traverse) ter plekke van de Achterweg (zie Strijd om de Viaductstraat). 
Langs de vijver werd het Fongerspad aangelegd. De vijver vormde tevens een overstort voor de riolering. In de plannen werd ook wel gesproken over een 'rioleringsvijver'. In 1951 werd tevens besloten tot de aanleg van het Emmaviaduct om zo het centrum van de stad beter te ontsluiten.
 

In 1951 werd het uitbreidingsplan Rabenhaupt aangenomen met uitzondering van een aantal terreinen waar gebouwen van vier etages waren gepland. De definitieve goedkeuring vond plaats in 1953.

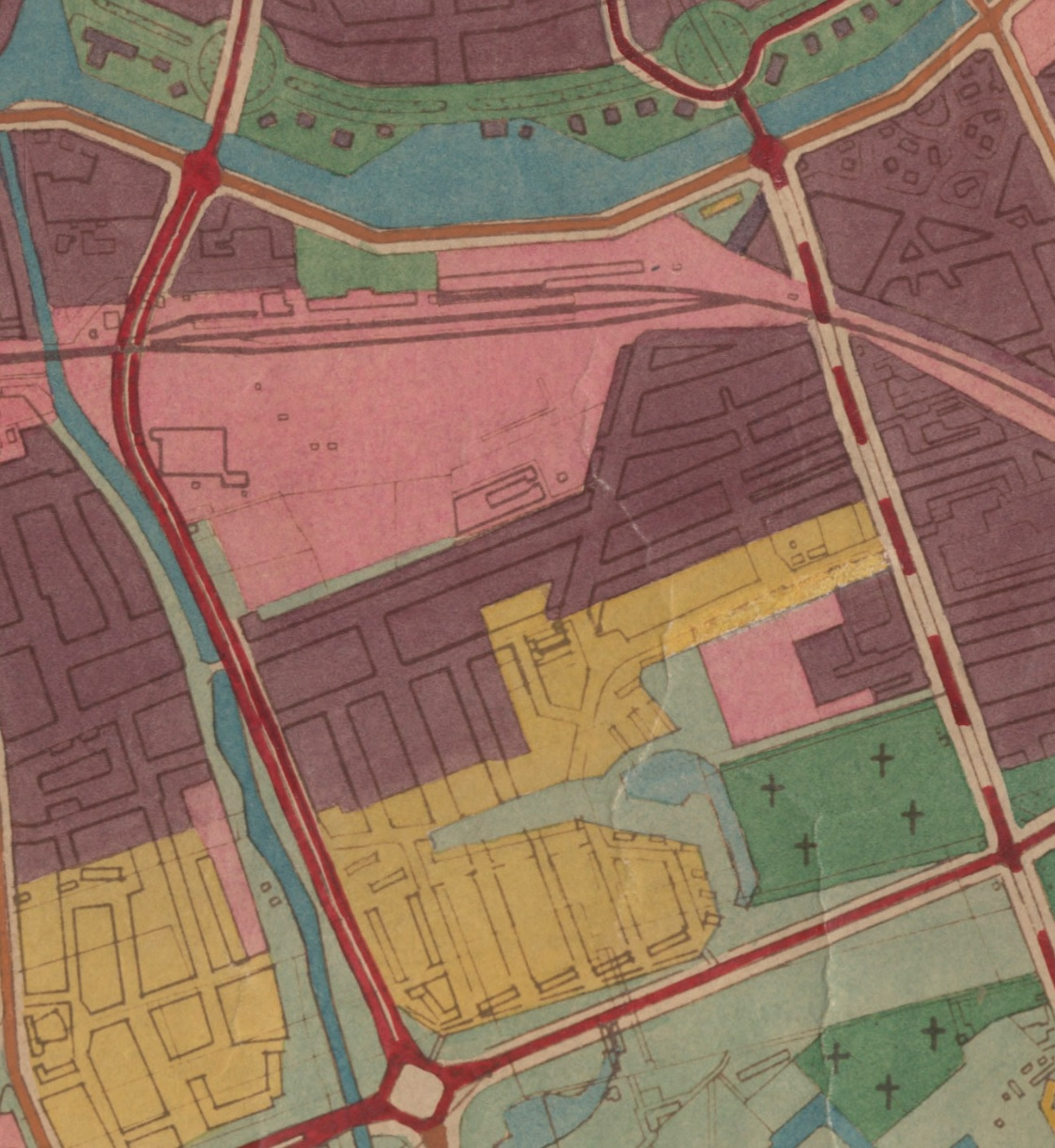
Schets Structuurplan (1950)
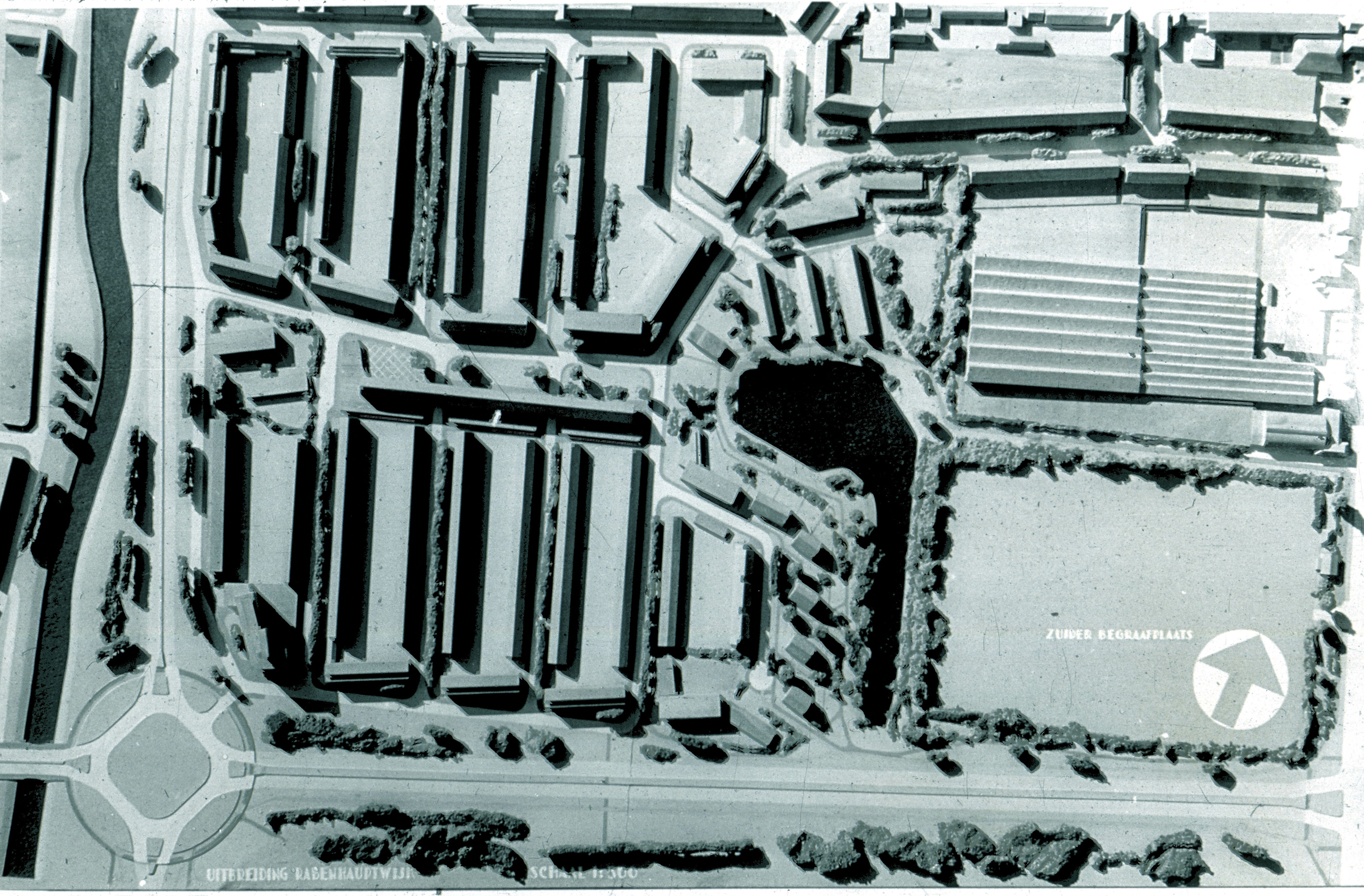
De maquette van het wijkstructuurplan van de Rabenhauptwijk (Rivierenbuurt) uit 1951.
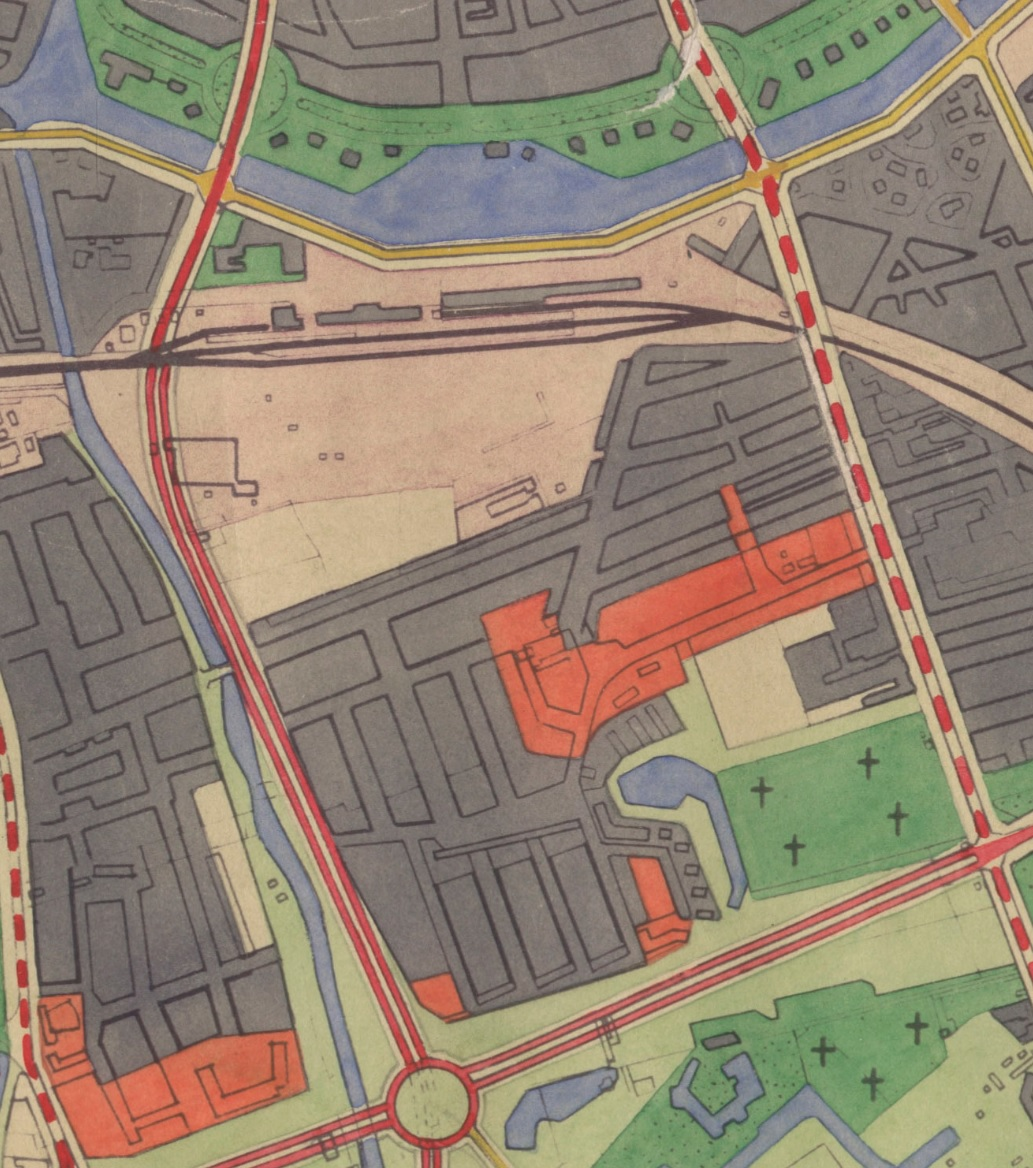
Schets Structuurplan (1958)

#### Woningbouw

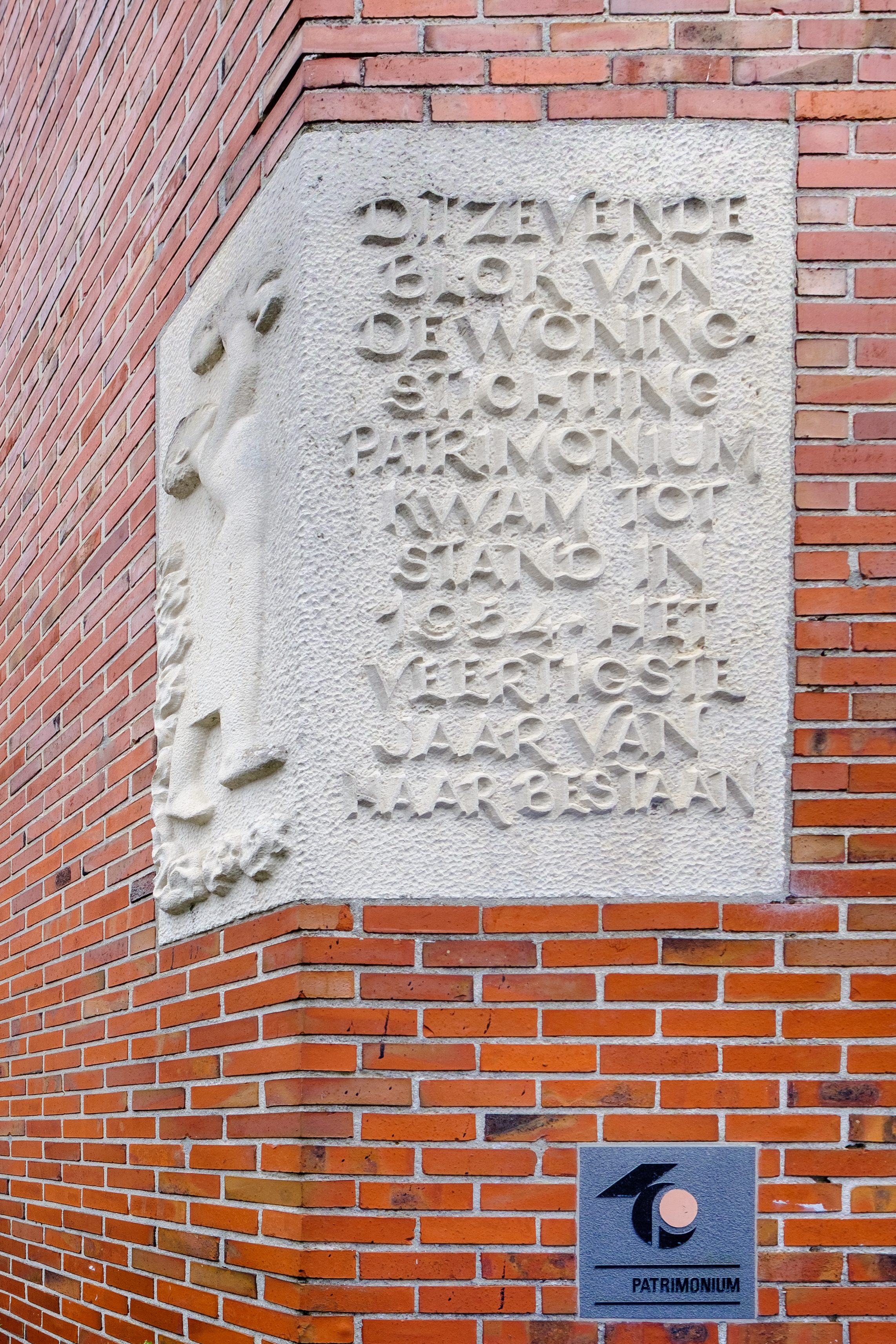
Een gedenksteen in een huizenblok in de Lauwersstraat herinnert aan de bouw van het zevende huizenblok van woningstichting Patrimonium in de Rivierenbuurt-Zuid in 1954.

Vanaf 1953 werden in ongeveer 8 jaar tijd ongeveer 720 woningen gerealiseerd. Uit het onderzoek 'sociale wijkopbouw en woningdifferentiatie' uit ongeveer 1950 was gebleken dat er grote behoefte was aan woningen voor arbeiders en kleine middenstand. In de Rivierenbuurt werd aanvankelijk driekwart van de woningen bestemd voor arbeiders en een kwart voor middenstanders. Tijdens de bouw bleek echter dat er meer vraag was naar middenstandswoningen, waardoor er uiteindelijk meer woningen voor deze categorie werden gebouwd. Veel woningen werden gebouwd door kleine lokale aannemers in opdracht van door de oorlog verarmde middenstanders. 
Bouwkundig gezien was de nieuwbouw weinig vooruitstrevend: Volgens Janssen namen de Groningse architecten en stedenbouwers een 'terughoudende, afwachtende houding' aan 'ten aanzien van de snel voortschrijdende vernieuwing', hetgeen tot uiting kwam in vooroorlogse ontwerp- en bouwtradities met gebruikmaking van traditionele bakstenen gevels. Wel werd een voor Groningen nieuw verkavelingstype geïntroduceerd: het opengeknipte  of half open bouwblok. Hierbij werden openingen tussen de bouwblokken gemaakt, waarlangs de brandgangen en achtertuinen bereikbaar werden gemaakt. Deze openingen zorgen ook visueel voor een opener effect, dat bijvoorbeeld goed zichtbaar is in de opening tussen de Rivierenhof en de achtergelegen woonstraten.  
De meeste woningbouw werd gerealiseerd in het zuiden van de Rivierenbuurt. De bulk hiervan werd ten zuiden van de Rivierenhof gebouwd in het begin van de jaren 1950. In dezelfde tijd verrezen een aantal woningblokken langs de Dinkelstraat ten noorden daarvan. Eind jaren 1950 werd het stuk tussen de bestaande Parkwegbuurt en de Rivierenbuurt-Zuid verder ingevuld en werden een aantal bovenwoningen gerealiseerd langs de Vechtstraat en aangrenzende straten. Eind jaren 1960 werde met de bouw van de Julianaflat bij het Julianaplein het laatste deel ingevuld. 
In de Rivierenbuurt-Zuid werd in de jaren 1950 een groot aantal woningwetwoningen gebouwd in in opdracht van woningcorporatie Patrimonium en kreeg daarmee een grotendeels christelijke signatuur. In de plannen werd gesproken over 500 woningen en 100 bejaardenwoningen, waarvan 50 met zorg. In 1952 besloot Patrimonium om voor het ontwerp van het oostelijke deel (Amstelstraat en Lauwersstraat) de gereformeerde architect Rienk Offringa (eerder woonachtig aan de Viaductstraat) te vragen. Deze vroeg keramist Anno Smith om de portalen te voorzien van tableau's met sterrenbeelden. In hetzelfde jaar werden de namen gegeven aan de straten in de Rivierenbuurt-Zuid. In 1954 werd de bouw van de 174 woningen met drie bouwlagen gegund aan aannemers Steenhuis en Schuitema, die de woonblokken in 1955 opleverden. Architect Derk Broos werd tegelijkertijd in 1952 gevraagd voor het ontwerp van het westelijke deel (Merwedestraat en Scheldestraat) en voor de bouw van drie bejaardenflats aan de toenmalige Dinkelstraat (tegenover de Reggestraat). In totaal ging het om 124 woningen, die werden gebouwd tussen 1954 en 1956. De woningen aan de Merwedestraat en Scheldestraat kregen ornamenten met voorstellingen van beroepen boven de ingangen van Anno Smith en werden later aangewezen als gemeentelijk monument. De beide andere straten kregen tableaus met afbeeldingen van sterrenbeelden van Smith, die ook een aantal tableaus voor winkelcentrum Rivierenhof vervaardigde. De bouw van de woningblokken werd door Smith vereeuwigd in een gevelsteen in de Lauwersstraat met de tekst 'dit zevende blok van de woningstichting Patrimonium kwam tot stand in 1954. Het veertigste jaar van haar bestaan'. In de Merwedestraat bevindt zich nog een fraaie gevelsteen met de tekst 'Woningstichting Patrimonium'. In 1958 liet Patrimonium vervolgens 80 middenstandswoningen (van origine bedoeld als premiewoningen) bouwen langs de Maaslaan (toen nog Maasweg genoemd) en langs het Hoornsediep, waarmee de woningbouw eerst werd afgerond. Deze woningen naar ontwerp van Offringa en Martini werden deels bekostigd uit een bouwsubsidie. De duizendste woning van Patrimonium bevindt zich op het adres Maaslaan 20. Onderdeel van dit bouwproject was de bouw van een leeszaal: Aan de Amstelstraat 98 werd in een gebouw dat eigenlijk als garagebox bestemd was door Patrimonium (om niet) een filiaal van de openbare bibliotheek gehuisvest voor de 'culturele vorming' van de nieuwe wijk. Dit filiaal werd wegens 'te klein' volgens de CRM-normen in 1972 echter afgestoten en vervolgens omgevormd tot woning.
Aan zuidzijde werd de Lekstraat als restruimte in het plan bestemd voor de bouw van halfvrijstaande premiewoningen voor de middenstand. Deze woningen werden eveneens in de jaren 1950 gerealiseerd. In 1961 werd de bouw van de Rivierenbuurt-Zuid afgerond met de voltooiing van de Julianaflat naast het nieuwe Julianaplein. Deze flat naar ontwerp van Klaas Gerrit Olsmeijer was tot de bouw van de Dinkelflat het hoogste gebouw van de wijk.
In aanvulling op de bestaande Parkwegbuurt werden tussen 1958 en 1961 in aansluiting op de Rivierenhof de Rijn-,  Berkel- en IJsselstraat verder afgebouwd. De scheiding tussen de bestaande bebouwing en de nieuwe bebouwing is goed zichtbaar. Onder andere vanwege het feit dat de nieuwbouw werd uitgevoerd zonder dakkap. Zoals eerder aangegeven zorgde de plaatsing van het kloostercomplex bij de Merwedestraat ervoor dat deze straten uiteindelijk langer werden dan vooraf gepland. De afsluitende bebouwing aan noordzijde van de Rivierenhof werd als laatste gerealiseerd.

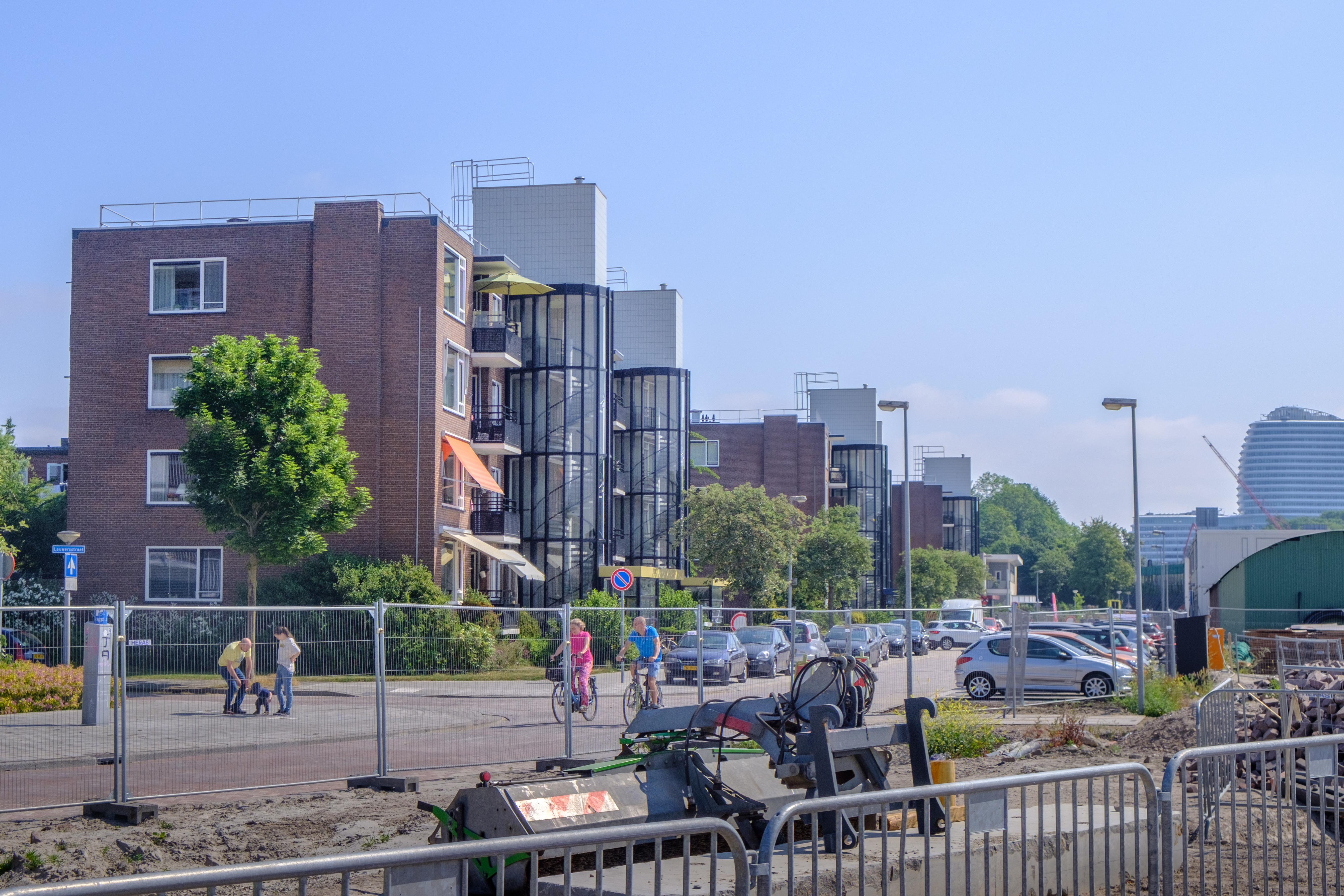
De Maaslaan gezien vanaf het Knooppunt Julianaplein in aanbouw tijdens de Dag van de Bouw in 2023.
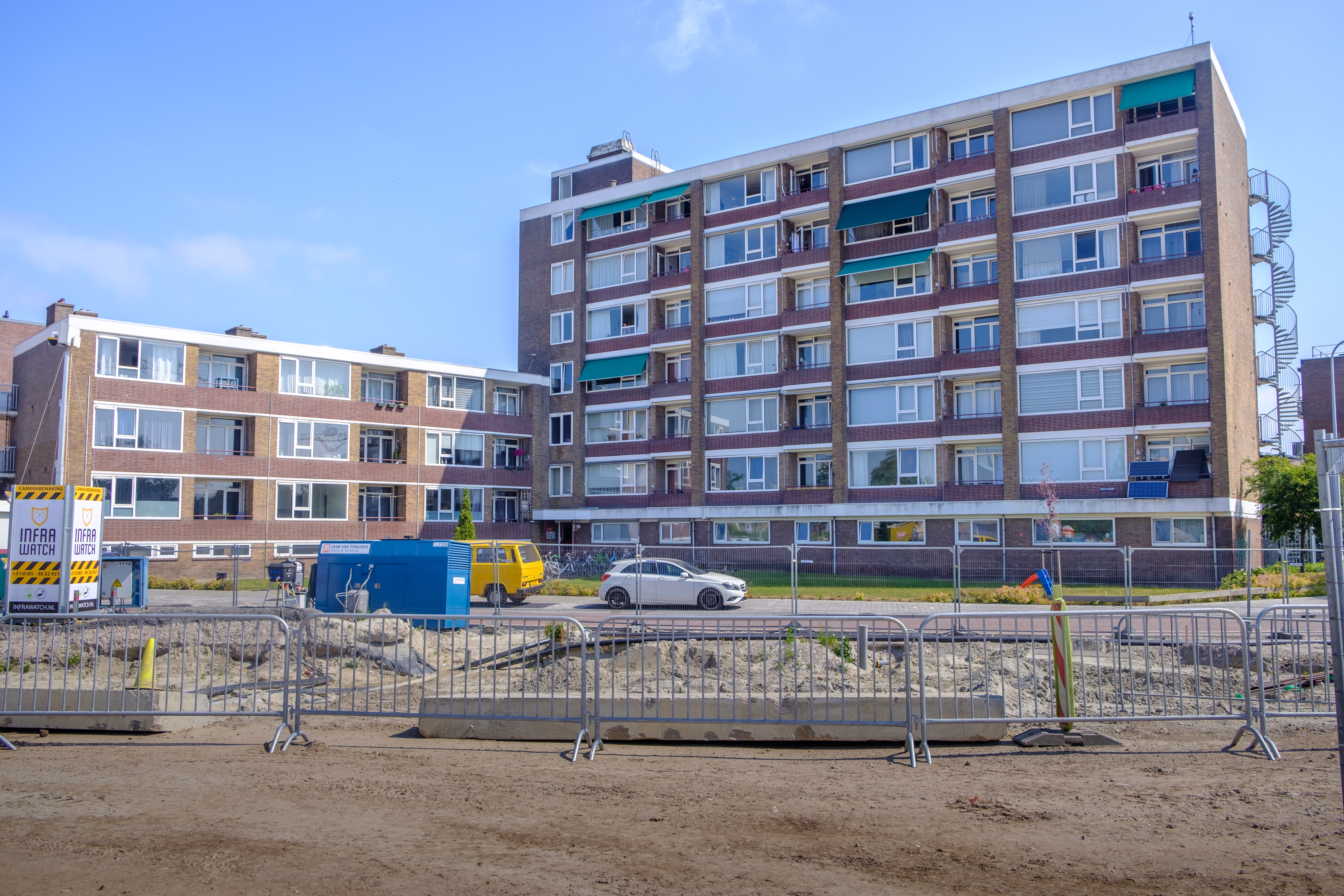
De Julianaflat aan het Hoornsediep Westzijde gezien vanaf het Knooppunt Julianaplein in aanbouw tijdens de Dag van de Bouw in 2023.
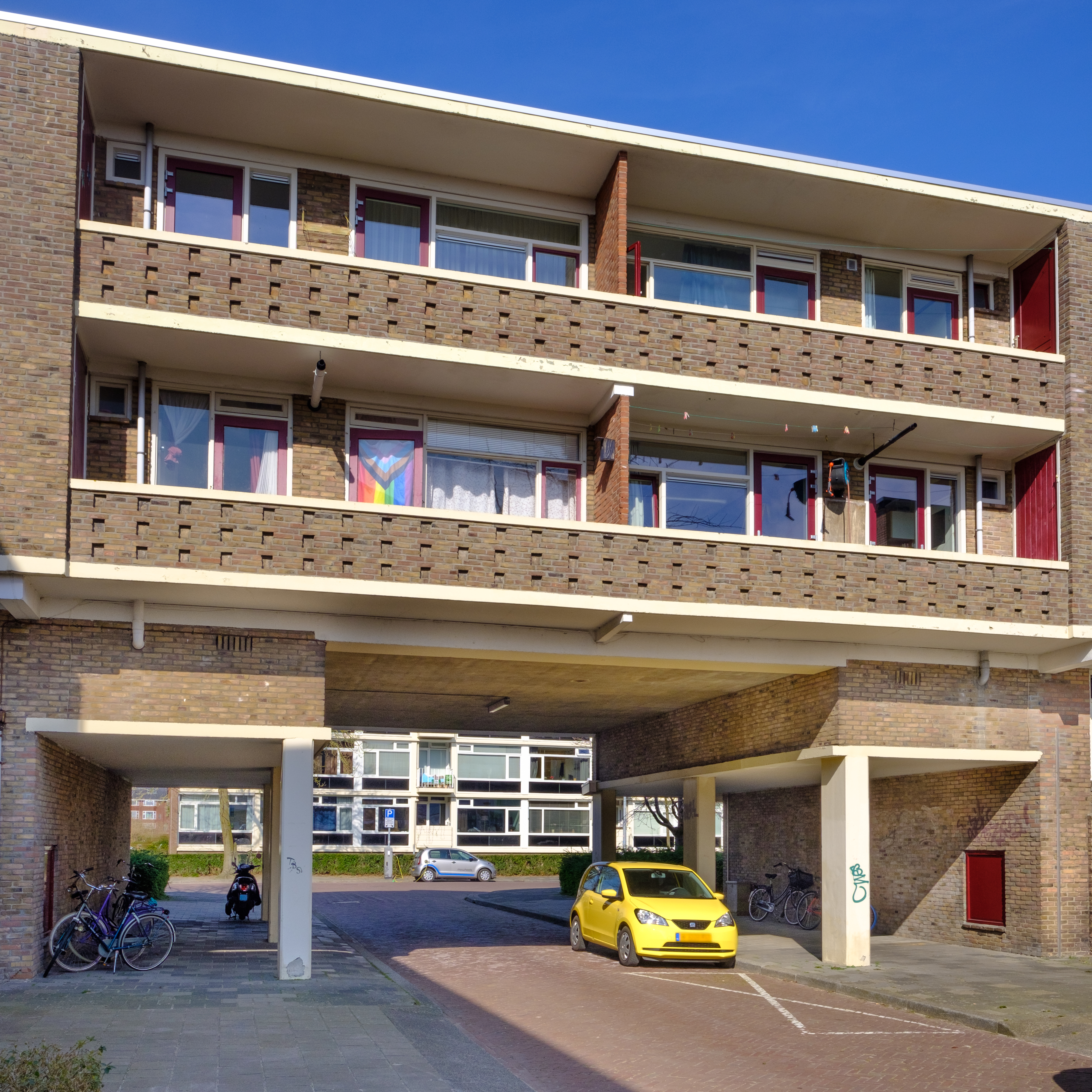
Onderdoorgang naar de Rivierenhof vanuit de Amstelstraat
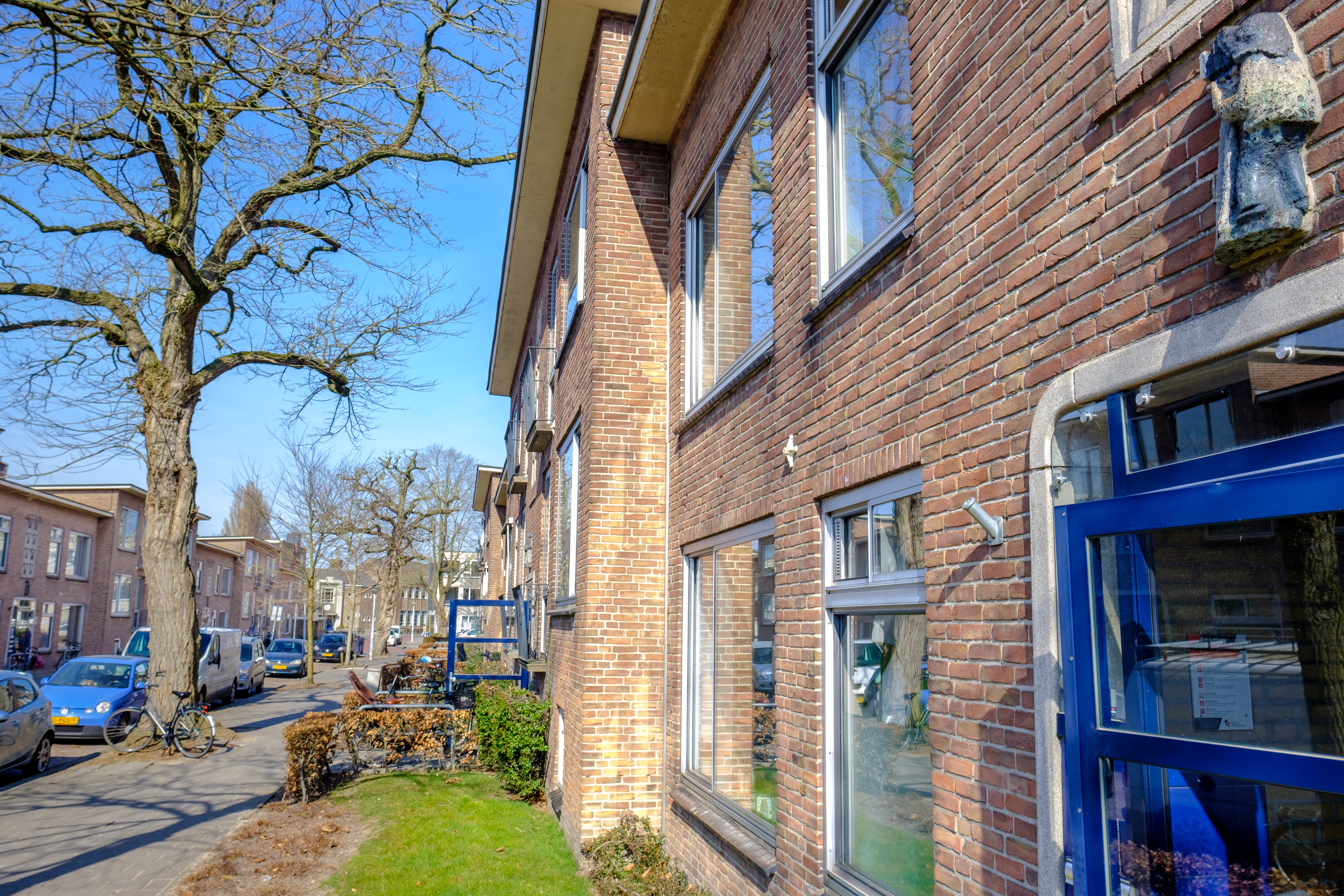
Naoorlogse panden aan de Merwedestraat met een gevelfiguur van een fotograaf van Anno Smith.

#### Verkeer
Verkeerskundig werden in de jaren 1950 een aantal veranderingen doorgevoerd. Om een betere aansluiting met de Hereweg te krijgen werd de Vechtstraat (toen nog Menneslaan) aan oostzijde verbreed, waarvoor enkele huizen moesten worden gesloopt. De Coehoornstraat werd aan oostzijde doorbroken om een extra verbinding tussen Rabenhauptstraat en Vechtstraat te krijgen en zodoende de Rabenhauptstraat te ontlasten. De naam van de straat werd bij deze doorbraak gewijzigd van Coehoornstraat naar Geulstraat. Het zuidelijk deel van de Achterweg werd verbreed en kreeg de naam Merwedestraat. Om de verkeersveiligheid te verbeteren werd de aansluiting Rabenhauptstraat-Hereweg enigszins ontlast van autoverkeer vanaf de Parkweg door de Vechtstraat en Geulstraat als enige in de wijk voorzien van asfalt. De Rabenhauptstraat werd tevens gesloten voor verkeer naar het oosten.
In 1964 werd aan westzijde van de wijk het Emmaviaduct geopend als nieuwe verbinding over de spoorlijnen. De Vechtstraat werd toen afgesloten voor verkeer vanaf het Herewegviaduct. Deze afsluiting werd later weer opgeheven. In de jaren erna werd gewerkt aan de aanleg van de zuidelijke ringweg, die al ingetekend stond in de plannen van Berlage-Schut en die de wijk aan zuidzijde afsloot. Deze weg werd dwars door het Sterrebos en het het groen tussen de Zuiderbegraafplaats en de Rooms-katholieke begraafplaats aangelegd en werd voltooid in 1968. De wijk kreeg op- en afritten bij de Hereweg en bij het Hoornsediep, terwijl het kort daarvoor geopende zwembad De Papiermolen bereikbaar bleef via een fietstunnel. De ringweg en het Emmaviaduct kwamen samen in het in 1971 voltooide Knooppunt Julianaplein, dat tevens de aansluiting vormde met het in 1970 -na veel uitstel- in het verlengde van het Emmaviaduct aangelegde Parkwegviaduct en aan zuidzijde met de nieuwe rijksweg 28 naar Utrecht.

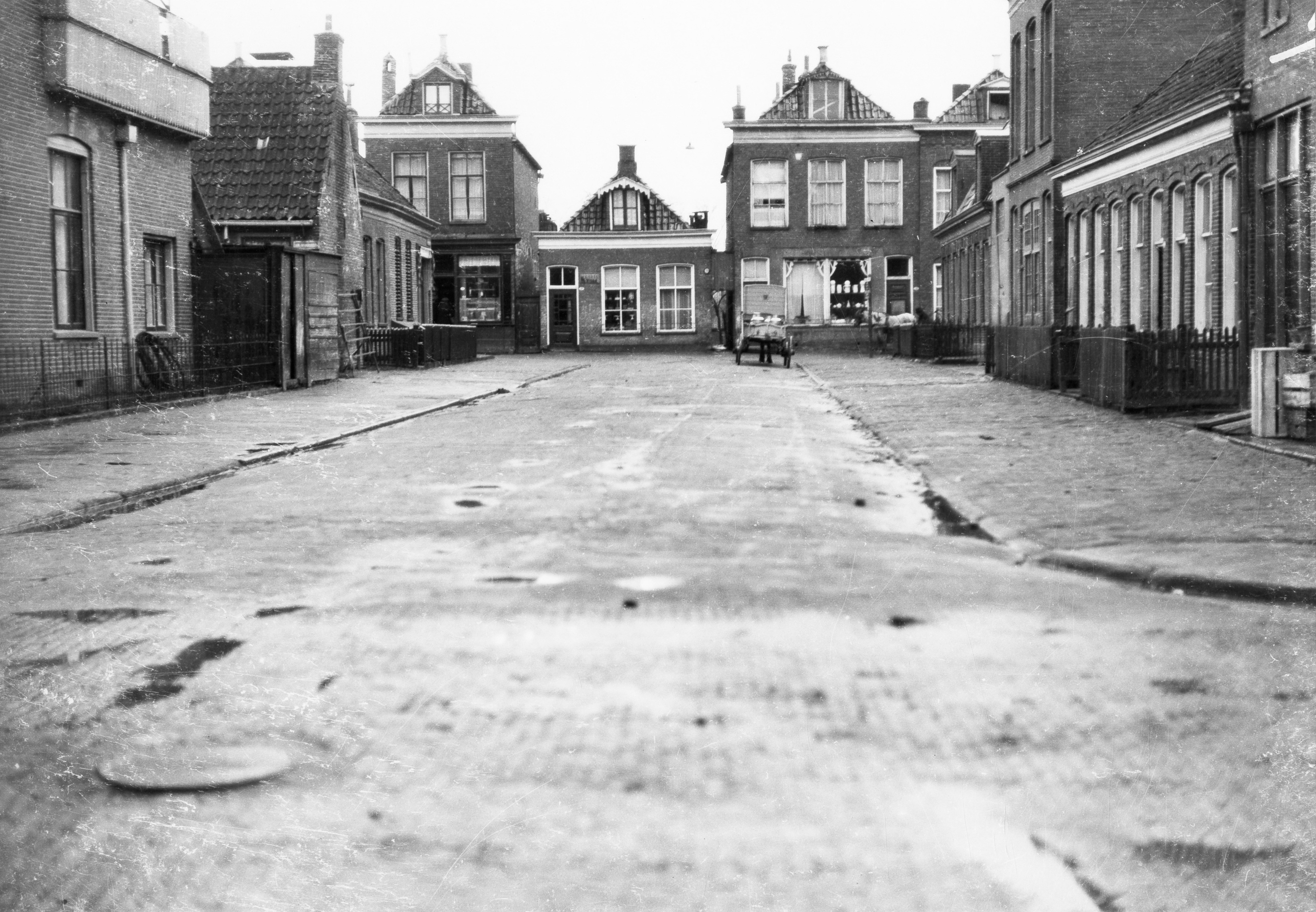
De voormalige Coehoornstraat vanaf de Rabenhauptstraat naar het zuiden gezien met op de achtergrond de Barestraat rond 1930. In de jaren 1950 doorgebroken naar het zuiden (de Vechtstraat) en toen hernoemd tot Geulstraat.
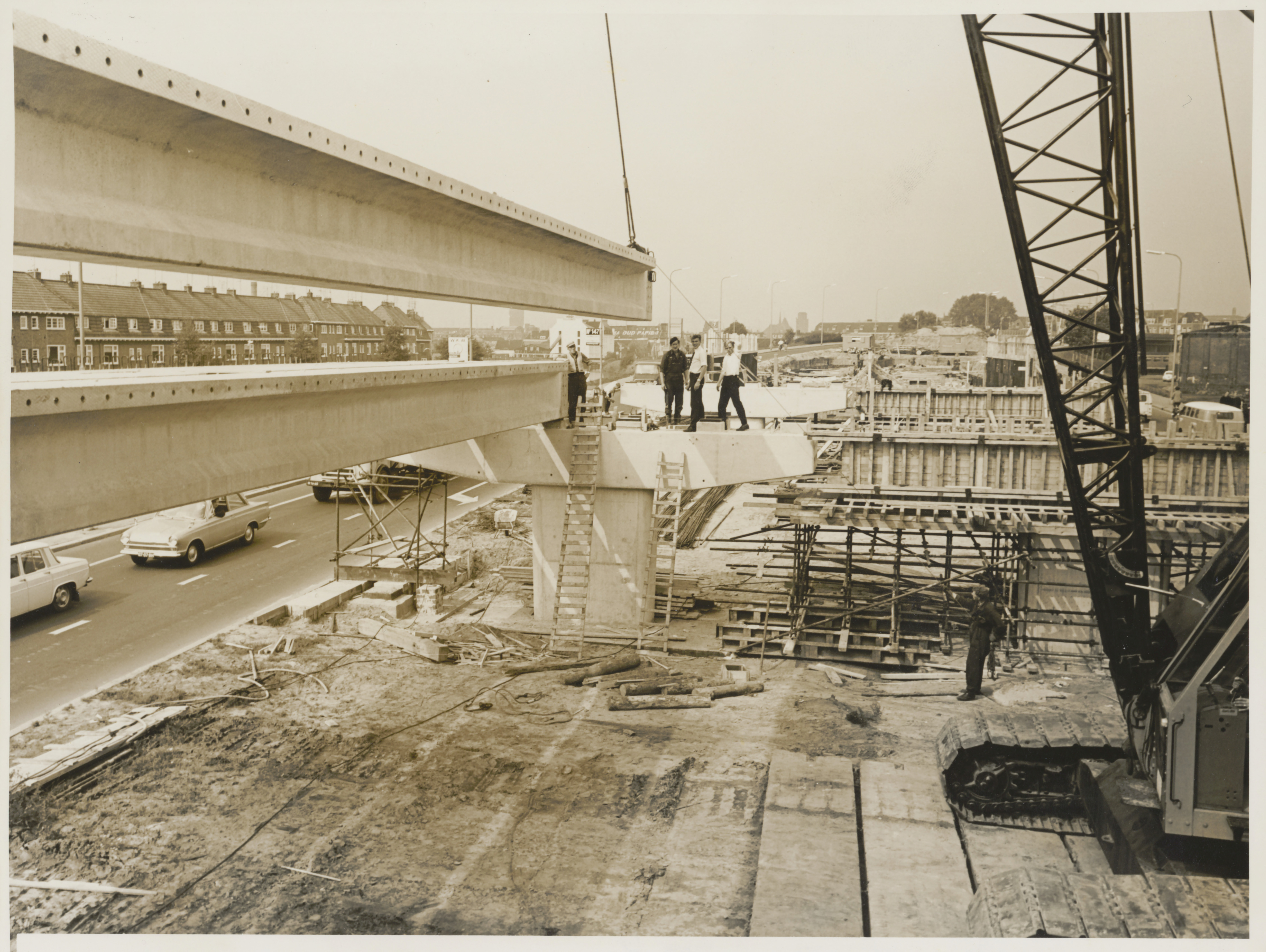
Het Emmaviaduct in in aanleg gezien naar het noorden met links de Grunobuurt en rechts een stukje van het spooremplacement
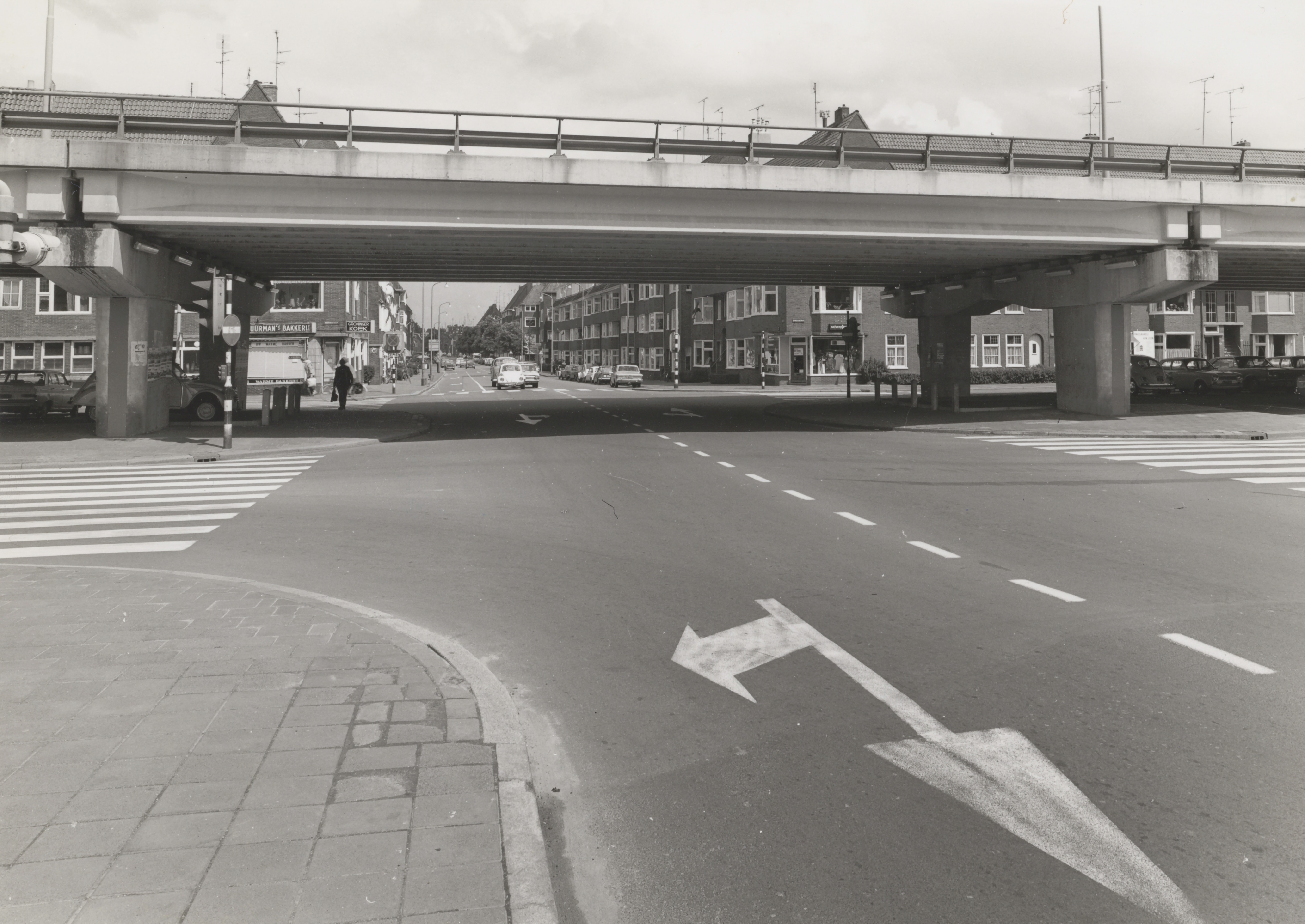
Het Parkwegviaduct met op de achtergrond de Rivierenbuurt in 1976

#### Bedrijven

##### Winkelcentrum Rivierenhof
De centrale oost-westas van de wijk werd de verbinding door de Vechtstraat, Merwedestraat en Rivierenhof. Langs deze as werden de winkels, opslagplaatsen, bedrijven en instellingen gebouwd. Ter plaatse van de Rivierenhof was in het oorspronkelijke Plan van Uitleg een vijver geprojecteerd en op het uitwerkingsplan van 1951 nog een groene scheg. Door de komst van het klooster Mariënholm werd de ruimte hier echter een stuk kleiner. In plaats daarvan werd hier in 1957 door investeringsmaatschappij NILLMIJ en Arnhem een langgerekt bouwblok gerealiseerd langs de zuidzijde van de Rivierenhof, die het winkelcentrum van de wijk moest worden. Het vormde het centrum van het nieuwe wijkdeel en de visuele afsluiting van de Rivierenbuurt-Zuid, waarvan twee woonstraten (de Schelde- en Amstelstraat) ontsloten werden door onderdoorgangen. Dit was (samen met de Grunobuurt) een van de eerste keren in Groningen dat een duidelijk wijkhart ('core') werd gerealiseerd waarbij naar Amerikaans voorbeeld en naar nieuwe economische en stedenbouwkundige inzichten een supermarkt, winkels, opslagplaatsen, een wijkpost en een school op een plek werden geconcentreerd in plaats van ad hoc verspreid over de wijk, zoals tot de oorlog het geval was geweest.
Nadat Begin jaren 1980 verkreeg winkelketen Edah toestemming van de gemeente zich te vestigen in een herontwikkelingsplan van woningstichting Patrimonium aan de Hereweg tussen de Barestraat en de Vechtstraat. Daarmee verloor de supermarkt in de Rivierenhof een groot deel van haar klandizie, hetgeen vervolgens aanleiding vormde om deze gedwongen te moeten sluiten. Daarmee verdween de trekker van het winkelgebied. Steeds meer winkels sloten hun deuren, waarop de eigenaar van het complex halverwege de jaren 1980 besloot om het winkelcentrum te sluiten. In 1988 werden de winkels eruit gesloopt en werd het geheel omgebouwd tot kantorenlocatie Het plein voor het pand werd daarbij omgevormd tot een groenvoorziening. Er zijn tegenwoordig vooral bedrijven in de zorg gevestigd.

##### Industriegebied Parkweg
Het terrein aan noordzijde van de Parkweg werd na de oorlog verder volgebouwd in aansluiting op de reeds bestaande kledingfabrieken van Van Dam en Weeber (zie Confectie-industrie). Deze industrie was gericht op de aanwezigheid van het stationsemplacement. Aan de Spaarnestraat verrees een brandstofdepot, dat later werd omgevormd tot een glasfabriek. Het terrein ernaast aan de Zaanstraat bleef echter braak liggen. Plannen voor een kantorencomplex van de Co-op werden niet doorgezet eveneens als plannen voor een kantorencomplex van de PTT. Uiteindelijk werd het terrein omgevormd tot parkeerterrein in afwachting van verdere ontwikkelingen, die niet kwamen (zie Zaanstraat en Spaarnestraat). In de jaren 1970 stopten beide kledingfabrieken en begin jaren 1980 ook de glasfabriek. In de jaren 1970 verrees aan de Achterweg het expeditieknooppunt van de PTT (zie Expeditieknooppunt PTT). Plannen voor de ontwikkeling van een grote zuidelijke stationsingang ter plaatse van de Davidstraatbuurt werden echter geblokkeerd en ook de gemeentelijke sociale dienst kwam niet naar het gebied. Het gevolg was dat het terrein vanaf de Zaanstraat tot de Achterweg zich niet verder ontwikkelde. De niet gesloopte gebouwen van de glasfabriek werden gekraakt. Sinds de jaren 2010 wordt gewerkt aan de herontwikkeling van het gebied tot woon- en werkgebied. 

##### Vechtstraat
Na de verbreding van de Menneslaan tot de Vechtstraat in 1955 werd deze straat net als de Geulstraat in de tweede helft van de jaren 1950 grotendeels volgebouwd met galerijflats met een plint voor het vestigen van detailhandel. Aan zuidzijde werd in 1957 een complex met winkels met bovenwoningen gebouwd (Vechtstraat 2-50) Ernaast werd in 1959 onder architectuur van Jan Martini voor P.B. Venema een garagebedrijf met kelder gebouwd (nr. 64-68). Aan noordzijde verrezen aan beide zijden van de Geulstraat kantoren: aan oostzijde het kantoor van de Keuringsdienst Groningen van de N.A.K.. en aan westzijde het administratiekantoor van de Groninger Industrieele Credietbank. Aan westzijde van het bankgebouw werd de fabrieksbakkerij van de Groningse bakkers Bolt, Brands en Bus gebouwd onder de naam 3B-bakkerij (zie Fabrieksbakkerijen). Ernaast, aan de Merwedestraat wilde busmaatschappij DAM een garage bouwen, terwijl de DAM door architect Jan Martini ook een garage liet bouwen naast het garagebedrijf van Venema, dat in 1960 werd geopend (nr. 70). In 1965 trok de DAM zijn aanvraag voor een garage aan de Merwedestraat in en verwierf de 3B-bakkerij ook deze grond. In 1967 sloot de DAM ook de garage aan de Vechtstraat. Een jaar later bouwde de GADO een garage op een terrein aan zuidzijde van de Vechtstraat naar ontwerp van Frans Klein. In 1981 werd met de herontwikkeling van de locatie van Apollo door Patrimonium ook een aantal huurwoningen gebouwd aan de noordoostzijde van de Vechtstraat. De bedrijven aan zuidzijde van de Vechtstraat werden rond 2000 verbouwd tot kleinere werkruimtes. Begin 21e eeuw werden veel bedrijfsruimten verbouwd tot woningen. Aan westzijde van de Vechtstraat vond rond dezelfde tijd wijkvernieuwing plaats. 

##### Barestraat, Aduarderstraat en Geulstraat

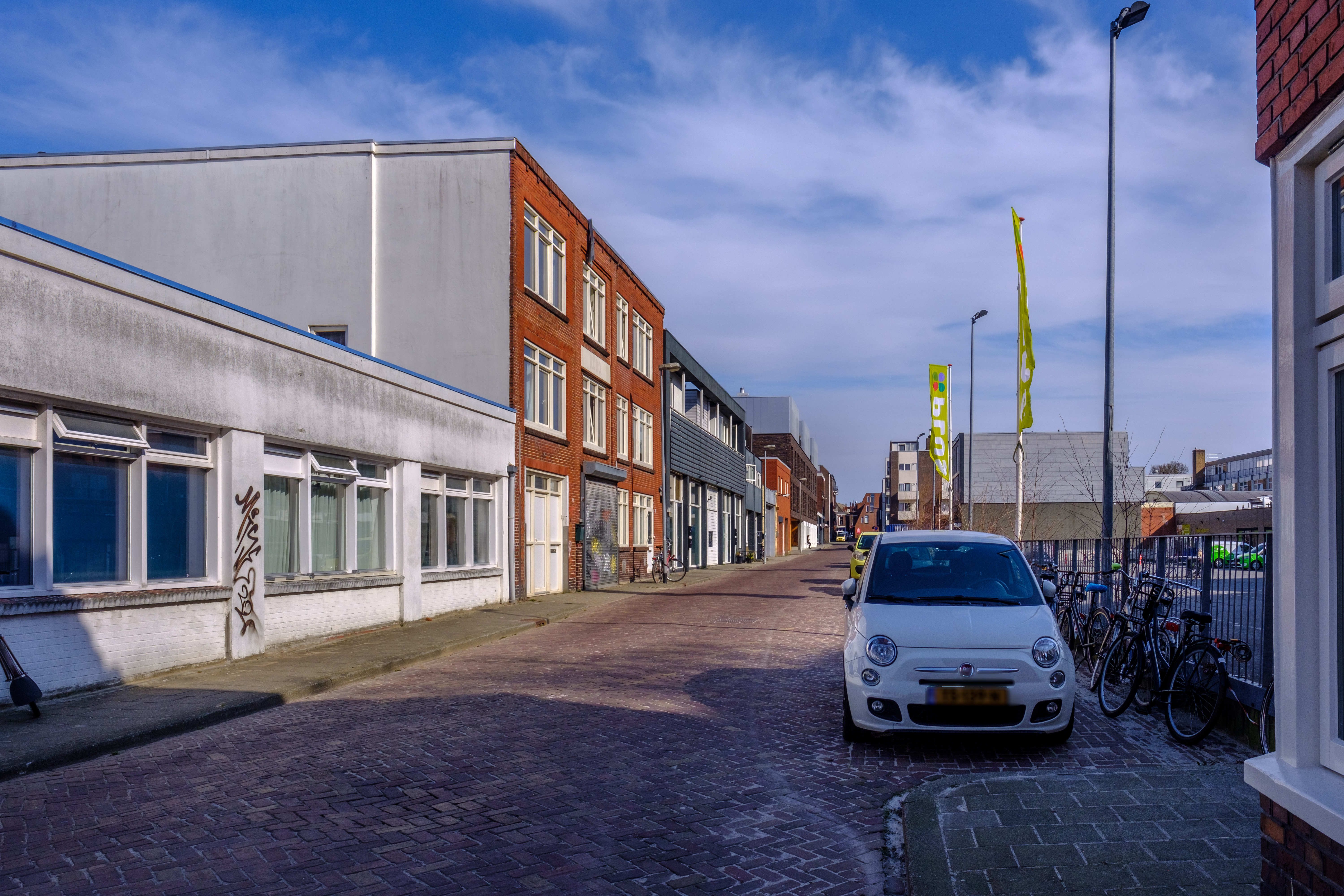
Het meest westelijke deel van de Barestraat gezien vanaf de Merwedestraat. Links een aantal voormalige bedrijfspanden, waarvan het eerste hoge pand behoorde bij de coöperatieve broodfabriek. Rechts het parkeerterrein van de supermarkt achter het winkelcentrum Rivierenstede.

Rond de begin 20e eeuw tot straat opgewaardeerde Barestraat en de Aduarderstraat stonden kort na de oorlog woningen die volgens de gemeente 'voor een groot deel uit krotten en zeer slechte panden' bestond en deels al onbewoonbaar verklaard was. Deze woningen konden volgens de gemeente het beste wijken voor een bedrijvenzone die in Plan Rabenhaupt was voorzien in aansluiting op de Vechtstraat en de Rabenhauptstraat. In 1950 werd een onteigeningsplan opgesteld voor het gebied tussen de Berkelstraat en de Hereweg. In 1952 werd de Coehoornstraat vanaf de Barestraat doorgetrokken naar de nieuwe Vechtstraat om de doorstroming te verbeteren en werd daarbij hernoemd tot Geulstraat. In hetzelfde jaar werd ook het zuidelijke deel van de Achterweg hernoemd tot Merwedestraat. In 1960 werd een saneringsplan en het bestemmingsplan Barestraat e.o. vastgesteld voor de buurt. In dit plan werden ook de toekomstige kaders geschetst. De Merwedestraat, Barestraat en Geulstraat werden daarbij verbreed voor de doorstroming van het verkeer en de ontsluiting van de bedrijven. De Aduarderstraat werd gereduceerd tot een expeditiegang en was vanaf Herewegzijde enkel nog bereikbaar via een smalle steeg, die later zelfs werd afgesloten. De uitmonding van de Barestraat op de Hereweg zou ook komen te vervallen (niet gerealiseerd), waarbij een pleintje werd aangelegd zodat auto's aan oostzijde van de straat konden keren. De Hereweg, Rabenhauptstraat, Merwedestraat en Geulstraat werden bestemd voor zakenpanden (kantoren en winkels) en de Barestraat en Aduarderstraat voor (grotere) bedrijven. Tussen 1960 en 1970 verdwenen de meeste woningen om plaats te maken voor bedrijfspanden. Het grootste bedrijfspand dat verrees was de BBB-bakkerij op het terrein tussen de Barestraat, Merwedestraat en de Vechtstraat.  
Aan de Aduarderstraat bleven slechts enkele woningen staan. De huizen aan de Barestraat achter Apollo verdwenen pas bij de sanering van dat complex in 1981. In die tijd leken de gedachten over de functie van het gebied echter alweer deels gewijzigd: bij de bouw van het Edahcomplex op het daarop ontstane bouwterrein van Patrimonium aan de Hereweg werden namelijk ook weer een  groot aantal woningen gerealiseerd. In de decennia daarna werd de woonfunctie van het gebied langzamerhand weer teruggewonnen. Bedrijven vertrokken naar grotere bedrijventerreinen elders en de vrijkomende panden werden met name vanaf het begin van de 21e eeuw ofwel getransformeerd of herontwikkeld tot woningen. De openbare ruimte werd hier deels op aangepast. De Aduarderstraat bleef lange tijd aan oostzijde afgesloten door bebouwing aan de  Hereweg. Nadat in 2000 het Chinees restaurant ter plekke afbrandde, duurde het nog tot 2008 alvorens hier nieuwbouw plaatsvond in de vorm van appartementencomplex De Heeren. Daarbij werd de oude toegang hersteld door middel van een onderdoorgang. Deze straat heeft als enige het karakter van een gang behouden, die alleen voor voetgangers en fietsers toegankelijk is. Van het gebied heeft tegenwoordig alleen het westelijke deel van de Barestraat nog deels het karakter van een bedrijventerrein. Het sinds de verhuizing naar de Rivierenstede van de Edah/Plus nauwelijks meer gebruikte parkeerdek achter het voormalige Edahcomplex is nog een herinnering aan de tijd dat hier de supermarkt gevestigd was.   

#### Onderwijs en zorg

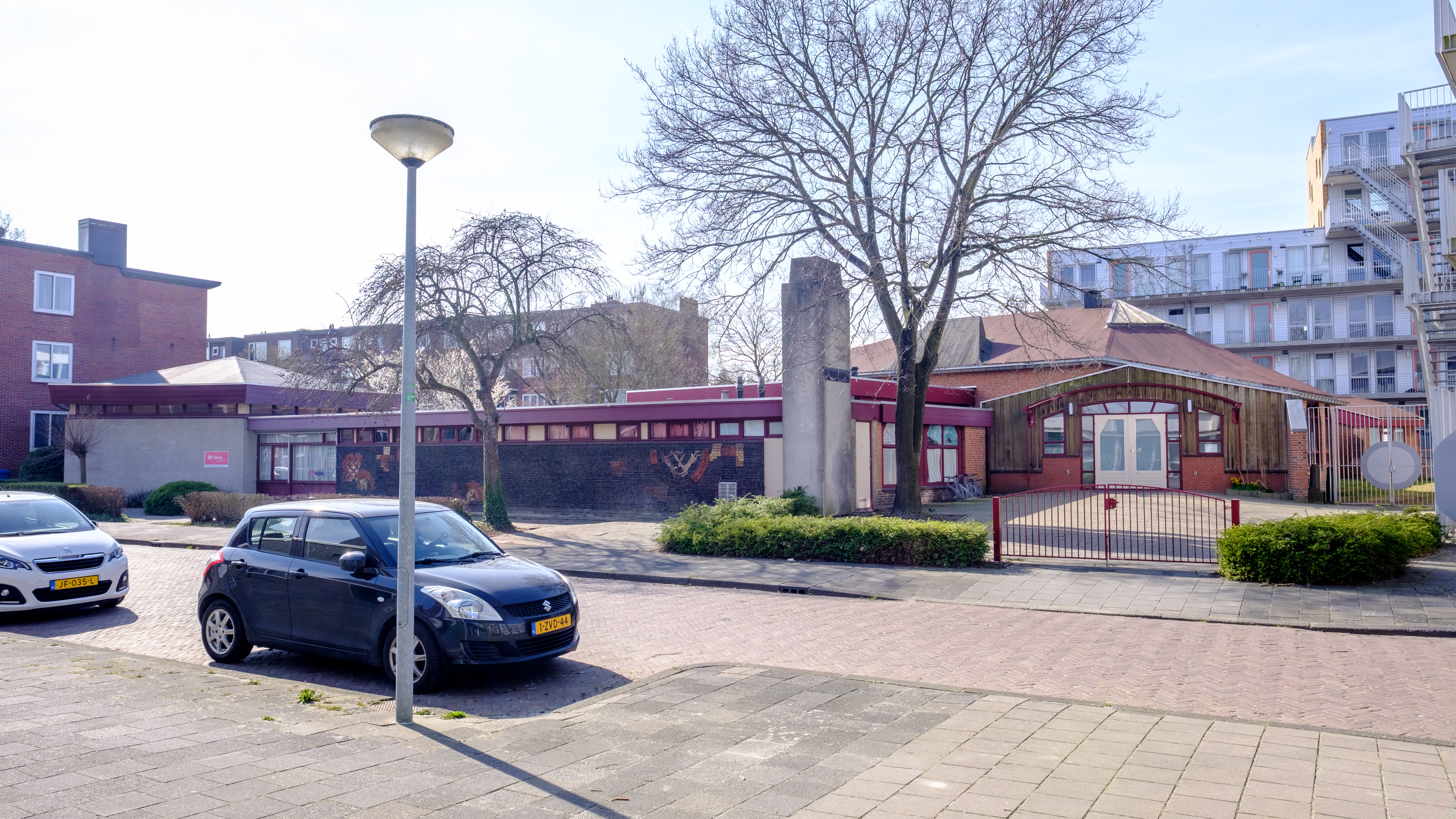
Het vroegere gebouw van de hervormde kleuterschool De Reiger met rechts het antroposofische gebouw van de vrije school aan de Lauwersstraat.

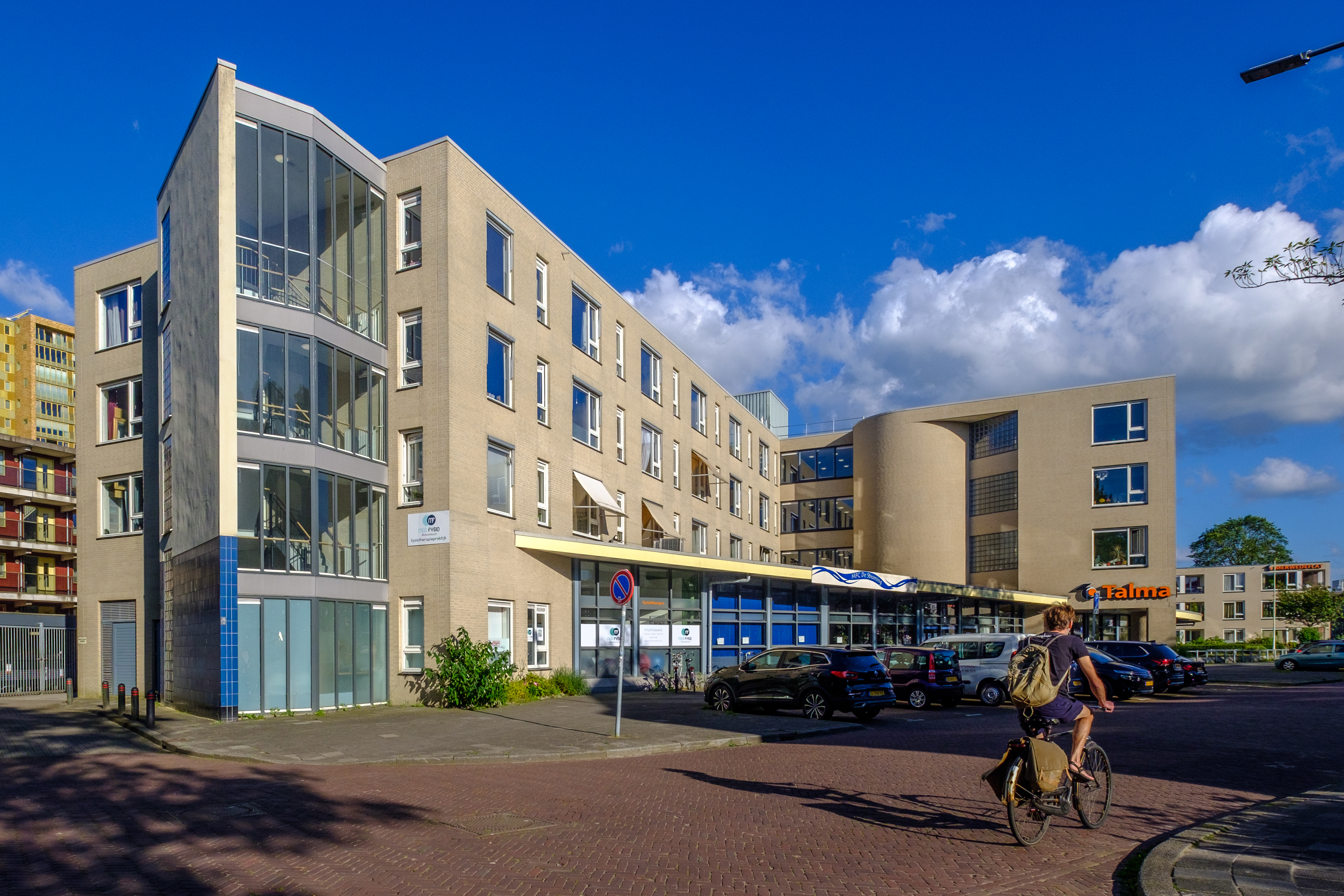
Het Talmahuis en de Merwedeflat.

Veel wijkvoorzieningen werden gerealiseerd aan de Merwedestraat. Het middendeel van de Merwedestraat werd opgesplitst in een gereformeerd deel aan oostzijde en een katholiek deel aan westzijde. In 1958 werd op de hoek van de Merwedestraat met de Rivierenhof de katholieke nijverheidsschool St. Bernadette en het aangrenzende vrouwenklooster Mariënholm in gebruik genomen van de Sint-Willibrordusvereniging. In 1960 werd op de hoek met de Vechtstraat de gecombineerde gereformeerde Bilderdijkschool en Talmaschool gerealiseerd. Een jaar later verrees naast het klooster de katholieke St. Wilibrordusschool. Tussen de Merwedestraat en de Berkelstraat was aanvankelijk ook woningbouw gepland voor arbeiders, die ontsloten moest worden door de Reggestraat, die oorspronkelijk in een boog om de St. Willibrordus heen moest lopen. In 1957 besloot het stadsbestuur echter om dit blok te schrappen ten gunste van nog een onderwijsinstelling en van het traject van de Reggestraat achter de St. Willibrordus langs een wandelpad te maken, waardoor de Reggestraat doodlopend werd. In 1967 werd op het voor onderwijs aangewezen terrein de christelijke school voor moeilijk lerende kinderen De Wingerd gebouwd. Ook de hervormden en openbaren kregen een school in de wijk. Op de hoek van het Hoornsediep met de Rivierenhof werd in 1956 de hervormde lagere Mol-Moncourtschool gebouwd. Aan de Lauwersstraat erachter verrees in 1966 de bijbehorende kleuterschool de Reiger. In 1961 werd aan het zuideinde van de Merwedestraat, aan de Lekstraat de openbare lagere Mulock Houwerschool met bijbehorende kleuterschool geopend. De meeste scholen verdwenen al na enkele decennia. Ze fuseerden of werden opgeheven. De gebouwen werden ofwel afgebroken of kwamen in handen van de vrije school, die vanaf haar stichting in 1975 een grote opmars maakte in de wijk en sinds begin 21e eeuw de enige school is.
Aan oostzijde van de Merwedestraat werd op nr. 56 in 1957 door Patrimonium het Pensiontehuis Talma (naar ARP-minister en predikant Syb Talma) gebouwd voor de huisvesting van gereformeerde ouderen. Het was naar eigen zeggen het eerste moderne bejaardentehuis van de stad. Het gebouw werd ontworpen door Derk Broos en werd voorzien van een gevelsteen van Anno Smith en een gebrandschilderd glas van Johan Dijkstra.
In de jaren 1980 werden de woningen in het Talmahuis in toenemende mate als te klein en ontoereikend ervaren. In 1990 werd daarom een nieuw Talmahuis met 75 zorgappartementen gebouwd aan de Merwedestraat 54 naar ontwerp van Theo Oving. Daarvoor moesten het groene kruisgebouw en een flat aan de Dinkelstraat wijken. In 1990 werd het nieuwe Talmahuis geopend. De groene kruis en diensten op het vlak van gezinsverzorging, wijkverpleging en ouderenzorg werden gevestigd in de plint van het nieuwe Talmahuis. Het oude Talmahuis werd vervolgens gesloopt en vervangen door de Merwedeflat met 44 inleunwoningen, die in 1991 werd geopend. Beide gebouwen werden door middel van een luchtbrug met elkaar verbonden. Onder de luchtbrug door werd de Rivierenhof doorgetrokken naar de Dinkelvijver, waar een pleintje werd aangelegd.
Het nieuwe verzorgingshuis bleek door de extramuralisering van de zorg echter al snel weer overbodig en het Talmahuis werd daarop in 2012 alweer gesloten. In het pand werden vervolgens cliënten van zorginstelling Lentis gehuisvest, terwijl op de begane grond onder andere MFC 'De Stroming' werd gevestigd.

#### Herontwikkeling en transformatie
Vanaf de jaren 1950 werden delen van de wijk herontwikkeld, waarbij er onder invloed van naar elders wegtrekkende bedrijven en de druk op de woningmarkt steeds meer woningen werden gerealiseerd ten koste van bedrijven. Eerst in de Davidstraatbuurt en op het Fongersterrein eind jaren 1970 en vervolgens het centrale deel van de buurt in de jaren 2000 (Rivierenstede en Dinkelpark). Kleinere sloop en herbouw vond onder andere plaats op en rond het terrein van Apollo bij de Hereweg (jaren 1980). Ook veel andere plekken in de buurt werden geleidelijk aan steeds meer omgevormd tot woningen. Deels ging het daarbij om herontwikkeling en deels om herbestemming van bedrijvenpanden. Langs de Hereweg werden aanvankelijk juist een aantal woonhuizen omgevormd tot bedrijven. Ook deze trend lijkt echter op zijn retour. Vanaf de jaren 1990 werden steeds meer studenten in de wijk gevestigd, die daarmee de druk op het woningbestand vergrootten en begin 21e eeuw leidden tot meerdere gemeentelijke maatregelen om het 'splitsen' en 'verkameren' van woningen te voorkomen.

### Herstructurering Davidstraatbuurt

#### Gemeentelijke plannen

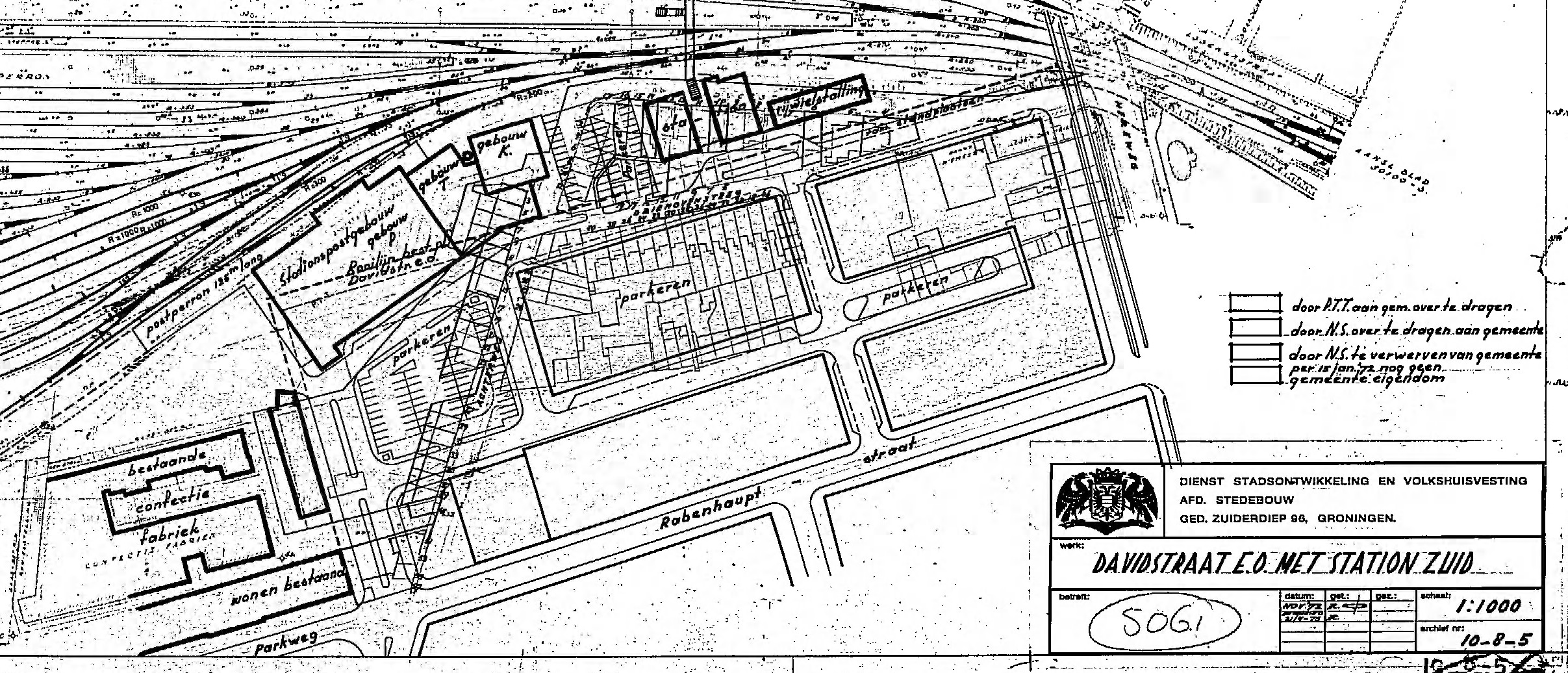
Fragment van een zwart-witscan van een herinrichtingsplan (oorspronkelijk in kleur) behorende bij het bestemmingsplan Davidstraat e.o. Op de kaart is te zien dat een groot deel van de Davidstraatbuurt moest plaatsmaken voor parkeergelegenheid.

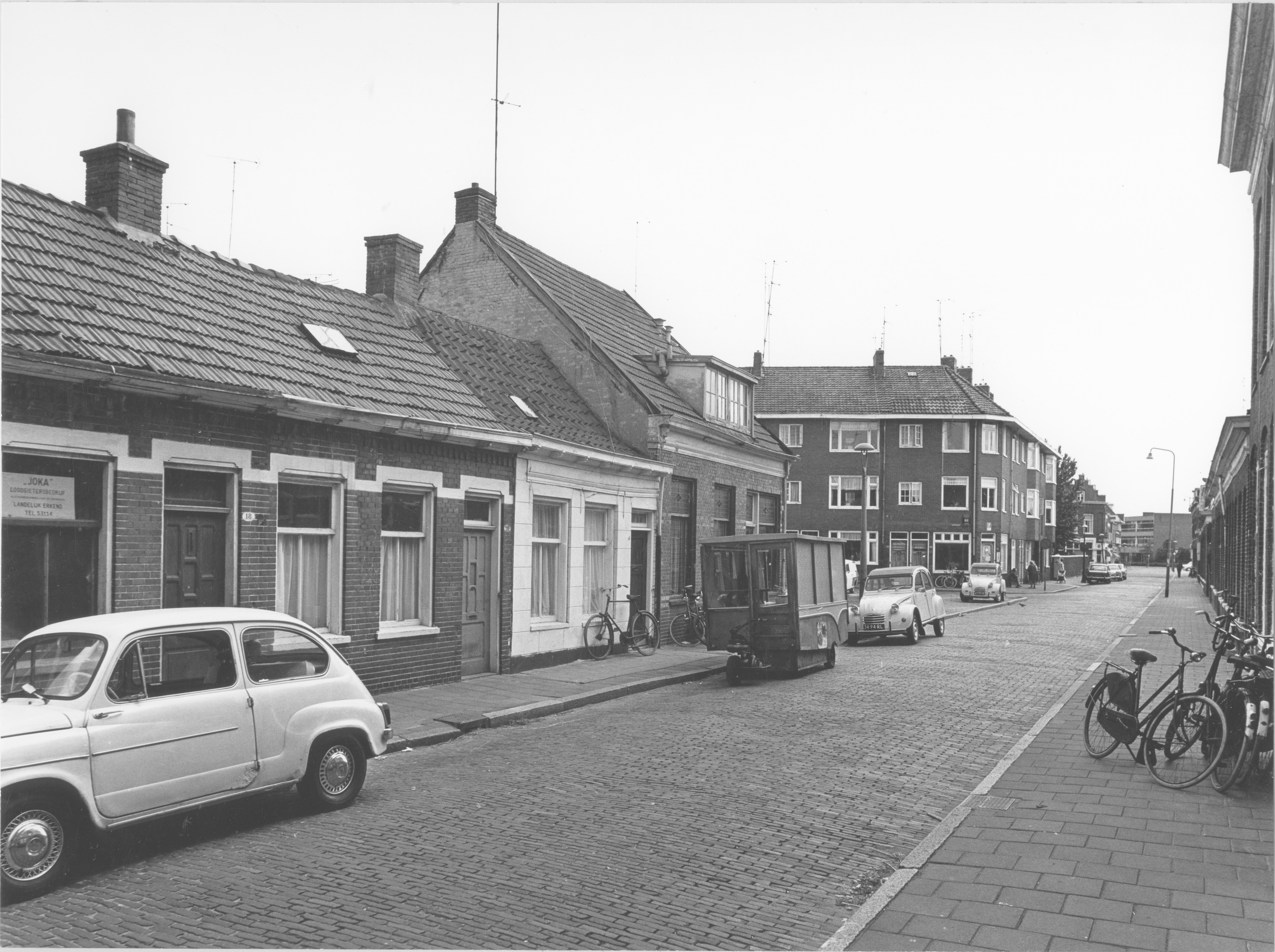
De Achterweg (tegenwoordig wandelpad) naar het zuiden gezien in 1971. De bebouwing rechts en links op de voorgrond werd gesloopt in de jaren 1970. In het midden-links de ingang naar de Davidstraat. In het huis op de hoek was de Wijkraad Davidstraat gevestigd in de jaren 1970. Daarachter het muurtje van de Rabenhauptschool en op de achtergrond café Ten Hoove (nu De Klikspaan). Helemaal achter de katholieke Martinusschool (nu vrije school).

De meeste ontwikkelingen in de 20e eeuw verliepen redelijk geruisloos. In het geval van de Davidstraatbuurt ontstond echter verzet van bewoners en werden de gemeentelijke plannen grotendeels gedwarsboomd. In deze buurt was na het begin van de eeuw weinig meer gebeurd en vanaf het begin van de jaren 1960 was het onderhoud ook grotendeels verwaarloosd. In de naoorlogse planvorming voor de wijk werd het gebied als een weinig aantrekkelijke sta in de weg gezien voor de snelgroeiende stad. In 1955 begonnen de gemeente en busvervoerder GADO bovendien onderhandelingen met de NS over een nieuw busstation aan noordzijde van het treinstation, die ertoe leidden dat de woonbuurt aan zuidzijde van het station ineens werd gezien als een kans voor de aanleg van een bedrijventerrein.
Voor het nieuwe busstation moest het terrein van de goederen- en douaneloods van NS-dochter Van Gend & Loos wijken. De gemeente wilde een grondruil met de NS. Het aangeboden alternatieve terrein in het 'Eemskanaalgebied' vond NS-topman J. Lohmann echter volstrekt ontoereikend omdat zij de kosten van afbraak en herbouw zelf moest betalen. De NS speelde het spel hard en moeizame onderhandelingen volgden. In 1961 werd daarom een eerste werkcommissie ingesteld om het proces vlot te trekken. 18 werkcommissies en 6 ontwerp-overeenkomsten later kon in 1964 een contract worden getekend: de NS kreeg zowel een terrein bij de Viaductstraat als het terrein bij de Eemskanaalzone en de gemeente betaalde daarnaast ook nog de helft van de kosten van de aanleg van een spoorlijn naar de Eemskanaalzone: een forse financiële kostenpost. Omdat het aangeboden terrein bij de Viaductstraat weinig ruimte bood, gaf de gemeente daarbij aan dat de Davidstraatbuurt sowieso ter zijner tijd als saneringsbuurt gesloopt zou worden en de ruimte dus vergroot kon worden. In de tweede helft van de jaren 1960 werden de plannen verder uitgewerkt in een structuurplan en het bestemmingsplan Davidstraat e.o. De NS wist er daarbij ook een nieuwe zuidelijke stationsingang uit te slepen ter plaatse van de Viaductstraat inclusief een parkeergarage. Toen Gedeputeerde Staten in 1969 aanvankelijk hun toestemming aan het ontwerp bestemmingsplan onthielden omdat deze toevoeging hier niet in beschreven was, liet het stadbestuur duidelijk merken dat de Davidstraatbuurt gesloopt zou worden: het uitstellen van het plan zou naast het vertragen van de plannen van de NS ook een hoge saneringssubsidie van het Rijk in gevaar brengen en een 'krottenwijk' in stand zou houden, die in het kader van cityvorming 'zo snel mogelijk' moest verdwijnen om plaats te maken voor kantoren.
Tot zover de geplande ontwikkelingen. Waar echter geen rekening mee gehouden was, was de opkomst van een nieuwe belangengroep: de bewoner. Buurtbewoners zouden uiteindelijk de plannen voor de Davidstraatbuurt grotendeels omgooien. Eerst in de Davidstraat en omgeving en vervolgens ook in de Viaductstraat.

#### Strijd om de Davidstraatbuurt
De eerste grieven van de bewoners betroffen het verbeteren van het onderhoud van de verwaarloosde buurt en de als slecht ervaren communicatie vanuit de gemeente rond het concretiseren van de afbraakplannen en de herhuisvesting in duurdere woningen elders in de stad. De gemeente huisvestte in het kader van de woningnood tijdelijk studenten van Stichting Studentenhuisvesting Groningen in de leegkomende panden, wat de bewoners het beeld gaf dat zij door studenten verdreven werden naar duurdere woningen en de gemeente ondertussen geen haast maakte met de afbraak. Het idee was echter dat deze studenten bij het concreet worden van de plannen direct de huur kon worden opgezegd. Het aantreden van het linkse college onder leiding van Max van den Berg in 1971 veranderde aanvankelijk weinig voor de buurt. Van den Berg, die elders goede sier maakte met het opknappen van woonwijken, ontvouwde zich hier juist als de proponent van de sloop en kwam daardoor in conflict met de bewoners. De studenten die in de afbraakwoningen kwamen te wonen sloten zich echter aan bij de buurtbewoners en veranderden de eisen: de goedkope woningen moesten in deze tijd van woningnood niet worden gesloopt, maar juist beschikbaar blijven voor bewoners met weinig geld. Ze begonnen ook met kraakacties om dichtgespijkerde woningen weer bewoonbaar te maken. In 1973 richtten ze de wijkraad Davidstraat en omstreken op om het verzet te bundelen. De gemeente committeerde zich onder druk van de woningnood in hetzelfde jaar aan de maatregel om niet slopen totdat er met zekerheid een bedrijf gevonden was, zodat de woningen zo lang mogelijk bewoond konden worden. De enige bedrijven die bekend waren, waren de NS en de PTT. De sloop van de Viaductstraat werd ondertussen tot frustratie van de NS uitgesteld door de gemeente omdat deze in de rode cijfers zat en in het contract van 1964 stond dat de gemeente na sloop contractueel verplicht was om binnen 18 maanden te beginnen met de aanleg van het busstation. Overeengekomen werd om in plaats van een loods hier een parkeervoorziening te realiseren op een later tijdstip. De wijk werd ondertussen in 7 sloopfasen opgedeeld, maar zonder feitelijk jaar van uitvoering. 
In 1974 verharde de strijd zich. Dat jaar besloot de gemeente om tijdelijke bewoning door studenten niet langer toe te staan en de leegkomende woningen van binnen onbewoonbaar te maken om te voorkomen dat ze gekraakt zouden worden. De wijkraad gebruikte ondertussen het feit dat er geen geïnteresseerde bedrijven bekend waren als motivatie om het hele bestemmingsplan ter discussie te stellen en vond dat de woonbuurt behouden moest blijven. Er ontstond een grimmige sfeer, waarbij de gemeente onder andere probeerde om de wijkraad weg te zetten als tijdelijke bewoners die de belangen van de oorspronkelijke bewoners zouden schaden en waarmee de gemeente dus niet meer wilde praten. In werkelijkheid stond meer dan 90% van de bewoners achter de plannen van de wijkraad. Bewoners probeerden ondertussen middels een alarmeringssysteem om het uitbreken van de leegkomende woningen te voorkomen en gebruikten een wachtlijst van geïnteresseerde krakers. Bij de uitbraakpogingen ontstonden soms opstanden tegen de werklieden en meegebrachte politie. Uiteindelijk capituleerde Van den Berg: hij stond tijdelijke bewoning weer toe en stopte het uitbreken van woningen. De wijkraad wist ondertussen steeds vaker de politiek en media te mobiliseren om de handelswijze en plannen van het gemeentebestuur aan de kaak te stellen. Onder andere coalitiepartners CPN en PPR en de FJG van Van den Bergs eigen PvdA schaarden zich achter de wijkraad. Een poging van PvdA-politicus Bert Middel om CPN en PPR in het gareel te krijgen met een kritische ingezonden brief in de Universiteitskrant leidden enkel tot nog meer kritiek vanuit deze partijen.

#### Nieuwe woningbouw
Na veel mislukte pogingen wist Van den Berg uiteindelijk om om de wijkraad eind 1974 'onder protest' akkoord te laten gaan met de afbraak van de Viaductstraat, waarbij bedongen werd dat de rest van de buurt haar woonfunctie zou behouden. Dit werd ook vastgelegd in een bestemmingsplan, dat na nog een aantal bezwaren van de PTT en de NS en acties tegen beide bedrijven door de buurt in 1978 werd vastgesteld. Ondertussen werkte de Wijkraad samen met woningstichting Patrimonium en architect Jan Giezen aan een plan voor de herbouw van de buurt, dat in 1979 leidde tot de herbouw van ruim 160 woningen. Het blok op de hoek van de Davidstraat met de oude Achterweg werd gespaard bij de sloop. In 1982 werd buurthuis De Mijlpaal geopend in de Davidstraat tegenover de gelijknamige in 1971 aangelegde speeltuin aan de Hovenstraat. Dit buurthuis was overigens geen lang bestaan gegund. Na een aantal jaar als jongerencentrum werd het gebouw in 1994 overgedragen aan de GGZ.

#### Ontwikkelingen rond de Achterweg

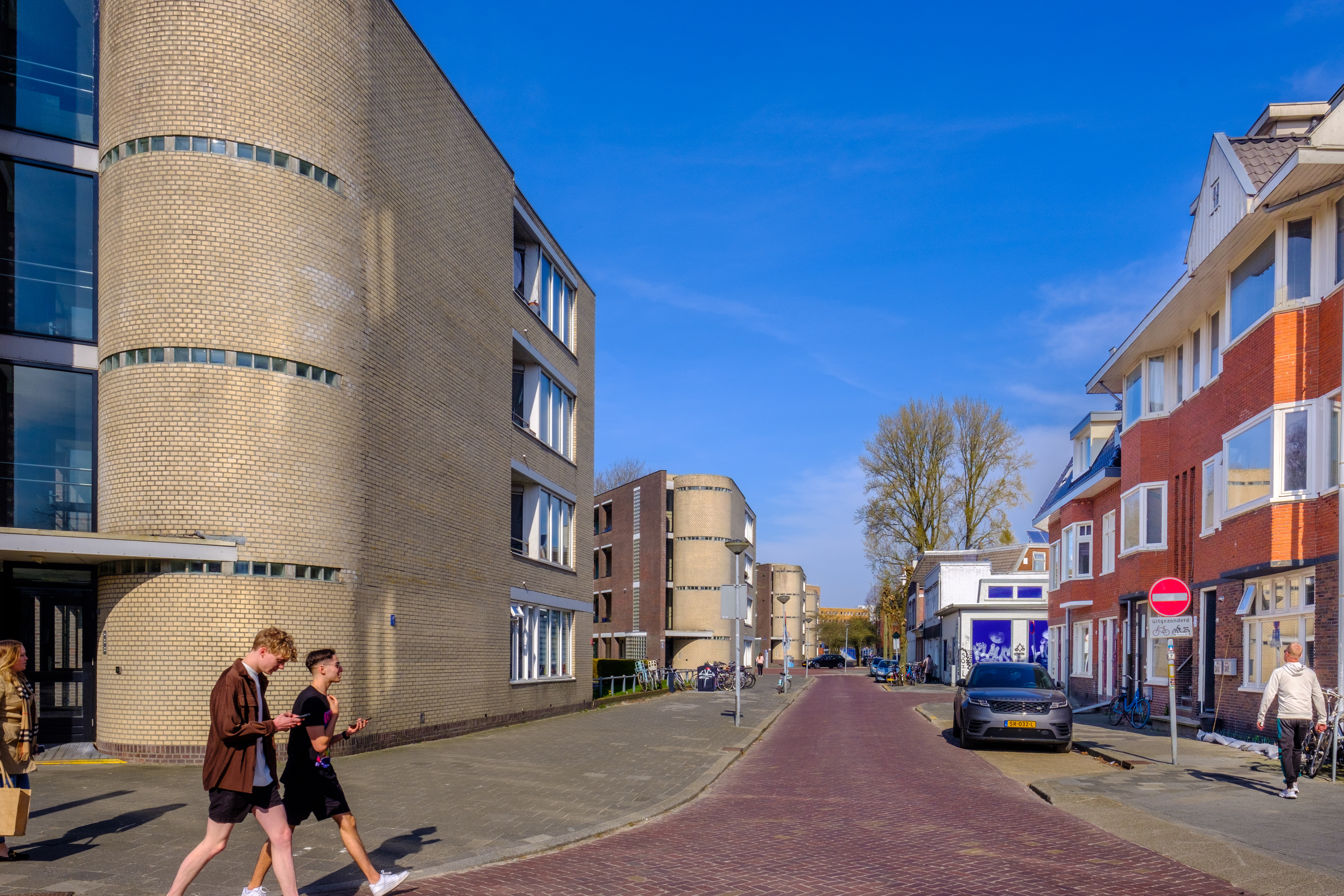
De Merwedestraat met links de vier seniorenflats van woningstichting Patrimonium langs Merwedestraat en Achterweg

Tussen 1976 en 1978 werd het expeditieknooppunt van de PTT gebouwd aan een nieuwe in 1979 omgelegde Achterweg, die vanaf de Davidstraat en Driehovenstraat met een haakse bocht via het EKP naar de Parkweg werd aangelegd. Voor de ontsluiting werden ook de Parkweg en de Rabenhauptstraat verbreed. De bestaande Achterweg werd omgevormd tot een looppad, dat na de realisatie van de in 1985 gerealiseerde traverse enkele jaren later als toegangspad naar het station zou gaan dienen. 
Tussen de oude en nieuwe Achterweg werd in 1976 een gebouw van de gemeentelijke sociale dienst gepland, dat in 1981 door het gemeentebestuur weer van tafel werd gehaald vanwege de opgelopen kosten en het groeiende cliëntenbestand.  Het terrein bleef daardoor braak liggen. Uiteindelijk werd besloten om het terrein weer voor woningbouw te bestemmen. Patrimonium liet hier vervolgens in 1988 twee flats voor senioren bouwen (zie Woningen).  
In 2018 werd het expeditieknooppunt van de PTT gesloopt in het kader van de plannen voor de herontwikkeling van het gebied ten zuiden van het hoofdstation. Daarbij verdwenen ook de laatste restanten van de naastgelegen glasfabriek.

#### Strijd om de Viaductstraat
De Viaductstraat kwam ondertussen grotendeels in handen van krakers. Zij zetten de strijd voor het behoud van deze straat door. Zij deden in 1977 alsof ze braken met de wijkraad vanwege hun steun voor het bestemmingsplan, maar maakten onderhands afspraken om wel zaken af te stemmen. Een belangrijke eis was het opschuiven van de geplande nieuwe zuidelijke stationsingang naar de westzijde van de straat om zo de woningen te behouden. Daartoe maakten ze bezwaar tegen hetzelfde bestemmingsplan voor de woningbouw in de Davidstraatbuurt. In 1979 kregen ze gelijk bij de Provinciale Planologische Commissie omdat de noodzaak van de plannen voor de sloop te vaag bleken en te weinig onderbouwd.  De gemeente besloot daarop het stationsgebied uit het globale bestemmingsplan voor de binnenstad te halen, zodat het globale bestemmingsplan kon worden goedgekeurd en kwam in november 1980 met een nieuw ontwerp-bestemmingsplan voor het Stationsgebied e.o. om de sloop van de woningen alsnog te kunnen realiseren. In 1981 werden ook de parkeerplaatsen uit het plan gehaald en werd de sterk versoberde stationsingang opgeschoven naar het westen. Er werd enkel nog ruimte voor fietsenstallingen gemaakt en ook de geplande kaartverkoop werd uit het plan gehaald, zodat het verwachte aantal dagelijkse reizigers naar beneden moest worden bijgesteld van 4500 naar 750. De NS was daarom zelf ook niet meer geïnteresseerd in een zuidelijke stationsingang. Het bestemmingsplan werd aangenomen in 1982, maar de bewoners gingen in bezwaar bij de Raad van State vanwege de onduidelijke formuleringen, waardoor sloop mogelijk bleef. Ondertussen begonnen ze op eigen kosten met het herstel van de vervallen en deels uitgebroken woningen. In 1982 richtten ze de Vereniging tot Behoud en Herstel van de Viaductstraat op om ook het dak aan te pakken met behulp van fondsen. Daardoor kregen ze ook steeds meer de sympathie van de gemeente.  
In 1983 wist de gemeente een grote subsidie binnen te slepen voor het realiseren van een luchtbrug (traverse) over het station. Deze subsidie zorgde ervoor dat de luchtbrug goedkoper werd en ook de NS weer geïnteresseerd werd in een zuidelijke stationsingang. De subsidie moest echter vóór oktober 1985 worden besteed. Voor het plan moesten 4 woningen verdwijnen. De vereniging bond een juridische strijd aan tegen het plan en wist het te blokkeren omdat het bestemmingsplan nog bij de Raad van State lag en bepaald was dat er in samenspraak met de bewoners een stedenbouwkundig deelplan moest worden opgesteld. De reeds begonnen bouwwerkzaamheden moesten daarom worden stilgelegd, waardoor de subsidie in gevaar kwam. De bewoners wisten dat ze juridisch sterk stonden en eisten daarop dat ze de hele straat voor 300.000 gulden mochten kopen van de gemeente, de gemeente de renovatie zou betalen en er maximaal 1 woning mocht worden gesloopt. De gemeente had geen andere keuze dan op hun eisen in te gaan, waarop zij hun bezwaar introkken en de bouw van de luchtbrug in 1985 kon worden voltooid. In 1986 werden de woningen overgedragen aan de vereniging, die sindsdien als een soort alternatieve woningcorporatie de woningen verhuurt. 

### Fongersplaats

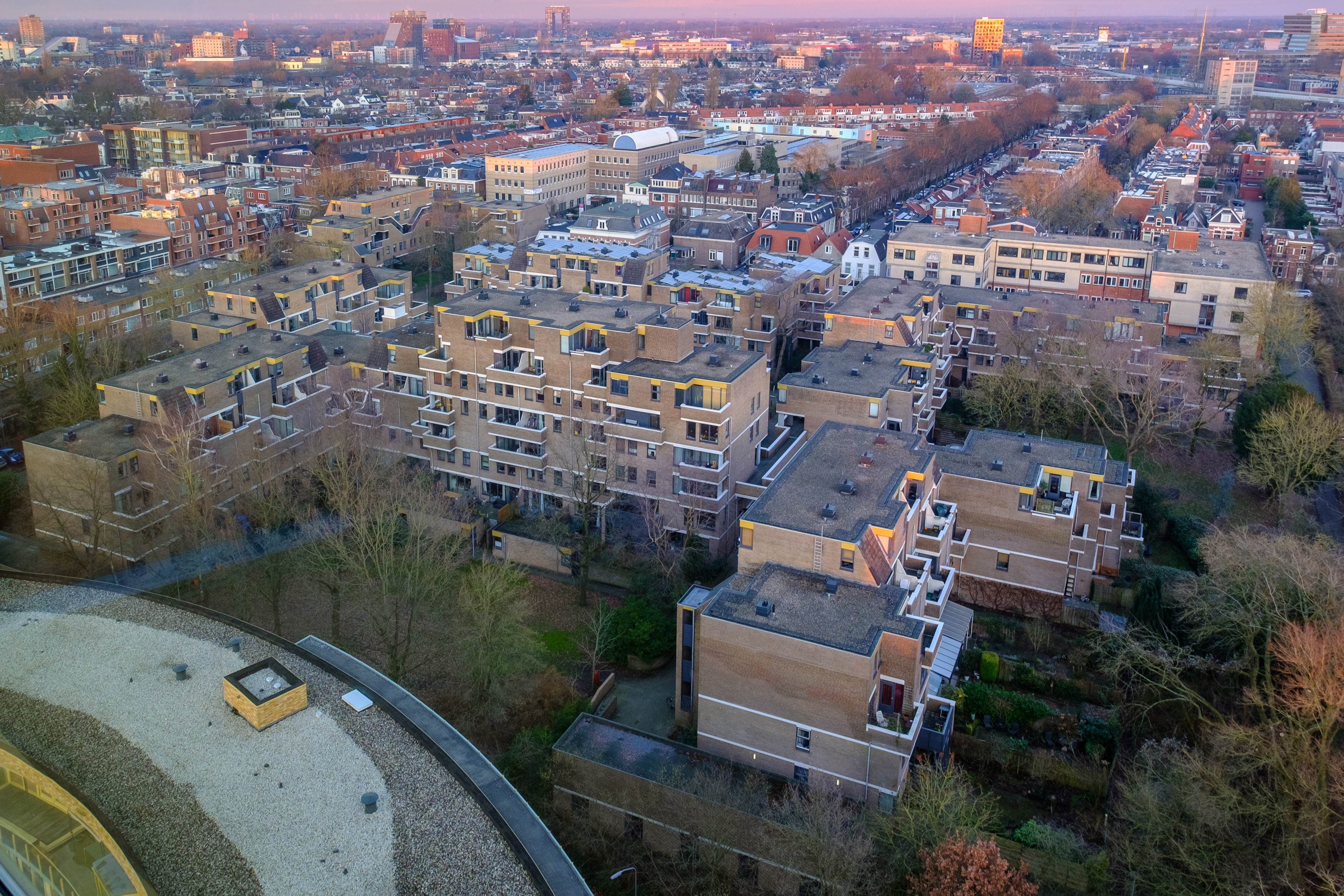
Gezicht op de Fongersstede vanaf de Dinkelflat.

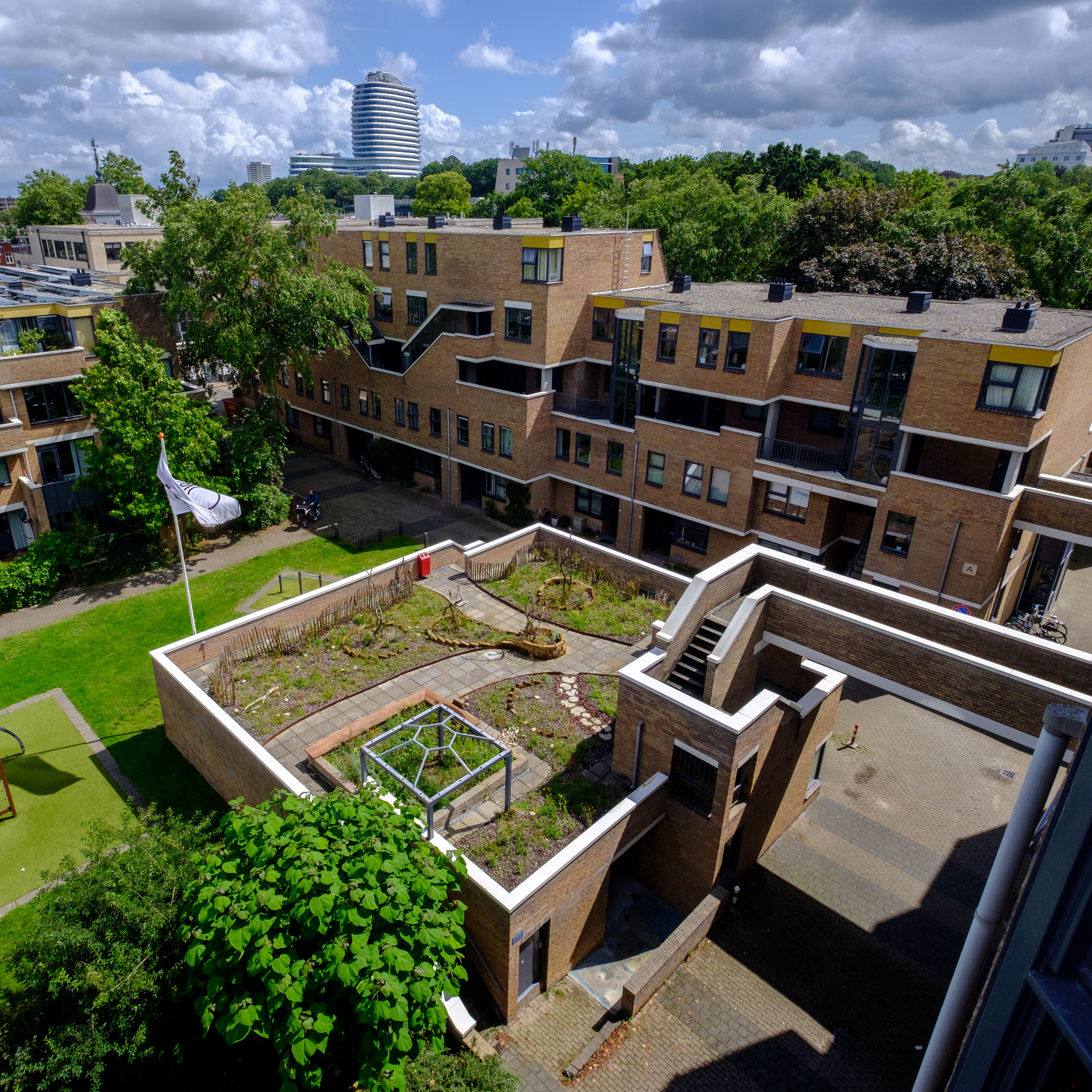
Daktuin op de Fongersplaats. Op de achtergrond kantoorgebouw Kempkensberg.

Na de sluiting van de fietsenfabriek van Fongers in het zuidoosten van de Rivierenbuurt in 1970 bleven de fabrieksgebouwen nog 8 jaar in gebruik bij andere bedrijven. Ook werden delen van het complex gekraakt. In 1974 maakte de Vastgoed Ontwikkelingsmaatschappij (VOM) uit Arnhem bekend het terrein te willen kopen. Zij wilde er een groot kantoorgebouw neerzetten in anticipatie op de Spreiding van Rijksdiensten (PTT). Destijds werd gedacht dat woningbouw op deze plek niet 'aantrekkelijk' zou zijn vanwege de aanwezigheid van de GADO-garage en de Zuiderbegraafplaats als buren. Wethouder Max van den Berg liet echter weten dat B&W dit plan niet zouden goedkeuren; er was volgens hem 'nul procent' kans dat er een kantoorgebouw zou komen. De eigenaren wilden vervolgens aanvankelijk niet verkopen, omdat de grondwaarde voor woningen minder hoog was, maar gingen al snel overstag. 
Bouwbedrijf anders, onderdeel van de VOM, trad op als ontwikkelaar. Een half jaar later lag er begin 1976 reeds een ontwerp voor het complex van architectenbureau Sijpkes en Oving. Zij ontwierpen een een serie gebouwen van bijna 200 appartementen met een ondergrondse parkeergarage. Door de auto's deels ondergronds te plaatsen bleef er ruimte voor groen en kon het terrein deels autoluw worden gemaakt. Aanvankelijk werd uitgegaan van huurwoningen, maar in 1977 werden dit koopwoningen in lijn met andere plannen. Over de financiering van de 130 premiekoopwoningen in het plan en de bijbehorende parkeergarage bereikte Van den Berg in 1978 overeenstemming met VROM-minister Beelaerts van Blokland, die aanhikte tegen de hoge kosten van de parkeergarage. Beelaerts van Blokland maakte hiervoor een uitzondering op de normale regelingen. In 1978 werden na een onrustig jaar met meerdere branden en opstootjes door krakers de sloopplannen doorgezet. Omdat de gemeente het directeursgebouw als monumentaal had aangewezen, mochten deze niet gesloopt worden, ook niet nadat deze door brandstichting in 1978 deels verwoest werden. Tijdens de bouw stortte de koopwoningenmarkt in als gevolg van de economische crisis en ontstond steeds meer leegstand in de koopwoningsector. Voor het complex waren dan ook maar 4 gegadigden. De belangrijkste investeerder Delta Lloyd besloot daarom in 1980 om het project toch maar in de verhuur te gooien. Delta Lloyd kreeg daarvoor een 'forse' subsidie vanuit de Rijksregeling 'dynamische kostprijshuur'. Desalniettemin waren de premiehuurwoningen nog behoorlijk aan de prijs. Samenwonenden kwamen alleen in aanmerking als de hoofdbewoner de flat ook alleen kon bekostigen. In 1981 werd het complex opgeleverd. Begin 21e eeuw verkocht Delta Lloyd het complex en werd het gesplitst in appartementsrechten met een VvE. Veel huizen kwamen in de loop van de tijd in handen van particuliere verhuurders.
De ontwikkelingen rond het oude Fongersgebouw aan de Hereweg duurden iets langer. In 1983 werd door Sijpkes en Oving een eerste ontwerp gemaakt voor de oude monumentale façade uit 1897. Om de in 1978 uitgebrande gevel werd een kantoorgebouw van een aantal bouwlagen hoog ontworpen. Het eerste ontwerp werd echter afgewezen omdat de oude gevel hierdoor weg zou vallen tussen de nieuwbouw. Een nieuw en kleiner ontwerp van 4 bouwlagen met ruim 3600 vierkante meter werd in 1984 wel goedgekeurd en nog hetzelfde jaar door Sanders gerealiseerd. Eind jaren 2010 werd het gebouw deels verbouwd tot appartementen.

### Wijkvernieuwing: Rivierenstede en Dinkelpark
In de jaren 1990 kwamen twee terreinen in het midden van de buurt beschikbaar voor herontwikkeling, die ertoe leidden dat er een wijkvernieuwingsplan werd opgesteld en een nieuw 'kloppend' hart voor de buurt ontstond:
- In 1996 besloot de gemeente tot de aankoop van de GADO-garage (busremise) aan de Vechtstraat in verband met de 'onhoudbare' situatie ter plekke.[102] De bussen werden in de jaren erna verplaatst naar een nieuw opstelterrein aan de Sontweg op bedrijventerrein Driebond. In 2001 kwam dit terrein daardoor beschikbaar voor herontwikkeling.
- In 1997 sloot de 3B-bakkerij tussen de Barestraat, Merwedestraat en Vechtstraat, waardoor ook op het terrein er tegenover in aanmerking kwam voor een nieuwe functie.

Daarnaast werd de oude Bilderdijkmavo erbij betrokken en het terrein van de tanende speeltuinvereniging Parkwegbuurt. Woningstichting Patrimonium had naast het Gado-terrein een drietal verouderde bejaardenflats aan de Dinkelstraat en besloot in 2000 om ook mee te doen.
Eind jaren 1990 werden plannen gemaakt voor dit gebied. Besloten werd om een winkelcentrum te realiseren en mede op aangeven van de buurt woningen gericht op bovenmodale inkomens aangezien die ontbraken in de buurt. Door Nieman Stedebouw werd een stedebouwkundige visie opgesteld voor het gebied, waarbij besloten werd om slingerende (rivier)vormen als uitgangspunt te nemen. Deze afwijkende vormen vormden de overgang tussen de deels 19e-eeuwse Herewegbuurt en de 20e-eeuwse Rivierenbuurt. 
In de eerste fase werd ingezet op het terrein van de broodfabriek, daar deze meteen beschikbaar was. In opdracht van ontwikkelaar Emmaplein Ontwikkeling en investeerder Duurkens en Tichelaar het appartementengebouw Rivierenstede gebouwd. De vorm van het gebouw (in een kwartcirkel) bood ruimte voor de realisatie van een winkelplein op de hoek van Merwedestraat en Vechtstraat. Achter in het gebouw werd een supermarkt met daarachter een grote parkeerplaats opgenomen, tegen de Barestraat aan. Het gebouw was bedoeld voor doorstromers, onder andere omdat starters na verloop van tijd de wijk steeds vaker verlieten wegens gebrek aan woonruimte. In 2002 werd het gebouw opgeleverd. De Edah-supermarkt vertrok daarop vanuit het pand aan de Hereweg naar dit complex.
Aan overzijde waren aanvankelijk eengezinswoningen gepland, maar uiteindelijk werden er twee gebouwen ontwikkeld voor medioren en senioren, die beide voltooid werden in 2008:
- Aan oostzijde werd in het verlengde van de Rivierenstede besloten tot de bouw van een appartementencomplex voor het hogere segment. In 2002 werd hiervoor de Gado-garage gesloten en de aanwezige bodemvervuiling gesaneerd. Woningcorporatie Nijestee liet hier vervolgens het gebouw Dinkelpark realiseren, dat bestaat uit een toren (de Dinkeltoren, met 54 meter hoogte het hoogste punt van de wijk) en een 'slinger' met appartementen eraan vast.
- Aan westzijde werd ter plekke van het voormalige speeltuinvereniginggebouw[109], de huurflats aan de Dinkelstraat en de voormalige Bilderdijkmavo in opdracht van woningstichting Patrimonium seniorencomplex Goudriaan (naar het riviertje Goudriaan) gerealiseerd. Het gebouw met ruim 50 sociale huurappartementen kreeg net als aan de overzijde een slingervorm. De bouw werd vertraagd doordat het Alfacollege nog een contract had voor het gebouw van de vroegere Bilderdijkmavo, waardoor pas in 2007 met de sloop van de bestaande bebouwing werd begonnen.[110] De entree van de verdwenen Dinkelstraat (tegenover de Reggestraat) is sindsdien de oprit naar de parkeergarage onder het gebouw en de parkeerplaats achter het Talmahuis. Aanvankelijk was het de bedoeling dat de bewoners gebruik konden maken van de voorzieningen uit het naastgelegen Talmahuis[108], maar met de extramuralisering van de zorg werd dit gebouw al in 2012 gesloten door Patrimonium.

Het bestaande Dinkelpark aan zuidzijde werd tussen de slingers van het gebouw Dinkelpark en de Goudriaan doorgetrokken naar de Rivierenstede. Hiermee werd het zicht op de vijver en de aansluiting op het Fongerspad ook verbeterd.

### Recente projecten
Sinds het begin van de 21e eeuw wordt er gewerkt aan twee grote plannen rond de buurt. Het betreft het ombouwen van de ringweg aan zuidzijde (Aanpak Ring Zuid) en een grootschalige ombouw van het stationsgebied aan noordzijde (Groningen Spoorzone). Beide plannen zijn inmiddels deels of volledig in uitvoering. Waar de eerste echter vooral is ingericht op een goede afwikkeling van het doorgaande verkeer van en naar Groningen, richt de tweede zich deels op de buurt zelf. 

#### Aanpak zuidelijke ringweg
Eind jaren 1990 werden plannen gemaakt voor de ombouw van de zuidelijke ringweg met als doel de weg meer capaciteit te geven voor doorgaand verkeer en de doorstroming bij het Julianaplein te verbeteren. Aanvankelijk was er sprake van een mogelijke alternatieve 'Zuidtangent' via het Tussengebied Groningen-Haren en het Paterswoldsemeer, maar in 2002 werd deze optie geschrapt wegens de ecologische waarde van het gebied en kwam de focus op het huidige tracé te liggen. In 2008 kwam er met het afblazen van de Zuiderzeelijn ineens veel geld beschikbaar en kwam het project in een stroomversnelling. Na een aantal afgekeurde voorstellen werd in 2009 besloten tot een verdiepte aanleg met enkele 'groene deksels', waarop het Zuiderplantsoen moest worden aangelegd ter hoogte van het Sterrebos en het Duogebouw. In 2017 startte de uitvoering. 
Voor de Rivierenbuurt betekenen de ombouwplannen het volgende:
- Aan oostzijde is ingezet op een verdiepte ligging bij de Hereweg, waardoor de bestaande op- en afritten verdwenen. Tussen de Hereweg en Brailleweg werd ingezet op de aanleg van een extra verbindingsweg langs de Maaslaan om het verkeer tussen Hereweg en Julianaplein af te wikkelen.
- Aan westzijde werd het bestaande knooppunt Julianaplein sterk verhoogd om een ongelijkvloers kruispunt mogelijk te maken. Om het verkeer van en naar het centrum te versterken werd ingezet op een verkeersplein ten noorden van het Julianaplein. Daarvoor moest een deel van het vaste deel van de weg Emmaviaduct en de fietstunnel tussen de buurt en het Hoornsediep verdwijnen. In 2023 werd in plaats daarvan de ovonde Brailleplein aangelegd.
- De bestaande Papiermolentunnel zou vanwege de verdiepte ligging plaats moeten maken voor een zeven meter hoge voetgangersbrug. Na protest van omwonenden en een rechtszaak besloot de aannemerscombinatie in 2017 om toch te kijken naar mogelijke opties voor een nieuwe meer verdiepte tunnel[114], die in 2023 werd gerealiseerd. Kunstenares Hadassah Emmerich voorzag de tunnel aan binnenzijde van keurrijke fantasielandschappen.

#### Stationsgebied en Spoorkwartier

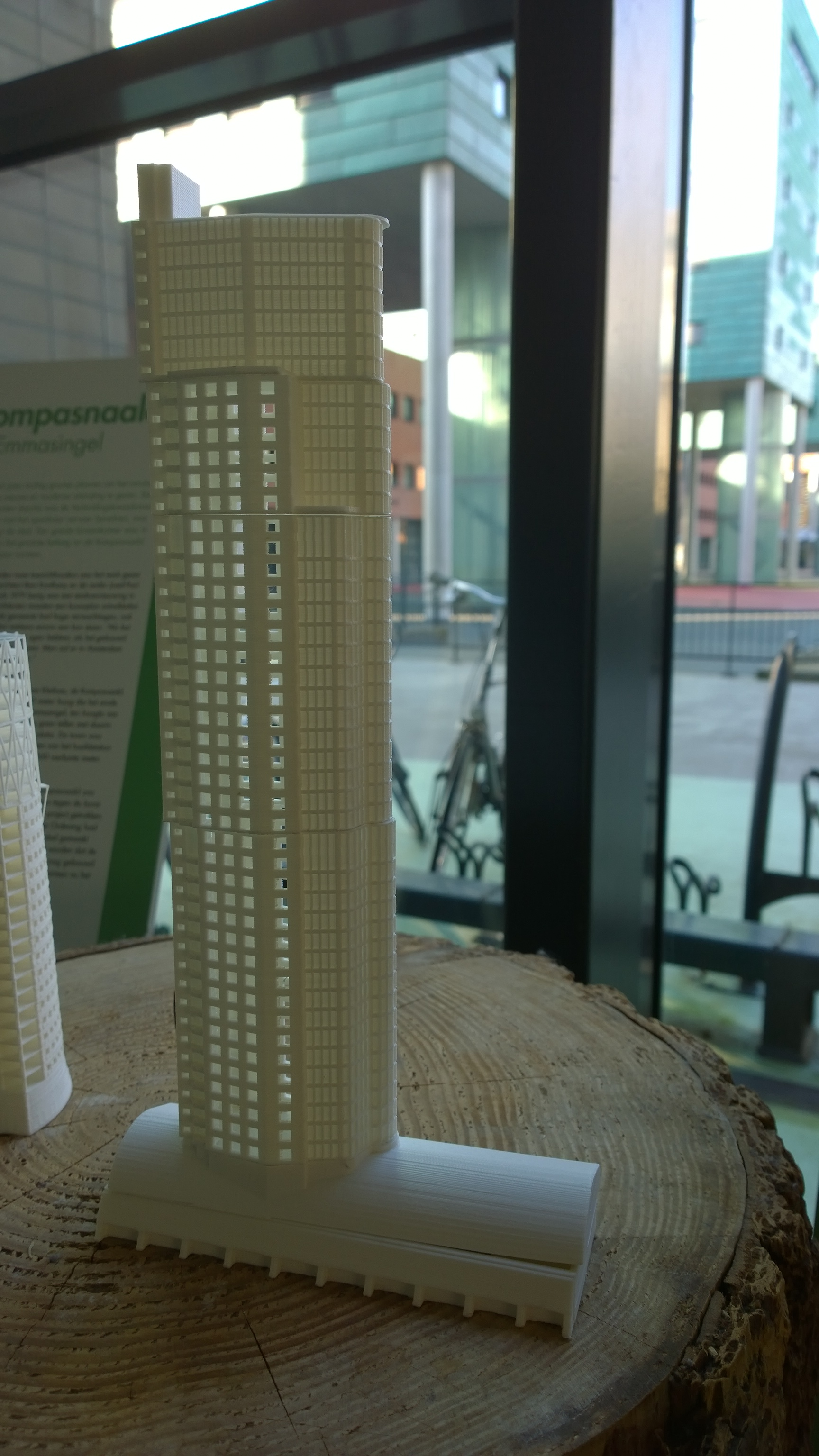
Maquette van de nooit gebouwde Emmatoren in Groningen (tentoonstelling bij de Groninger Archieven)

##### Plannen
Aan de zuidzijde van het stationsgebied wordt sinds 2010 gewerkt aan een grootschalige herontwikkeling. Daarbij wordt ingezet op de realisatie van een nieuwe zuidelijke stationsingang, een nieuw busstation en een nieuwe (sub)buurt; het Spoorkwartier. Door bus-, voet- en fietgangerstunnels wordt het gebied verbonden met het centrum en het zuiden van Groningen. 
De ontwikkeling van het gebied ten noorden van de Zaanstraat kwam door allerlei oorzaken lange tijd niet van de grond (zie Zaanstraat en Spaarnestraat). Ook eerdere plannen voor een zuidelijke stationsingang kwamen door protesten uit de buurt niet van de grond (zie Herstructurering Davidstraatbuurt). In 2008 schaarde het Rijk zich achter nieuwe plannen voor de herontwikkeling van het gebied tot een plek voor wonen, werken, recreëren en winkelen. Het proces kreeg daardoor een spurt. In 2009 startte daarop een nieuw planvormingsproces waarbij ook het emplacement erbij getrokken werd. Station Groningen moest van een kopstation veranderen naar een doorgangsstation voor regionale treinen en bestaande rangeersporen moesten verdwijnen naar elders om het beschikbare terrein te vergroten. Er werd een nieuwe zuidelijke stationsingang gepland aansluitend op het stationsgebouw en besloten werd ook om het busstation hierheen te verplaatsen, waarmee ook een 'knip' kon worden gemaakt voor autoverkeer in de Stationsweg aan noordzijde. Verder werd besloten tot het aanleggen van een fiets- en voetgangerstunnel onder het spoor en het stationsgebouw door. Voor de zuidelijke stationsingang komt een verdiept stationsplein: het Zuidplein. 

##### Tunnels

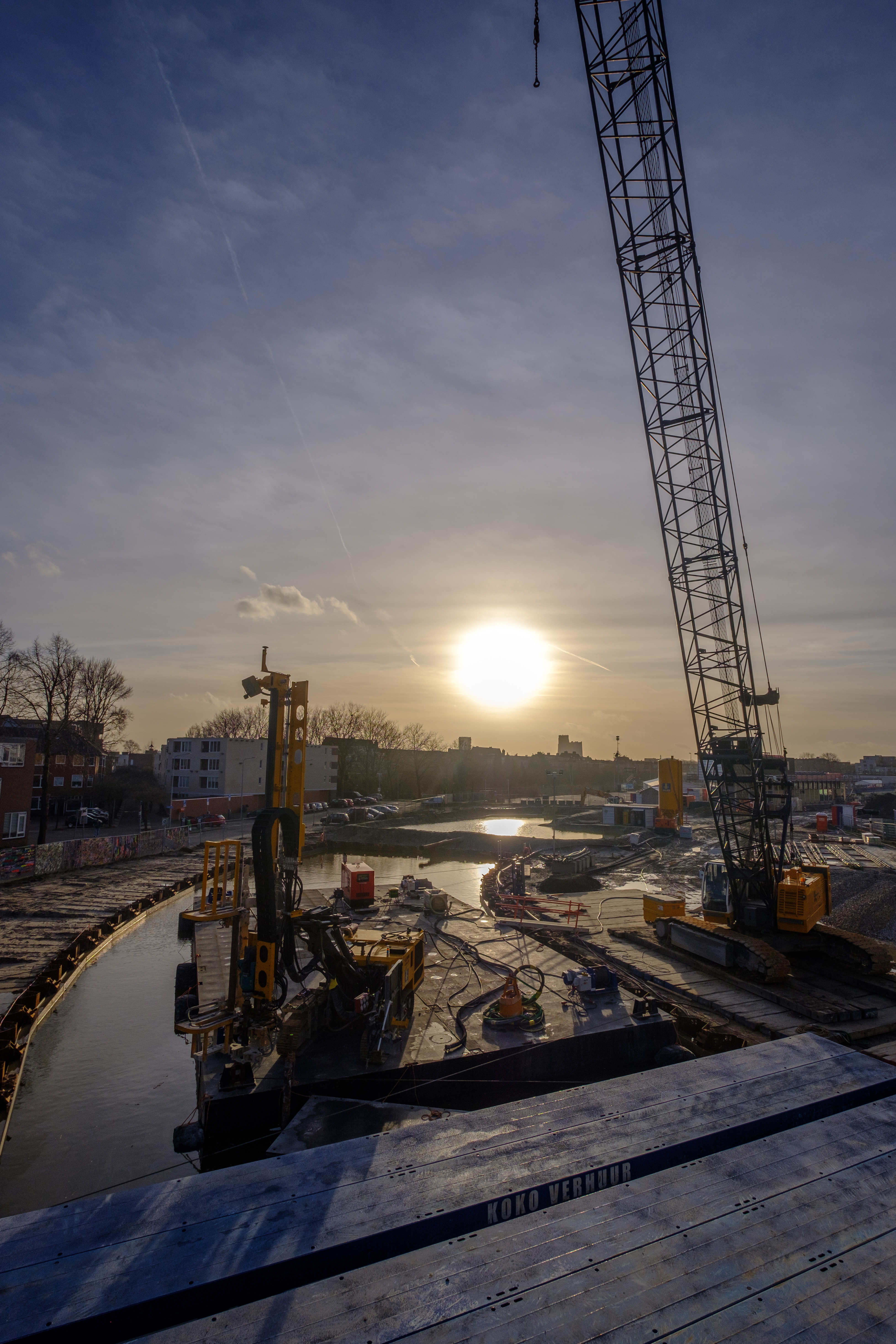
Het bouwterrein van de toekomstige bustunnel achter station Groningen in 2024 bij avond gezien vanaf de traverse. Het terrein staat hier nog onder water.

De eerste plannen voor een bustunnel onder het spoor door ontstonden in 2013. In 2015 bleek dat Post NL het EKP (dat midden op het beoogde tracé stond) ging verlaten en kwam het plan in een stroomversnelling. Ter voorbereiding op de bustunnel werd het EKP in 2018 afgebroken. In 2023 startte de aanleg van de tunnel. Op de bustunnel en de af te breken traverse uit de jaren 1980 is in overleg met omwonenden een park gepland. In tussentijd werd ook de busbaan vanaf het in 2011 geopende P+R Hoogkerk verder verlengd naar het station. In 2015 werd hiervoor een lus onder het Emmaviaduct gemaakt en in 2016 werd de busbaan over de Paterswoldseweg heen verlengd naar het Noord-Willemskanaal, waar dat jaar de nieuwe Zaanbrug werd gerealiseerd, zodat de bussen voortaan ongehinderd door konden rijden tot op het Emmaviaduct. Feitelijk was daarmee tevens een westelijke toerit naar het nieuwe busstation ook gerealiseerd. De aanleg van de bustunnel startte in 2023.
In 2015 stelde het Rijk extra gelden beschikbaar voor de aanleg van een fietstunnel en een fietsenstalling voor duizenden fietsen onder het spoor. Tussen 2016 en 2020 werd het Opstelterrein De Vork gerealiseerd bij Haren en konden de rangeersporen worden verwijderd om een start te maken met de werkzaamheden voor de aanleg van de fiets- en voetgangerstunnel en de fietsenstalling. In 2019 waren alle bestaande gebouwen op het terrein gesloopt en konden de bouwwerkzaamheden beginnen.

##### Spoorkwartier
In 2020 werd een nieuw plan voor het gebied ten zuiden van de nieuwe stationsingang ('stadsentree') gepresenteerd. Besloten werd tot de bouw van een nieuwe buurt met de naam Spoorkwartier. Deze buurt moet gaan bestaan uit 'stadsdeel' dat zeer groen en autoluw moet worden met een mix van veel woningen en een aantal bedrijven. Aan zuidzijde moeten voor de zuidelijke entree naar het gebied 17 woningen aan oostzijde van de Spaarnestraat langs de Parkweg verdwijnen om een betere aansluiting met de Rijnstraat te krijgen, die in de toekomst een belangrijke fietsroute naar het zuiden moet worden. De Spaarnestraat zal in de toekomst verdwijnen. Voor de toegang tot het Spoorkwartier voor de bussen en auto's moet in het Emmaviaduct een insnijding worden gerealiseerd om de wijk niet te belasten met extra verkeer.   
In 2020 werd ook besloten om als grote trekker voor het gebied muziekcentrum De Oosterpoort hier naartoe te verplaatsen. De capaciteit van dit muziekcentrum moest tweeëneenhalf keer dat van De Oosterpoort krijgen, waarmee het zich moet kunnen meten met andere muziektempels als TivoliVredenburg en 013. In 2022 waren de geschatte kosten voor dit muziekcentrum inmiddels meer dan dubbel zo hoog waren als oorspronkelijk begroot. Onder het gebouw moet een parkeergarage komen voor bezoekers en wijkparkeren. 
Om het station beter met het Stadspark (in 2021 werd de drafbaan aangewezen als een belangrijke grootschalige evenementenlocatie) en Martini Trade Park te verbinden werd in 2021 besloten om ook de Parkweg aan te pakken. De op- en afritten van het Parkwegviaduct naar het Emmaviaduct moeten daarbij verdwijnen en de Parkweg wordt opnieuw ingericht met meer groen.

## Economie
De economische activiteiten in de buurt beperken zich tot een klein winkelcentrum, een aantal kantorenlocaties langs de Hereweg, Vechtstraat en Rivierenhof en een aantal verspreide bedrijven langs andere straten in de buurt. In de eerste helft van de 20e eeuw bevonden zich een aantal fabrieken in de buurt. In de jaren 1950 tot 1970 werd in het kader van plan Rabenhaupt met wisselend succes ingezet op concentratie van bedrijfsactiviteiten in het oosten van de buurt (Vechtstraat, Geulstraat, Barestraat en Davidstraatbuurt). Beoogde kantoorlocaties ten zuiden van het stationsgebied werden door meerdere oorzaken slechts ten dele ingevuld. Tegen de jaren 1980 verdwenen de meeste grote bedrijven uit de buurt. In hun plaats kwamen naast kleinere kantoren en detailhandel vooral veel woningen. De meeste winkels en horecagelegenheden waren aanvankelijk net als elders in de stad verspreid door de buurt. Een eerste winkelcentrum was van de jaren 1950 tot de jaren 1980 gevestigd aan de Rivierenhof. In de jaren 2010 werd het huidige winkelcentrum Rivierenstede geopend in het midden van de buurt. Verspreid over de buurt zitten nog enkele winkels op historische locaties. 
In de plannen voor de aanleg van het Spoorkwartier wordt gesproken over het toevoegen van kantoorvoorzieningen en een beperkt aantal winkels in dit gebied. Ook is de locatie in beeld voor de vestiging van het toekomstige cultuurcentrum van Groningen ter vervanging van De Oosterpoort.
In de paragrafen hieronder wordt ingegaan op de industrie, detailhandel en horeca in de buurt.

### Industrie
De buurt heeft tegenwoordig geen industrie meer, maar heeft in het verleden wel een aantal fabrieken en een grootschalig postsorteercentrum gehad. De belangrijkste bedrijven worden hieronder besproken. Veel bedrijven bevonden zich ten zuiden van het stationsgebied. Dit gebied wordt sinds 2010 herontwikkeld tot een nieuw woon- en werkgebied onder de naam Spoorkwartier. 

#### Tichelwerk en lijmziederij

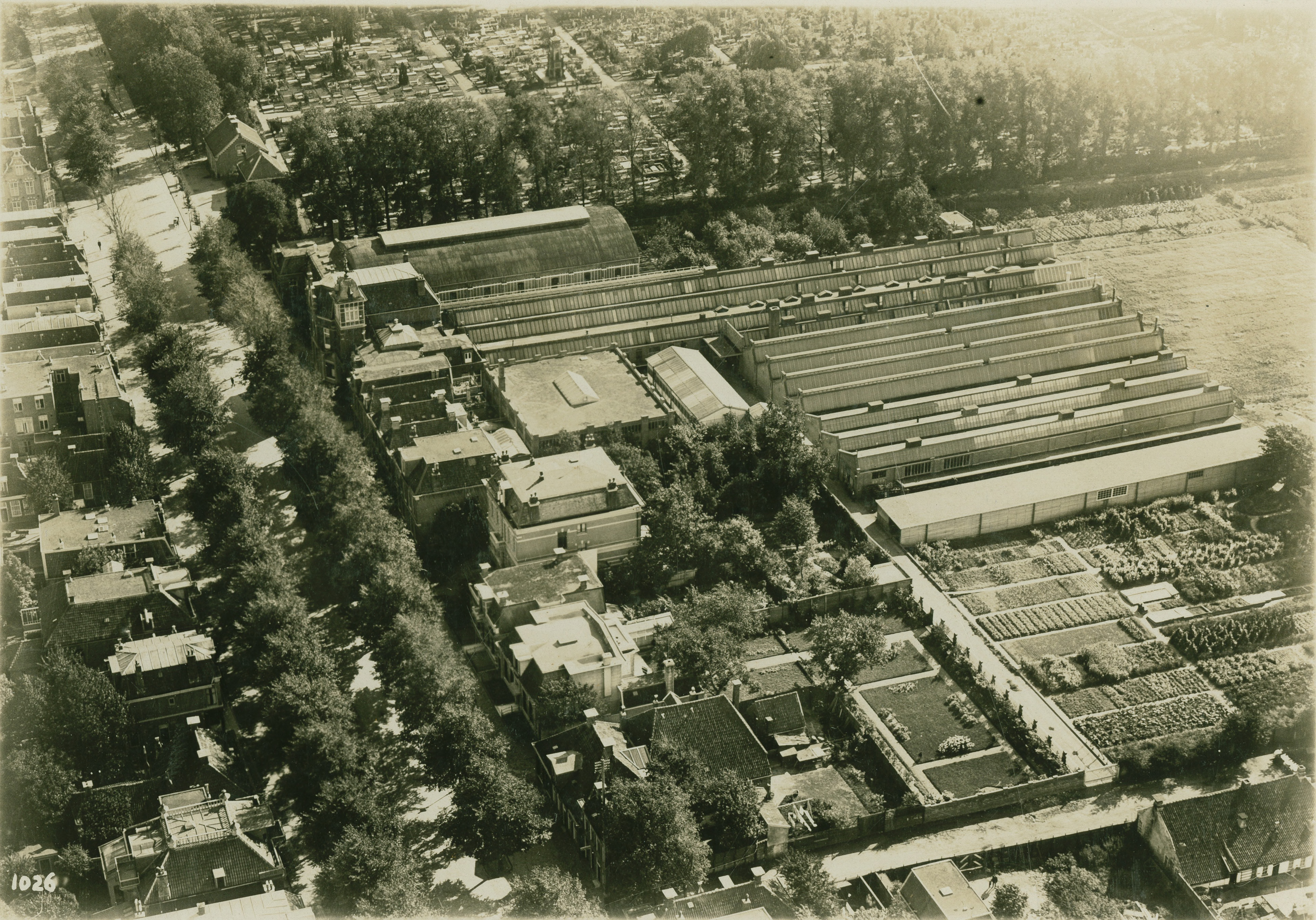
Luchtfoto van de Fongersfabriek rond 1925 gezien vanuit het noorden. Links de Hereweg, boven de Zuiderbegraafplaats en beneden-rechts de Menneslaan (latere Vechtstraat)

De eerste industrie op het terrein van de latere Rivierenbuurt ontstond vermoedelijk in de 18e eeuw langs het Hoornsediep. De orangistische hopman Thomas Lieftinck had halverwege die eeuw een tichelwerk (baksteen- en pannenbakkerij) op een omgracht terrein ter plaatse van ongeveer Hoornsediep 2 ten westen van huidige de Zaanbrug. Ten noorden daarvan buiten stond net buiten de huidige buurt (ter plaatse van het huidige Cascadecomplex) een lijmziederij (lijm- en stijfselfabriek). Het tichelwerk kwam mogelijk in 1801 in handen van de Jacob Trip, om in 1833 door zijn weduwe Anna Lewe van Mathenesse te worden verkocht. Vermoedelijk werd het gebouw toen afgebroken, wan in 1835 was het geheel verdwenen. Door het omgrachte terrein werd later de spoorhaven gegraven.

#### Fietsfabriek Fongers en Lijstenfabriek Vogel

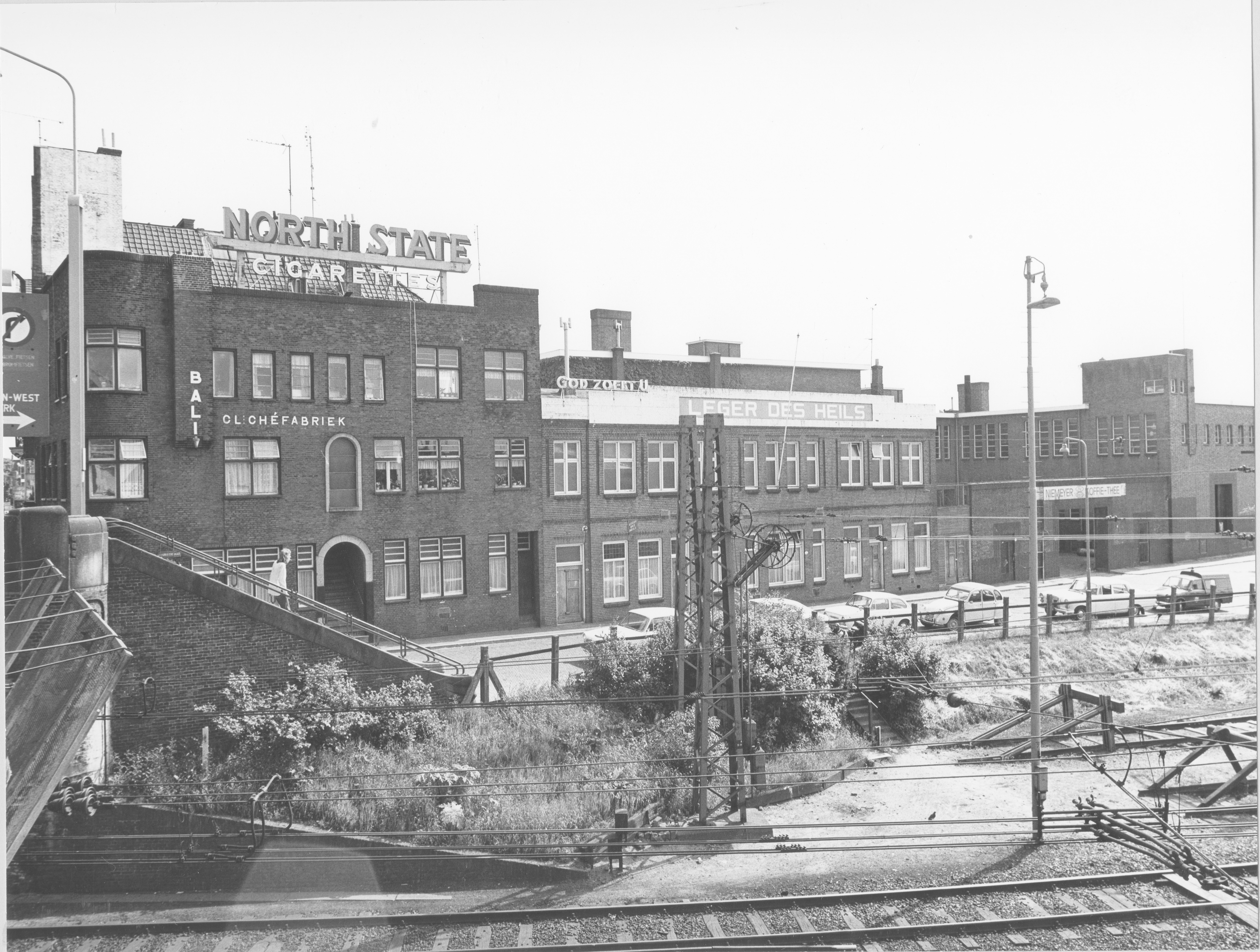
De meest oostelijke gebouwen van de Viaductstraat in 1971 gezien vanaf het Herewegviaduct. Links clichéfabriek Bali, midden het Leger des Heils met de tekst 'God zoekt u' (neonverlichting) en rechts de verpakkingsafdeling van de koffie- en theefabriek van Theodorus Niemeyer in de vroegere Puddingfabriek.

In de jaren 1890 kwam nieuwe industrie naar de wijk, toen in 1896 smid Albert Fongers een fietsfabriek met oefenschool liet bouwen aan de Hereweg 85. Een jaar later liet Lambertus de Vogel in de weilanden achter het stationsemplacement een lijstenfabriek bouwen ten westen van de Achterweg (nr. 47) naar ontwerp van Gerrit Nijhuis. Beide bedrijven behoorden in 1910 tot de grootste werkgevers van de stad: Fongers stond met 165 werknemers op nummer 3 en De Vogel met 64 medewerkers op nummer 9. Vogels beoogd opvolger was zijn zoon Jo de Vogel, maar deze koos voor het kunstenaarschap. In 1937 kreeg het bedrijf de naam E.G.E.L. (Eerste Groninger Electrische Lijstenfabriek). De fabriek was toen al over haar hoogtepunt heen en stootte delen van het complex af aan de Groninger confectie-industrie. Ergens halverwege de jaren 1950 sloot E.G.E.L. haar deuren. Fongers hield het nog iets langer vol, maar wist na de Tweede Wereldoorlog niet mee te komen met de vernieuwingen in die tijd. Het bedrijf kwam in 1961 in handen van Phoenix en ging vanaf 1963 verder als PFG (Phoenix/Fongers/Germaan). Dit bleek echter geen lang leven beschoren en in 1970 werd de fabriek gesloten.

#### Puddingfabriek Polak
In 1903 werd door de Joodse ondernemers Moritz en Eduard Polak aan de Hereweg 9 en 11 puddingfabriek Polak gevestigd, ook wel AJP genoemd naar de initialen van hun vader Abraham Josef Polak, die in 1899 patent aanvroeg op deze puddingpoeder. Het bedrijf had ook een vestiging in Weener, waar de familie Polak vandaan kwam. In de volksmond werd het bedrijf ook wel de 'droge Polak' genoemd ter onderscheiding van de 'natte Polak'; ranjafabriek C. Polak van neef Calmer Polak. Vanwege de groei werd in 1932 aan de Viaductstraat de grotere Puddingfabriek Polak gebouwd. Tijdens de Tweede Wereldoorlog werd de fabriek geconfisqueerd door de bezetter en draaide door onder een Verwalter. De familie Polak werd vermoord in de gaskamers van Auschwitz. Na de oorlog werd de fabriek voortgezet door enkele commissarissen van Joodse afkomst en werd de fabricage uitgebreid met bitterkoekjes, vanillesuiker en zelfrijzend bakmeel en werden er maïzena en gedroogde groente verpakt. In de tweede helft van de jaren 1950 zakte de productie langzaam in, waarop de fabriek in 1963 werd gesloten. Het puddingmerk kwam uiteindelijk in handen van het Duitse bedrijf Quakenbrück en verkoopt tot op heden amandelpudding onder de naam Polak Mänelchen pudding. De fabriek zelf werd na de sluiting eerst door Niemeijer gebruikt voor de verpakking van thee en koffie en huisveste tussen 1975 en 2000 het gemeentearchief onder de naam 'Stadskiste'. Sindsdien is het in gebruik als bedrijvenverzamelgebouw.

#### Clichéfabriek BALI
Op de hoek van de Viaductstraat met de Hereweg (Viaductstraat 1) werd in 1933 Clichéfabriek BALI gevestigd. In 1965 werd deze fabriek overgenomen door clichéfabriek De Poel en aan de Zoutstraat voortgezet als 'De Poel en Bali'.

#### Fabrieksbakkerijen

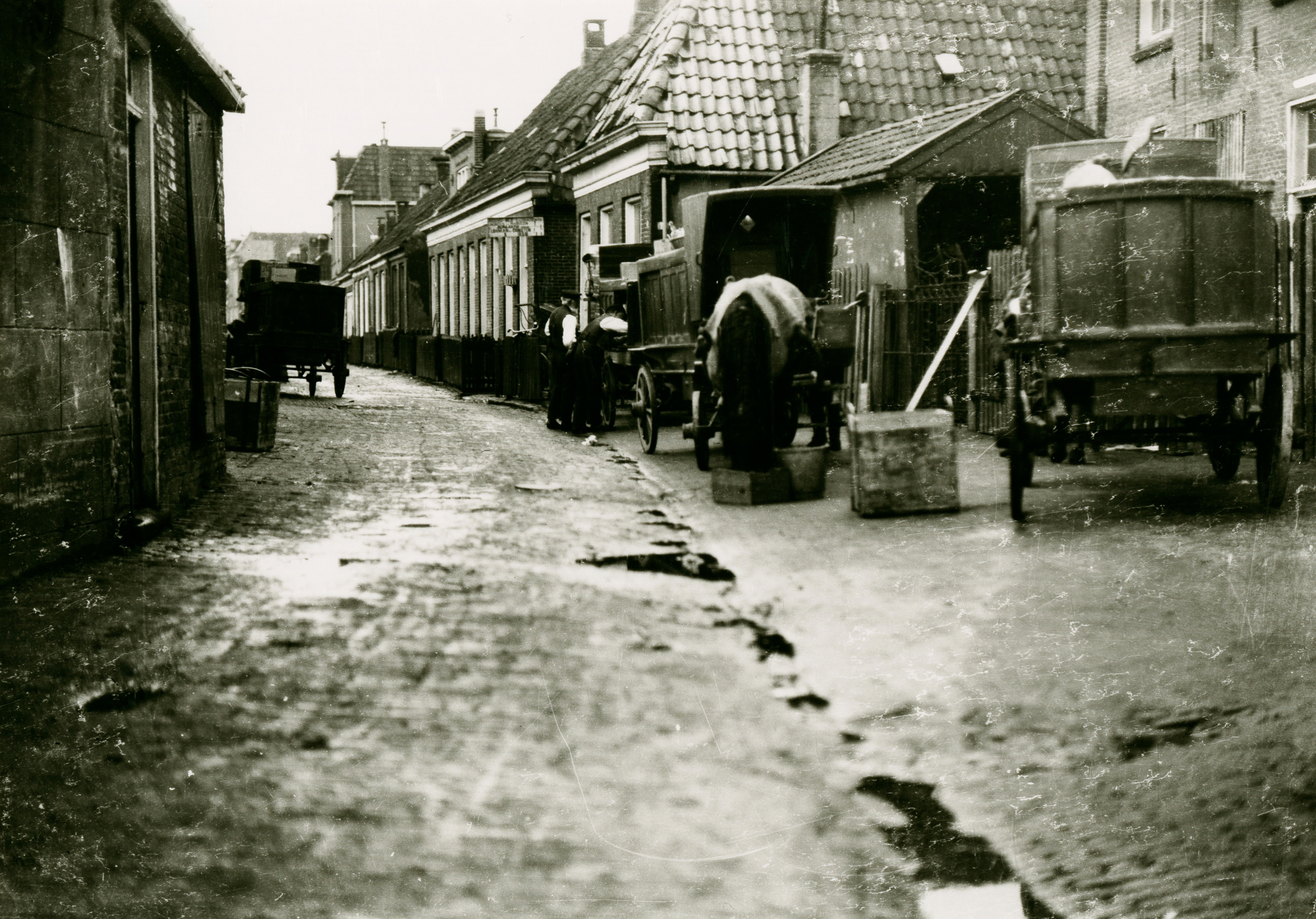
Het begin van de de Barestraat rond 1927 gezien naar het oosten. Op de weg een drietal broodkarren van de coöperatieve broodfabriek Samenwerking.

In 1911 richtte het christelijk werkliedenverbond Patrimonium de coöperatieve bakkerij 'Samenwerking' of kortweg Cosam op in een pand tussen de Rabenhauptstraat en de Barestraat. Tot de initiatiefnemers behoorde koopman Menno Henderikus Lutter, die zelf aan de Rabenhauptstraat 76 woonde en ruim 40 jaar directeur van de bakkerscoöperatie was. Ook was hij in 1914 een van de oprichters van de uit het werkliedenverbond voortgevloeide woningstichting Patrimonium. De bakkerij werd een aantal keren vergroot, onder andere in 1916, 1923 en 1930. In het laatste jaar werkten er ongeveer 40 mensen. In 1938 werd het bedrijf getroffen door een grote brand, maar kon na herstel de werkzaamheden voortzetten. Na de oorlog werd de naam gewijzigd naar Lutter Luxe Bakkerijen. De Cosam verzorgde vanaf de opening ook de verkoop van brood aan huis middels broodkarren. In 1912 werd gestart met 3 karren. In 1952 waren het er 25. Tot 1959 werd de bezorging met paard en wagen gedaan, daarna werd overgeschakeld op rijdende zelfbedieningswinkels.
In 1959 werd een aanvraag gedaan door drie andere bakkerijen voor de bouw van een grote industriële bakkerij aan de Vechtstraat. Bakkerij F. Bolt uit de Boteringestraat, Brand's Bakkerijen van de Rijksstraatweg in Haren en Bus' Brood- en Banketbakkerij uit de Herestraat gingen hierin op. Deze samenwerking was aangegaan wegen een gebrek aan uitbreidingsmogelijkheden op de bestaande locaties en paste binnen de tendens naar centralisatie in die tijd. Het complex zou naast het toenmalige terrein van de DAM moeten verrijzen. Het was bij de bouw een van de grootste bakkerijen van het noorden, werd ontworpen door Johannes Prummel en kreeg naar de achternamen van de drie bakkers de naam 3B-bakkerijen. Het werd in 1960 geopend. Het bedrijf telde bij de oprichting bijna 100 werknemers. In 1961 werd ook het bakkersbedrijf van Menno Lutter in de 3B-bakkerijen opgenomen.
In 1969 werd de 3B-bakkerij onderdeel van bakkersketen Meneba. In de jaren 1970 werden veel bakkerijen overbodig en moesten worden gesaneerd. De bakkerij werd hiervoor in 1975 aangemeld door Meneba, maar ontsprong de dans. In 1981 fuseerde het bedrijf met Jonk's Bakkerijen en ging een samenwerking aan met Bakkerij Hendriks uit Veenoord. Hendriks bracht het beheer in 1990 onder bij het bedrijf Quality Bakers. In 1997 werd de bakkerij gesloten door Quality Bakers.

#### Confectie-industrie

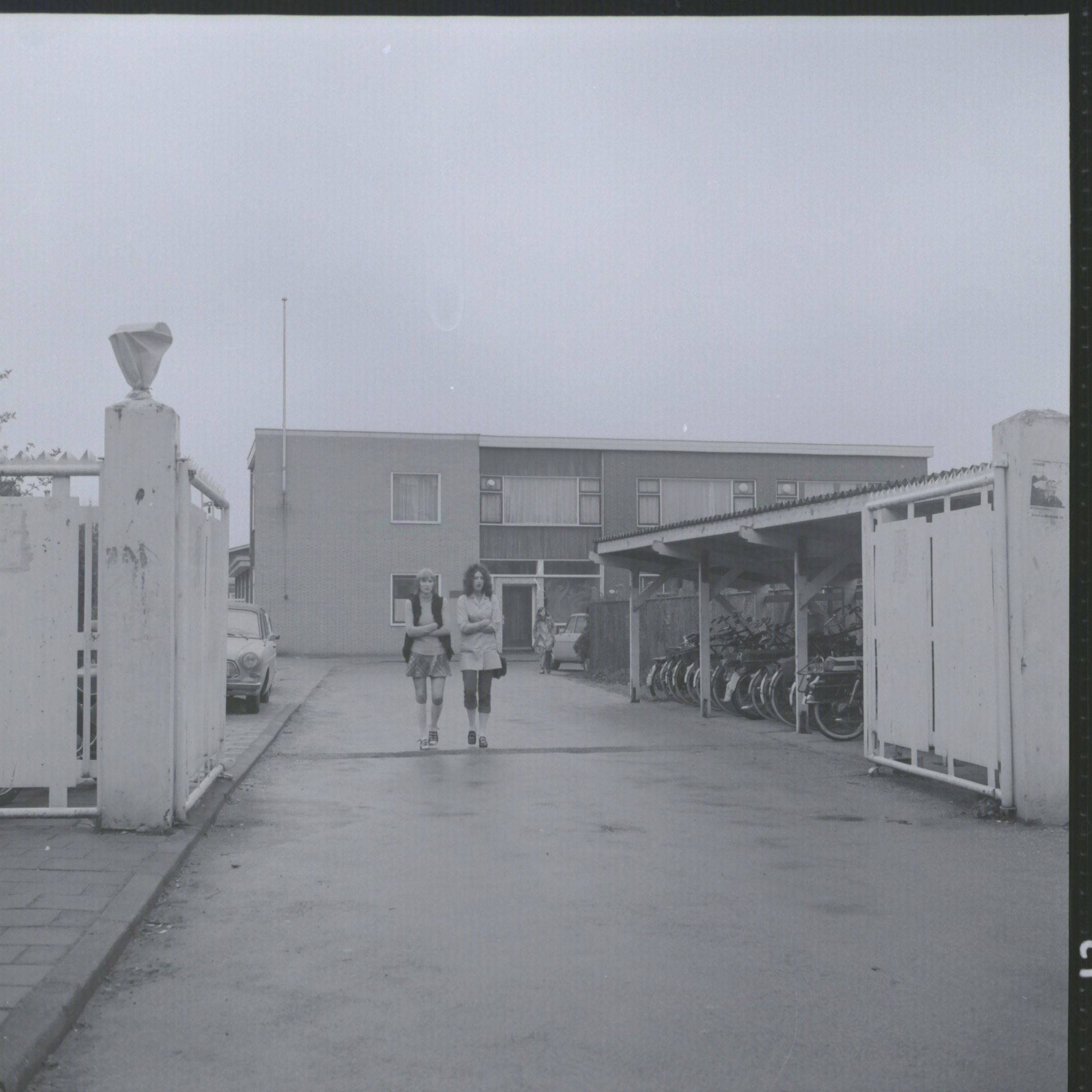
Ingang naar Kledingfabriek Van Dam aan de Achterweg in 1972. Een jaar later sloot het bedrijf onder druk van de lage prijzen en concurrentie van lage lonenlanden.

In 1936 werd vermoedelijk in de westelijke vleugel van de lijstenfabriek van Vogel aan de Achterweg een herenkledingfabriek van de joodse familie Van Dam gevestigd. Dit was een van de grotere bedrijven van de confectie-industrie in Groningen. De familie Van Dam was verwant aan de eveneens joodse familie Levie, die begin 20e eeuw ook een confectiebedrijf bezat in de Davidstraat. In 1938 werd in de noordelijke vleugel van de fabriek een pettenfabriek gevestigd van de firma Weeber. Tijdens de Tweede Wereldoorlog werd in 1942 het joodse personeel van Van Dam ontslagen en kwam de fabriek in handen van de Duitse verwalter Emil Lohmann en Co. uit Bielefeld. Tijdens de oorlog maakte het bedrijf onder andere uniformen voor de Wehrmacht. De familie Van Dam werd deels weggevoerd in de oorlog en werd vermoord in de concentratiekampen. Directeur Arnold van Dam was echter tijdig ondergedoken en keerde na de oorlog terug als bedrijfsleider. Bedrijfsleider D.S. Bakker die tijdens de oorlog leiding had gegeven aan het bedrijf werd in 1946 veroordeeld voor medewerking aan de Duitsers door de rechtbank van Groningen. Na de dood van Arnold van Dam in 1950 werd zijn buurman Arnold van den Berg directeur van de fabriek. Nadat lijstenfabriek E.G.E.L. halverwege de jaren 1950 sloot, liet Van den Berg in 1959 de lijstenfabriek slopen om zijn confectiefabriek uit te kunnen breiden naar het oosten. Weeber liet ergens in de jaren 1960 ook een nieuw pand zetten en begon toen ook pantalons te produceren. In de jaren 1970 kwamen beide bedrijven echter in de problemen onder invloed van prijsdruk en de concurrentie van lage lonenlanden. Van Dam ging failliet in 1973 en Weeber in 1977.  
In het pand van Van Dam werd na de sluiting een postafdeling van de PTT gevestigd, waarna het in 1988 gesloopt werd. In het pand van Weeber was van 1977 tot ca. 1997 kledingbedrijf Intercode gevestigd, dat eigendom was van Weeber. In 1999 werd het gebouw ten behoeve van de herontwikkeling van het gebied aangekocht door de gemeente en via leegstandsbeheerder CareX verhuurd onder de naam 'De Silo', alvorens het in 2018 samen met het naastgelegen EKP werd gesloopt. 

#### Expeditieknooppunt PTT
Tussen 1978 en 2018 bevond zich aan de Achterweg een groot expeditieknooppunt (EKP) van de PTT voor het postdistrict Groningen (de provincie Groningen en Drenthe tot aan Hoogeveen). De PTT was destijds de grootste werkgever van Nederland en was naar het noorden gehaald in het kader van het ingezette regeringsbeleid rond de Spreiding van Rijksdiensten. Begin jaren 1970 had de PTT nog het plan om dit expeditieknooppunt ofwel te plaatsen op het beschikbare terrein naast het Emmaviaduct aan de Zaanstraat of op een locatie in Zwolle. In het Bestemmingsplan Davidstraat e.o. uit 1972 werd deze hele buurt echter aangewezen als bedrijventerrein en werd een nieuwe zuidelijke stationsingang voorzien. De PTT koos in 1973 voor deze locatie omdat het bedrijf hier een brede invalsweg zou krijgen en een aantal grote parkeerterreinen om de ambtenaren te kunnen huisvesten. Voor het gebouw en de bijbehorende ontsluitingsweg moesten veel bestaande woningen aan de Achterweg en een huizenblok aan de Parkweg wijken. Het EKP werd ontworpen in een modernistische trant door het Arnhemse architectenbureau Wiegerinck als een gesamtkunstwerk in de trend van De Stijl van Bob Bonies. Het bestond uit een vleugel van deels 3 en deels 4 verdiepingen met een toren van 9 verdiepingen. In het westelijke deel van de vleugel (4 verdiepingen) werden het postoverslagbedrijf, de posterijen van een deel van de stad Groningen en het geldkantoor ondergebracht. Dit sorteercentrum diende ter vervanging van het te kleine stationspostgebouw aan westzijde van het stationsgebouw van Groningen. In het oostelijke deel van de vleugel werden een deel van het bestaande Hoofdpostkantoor aan de Munnekeholm en de centrale kantine van het hele postdistrict Groningen gevestigd en in de toren werden de medewerkers van het postdistrict gehuisvest. Aan spoorzijde kwam een postperron voor de speciale posttreinen (type Motorpost), die hier 5 maal per etmaal hun post afleverden. In het pand werden ongeveer 600 medewerkers gehuisvest. 
In de naastgelegen afbraakbuurt was ondertussen echter een gevecht uitgebroken tussen de gemeente aan de ene kant en bewoners en krakers aan de andere kant, waarbij door de laatsten vanaf 1974 werd ingezet op het behoud van de woonfunctie van de buurt en vervolgens ook herbouw van de woningen. In 1976 besloot de gemeente tevens om ook de gemeentelijke sociale dienst (GSD) naar een terrein tussen de bestaande Achterweg en de nieuwe aan te leggen Achterweg te verplaatsen. Gevolg van al deze ontwikkelingen was dat de beoogde brede invalsweg, de parkeerterreinen, de grote stationsingang en eventuele latere uitbreidingen van de PTT in het gedrang kwamen. In 1978 werd echter een nieuw bestemmingsplan opgesteld voor het stationsgebied, waarbij onder druk van de bewoners van de Davidstraatbuurt (vooral de Wijkraad Davidstraat) de parkeergelegenheid drastisch werd ingeperkt, de toegangsweg sterk werd versmald (van 22 naar 8 meter) en ook de uitbreidingsmogelijkheden sterk leken te worden verminderd. De PTT maakte daarom bezwaar tegen het bestemmingsplan en eiste dat de geplande woningbouw niet ten koste zou gaan van de beloofde faciliteiten. Uiteindelijk trok het bedrijf onder druk van de gemeentelijke en landelijke politiek en na diverse bewonersacties echter aan het kortste eind: het bedrijf kreeg een 20-tal parkeerplaatsen en de nieuw aan te leggen ontsluitingsweg werd iets breder. De PTT gaf aan dat als men dit geweten had, men het expeditieknooppunt meteen naar Zwolle zou hebben verplaatst. Verdere uitbreidingsmogelijkheden werden onder protest van de PTT in 1983 beperkt met een nieuw bestemmingsplan.
In 1985 vond een spectaculaire diefstal plaats bij het EKP, destijds de grootste overval van het noorden. Bij de overval werden geldcassettes met een waarde van 3,1 miljoen gulden (ca. 1,4 miljoen euro) gestolen door een Amsterdamse bende, waarvan slechts een fractie werd teruggevonden. De PTT schroefde vervolgens de beveiliging van het pand op.
In de loop van de decennia bevolkten verschillende PTT-diensten het pand. In 1997 werden het EKP en het bijbehorende perron gesloten in verband met verdere automatisering en centralisatie van de sorteeractiviteiten in Zwolle.  In 2000 sloot ook het postkantoor. In 2017 verliet PostNL het pand definitief. In 2018 liet de gemeente het pand slopen voor de aanleg van een bustunnel onder het spoor.

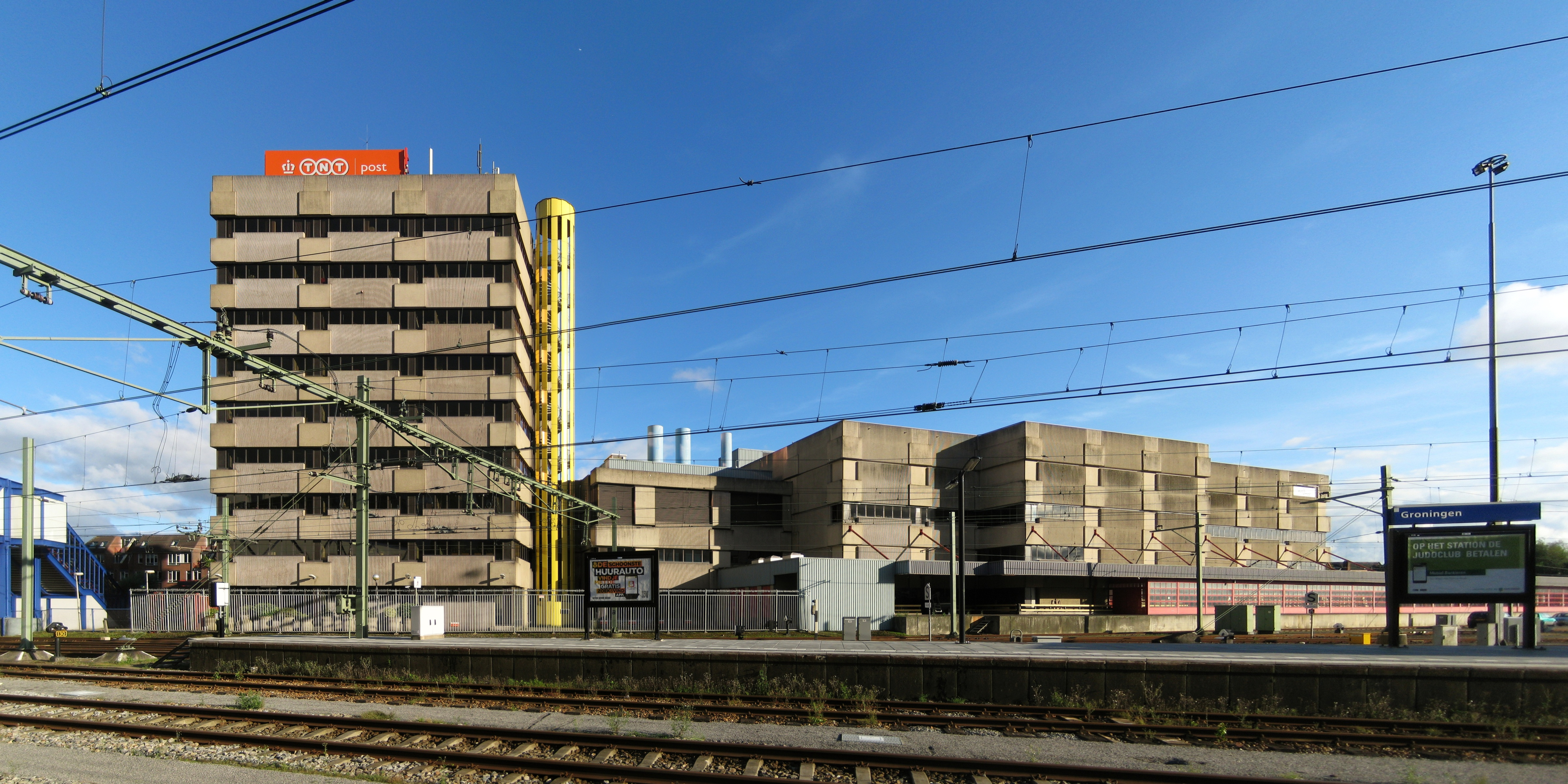
Het EKP gezien vanaf het station met rechts het voormalige perron (2012).
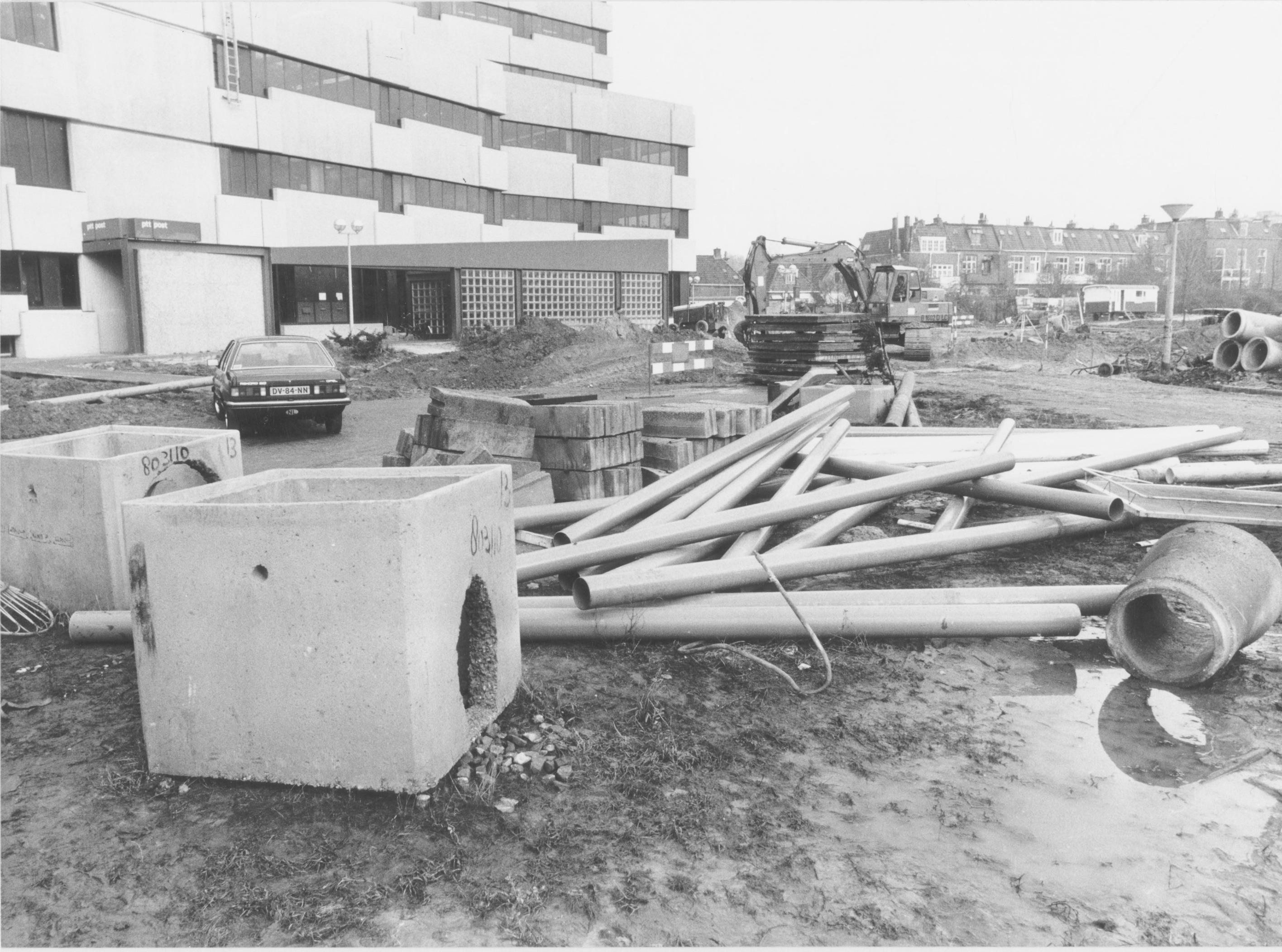
Aanleg van de nieuwe Achterweg voor het EKP in Groningen (1979)
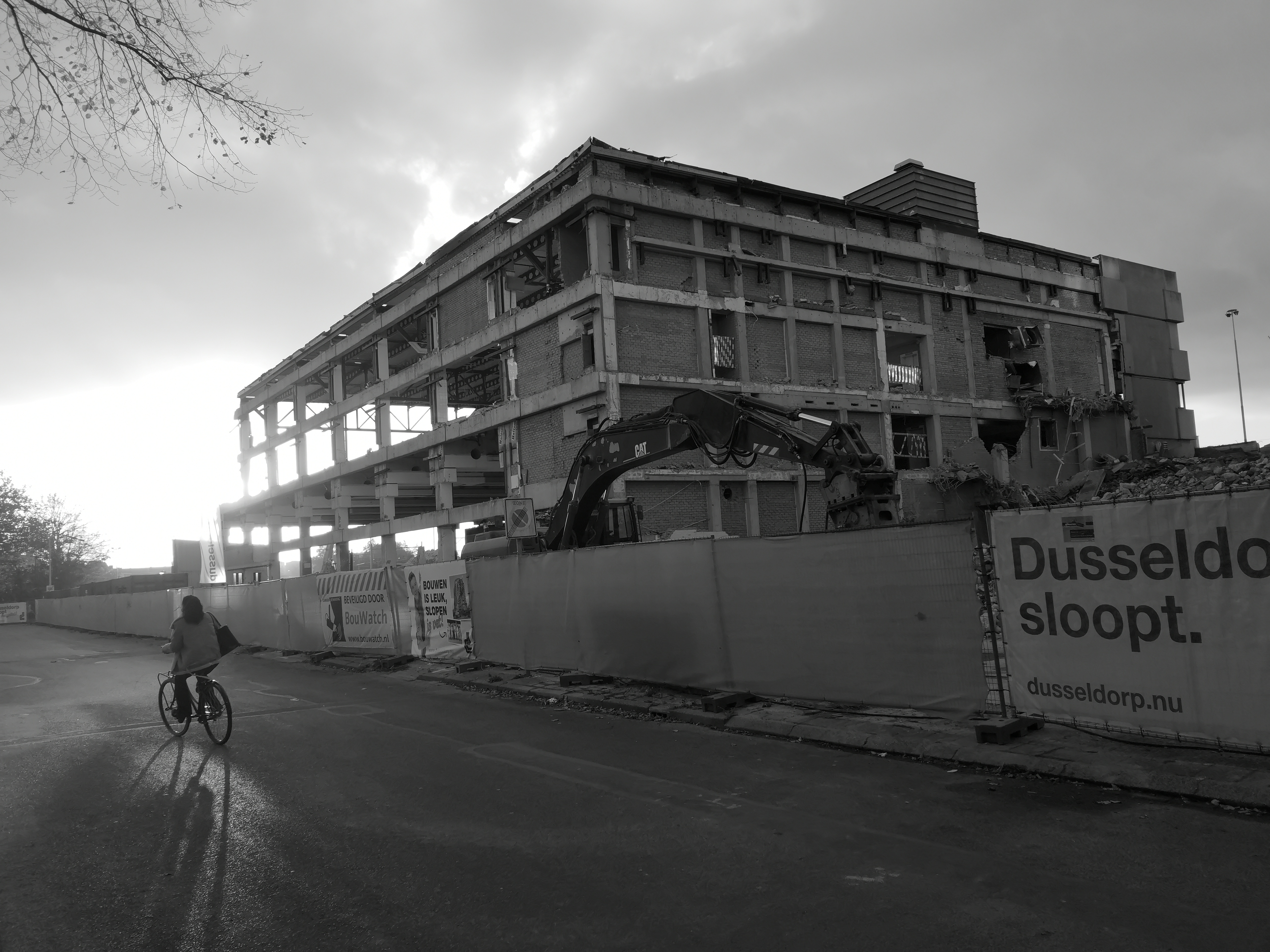
Sloopwerkzaamheden (2018)

#### Zaanstraat en Spaarnestraat

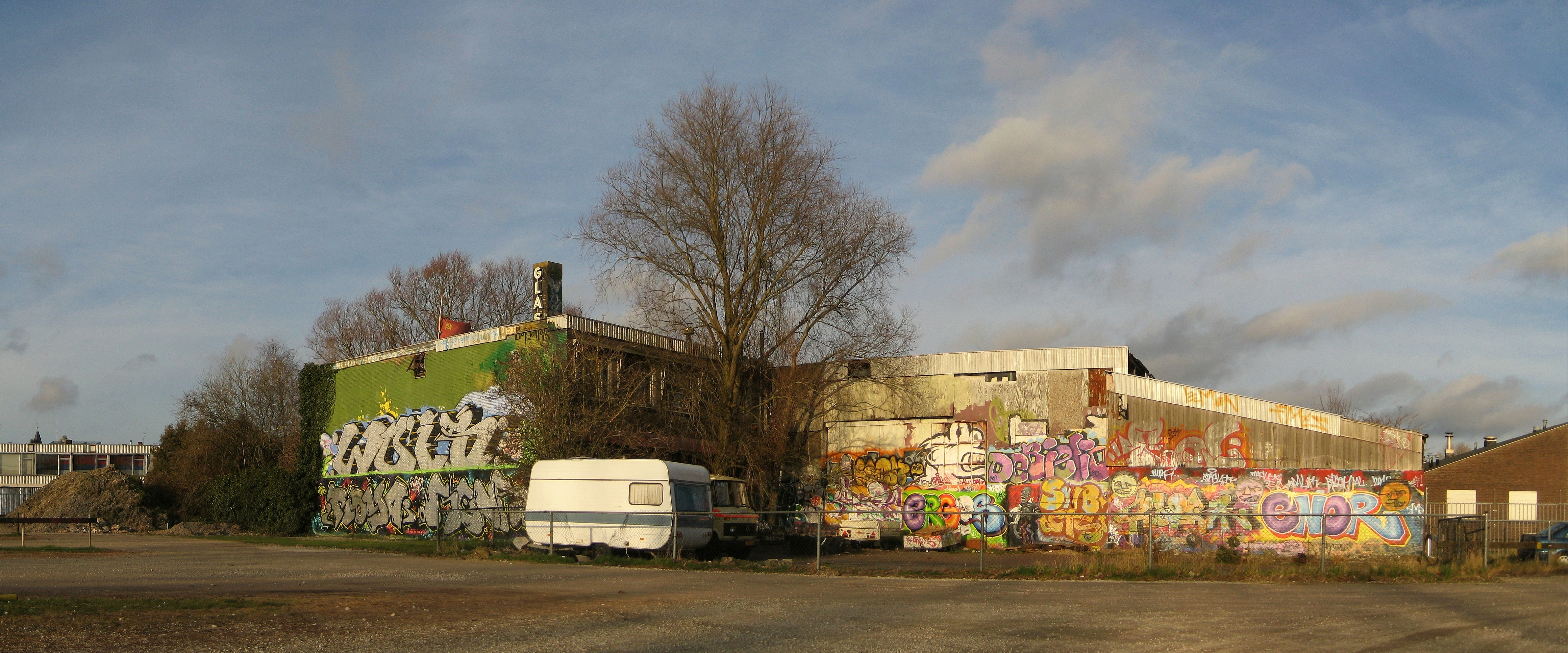
De voormalige glasfabriek aan de Spaarnestraat in 2012

In de jaren 1950 werd gezocht naar een invulling van het open gebied achter het station ten noorden en westen van de confectiefabrieken. Aan het eind van Spaarnestraat werd in 1958 voor Coöperatie De Toekomst een brandstofcomplex voor kolen gebouwd (Spaarnestraat 5). In hetzelfde jaar verrees ernaast een afleverdepot van autobedrijf Gremi (Spaarnestraat 3). Het afleveringsdepot van Gremi werd in 1966 verplaatst naar de Osloweg. Het brandstofdepot werd na een aantal naamswijzigingen (Co-op Noord in 1961, Samenwerkende Brandstof Bedrijven of S.B.B. in 1966) begin jaren 1970 gesloten en werd in 1973 omgebouwd tot een glasfabriek door het bedrijf Verenigde Glasindustrie Hoving-Houwink (in 1975 hernoemd tot Glascom, ook Euroglas Groningen of Glascombinatie genoemd). In 1984 werd het bedrijf wegens groei verplaatst naar de Flensburgweg in Euvelgunne. De panden aan de Spaarnestraat bleven na de sluiting in gebruik als opslag. De glasfabriek werd in 1991 gekraakt en werd in de eerste jaren andere gebruikt als concertzaaltje voor punkers.
Voor het terrein aan westzijde aan de Zaanstraat wilde de gemeente naast het aan te leggen Emmaviaduct een markant bouwwerk realiseren. Hiervoor liet zij extra op- en afritten bij het Emmaviaduct aanleggen. Hiervoor werden in de loop van de tijd een aantal initiatieven gestart, die geen van allen slaagden:

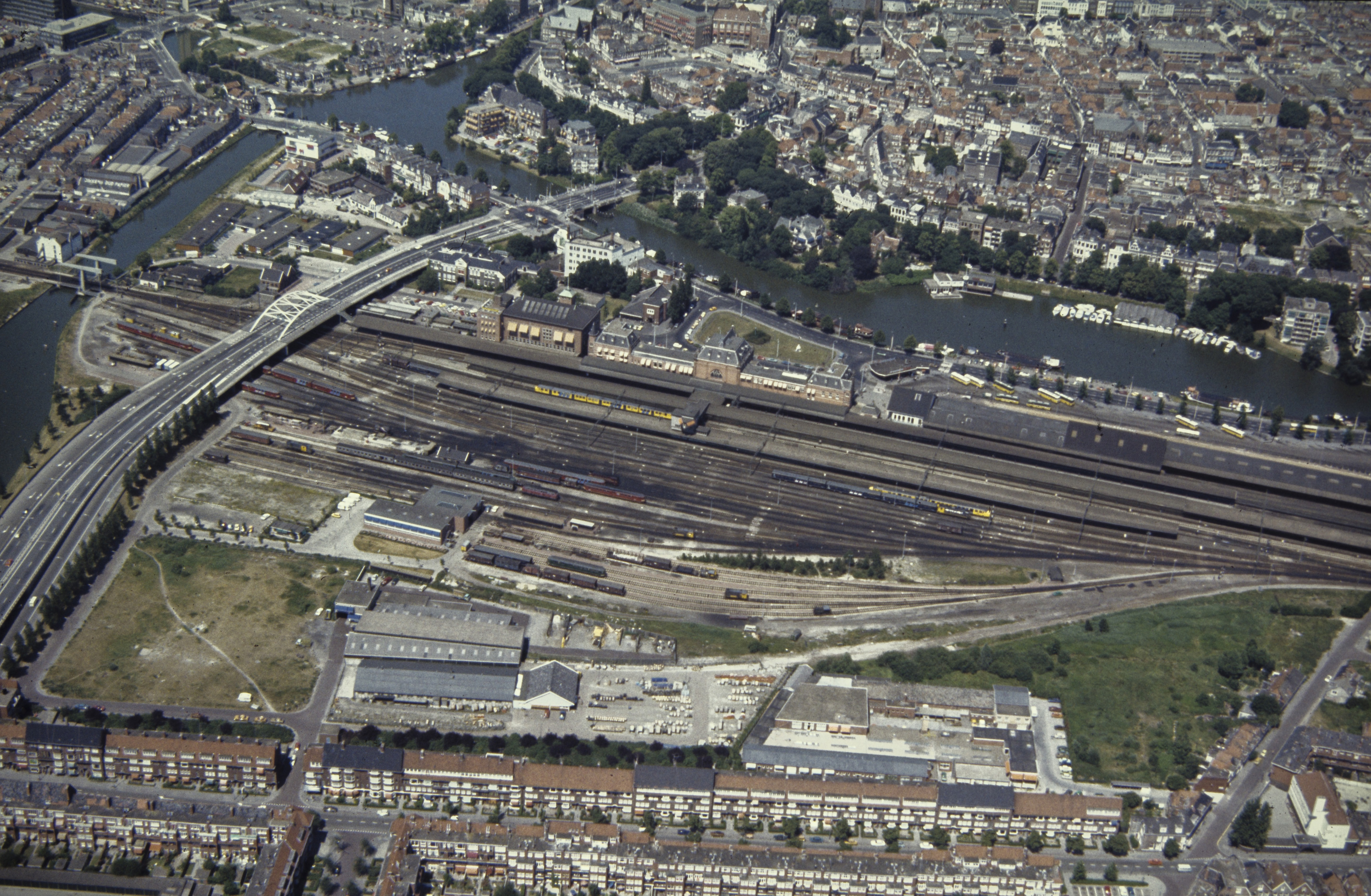
Luchtfoto naar het noorden met Emmaviaduct, spoorwegemplacement, Verbindingskanaal en Parkweg rond 1975. Ten zuiden van het emplacement staan de glasfabriek (links) en kledingfabrieken (rechts). Het EKP is nog niet in aanbouw.

- In 1963 werden door De Toekomst plannen gepresenteerd voor een gebouw van ruim 80 bij 80 meter van 10 etages, maar omdat hiervoor geen huurders gevonden konden worden werd dit plan in 1966 afgeblazen.
- In 1967 werden samen met de PTT nieuwe plannen gemaakt voor een dergelijk gebouw voor de huisvesting van onder andere de postbesteldienst[170], maar dit expeditieknooppunt werd uiteindelijk naar de Achterweg verplaatst (zie Expeditieknooppunt PTT). Het terrein bleef daardoor leeg en er werd daarom tijdelijk een parkeerplaats aangelegd voor de PTT.
- In 1981 werden nieuwe plannen voor een kantoor voor de centrale directie van de PTT gepresenteerd in een nieuw ontwerp bestemmingsplan voor het stationsgebied. Een gemeentelijke maquette toonde een reeks van kantoorgebouwen vanaf het EKP achter de Parkweg langs en langs het Emmaviaduct over de sporen heen. Dit gebouw zou tot 6 verdiepingen hoog mogen worden en moest 3500 rijksambtenaren kunnen huisvesten.[88] Diverse bewonersorganisaties kwamen onder de naam 'Bewoners Overleg Omgeving Station' (BOOS) echter in actie tegen dit plan en maakten in 1984 een alternatief plan.[171] In hetzelfde jaar besloot de PTT de spreiding van de centrale directie uit te faseren, waardoor er minder kantoorplekken nodig waren. De PTT maakte een nieuw plan voor een kantoor aan noordzijde van het spoor[172], waar in 1990 kantoorgebouw de Borg werd geopend.
- Het stadsbestuur bood daarop de locatie aan de Zaanstraat aan als vestigingsmogelijkheid voor een kantoorgebouw van Aegon, dat echter in 1985 naar Leeuwarden verhuisde.[169]
- In 2000 werd een plan gelanceerd om de in 1996 op initiatief van de Groningen City Club in gebruik genomen P+R Zaanstraat te vergroten tot een groot 'parkeerpark' voor 3000-5000 auto's op het NELF-terrein (verffabriek) aan noordzijde van de Grunobuurt en tussen de Zaanstraat en het EKP voor bezoekers vanuit het zuiden en westen van de stad.[173] Dit plan kwam niet van de grond en in 2010 werd het bestaande P+R Zaanstraat gesloten omdat de gemeente de auto's juist niet meer bij de binnenstad wilde hebben, maar aan de rand van de stad bij bijvoorbeeld de P+R's van Hoogkerk en Haren.[174]
- Begin 21e eeuw ontstonden mede onder invloed van andere ontwikkelingen zoals de geprojecteerde Zuiderzeelijn en de Regiotram nieuwe plannen voor de zuidkant van het station. In 2001 werd door architect Kees Christiaanse een plan gepresenteerd voor een groot kantorencomplex van 440.000 vierkante meter ten zuiden van het station.[175][176] In dit plan werden vervolgens ook woningen en winkels opgenomen. Architect Jacob van Ringen zag hier in 2002 een kans voor de realisatie van een 159 meter hoge Emmatoren, maar dit plan werd vanwege de hoge kosten niet serieus genomen.[177][178] Dit kantorenplan verdween vervolgens weer van tafel omdat er met de komst van Europapark al voldoende kantoorruimte ontstond.[176] In die tijd waren er ook al gedachten om het busstation ('OV-knooppunt') te verplaatsen naar het zuiden van het station.[179] In respectievelijk 2006 en 2012 verdwenen achtereenvolgens de Zuiderzeelijn en de Regiotram van tafel.

Het terrein langs de Zaanstraat bleef in gebruik als parkeerplaats. Met de nieuwe plannen voor de zuidelijke stationsingang en het Spoorkwartier vanaf 2010 kwam het gebied opnieuw in beeld voor herontwikkeling. In 2018 werden daarvoor de glasfabriek, het voormalige afleverdepot en het EKP gesloopt.

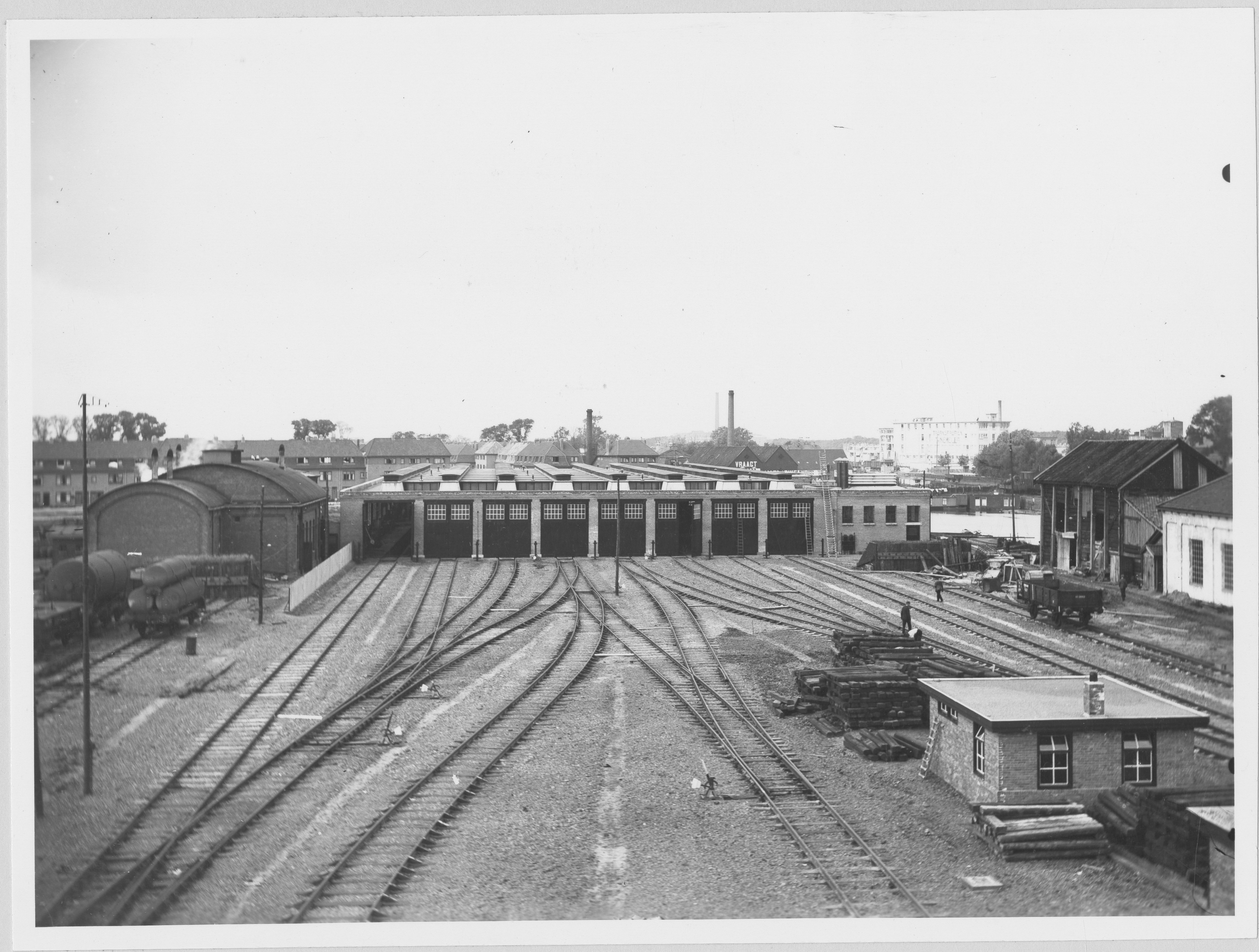
Vetgasfabriek (1906, gesloopt in 1972) en de net voltooide 8-standenlocomotiefloods (1925, gesloopt in 1972) op het emplacement van Groningen. Rechtsachter het spoordok (ca. 1866, gedempt in 1927). Op de achtergrond links de Grunobuurt en rechts de tabaksfabriek van Theodorus Niemeijer.

#### Vetgasfabriek
Op het stationsemplacement werd aan noordzijde van de latere Zaanstraat tussen 1902 en 1906 door de NS een vetgasfabriek gebouwd voor de verlichting van de treinen in het noorden. In 1939 werd deze fabriek gesloten, maar het complex werd pas in 1972 gesloopt. De vetgasfabriek bleek in de jaren 1980 een enorme bodemvervuiling te hebben veroorzaakt tot meer dan 11 meter diepte. Bij een eerste sanering tussen 1985 en 1987 moest bijna 19.000 ton grond worden afgegraven en 60 miljoen liter grondwater worden gezuiverd. De kosten bedroegen ruim 8 miljoen gulden. Omdat de fabriek meer dan 30 jaar eerder gesloten was en de vervuiling daarmee verjaard was waren de kosten voor de overheid. Op het terrein werd vervolgens een parkeerterrein aangelegd voor de NS. Er bleef echter verontreiniging achter in de bodem. Het grondwater werd tussen 2009 en 2015 nog aanvullend gesaneerd, maar dit leidde niet tot een significante verbetering.

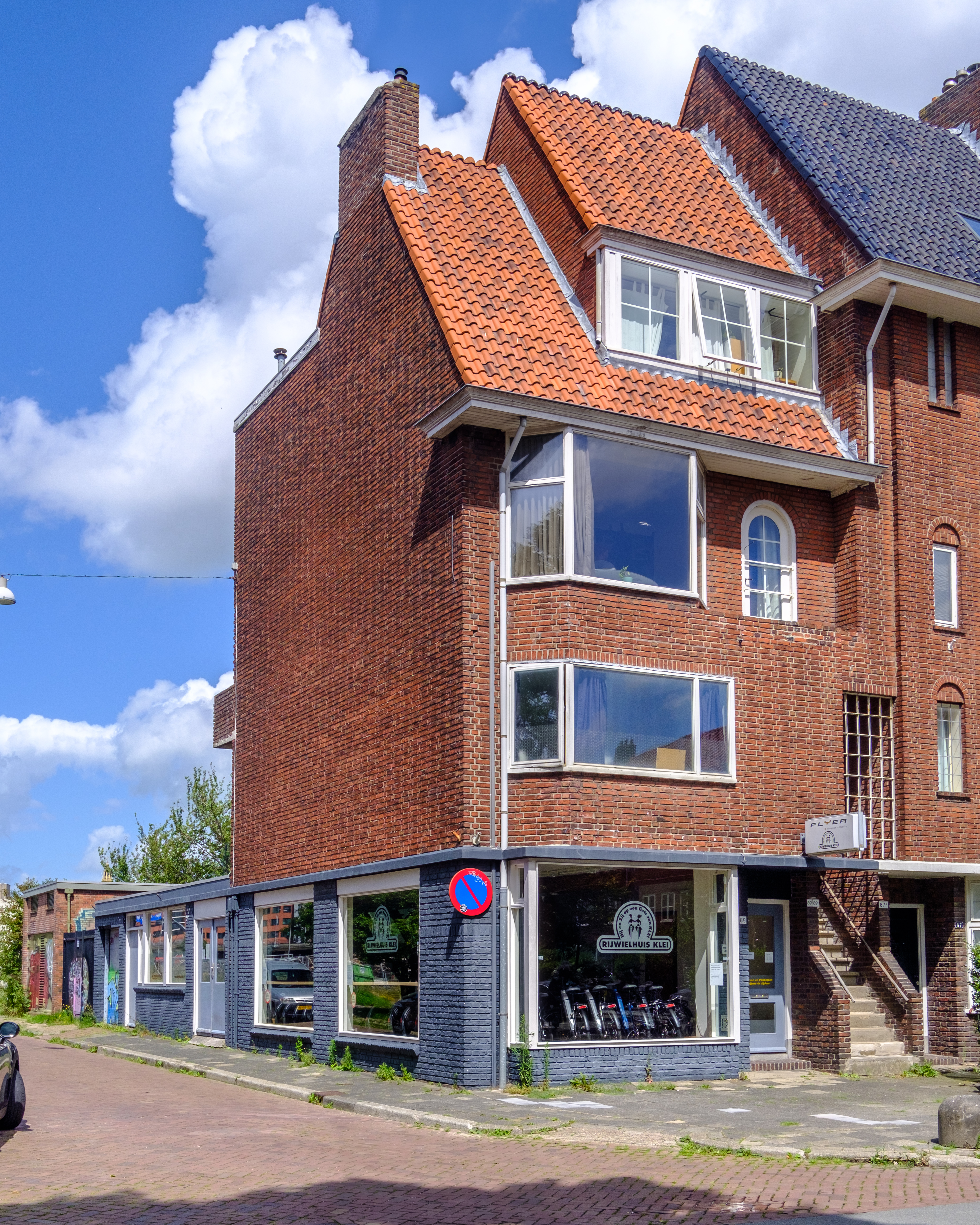
Een van de vroegere buurtwinkeltjes in de Parkwegbuurt is de winkel van Rijwielhuis Klei op de hoek van de Parkweg met de Spaarnestraat in 2023. Kort daarop werd de winkel verplaatst naar Haren. Het betreffende pand wordt in de toekomst gesloopt voor de nieuwe zuidelijke toegang van station Groningen.

### Detailhandel en maatschappelijke voorzieningen
De Rivierenbuurt heeft een flink aantal bedrijven in de detailhandel, verspreid door de buurt. De eerste winkels in de latere wijk ontstonden al in de 19e eeuw en waren verspreid over de buurt. Het was een bedrijvige buurt. Met de aanleg van de Rabenhauptstraat ontstond een winkelstraat. Met de aanleg van de Parkwegbuurt in de jaren 1930 kwamen hier buurtwinkeltjes bij op de hoeken van de woningblokken langs onder andere de Parkweg, IJsselstraat, Rijnstraat en Lingestraat. In het naoorlogse plan Rabenhaupt werd in 1956 het nieuwe winkelcentrum Rivierenhof geopend met de eerste supermarkt van de wijk. De winkels in de Rabenhauptstraat sloten vanaf de jaren 1970 steeds meer hun deuren. De Rivierenhof werd eind jaren 1980 omgezet naar een kantorenlocatie (zie verder). Ook de hoekwinkeltjes in de Parkwegbuurt sloten in die tijd steeds meer hun deuren en werden omgevormd tot woningen of werden vervangen door kleine commerciële instellingen gericht op de stad. Begin 21e eeuw werd met winkelcentrum Rivierenstede aan de Merwedestraat een nieuw winkelgebied gerealiseerd met een supermarkt, diverse kleinere winkels en een grote parkeerplaats achter de Barestraat. Sindsdien zijn de meeste winkels geclusterd in dit complex en langs de zuidzijde van de Vechtstraat.  
De wijk heeft op drie plaatsen een supermarkt gehad. In 1956 opende een vestiging van De Gruyter in het nieuwe winkelcentrum Rivierenhof. Nadat dit bedrijf eind jaren 1970 werd opgesplitst, werd deze supermarkt een Centra-vestiging. Begin jaren 1980 werd cultureel centrum Apollo aan de Hereweg gesloopt samen met omringende huizen en winkelpanden. Woningstichting Patrimonium liet dit terrein herontwikkelen tot een complex met 57 woningwetwoningen en een aantal winkels. In 1982 werd echter besloten om geen winkels in het pand te vestigen, maar een Edah-supermarkt. Erachter werd een eenlaags parkeerdek gebouwd. Een en ander tot grote woede van de eigenaar van de Centra winkelketen. De Centra verloor vervolgens ruim een kwart van zijn omzet en was uiteindelijk -na nog twee jaar onder de namen Paraat en Mikromarkt te hebben bestaan- gedwongen te sluiten. Het pand kreeg in 1990 een zorgfunctie. De Edah zat tussen 1983 en 2002 aan de Hereweg en verhuisde vervolgens naar het nieuwe winkelcentrum Rivierenstede in het midden van de wijk. In het oude pand werd een dierenwinkel gevestigd. In 2006 werd de Edah-vestiging omgezet naar de Plus-formule.
Langs de doorgaande buurtontsluitingsas Vechtstraat-Merwedestraat-Rivierenhof bevinden zich veel bedrijven, waaronder ook veel kleine detailhandel als voorziening voor omringende wijken. Kenmerkend is de concentratie van veel gezondheidszorg gerelateerde functies in dit gebied. Langs de Geulstraat en Barestraat waren lange tijd ook veel bedrijven gevestigd, maar sinds begin 21e eeuw zijn veel van deze bedrijven verdwenen.

### Horeca
De Rivierenbuurt heeft veel horecagelegenheden gekend. De eerste verrezen al in de 17e eeuw aan de Hereweg. Zo is de Davidstraat genoemd naar herberg 'De oude David' aan de Herewegzijde van de straat. In de 19e eeuw werden veel horecagelegenheden langs de Hereweg en de Rabenhauptstraat gebouwd. De bekendste was Apollo (zie cultuur en musea). Veel van deze horecazaken werden later verbouwd tot woningen. In andere delen van de buurt werden nauwelijks horecagelegenheden geopend. Tegenwoordig is het horecasegment beperkt tot een handvol eetgelegenheden aan de Rabenhauptstraat en Vechtstraat.

#### De Klikspaan

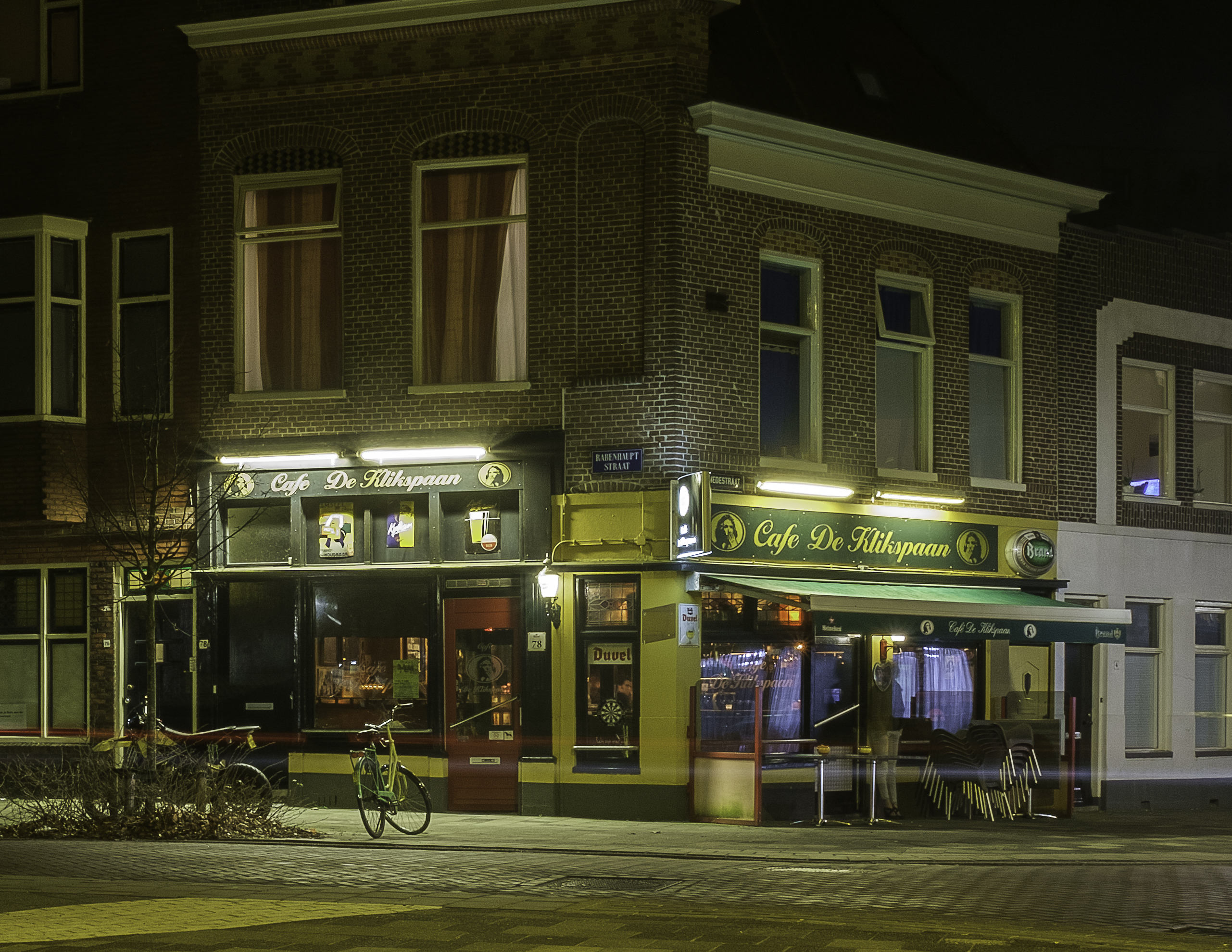
Café De Klikspaan in de Rivierenbuurt bij avond

Bar De Klikspaan aan de Rabenhauptstraat is tegenwoordig de enig overgebleven buurtkroeg van de Rivierenbuurt. In 1882 werd op de hoek van de Rabenhauptstraat en de toenmalige Achterweg (nu Merwedestraat) een koffiehuis geopend door Albert de Jonge. Zijn koffiehuis ging in de loop van de 19e eeuw na verschillende exploitanten over in handen van Lammert Hofkamp, die het in 1896 heropende als 'café-billiard met volksbierhuis'. Na nog een aantal eigenaren werd het in 1918 eigendom van de familie Ten Hoove, die gedurende een groot deel van de 20e eeuw het pand bestierde als een volkskroeg voor arbeiders met ook een tijd lang een slijterij op de hoek met de Achterweg. De naam werd gewijzigd naar 'De Sociëteit'. In 1997 verkocht de familie de kroeg. De nieuwe uitbater trok de slijterij erbij en hernoemde het tot 'De Klikspaan'. Onder zijn leiding kwamen er ook steeds meer studenten naar de kroeg. Tegenwoordig is het café vooral bekend vanwege het aanbod aan speciaalbieren.

## Mobiliteit
De buurt is centraal gelegen tussen het hoofdstation Groningen en de zuidelijke ringweg. De buurt heeft een traverse bij de Achterweg, die toegang geeft tot het hoofdstation. In de toekomst zal deze worden vervangen door een nieuwe stationsingang voor fietsers en wandelaars in het toekomstige Spoorkwartier. 
De buurt is goed ontsloten middels hoofdontsluitingswegen en daarop aantakkende buurtontsluitingswegen die toegang geven tot de woonstraten. De buurt telt twee buurtontsluitingswegen: De oude oost-westverbinding is de Parkweg-Rabenhauptstraat, die in de wederopbouwperiode werd aangevuld met een tweede oost-westverbinding via de Parkweg, Merwedestraat en Rivierenhof. De Rabenhauptstraat is in de wederopbouwperiode deels ingericht voor eenrichtingsverkeer. Bij de aanleg van de zuidelijke ringweg in de jaren 1960 kreeg de buurt twee op- en afritten bij de Hereweg en de Brailleweg/Hoornsediep. Bij de ombouw van de zuidelijke ringweg is de aansluiting op de ringweg bij de Hereweg vervallen en is ook de andere aansluiting gewijzigd. In de nabije toekomst wordt het verkeer afgewikkeld via een verbindingsweg langs de Maaslaan en het vernieuwde knooppunt Julianaplein. 
De Rivierenbuurt werd in 2000 op verzoek van de bewonersorganisatie aangewezen tot 30 kilometerzone, waarvoor ook een aantal snelheidsbeperkende maatregelen werden getroffen zoals de aanleg van verhoogde kruisingen. Deze invoering werd voor de Geulstraat, Rabenhauptstraat en Parkweg wegens geldgebrek echter uitgesteld tot 2012. In de toekomst zal de Parkweg opnieuw aangepakt worden in het kader van de aanpak van het stationsgebied en de beoogde verbeterde verbinding met het Stadspark. De Davidstraat en Fongersplaats zijn bij de aanleg in de jaren 1970 aangewezen als woonerven. Het toekomstige Spoorkwartier moet een autoluw gebied worden.   
Tot begin jaren 1990 reden er bussen door de buurt. Sindsdien rijden deze om de buurt heen langs de oost- en westzijde via respectievelijk de Hereweg en Brailleweg. In de toekomst zal het centrale busstation van de stad Groningen verplaatst naar de noordzijde van de Rivierenbuurt in het kader van de ombouw van het stationsgebied. 
In 1999 werd betaald parkeren ingevoerd in de Rivierenbuurt.

## Onderwijs
In de wijk zijn in de loop van de tijd onderwijsinstellingen actief geweest vanuit diverse levensbeschouwingen. De eerste buurtscholen werden in de tweede helft van de 19e eeuw gevestigd in de wijk. Na de Tweede Wereldoorlog werden met de uitleg van de Rivierenbuurt wederom verschillende buurtscholen gesticht, die in de loop der tijd verdwenen door opheffing of fusies. In de jaren 1970 kwam de vrije school op in de wijk. Deze vrije school maakte in de loop van de tijd een enorme groei door en is momenteel de enige onderwijsvorm in de wijk. De school is ruim vertegenwoordigd met een kinderdagverblijf, een basisschool en een instelling voor voortgezet onderwijs.

### Basis- en middelbaar onderwijs

#### Eerste scholen

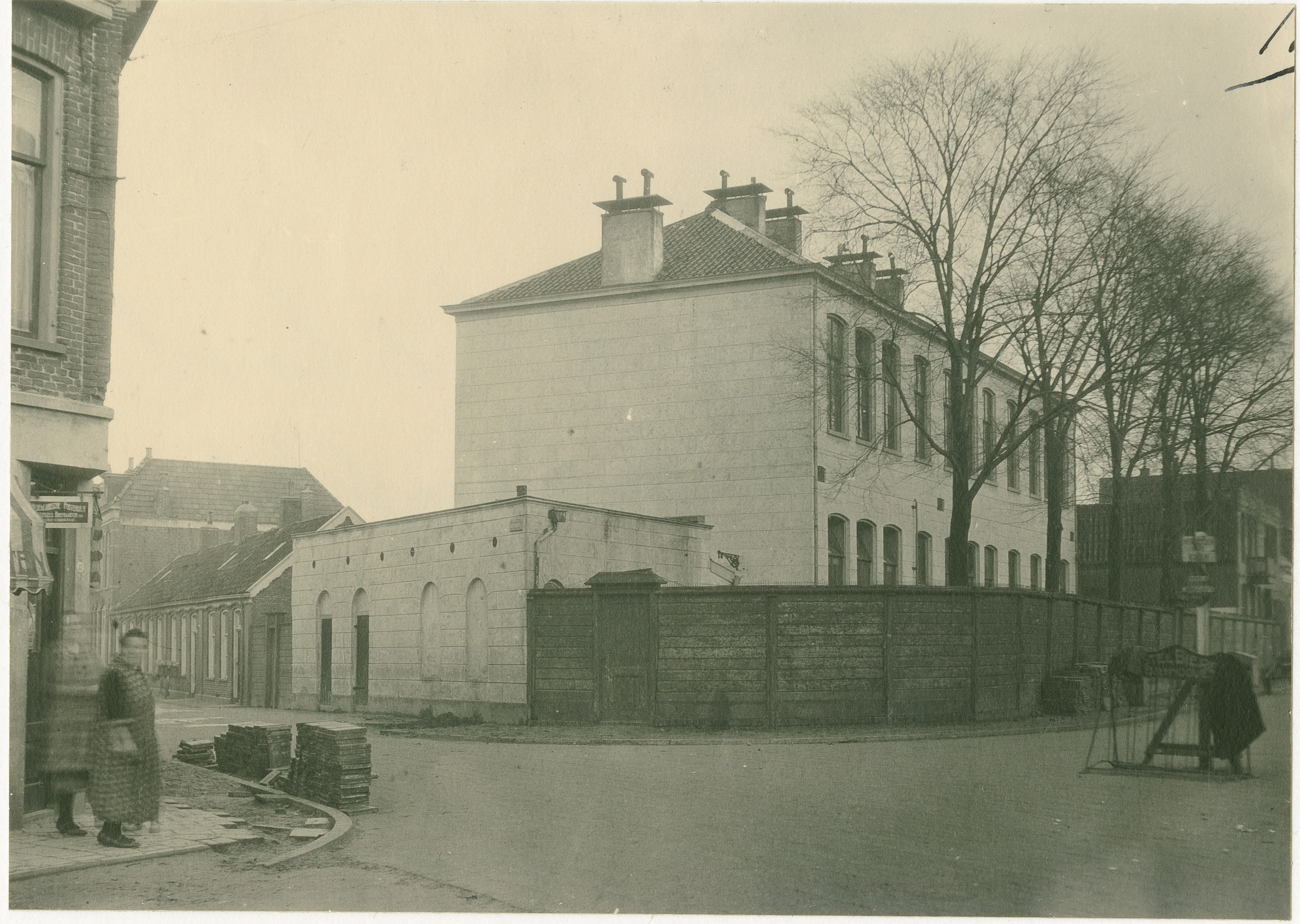
De oude school aan de Rabenhauptstraat in 1928, vlak voor de sloop.

Onder invloed van de snelle bevolkingsgroei in de buurt werden in 1871 twee scholen gebouwd: een openbare aan de Achterweg en een christelijke aan de Baresteeg:
- Aan de Achterweg werd op de hoek met de drie jaar later aangelegde Rabenhauptstraat 'buiten de Heerepoort' door de gemeente een openbare lagere school der 1ste klasse gebouwd. Het gebouw telde twaalf parallelklassen en bood gratis onderwijs aan 300 kinderen.[193] In 1928 was het gebouw dusdanig verouderd dat besloten werd tot sloop en nieuwbouw van een nieuwe school, die als dependance moest gaan fungeren van de net daarvoor gereedgekomen Parkwegschool in de Grunobuurt. Gemeentearchitect Siebe Jan Bouma ontwierp toen het huidige gebouw aan de Rabenhauptstraat 65. Om een schoolplein te kunnen realiseren werd het gebouw een kwartslag gedraaid en tegen de andere gebouwen van de Rabenhauptstraat geplaatst. Na een aantal jaren werd deze school omgevormd naar een zesklassige openbare school ('school nr. IV')[193], die in 1947 de naam Rabenhauptschool kreeg.[194] In de jaren erna ging de buurt eromheen echter steeds verder achteruit en nam het aantal kinderen steeds verder af.[193] In 1961 verhuisden de kinderen naar de nieuwe openbare lagere Mulock Houwerschool en werd het gebouw aan de Rabenhauptstraat in gebruik genomen als voorlopige voorziening voor de schoolgaande leerlingen uit de nieuwe wijk De Wijert. Deze school kreeg in 1962 de naam Vondelschool. De Vondelschool had aanvankelijk zeer grote klassen van ongeveer 50 leerlingen.[195] In 1964 werd de Vondelschool echter alweer verplaatst naar de Vondellaan. Het gebouw werd toen ingericht als dependance van de Hendrik Westermavo aan de Parkweg. Nadat deze school in 1983 fuseerde met het Zernike College en de Menno van Coehoornmavo tot de Scholengemeenschap Zuid, kwam het gebouw beschikbaar voor andere doeleinden. Tussen 1984 en 2015 was het Grafisch Museum er gevestigd en vervolgens werd het gebouw omgebouwd tot een kantoorlocatie voor een architectenbureau.
- Aan de zuidkant van de Baresteeg werd de eerste christelijke school van de Davidstraatbuurt gesticht door barones Christina Helena Geertruida thoe Schwartzenberg en Hohenlansberg, douairière van Wicher van Swinderen. Om kosten te besparen werd deze school gevestigd in een evangelisatiegebouw van de hervormde kerk. Het schoolgeld werd vanwege de vele arme gezinnen die in de buurt woonden bewust zeer laag gehouden. In 1873 ging de school over naar de Vereniging ter Bevordering van het Christelijk lager en meer uitgebreid onderwijs (VCLO); de eerste schoolvereniging van de stad Groningen. In 1882 kreeg de school vanwege de grote groei van de buurt twee extra lokalen en in 1898 kreeg de school nog een aanbouw.[196] Toen er in 1907 groot onderhoud aan zat te komen werd door de VCLO besloten om de school te hervestigen in de dat jaar gebouwde christelijke school aan de Oliemulderstraat 8 (later Van der Hoopschool).[197] In 1908 werd het schoolgebouw aan de Baresteeg gesloopt.[196] Daarmee verdween het hervormd onderwijs voor een aantal decennia uit de wijk.

Bij de uitleg van het tweede deel van de Rivierenbuurt in de jaren 1950 werden verschillende locaties aangewezen voor de bouw van scholen. Langs het centrale deel in de Merwedestraat verrezen katholieke en gereformeerde scholen, aan de Lekstraat een openbare school en aan het Hoornsediep een hervormde school. Ook werd een christelijke school voor speciaal onderwijs gebouwd aan de Reggestraat. 
In de jaren 1970 kwam de vrije school op. Terwijl de andere instellingen in de loop van de tijd sloten, groeide de vrije school langzamerhand uit tot de dominante onderwijsvorm. Sinds 2004 is het de enige onderwijsvorm in de Rivierenbuurt.

#### Katholiek

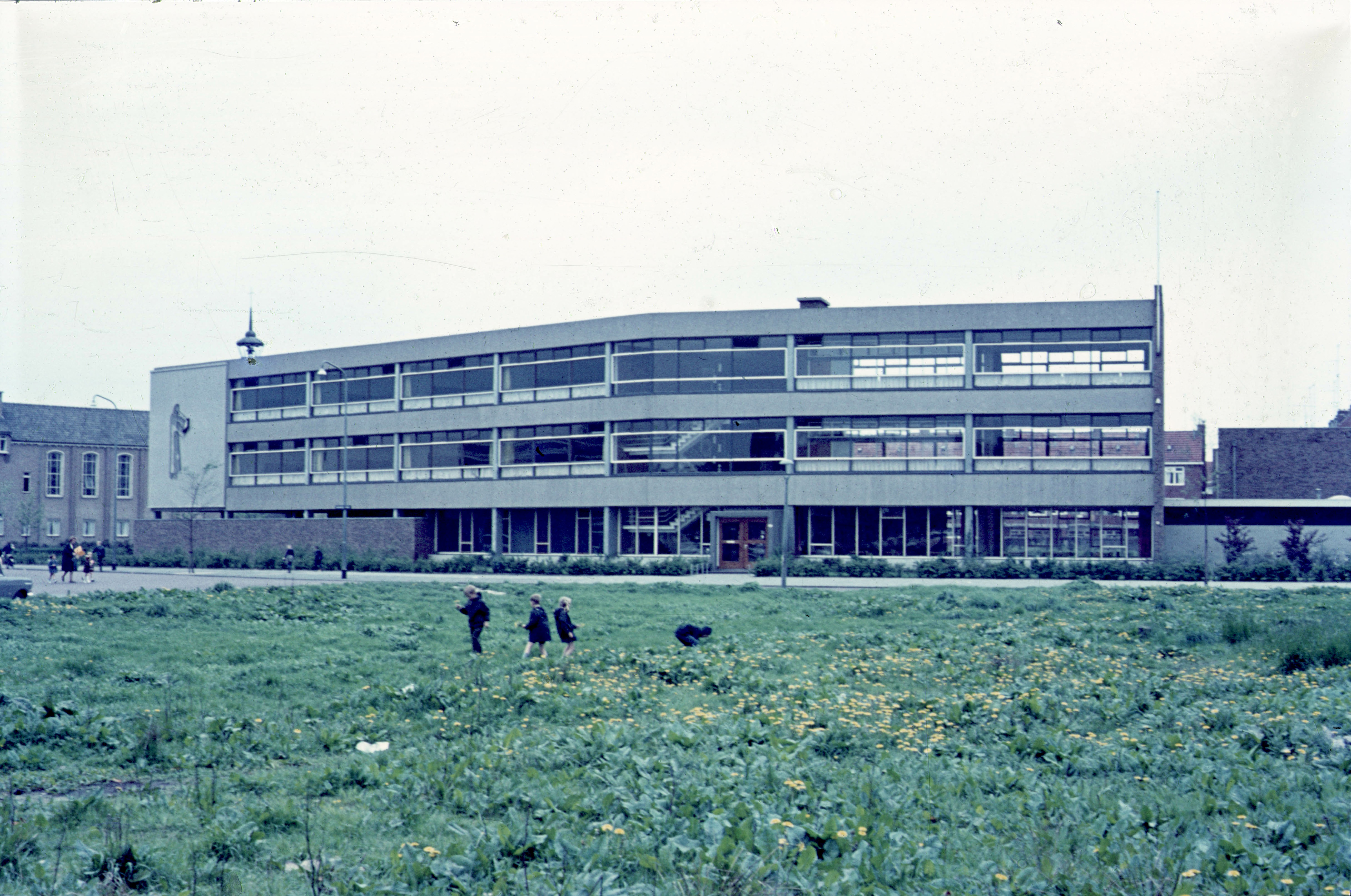
De St. Willibrordus-ULO vlak na de bouw in 1961. Na 1994 sterk verbouwd voor gebruik door de vrije school.

In 1958 opende de katholieke nijverheidsschool voor meisjes St. Bernadette aan de Merwedestraat 45, ten zuiden van het klooster Mariënholm. Deze was daarvoor gevestigd als Sint Annaschool aan de Schoolholm (zie Jan Tuin Centrum). De nonnen van Mariënholm waren in de beginjaren deels betrokken bij het onderwijs.
In 1961 werd aan de noordzijde van het klooster aan de Merwedestraat 41 de gemengde St. Willibrordus-ULO geopend, die daarvoor gevestigd was aan de Butjesstraat (zie Sint-Michaëlschool). Deze school werd ontworpen door Herman van Wissen in de stijl van het functionalisme. Hij ontwierp in 1971 ook het gymnastiekgebouw als uitbreiding achter de St. Bernadette. De St. Willibrordus was begin jaren 1970 dusdanig gegroeid dat een dependance aan de Pasteurlaan werd gevestigd. In 1976 werd de St. Willibrordus (inmiddels omgevormd tot een MAVO) aan de Merwedestraat vergroot en konden deze leerlingen weer in in gebouw worden gehuisvest.
In 1984 werd besloten om de St. Bernadette en St. Willibrordus te fuseren tot de Sint Willibrordusmavo (met lbo) met een gezamenlijk brugjaar en een gezamenlijk schoolbestuur met het St. Maartenscollege. In de tweede helft van de jaren 1980 nam het aantal leerlingen echter sterk af. In 1988 kwam de school in de problemen doordat het aantal leerlingen onder de nieuwe landelijke opheffingsnorm belande. Aangezien vooral de lbo in gevaar kwam werd deze (de St. Bernadette) gesloten en kwam dit gebouw in hetzelfde jaar in handen van de sterk groeiende vrije school. In 1992 was het aantal leerlingen van de Sint Martinusmavo verder gezakt tot 140 en werd besloten tot een grote fusie tussen de Sint Martinusmavo, het Sint Maartenscollege en de christelijke Schalm-mavo uit Haren tot het Maartenscollege. Daarbij werd de Sint Martinusmavo gesloten en werd dit gebouw eveneens overgedragen aan de vrije school.

#### Gereformeerd
In 1960 werd aan de Vechtstraat door de Vereniging voor Christelijk Onderwijs de gecombineerde gereformeerde Bilderdijkschool (ULO, Vechtstraat 84) en Talmaschool (VGLO, later LEAO, Vechtstraat 86) gerealiseerd naar ontwerp van architect Derk Broos.
In 1976 fuseerde de Talmaschool met de Prins Clausschool (LTS, aan de Admiraal de Ruyterlaan) en de prof. dr. J. J. Valetonschool (LAVO, aan het Guyotplein) tot de Christelijke scholengemeenschap Vinkenborgh in Vinkhuizen. In het gebouw van de Talmaschool werd in 1975 een moedermavo gehuisvest onder de naam Christelijk Avondcollege Groningen (C.A.G.). In 1983 startten de Bilderdijkmavo en het Augustinuscollege een scholengemeenschap in voorbereiding op een fusie in 1985. De school verliet daarop in 1989 het pand. Het C.A.G. breidde daarop uit met een dagopleiding voor havo en vwo in het gebouw. De C.A.G. werd in 1993 hernoemd tot Aa-college en fuseerde in 1996 met diverse andere scholen tot het Alfa-college. Het Alfa-college gebruikte het gebouw als dependance voor vmbo, mavo en havo. In 2004 verliet de school het gebouw. Rond 2005 werd het hele complex gesloopt voor de realisatie van woningen in plan Dinkelpark.

#### Openbaar
In 1955 werd in het uitbreidingsplan een openbare lagere school opgenomen op een perceel tussen de Lekstraat, de Maaslaan en de Merwedestraat. De bouw daarvan werd echter een aantal jaar uitgesteld vanwege budgettaire beperkingen. In 1961 werd deze school gerealiseerd. De school bestond uit 6 klassen en had daarnaast een kleuterschool van 3 klassen.  De school kreeg aanvankelijk de naam H. Nienhuisschool, naar een overleden schoolinspecteur, maar deze naam werd nog hetzelfde jaar toegewezen aan een nog te bouwen school aan de Semmelweisstraat. Daarop werd de naam van de school in de Rivierenbuurt gewijzigd naar Mulock Houwerschool. Op de school kwamen namelijk ook leerlingen van de school aan de Parkweg (Grunobuurt), die daarvoor de naam Mulock Houwerschool droeg. De Rabenhauptschool ging ook op in deze school. De kleuterschool kreeg later de naam 'het Viooltje'. De ingang van de school bevond zich eerst aan de Maaslaan, werd vervolgens verplaatst naar de Lekstraat 9 en later naar de Merwedestraat 98. Na verloop van tijd zakten de leerlingenaantallen, waarop in 1983 werd besloten de school en kleuterschool te fuseren met de Jan Evert Scholtenschool aan de Huygensstraat (Grunobuurt), waarna het gebouw in handen kwam van de vrije school.

#### Hervormd
In 1956 opende de VCLO opnieuw een school in de wijk: de J.C. de Mol Moncourtschool voor lager onderwijs aan de Hoornsediep 72, op de hoek met de Rivierenhof. Het gebouw werd ontworpen door Willem Bijlefeld. Jacobus Christoffel de Mol Moncourt was een van de oprichters van Patrimonium. Op het schoolplein werd een kunstwerk van Wladimir de Vries geplaatst: een sokkel met daarop een bronzen kat. In 1966 werd aan de Lauwersstraat 3 achter de school de hervormde kleuterschool 'De Reiger' met een achthoekig speelwerklokaal en een langwerpig werklokaal gebouwd naar ontwerp van Jan Bijlefeld. Het aantal leerlingen nam echter snel af en in 1975 werd de school daarom opgeheven en overgedragen aan de nieuwe vrije school. In 1983 werd ook de kleuterschool opgeheven en kwam eveneens in handen van de vrije school. Na het vertrek van deze school werd het gebouw in 2009 gesloopt. Het kunstwerk van De Vries werd daarbij overgeplaatst naar het Groningse kantoor van het Centrum Beeldende Kunst.
Ter voorbereiding op de sloop werd in 2004 nagedacht over de invulling van de locatie in het kader van de gemeentelijke manifestatie Intense Stad. Het beoogde ontwerp werd echter afgekeurd als 'te intens' door de omwonenden. Uiteindelijk werd besloten tot de bouw van het veel bescheidenere appartementencomplex Rivierenhof door woningcorporatie De Huismeesters.

#### Speciaal onderwijs
In 1967 werd aan de Reggestraat door de Vereniging voor Christelijk Buitengewoon Lager Onderwijs te Groningen de christelijke school voor zeer moeilijk lerende kinderen 'De Wingerd' gebouwd. Deze school was daarvoor gevestigd aan de Schoolholm 10 en was als streekschool bedoeld voor kinderen van 4 tot 20 jaar uit de hele provincie en de kop van Drenthe. In 1978 werd het gebouw uitgebreid met twee extra lokalen. De locatie van de school was enigszins weggestopt vanaf de weg, hetgeen kenmerkend was voor het denken over mensen met een verstandelijke beperking in die tijd. Ze konden maar beter wat buiten de samenleving blijven. De school had in de begintijd de scheldnaam 'imbecielenschool' omdat er toen veel kinderen met het syndroom van Down op zaten. Later richtte de school zich vooral op kinderen met een lichte verstandelijke beperking. In de eerste decennia was er weinig geschikt lesmateriaal te krijgen voor de leerlingen, waardoor de schoolleiding gedwongen was om zelf lesmateriaal te maken. Ook waren er lange wachtlijsten voor vervolgplekken zoals sociale werkplaatsen, gezinsvervangende tehuizen of dagverblijven en waren afgestudeerden daardoor gedwongen om 'achter de geraniums' te verblijven. Later werd er voor de jongsten ook een dependance in gebruik genomen aan de Helper Westsingel. In 2013 werd vanwege de verouderde gebouwen en de wens om beide locaties op een plek samen te brengen de school verplaatst naar een nieuwe locatie aan De Verbetering 5 in Hoogkerk. Het gebouw kwam toen in handen van de vrije school (Parcival College).

#### Vrije school
In 1973 maakte een groepje van vijf ouders zich hard voor de oprichting van een vrije school in Groningen, een antroposofische onderwijsvorm die toen al vijftig jaar bestond in Nederland. De reden was de lange reisafstand voor ouders naar andere vrije scholen in het land. Voor de korte termijn werd ingezet op de stichting van een kleuterschool, die op de lange termijn zou moeten worden uitgebreid met een lagere school en een school voor voortgezet onderwijs. In 1974 werd de school als tiende van het land gesticht met een oprichtingsakte bij de notaris. In hetzelfde jaar werd een kleuterklas gevestigd het gebouw van de opgeheven kleuterschool De Meidoorn in het Stadspark. Deze kleuterschool was meteen zo'n groot succes dat er een wachtlijst voor bestond. In 1975 werd de school met enkele kleuter- en basisschoolklassen gehuisvest in het daarvoor opgeknapte gebouw van de Mol Moncourtschool aan het Hoornsediep 72. In 1980 werd ook een bovenbouw opgericht aan de Wassenberghstraat in de Schildersbuurt. Het aantal leerlingen op die school lag de eerste jaren onder de ondergrens voor de leerlingeneis, waardoor deze school geen aanspraak kon maken op Rijkssubsidies en alles dus door de ouders zelf moest worden bekostigd. In 1983 kreeg de school de beschikking over het gebouw van de hervormde kleuterschool De Reiger aan de Lauwersstraat 3 en de gebouwen van de openbare lagere Mulock Houwerschool en bijbehorende kleuterschool 'het Viooltje' aan de Merwedestraat 98. De kleuters verhuisden toen naar de Lauwersstraat en een deel van de lagere school naar de Merwedestraat. In 1986 werd om meer ruimte te krijgen een tussenbouw tussen de kleuterschool aan de Lauwersstraat en de onderbouw aan het Hoornsediep gerealiseerd in antroposofische stijl naar ontwerp van Joan Risseeuw.
In 1988 kwam het schoolgebouw van de vroegere katholieke St. Bernadetteschool vrij aan de Merwedestraat 45 en werd de bovenbouw hierheen verplaatst, zodat de school zich toen weer volledig binnen de wijk bevond. In 1994 kreeg de school ook de vrijgekomen St. Willibrordusmavo in handen. Dit gebouw kreeg vervolgens onder leiding van architect Gerrit Korteweg een complete make-over in antroposofische stijl, waarbij het gebouw een minder open uitstraling kreeg en de christelijke tekens van de gevel verdwenen. De eerdere uitbreidingen uit 1976 werden daarbij weer gesloopt. In het gebouw werd de hele onderbouw van de school gevestigd. De onderbouw uit de Merwedestraat 98 en het Hoornsediep 72 trok vervolgens in dit gebouw, waarna het gebouw aan de Merwedestraat 98 in 1994 werd gesloopt. Het gebouw aan het Hoornsediep bleef vermoedelijk nog tot 2005 in gebruik. Het gebouw aan de Merwedestraat 98 werd in 1995 herbouwd voor de huisvesting van ambtenarenopleider Bestuursacademie Noord-Nederland, maar nadat deze in 2003 naar Zwolle verplaatst werd, kwam dit gebouw weer in handen van de vrije school, die er sindsdien een deel van de bovenbouw huisvest, vermoedelijk het deel wat daarvoor in het gebouw aan het Hoornsediep zat. In 2009 werd de bovenbouw hernoemd tot Parcival College en onderbouw tot Widar Vrije School. De bovenbouw maakte daarop opnieuw een grote groei door. Met het vrijkomen van het gebouw van de Wingerd werd in 2014 daarom dit schoolgebouw als tweede dependance van Parcival College in gebruik genomen.
In 1995 werd elders in de stad door de Stichting Kinderopvang Stad Groningen (SKSG) ook begonnen met antroposofische kinderdagverblijven geopend onder de naam 'De Toverlantaarn', die door veel ouders wordt gezien als een voorloper voor het onderwijs op de vrije school. In 2010 werd door de SKSG onder de naam De Toverlantaarn Tummetot ook een vestiging geopend in de voormalige kleuterschool van de vrije school aan de Lauwersstraat 3. 

### Kweekschool
Tussen 1967 en 1984 was de 'Gereformeerde Pedagogische Academie Albertus Zijlstra' gevestigd aan de Hereweg 77. Deze gereformeerd-vrijgemaakte kweekschool was opgericht in 1962 als tweede van het land en was aanvankelijk gevestigd in de noodgebouwen van de gereformeerde H.B.S. (nu Gomarus College) in De Wijert. De vestiging in Groningen vond plaats op eigen initiatief en had te maken met het feit dat hier veel kerkgangers meegegaan waren met de Vrijmaking. De school werd vernoemd naar de Groninger onderwijspoliticus Albertus Zijlstra, die in 1947 meegegaan was met de Vrijmaking. De school werd oorspronkelijk niet erkend als opleidingsinstituut door het Rijk, waardoor de studenten staatsexamen moesten afleggen. In 1964 werd de school alsnog erkend, maar de school kreeg geen subsidie van het Rijk omdat deze vond dat de school een te kleine bevolkingsgroep vertegenwoordigde en dus niet levensvatbaar was. De kosten werden daarom betaald door het vrijgemaakte 'kerkvolk' uit alle delen van het land en ook uit het buitenland. In totaal werd hiervoor tot 1975 ruim 4 miljoen gulden opgehaald, onder andere via het Gereformeerd Gezinsblad.
De eerste gereformeerd-vrijgemaakte kweekschool in Enschede was in 1962 op zijn zachtst gezegd onaangenaam verrast over het feit dat Groningen zonder overleg op eigen houtje een kweekschool begon. In 1964 werd deze kweekschool verplaatst naar het veel centraler gelegen Amersfoort. In Amersfoort was eerder geen kweekschool opgericht omdat hier veel minder mensen met de Vrijmaking meegegaan waren, maar nu werd toch voor deze stad gekozen aangezien een rijkssubsidie hierdoor makkelijker kon worden verkregen. De oprichters in Amersfoort streefden naar één centrale kweekschool voor heel Nederland en deden pogingen om contact te zoeken met Groningen. Het schoolbestuur in Groningen vond echter dat zij zelf voldoende bestaansrecht had. Zij zag deze school als een concurrent en weigerde in de praktijk elke vorm van samenwerking. Dit leidde tot beschuldigingen over en weer in het Gereformeerd Gezinsblad, waarbij ook verwijzingen naar de Bijbel werden gebruikt om de ander van zijn ongelijk te overtuigen. Een gevolg hiervan was dat Groningen bij sommige delen van de kerken minder populair werd en met een steeds grotere schuldenlast te kampen kreeg.
In 1967 verhuisde de school naar het gebouw aan de Hereweg. In 1968 kreeg de school als gevolg van de Mammoetwet ook een 'havo-kop' (2 jaar havo-onderwijs) als voorbereiding op de kweekschool. In 1971 werd deze havo verplaatst naar het nieuwe gereformeerde lyceum (nu Gomarus College). Omdat 'Amersfoort' vanaf 1968 wel subsidie kreeg, ging de Albertus Zijlstraschool in 1970 in beroep bij de Kroon. In 1974 kreeg de school gelijk, waarop de school vanaf 1975 wel subsidie kreeg. In dat jaar werd ook een KLOS (kleuterjufopleiding) toegevoegd aan de school. In 1978 was het aantal leerlingen sterk gegroeid, waardoor het gebouw te klein werd. Er werden daarom plannen gemaakt voor uitbreiding. In 1981 ontstonden er echter plannen om een PABO te vestigen in Zwolle; de Gereformeerde Hogeschool. Minister Pais van Onderwijs dwong de beide scholen in Groningen en Amersfoort toen tot een fusie en dus tot een toenadering. In 1983 werd de fusie beklonken, waarop het pand in Groningen in 1984 werd verkocht.

## Religie

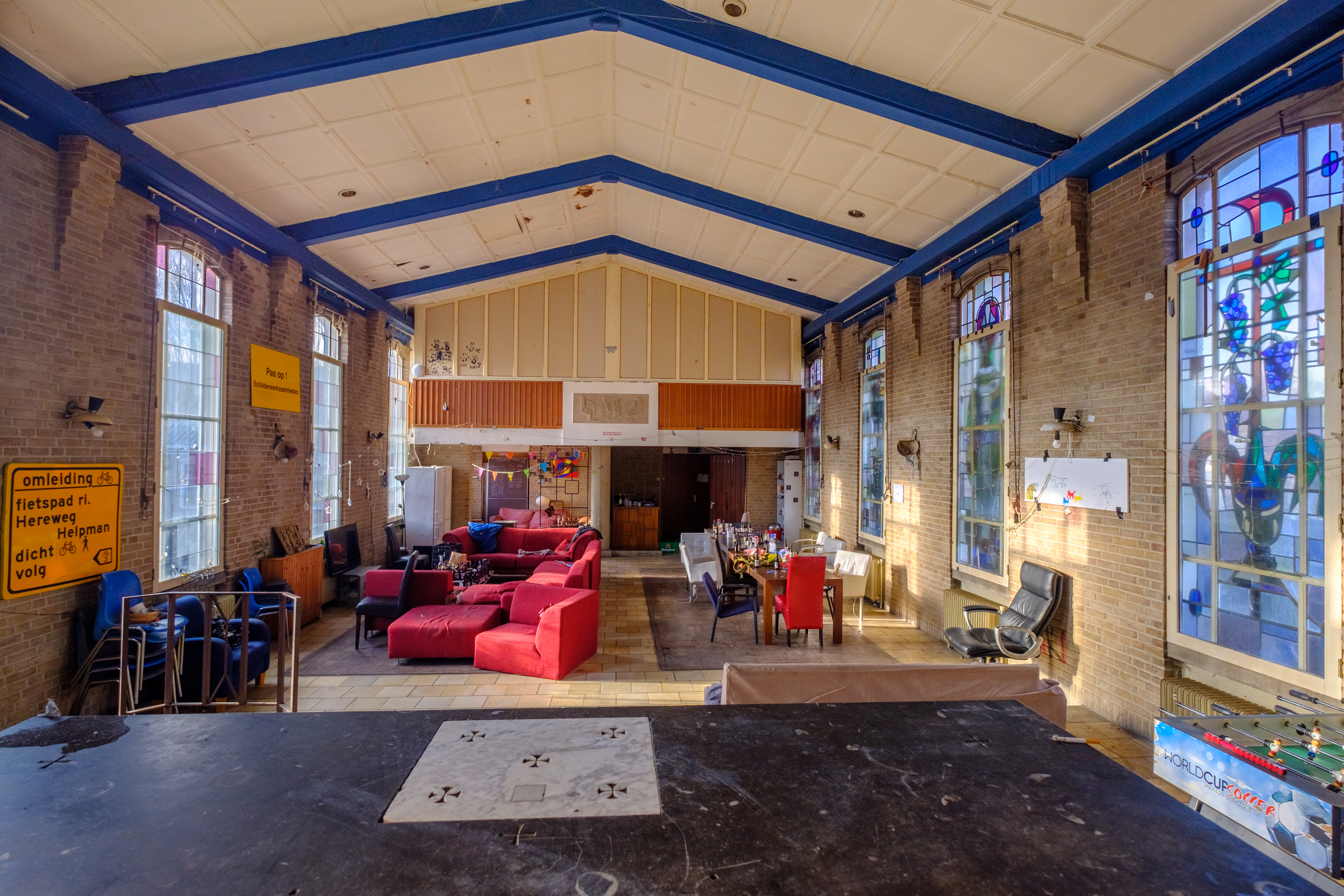
De kapel van het voormalig klooster Mariënholm in Groningen gezien vanaf het altaar.

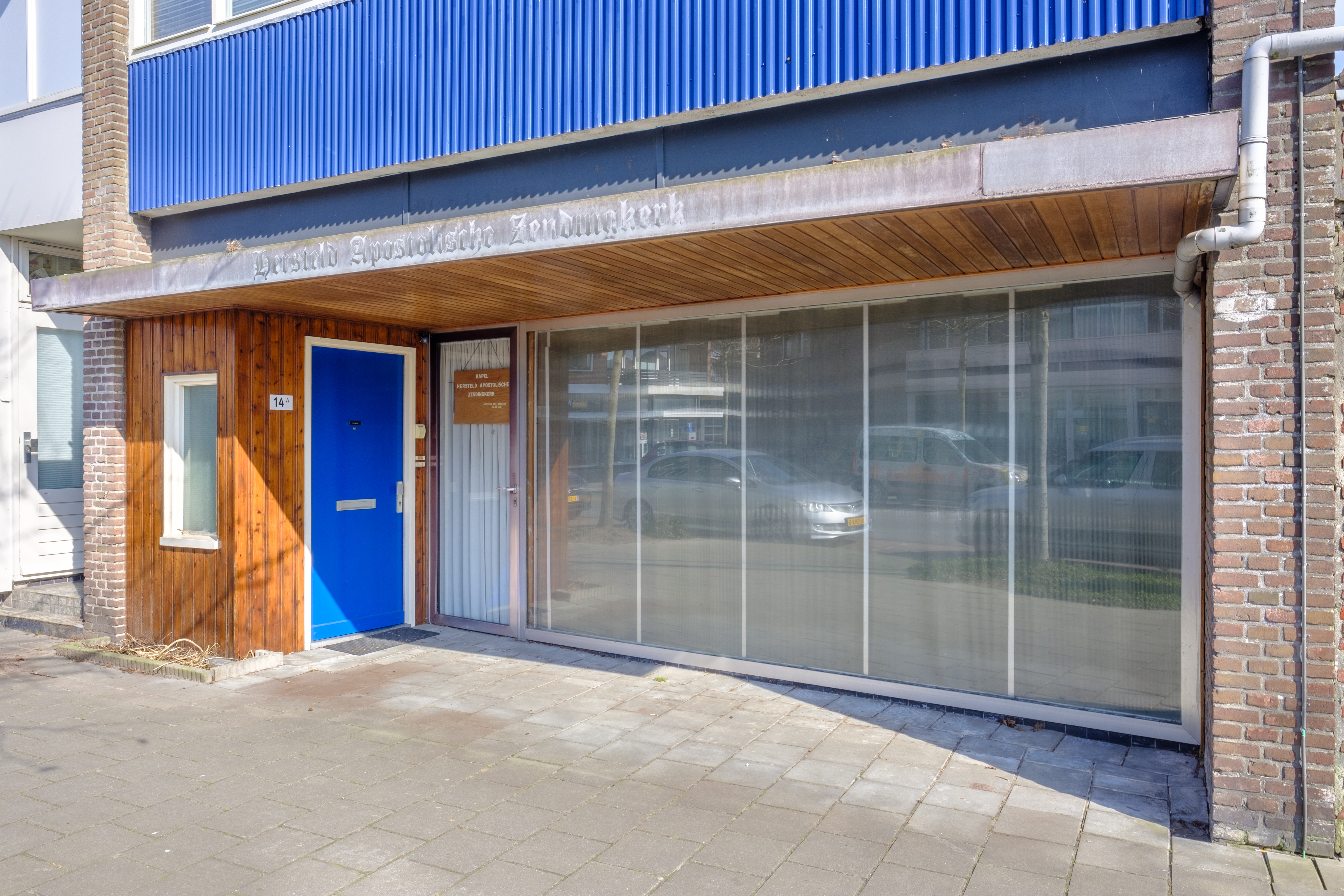
Het gebouw van de Hersteld Apostolische Zendingkerk aan de Geulstraat.

In de wijk zijn in de loop van de tijd verschillende gebouwen als kerk of kapel gebruikt.

### Historisch
De eerste religieuze activiteiten startten in de tweede helft van de 19e eeuw. François Daubanton was in de tweede helft van de 19e eeuw in de stad actief met de stichting van hervormde evangelisatielokalen. Ook aan de Baresteeg werd een dergelijke evangelisatie gebouwd om te evangeliseren en les te geven onder kinderen. In 1870 werden door zijn 'Vereeniging voor Evangelisatie in de buitenwijken van Groningen' van de vierde kluft van de hervormde gemeente Groningen in concertzaal De Jong aan de Hereweg de statuten opgesteld. Vanaf 1871 startte de school (zie onderwijs) met bijbehorende zondagsschool. Rond 1900 kreeg het gebouw de naam 'Pniël'. Later werd het gebouw geadresseerd aan de Barestraat 22 en werd het een wijkgebouw van de protestantse kerk. In 1967 werd het gebouw in verband met de sanering van de straat aangewezen voor afbraak. Het werk werd toen verplaatst naar de in 1970 gereed gekomen kerk De Rank aan de Paterswoldseweg. Vermoedelijk werd het gebouw vervolgens rond 1968 afgebroken. 
In 1888 werd eveneens in concertzaal De Jong de Groningse afdeling van het Leger des Heils opgericht. De eerste bijeenkomst aldaar mondde uit in een veldslag doordat tegenstanders hen zagen als indringers. De heilssoldaten moesten zich daarbij verdedigen met houten collectebakken. Oorspronkelijk werden de heilssoldaten vaak slecht behandeld. Het 'lokaal' van het leger was net als dat van de evangelisatie gevestigd aan de Baresteeg. In 1921 werd het lokaal verplaatst naar nieuw pand in rationalistische stijl aan de Viaductstraat 1-3 tussen de puddingfabriek en de clichéfabriek op de hoek met de Hereweg. Boven het pand waarin deze korpszaal gevestigd was stonden de letters 'Leger des Heils'. In de jaren 1970 stond er tevens een lichtreclamebord boven met de tekst 'God zoekt U'. In 1986 verhuisde het heilsleger door een fusie de buurt uit naar de Dirk Huizingastraat in de Oosterparkwijk. De letters Leger des Heils zijn nog licht leesbaar op de gevel.
Begin jaren 1950 kreeg de Sint-Willibrordvereniging een stuk grond toegewezen in de buurt voor de bouw van een nonnenklooster met een huishoudschool aan de Merwedestraat. Het klooster (op nr. 43) werd in 1957 gerealiseerd naar ontwerp van Jan Mol in de stijl van de Bossche School en kreeg de naam Mariënholm. Het klooster werd opgericht in de vorm van een gebouw rond een patio met aan noordzijde een kapel op de verdieping. De nonnen waren aanvankelijk vooral actief in het onderwijs, maar verlegden hun activiteiten in de jaren 1960 naar zendingswerkzaamheden. In de loop van de tijd nam het aantal zusters af en werden de werkzaamheden verlegd naar ziekenzorg in het RKZ. In 1994 was het aantal nonnen dusdanig teruggelopen dat besloten werd om het klooster te sluiten. Het gebouw kwam vervolgens via de vrije school in handen van een zakenman, die er tussen 1995 en 2003 een asielzoekerscentrum in vestigde, alvorens failliet te gaan. Daarna had het pand verschillende bestemmingen tot er in 2011 een woonlocatie van gemaakt werd voor buitenlandse studenten. Tussen 1994 en 2014 werd de kerkzaal nog gebruikt door de Oud-Katholieke Kerk, die vervolgens verhuisde naar de nieuwe Oud-Katholieke parochie van de H. Martinus aan de Witte de Withstraat.

### Actief
In de wijk zijn momenteel twee actieve kerkgemeenten:
- Sinds 1983 is de Groningse gemeente van de Hersteld Apostolische Zendingkerk (II) (of Hersteld Apostolische Zendingsgemeente, onderdeel van de  'groep Jasper Schaap') gevestigd in een voormalig winkelpand aan de Geulstraat 14.[262]
- Sinds 1995 is een gemeente van de De Christengemeenschap gevestigd in de vroegere kleuterschool van de vrije school aan de Lauwersstraat 3.

## Cultuur en musea
In de buurt bevonden zich in de loop van de tijd verschillende culturele instellingen, waaronder een cultureel centrum, diverse musea, een speeltuinvereniging en buurtcentra.

### Apollo
Op de hoek van de Hereweg met de Barestraat bevond zich lange tijd het belangrijkste cultureel centrum van de Herewegbuurt. In 1856 opende Roelf Bierling wijn- en 'koffijhuis' Schoonoord op de zuidelijke hoek van de Baresteeg, het latere Hereweg 49. Later nam zijn zoon Johannes Bierling de zaak over en liet er in 1899 café en concertzaal Krasnapolsky bouwen onder architectuur van Kornelis en Hindrik Hoekzema. Onderdeel van het complex waren een zaal voor 1000 mensen en een aantal boven- en benedenwoningen in de Baresteeg. In 1911 werd het hernoemd tot Frascati, maar een jaar later werd het verkocht aan de Algemeene Groninger Werkliedenvereeniging "Vooruitgang zij ons Doel" (die er eerder al samenkwam) en werd het geheel heropend als schouwburgzaal Ons Huis. In 1937 werd de schouwburg verbouwd naar ontwerp van Tonnis Holthuis en hernoemd tot Apollo. In 1963 werd Apollo hernoemd tot Concertzaal De Jong, maar in 1971 weer naar Apollo. In Apollo traden onder andere onder invloed van Provadya? verschillende bekende namen op zoals de Steve Miller Band, The Velvet Underground en Pink Floyd. Het optreden van een naakte danseres als onderdeel van de Jan Hekert Experience tijdens een door Provadya? georganiseerde 'heksensabbath' zorgde in 1968 voor enige commotie in de kranten. Gedurende haar hele bestaan vormde het ook een wijkcentrum met optredens van onder andere toneel- en muziekverenigingen en zangkoren. In 1973 brandde het gebouw uit. In 1981 werd het gebouw met omringende bebouwing gesloopt.

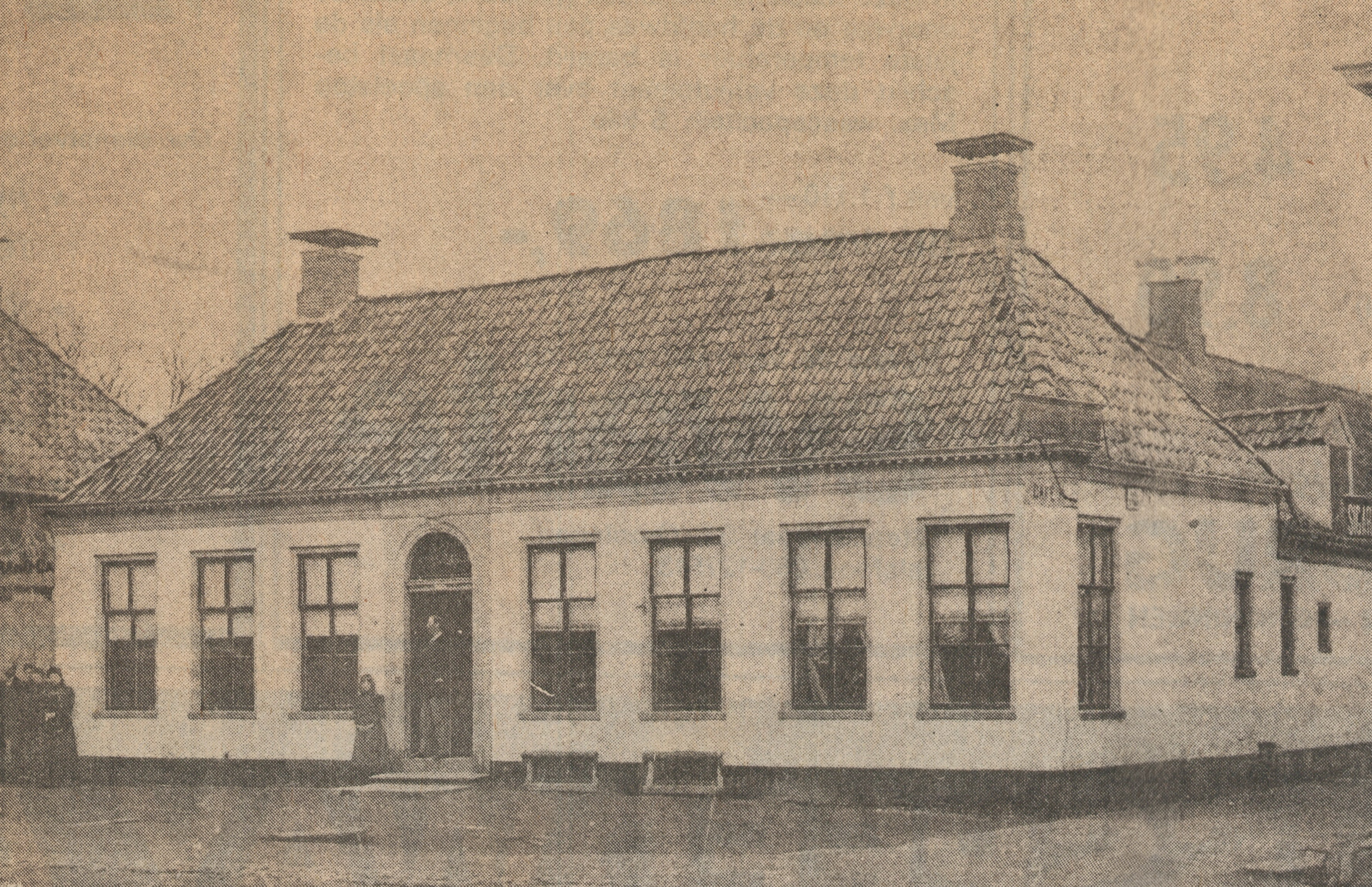
Wijn- en 'koffijhuis' Schoonoord (ca. 1890)
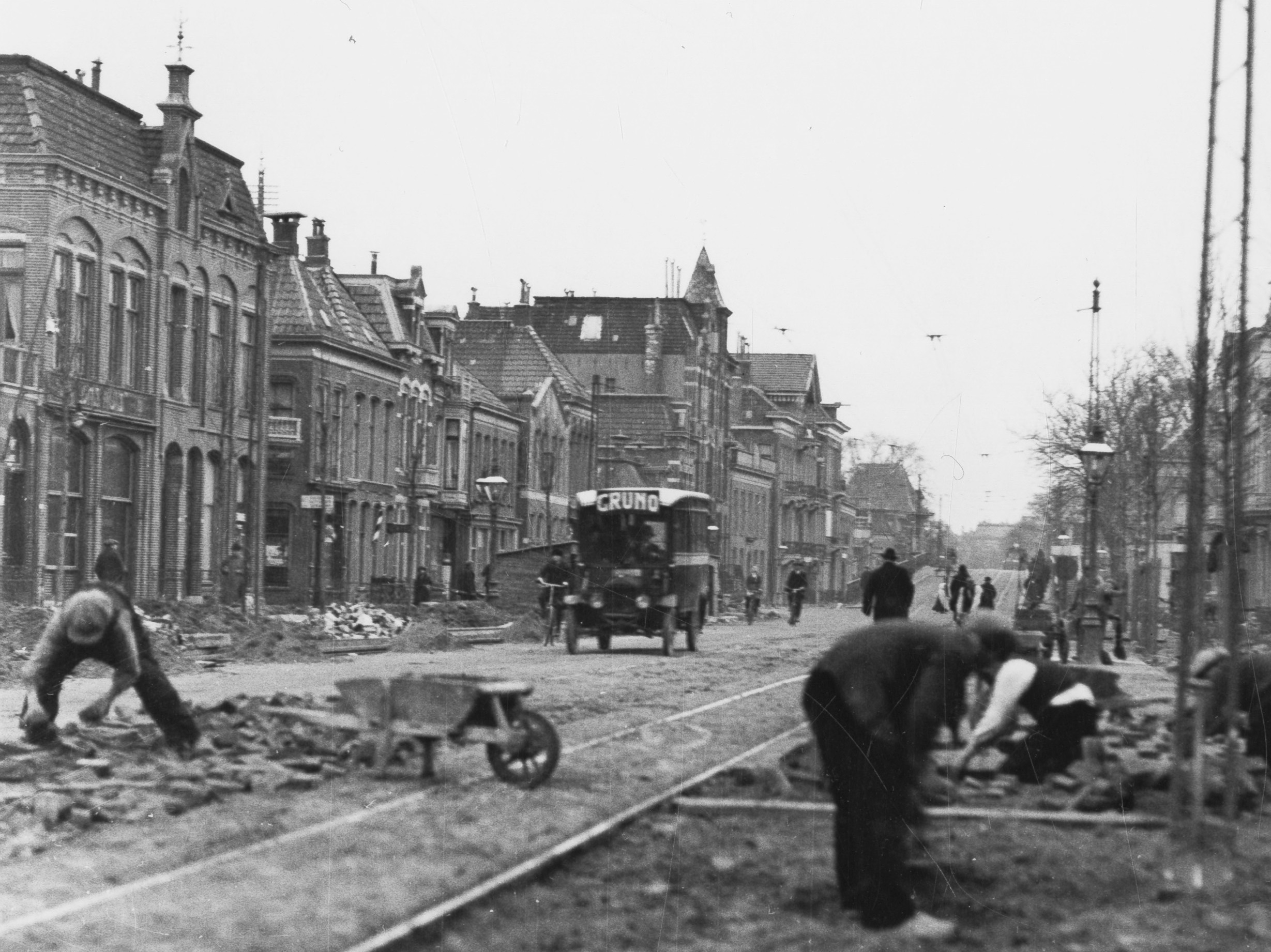
Bestratingswerkzaamheden op de Hereweg in Groningen in 1926. Links schouwburgzaal Ons Huis, het latere Apollo.

### Musea
In het pand van een oude bakkerij op de hoek van de Parkweg met het Hoornsediep was van 1974 tot eind jaren 1980 Galerie 'd oude Fiets gevestigd: een bijzondere combinatie van een verzameling oude fietsen met kunstexposities. De fietsenmaker ging hiervoor een samenwerking aan met kunstenaarsgroep 'Nuance'. In 1980 stierf de fietsenmaker en werd de galerie gesloten. Zijn weduwe deed samen met een groep jonge kunstenaars van Minerva in 1986 een poging om het geheel nieuw leven in te blazen door er een kunstuitleen te vestigen. Eind jaren 1980 is het museum vermoedelijk gesloten. 
In 1991 werd in de voormalige Rabenhauptschool aan de Parkweg het Grafisch Museum Groningen geopend. Een belangrijk deel van de collectie vormden de drukmachines die in de decennia ervoor verzameld waren. Op de zolder werd in 1993 een werkatelier geopend waar eigen technieken van de Groninger drukker Hendrik Werkman werden gedemonstreerd. De locatie lag echter excentrisch ten opzichte van het centrum. Om meer bezoekers te trekken verhuisde het museum in 2015 naar een locatie aan de Sint Jansstraat. 

### Speeltuinvereniging
In 1945 werd speeltuinvereniging Parkbuurt opgericht. In 1954 werd een speelterrein ontworpen. Aan de Dinkelstraat 39 ernaast werd rond 1955 het houten clubgebouw De Dinkel gebouwd, waar ook een kaartclub gevestigd was. In de jaren 1980 liep het aantal kinderen in de Rivierenbuurt sterk terug en raakte het gebouw verwaarloosd. Begin jaren 1990 blies een groep buurtbewoners de speeltuinvereniging nieuw leven in. Dit initiatief bleek echter geen lang leven beschoren. In 1999 werd het gebouw voor de symbolische som van 1 euro verkocht aan een BSO uit de Schildersbuurt, maar ook deze wist onvoldoende kinderen te vinden om het in gebruik te kunnen nemen. Het gebouw bleef daarop leegstaan en werd gesloopt bij de herontwikkeling van het gebied in de jaren erna. Na de realisatie van het vernieuwde Dinkelpark werd een nieuw speeltuintje aangelegd nabij de voormalige locatie.

### Buurthuis
De Rivierenbuurt heeft nooit een echt buurthuis gehad. Al in 1957 is er sprake van een op te richten buurthuis 'Rabenhaupt' ten oosten van de huishoudschool, maar dit plan werd niet doorgezet. In 1982 werd in de Davidstraat ontmoetingsplaats voor jongeren De Mijlpaal geopend, maar deze werd begin jaren 1990 alweer gesloten. Bij het vrijkomen van het Talmahuis in 2012 werd ingezet op een buurthuis op de begane grond van dit gebouw. Hier werd toen 'MFC De Stroming' gevestigd met een 'buurthuiskamer'. In de praktijk werd deze locatie echter vooral een locatie voor dagbesteding. De buurthuiskamer is in de jaren 2020 verplaatst naar de voormalige supermarkt aan de Rivierenhof 98.

## Bevolkingsontwikkeling
In 2020 telde de Rivierenbuurt ongeveer 4500 inwoners. Het is een jonge buurt met veel jonge kleine huishoudens. Het betreft met name jonge singles en stellen. Het gaat vooral om studenten, particuliere huurders en starters op de woningmarkt. In 2020 bestond ongeveer een kwart van de bevolking uit studenten. Ruim 60% van de bevolking was jonger dan 35 jaar, waarvan ongeveer 55% tussen de 18 en 35 jaar. Ongeveer 40% van de huishoudens bestond uit eenpersoonshuishoudens. De gemiddelde huishoudensgrootte was 1,4 personen. Ouderen wonen vooral in de zuidwesthoek (Maaslaan) en in diverse appartementencomplexen zoals Dinkelpark, Goudriaan, Merwedeflat en Rivierenstede. Met name in de jaren 2000 zijn een aantal appartementencomplexen gebouwd voor deze leeftijdsgroep.

### Studenten
Vanaf de jaren 1990 nam het aantal studenten in de Rivierenbuurt sterk toe. Met name in de vroegere Parkwegbuurt werden veel onttrekkingsvergunningen afgegeven voor de verbouw van woningen tot studentenkamers. Omdat deze studenten meer op de binnenstad dan op de buurt gericht zijn en er een groot verloop onder deze bevolkingsgroep is, is het sociale verkeer in de buurt afgenomen. Veel buurtwinkeltjes sloten ook hun deuren.
In de jaren 2010 leidde dit ook tot problemen. Nadat de gemeente de bestaande norm voor kamerbewoning van 9% studentenwoningen per straat in 2004 losliet en projectontwikkelaars begonnen met het opkopen van panden voor kamerverhuur, nam de overlast aan met name de Parkweg snel toe. Deze groei van het aantal studenten werd nog versterkt doordat andere woningeigenaren ook steeds meer neigden naar de verkoop van hun woning. Omwonenden protesteerden in 2007 tegen verpaupering door verwaarloosde panden en zwerfvuil, geluidsoverlast, wildplassen, overlast door zwerffietsen en fietswrakken, vandalisme, het uitblijven van handhaving door de politie en het dalen van de waarde van hun woningen. Aan de Parkweg ontstonden soms 'verhitte' situaties tussen studenten en bewoners die door geluidsoverlast in hun slaap werden gehinderd. In 2007 werd mede vanwege de overlast door het hoge aantal kamerverhuurpanden aan de Parkweg een gemeentelijke norm ingesteld voor straten van maximaal 25%, die in 2008 verder werd verlaagd naar 15%, waarbij het streven werd om het aantal kamerverhuurpanden in straten met een hoger percentage zoals de Parkweg te verminderen. In de praktijk is dit echter lastig, doordat eenmaal verleende onttrekkingsvergunningen niet zomaar mogen worden ingetrokken. 
|                     | 2010 | 2015 | 2020 | % (2020) |
| ------------------- | ---- | ---- | ---- | -------- |
| Davidstraatkwartier | 923  | 975  | 900  | 20%      |
| Fongers             | 834  | 866  | 1131 | 25%      |
| Rivierenbuurt-Noord | 1678 | 1823 | 1682 | 37%      |
| Rivierenbuurt-Zuid  | 836  | 906  | 855  | 19%      |
| Totaal              | 4272 | 4573 | 4568 |          |

## Bezienswaardigheden

### Scholen en klooster

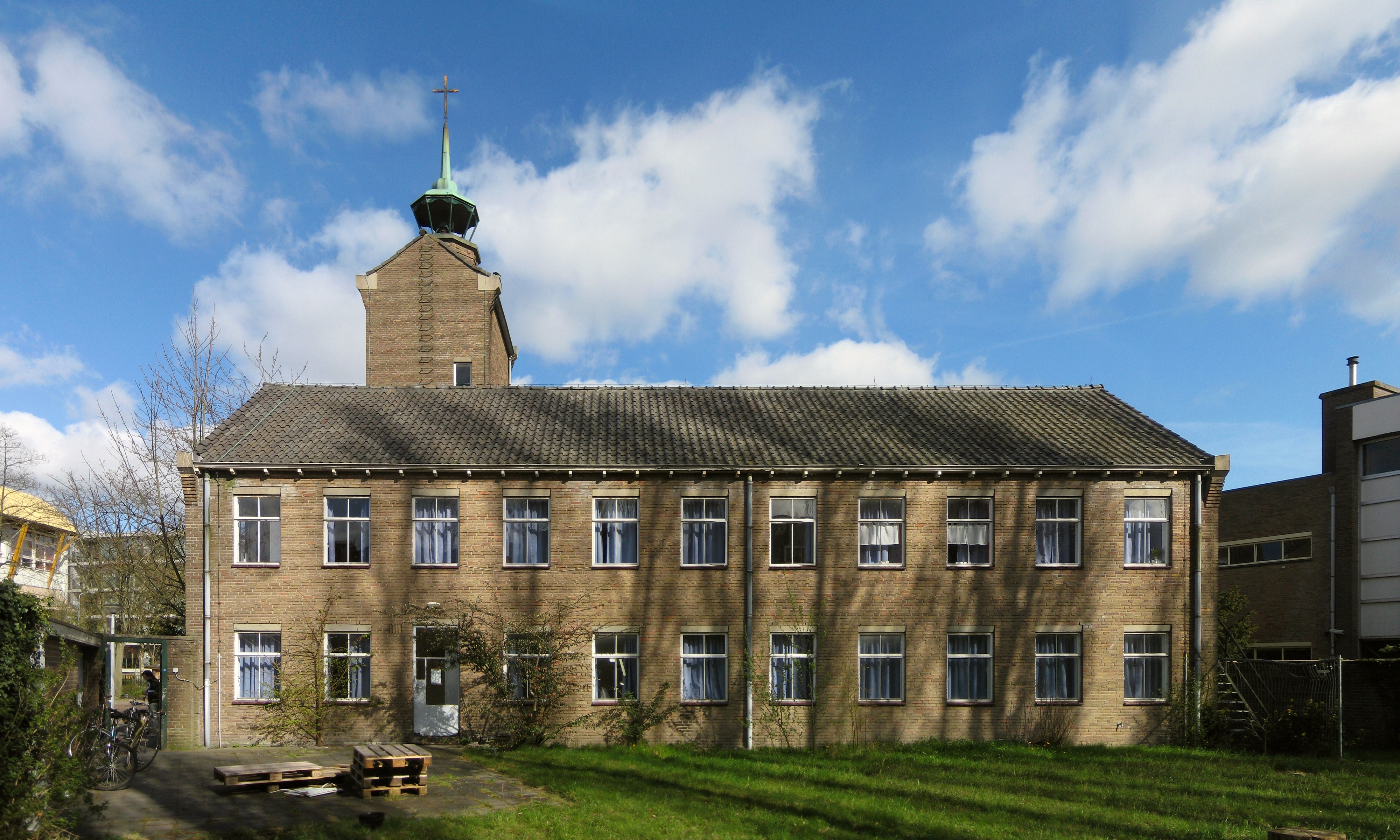
Voormalig klooster Mariënholm uit 1957 aan de Merwedestraat

Een van de belangrijkste markeringspunten van de buurt is de Rabenhauptschool aan de Rabenhauptstraat 65 uit 1929. Dit gebouw werd ontworpen door gemeentearchitect Siebe Jan Bouma in een mengeling van kubisme en impressionisme met veel elementen van Dudok en in mindere mate van de Amsterdamse School. Kenmerkend is de oriëntatie van het gebouw op het door een muur omringde schoolplein aan westzijde en de schoorsteen die de scheiding vormt tussen de impressionistische klaslokalen aan achterzijde en de kubistische hoekpartij met het trappenhuis aan straatzijde. Willem Valk ontwierp de gevelsteen met pelikaan boven de toegangspoort aan de zijkant naar het schoolplein en het gebouw. De pelikaan verwijst naar zorgzaamheid en aandacht voor het kind. Het gebouw is aangewezen tot rijksmonument.
Een ander interessant complex is het in 1958 gebouwde katholieke complex met nonnenklooster Mariënholm aan de Merwedestraat 43 met bijbehorende huishoudschool. Het ontwerp van Jan Mol in de stijl van de Bossche school lijkt op dat van veel Brabantse kloosters uit dezelfde periode. Dit ontwerp was destijds populair vanwege de traditionele stijl die het uitstraalde. Het klooster bevat een kapel met gebrandschilderde ramen op de eerste verdieping. Boven de voordeur bevindt zich een zandstenen sculptuur van Maria met kind. Klooster en school zijn als samenhangend ensemble aangewezen tot gemeentelijk monument.

### Bedrijven
In Rivierenbuurt bevinden zich nog veel sporen van vroegere bedrijvigheid. Voormalige woonwinkelpanden zijn nog goed herkenbaar in diverse panden aan de Rabenhauptstraat (voormalige winkelstraat), Viaductstraat en Hereweg, in de voormalige buurtwinkeltjes op de hoeken van de straten in de vooroorlogse Parkwegbuurt en in de plinten van de zuidzijde van de Rivierenhof, de zuidzijde van de Vechtstraat en de westzijde van de Geulstraat. 
Voormalige fabrieken in de buurt zijn terug te herkennen op de volgende adressen:
- Hereweg 85: Locatie van de vroegere Fongersfabriek. Een deel van de voorgevel resteert. De fabriek werd in 1897 gebouwd in een Neorenaissancistische Overgangsstijl met Art Nouveaudetails naar ontwerp van Kornelis en Hendrik Hoekzema.[50][noot 35] In het ontwerp van de gevel was rekening gehouden met het feit dat deze moest passen 'in het landelijk karakter van de omgeving'.[288] Hiervan is de voorgevel van de vroegere toonzaal bewaard gebleven. Deze is na een brand in 1978 naar een ontwerp van Sijpkes en Oving in 1984 opgenomen in de gevel van het kantoorpand Fongersstede dat eromheen werd opgetrokken. In de gevel zijn een aantal gevelstenen te zien die verwijzen naar het fabrieksverleden. Hoewel al in de jaren 1980 gesproken werd van een 'monumentale status', is het pand nooit opgenomen op een monumentenlijst en pas in 2023 definitief aangewezen tot karakteristiek pand.[289] De nauwe gang naar de Fongersplaats ten noorden van dit pand was vroeger onderdeel van de 'fabrieksweg': de ingang voor het personeel. Op Hereweg 79 was vroeger de grossierderij gevestigd. Dit pand is eveneens aangewezen als karakteristiek.[289]
- Viaductstraat 3: Het uit 1932 daterende gebouw van de vroegere Puddingfabriek Polak werd ontworpen door het Groninger architectenduo Kuiler en Drewes en bevat elementen van de Amsterdamse School. Het gebouw is opgetrokken in een U-vorm rond een rechthoekig voorplein, dat van de straat wordt gescheiden door een gemetselde muur met daarin 3 toegangspoorten. Op de eerste bouwlaag zijn de vroegere plateaus te zien van de laad- en losplaatsen.[290] Na een aantal functiewijzigingen is het pand verbouwd tot een bedrijven- en vergadercentrum. Het pand is aangewezen tot karakteristiek pand.
- Merwedestraat 10 en Barestraat 85: In 1911 werd de coöperatieve bakkerij 'Samenwerking' van Patrimonium opgericht in een bestaand pand vanuit Rabenhauptstraat 76.[135] Dit gebouw werd diverse malen vergroot in de decennia erna. Het strekt zich uit tot van de Merwedestraat tot aan de noordzijde van de Barestraat. Het adres werd in 1931 verplaatst naar Achterweg 58 (later Merwedestraat 10).[291] Op de voorgevel staat de tekst  'Coöp. Vereniging Samenwerking opg. 1911', die door een latere eigenaar echter is overgeschilderd.

Andere kenmerkende panden zijn:
- Rivierenhof 2-98: Het voormalige winkelcentrum Rivierenhof met portiekflats werd in 1957 gebouwd in shake-hands-stijl naar ontwerp van Frans Klein. Dit gebouw sluit het zuidelijk deel van de buurt visueel af en heeft een tweetal poorten die de toegang vormen tot de Amstelstraat en de Scheldestraat. Aan westzijde bevindt zich het pand van de vroegere supermarkt. Net als bij andere panden van opdrachtgever Nillmij werden ook in dit complex aan voorzijde gevelstenen (keramische reliëfs) geplaatst van de hand van Mans Meijer met elementen uit het embleem van dit bedrijf: een jongen met een balk, een huis en een olifantje.[292] Het complex werd in de jaren 1980 omgevormd tot kantorenlocatie en is in 2023 aangewezen als karakteristiek pand.
- Vechtstraat 31/Geulstraat 16 en Vechtstraat 33-41/Geulstraat 37: Aan weerszijden van de zuidelijke ingang van de Geulstraat bevinden zich twee kantoorgebouwen uit eind jaren 1950 in shake-handsarchitectuur, die beiden zijn aangewezen tot karakteristiek pand. Dit zijn het kantoor van de vroegere Keuringsdienst Groningen van de NAK uit 1957 naar ontwerp van Piet Bügel[293] aan zuidoostzijde en het kantoor van de toenmalige Gronings Industriele Credietbank van de hand van Bureau van Linge[294] uit 1959 aan zuidwestzijde. Op het laatste gebouw is boven de ingang een gevelsteen zichtbaar met het embleem van de bank.

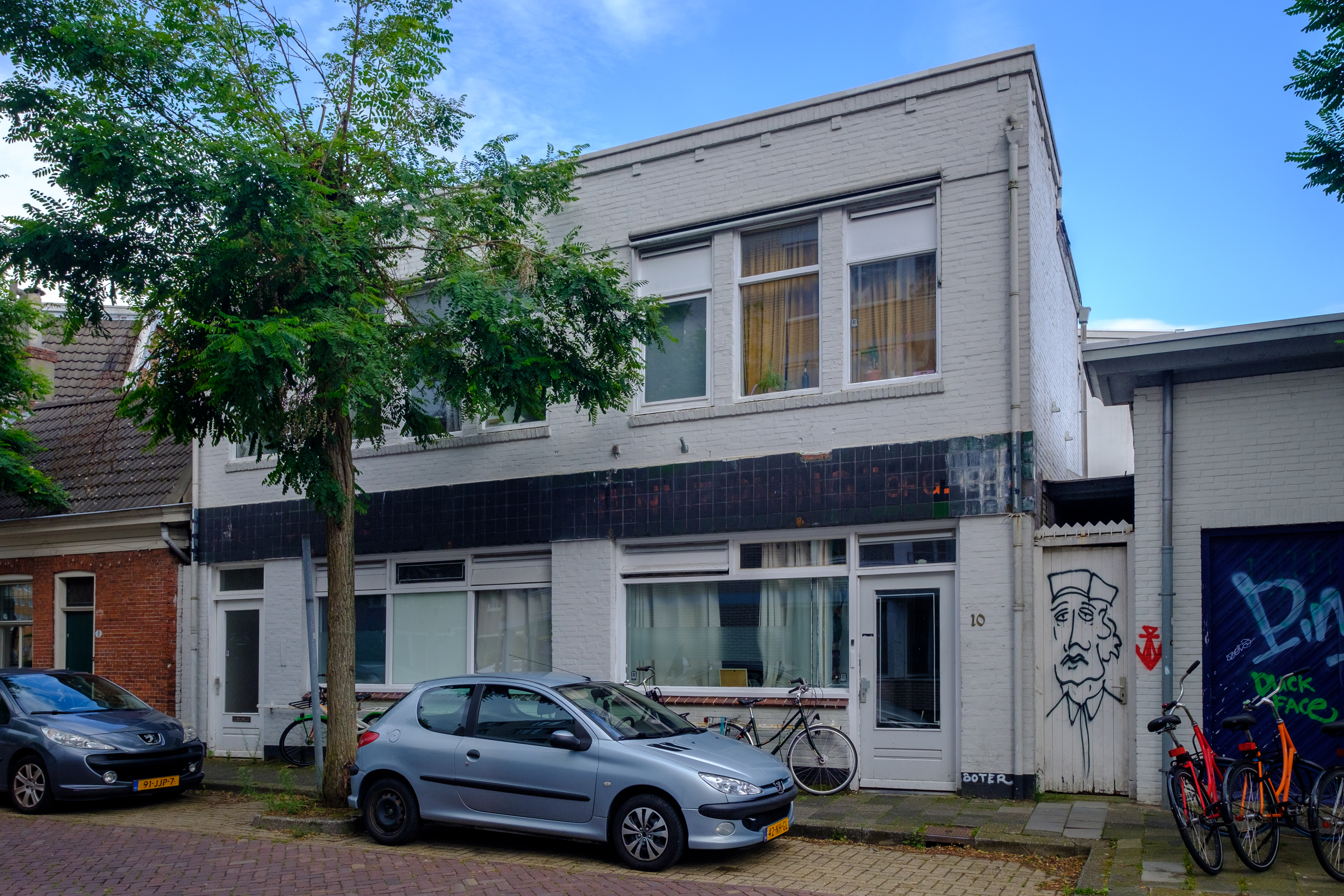
Het voormalige kantoor van de broodfabriek van de coöperatie Samenwerking. De tekst boven de ingang is overgeschilderd.
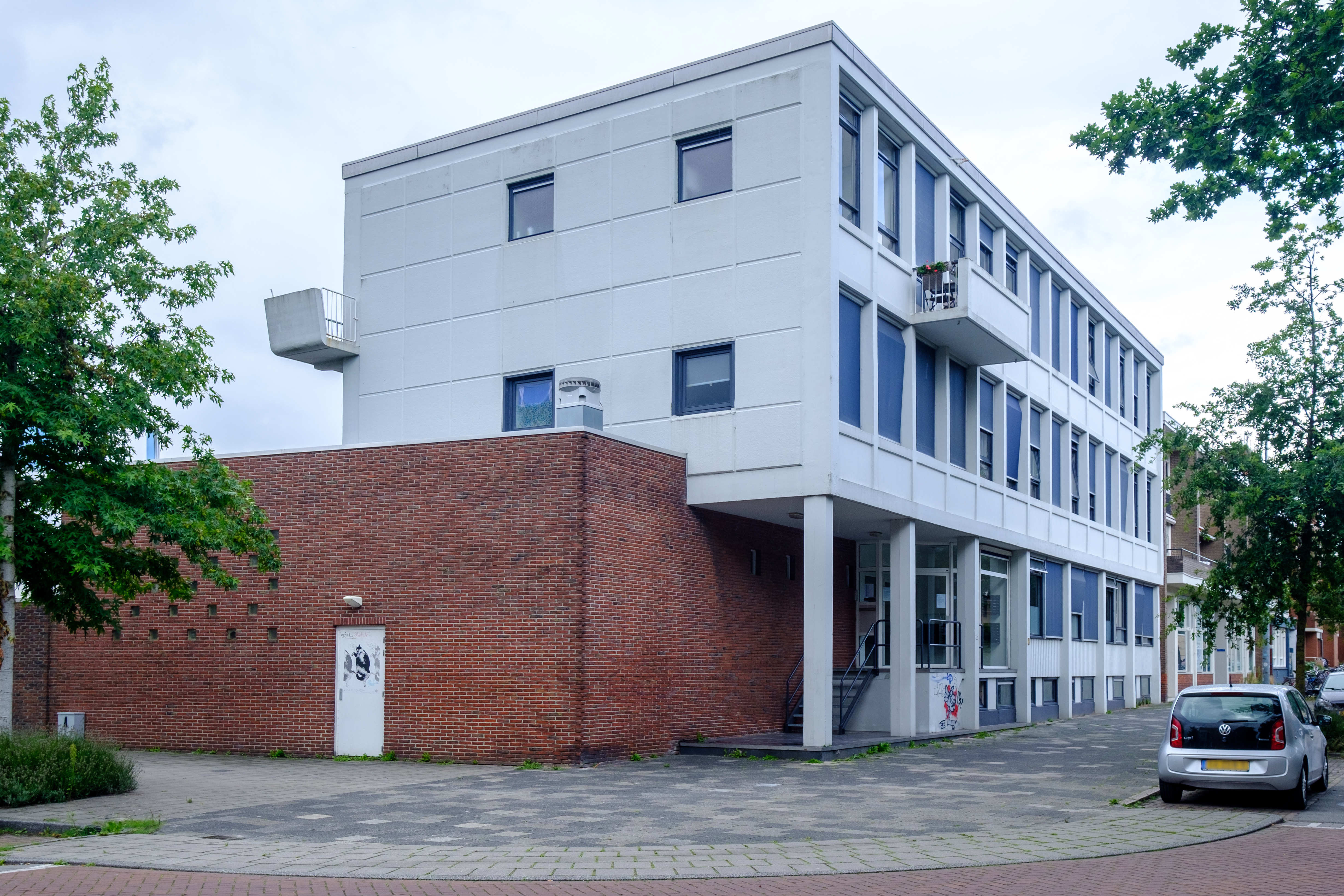
Voormalig kantoor van de NAK aan de Vechtstraat

### Woningen
Langs de Hereweg zijn een klein aantal panden aangewezen tot rijksmonument, waaronder de opzichterswoning van de Zuiderbegraafplaats (nr. 87). Dit geldt ook voor het Witte Huis aan de Viaductstraat. De Scheldestraat en zuidelijke Merwedestraat uit begin jaren 1950 zijn vanwege hun traditionalistische naoorlogse bouw (naar ontwerp van Van Wijk & Broos) met gevelfiguurtjes van Anno Smith aangewezen tot gemeentelijk monument. Een groot aantal gebouwen is tot karakteristiek pand aangewezen. Het gaat om grote delen van de beneden- en bovenwoningen uit eind jaren 1930 in zakelijk-traditionele interbellumarchitectuur in de Parkwegbuurt en de naoorlogse shake-hands architectuur ten zuiden daarvan (portiek- en galerijflats uit de jaren 1950 en 1960 en de woonhuizen aan oostzijde van de Lekstraat) en verschillende complexen met bedrijven in de plint en bovenwoningen van rond 1960 langs de noordzijde van de Vechtstraat en de Geulstraat. Dit geldt ook voor een aantal eind 19e-eeuwse, begin 20e-eeuwse panden langs de Hereweg, woonwinkelpanden langs de Rabenhauptstraat, het enige overgebleven oorspronkelijke huisje langs de Aduarderstraat (nr. 9) en een woning aan de Merwedestraat 8.
In verband met de verbreding van het Herewegviaduct in de jaren 1920 moesten een aantal panden worden gesloopt omdat ze te dicht op de geplande 'overkraging' zouden komen te staan. Dit leidde onder andere tot de bouw van twee markante hoekpanden met financiële steun van de gemeente: 
- Huize Rabenhaupt van Harold Gilbert Saville uit 1929 met gebeeldhouwd hoofd van Rabenhaupt van beeldhouwer Pieter Dijkema (1897-1947)[296] op de hoek met de Rabenhauptstraat;
- Een pand in de stijl van de Amsterdamse School aan de Viaductstraat 1 uit 1928 op de andere hoek bij het Herewegviaduct van de hand van Kuiler en Drewes.[297][132] Op de plek van dit pand stond eerder een 18e-eeuws huis (een voormalig logement). Dit pand stond ook te ver naar voren op de rooilijn van de Viaductstraat en werd daarom naar achteren weer herbouwd om op dezelfde rooilijn als het gebouw van het Leger des Heils ernaast te komen.[298]

In de wijk zijn ook in meer recente jaren een aantal markante complexen verrezen:
- In het zuiden van de Rivierenbuurt werd op het achterterrein van de vroegere Fongersfabriek tussen 1979 en 1981 het complex Fongersstede gebouwd naar ontwerp van architectenbureau Sijpkes en Oving.[92] Dit complex met 192 appartementen verdeeld over zeven gebouwen en een ondergrondse parkeergarage voor 160 auto's vormt naar zijn opzet een apart buurtje binnen de Rivierenbuurt. De bouwblokken worden omgeven door groen en het terrein is deels autoluw en deels ingericht als woonerf. Op de tweede verdieping worden de gebouwen middels loopbruggen met elkaar verbonden en vormen zo samen een slingerende woonstraat van 600 meter lang en eronder een ondergrondse parkeergarage voor 160 auto's.[93]
- Aan de westzijde van de oude Achterweg (nu een wandelpad) en de Merwedestraat staan 4 woonblokken uit 1988 naar ontwerp van Sijpkes en Oving. Daarvoor lagen ter plaatse twee braakliggende terreinen die niet waren ingevuld door het niet doorgaan van geplande ontwikkelingen in het stationsgebied. Patrimonium wilde dit terrein wel invullen met woningbouw. Om te besparen op de bouwkosten en het betaalbaar te houden te werden in 1988 vier soortgelijke gebouwen (deels voor 'vitale 65-plusers') neergezet die de oude lijn van de Achterweg accentueren.[299][noot 36] Het plan kreeg veel lof omdat de 'rommelige situatie' ten zuiden van het station werd opgelost en het bestaande EKP van de PTT hierdoor een vanzelfsprekend eindpunt was geworden.[300][67] Dit EKP werd in 2018 gesloopt. Het bouwblok op de grens van de Merwedestraat met de Parkweg kreeg de naam 'De Smidse' naar een smederij die hier in het begin van de 20e eeuw gevestigd was.[2] Kenmerkend voor de bouwblokken is de lichtgekleurde baksteen en de glazen bouwstenen, die in die tijd veel gebruikt werden[299]: in de buurt onder andere ook bij het Talmahuis en het EKP van de PTT. Begin jaren 2010 ontstond onrust in de buurt omdat een gemeentelijke stedenbouwkundige de sloop van de noordelijke twee panden langs de Achterweg als een 'kans' had genoemd voor het te ontwikkelen stationsgebied. De gemeente haastte zicht vervolgens om aan te geven dat er geen sloopplannen zijn.

- Appartementengebouw Rivierenstede op de kruising van de Vechtstraat en Merwedestraat werd ontworpen door Oving Architecten en opgeleverd in 2002. De plint bevat een aantal winkels en de toegang tot een supermarkt aan achterzijde. Daarboven bevinden zich 9 woonlagen met luxe koopappartementen en eronder een parkeergarage voor bewoners.[301]
- Het pand Rabenhauptstraat 25 werd in 2005 opgetopt met vier houten appartementen van drie verdiepingen op palen naar ontwerp van Rob Hendriks van DAAD Architecten[302], die de naam Lighthouses kregen.[303] Vanwege de lage prijs, snelle prefabricage en plaatsingsmogelijkheid, het lichte gewicht en de toepassingsmogelijkheden om bestaande steden te verdichten werd het destijds ook landelijk als concept aangeprezen.[304] DAAD Architecten heeft in dezelfde periode een soortgelijk concept toegepast bij een woonwerkpand aan het Gedempte Zuiderdiep.
- Het hoogste gebouw van de buurt is het door architectenbureau De Zwarte Hond ontworpen en in 2008 gerealiseerde appartementencomplex Dinkelpark. Het complex bestaat uit een 'slinger' met ruim 80 vrije sectorhuur- en koopappartementen en een toren (de Dinkelflat) van bijna 54 meter met ruim 50 koopappartementen. De appartementen zijn gericht op het hogere segment. Verschillende elementen aan het gebouw herinneren aan het verleden van het terrein als Gadogarage. Zo worden de verschillende delen van de slinger 'haltes' genoemd.
- Seniorencomplex Goudriaan (naar het riviertje Goudriaan) tegenover Dinkelpark werd eveneens ontworpen door Oving Architecten en werd ook in 2008 opgeleverd. Het gebouw met ruim 50 sociale huurappartementen kreeg net als aan de overzijde een slingervorm. Oorspronkelijk werden hier onder andere Chinese senioren gehuisvest[305], maar het gebouw voldeed niet aan hun eisen en zij verhuisden uiteindelijk naar het appartementencomplex Rivierenhof. Dat het gebouw oorspronkelijk onder andere voor deze doelgroep bedoeld was is terug te zien aan elementen die verwijzen naar een Chinees klooster (mogelijk het Hangende Klooster van Datong), hangend aan een bergwand door het gebouw te voorzien van de kleuren rood en goud en kopgevels met gouden erkers. Ook werd in de entreehal een tegelvloer aangelegd die afgeleid is van een Chinese 9-drakenmuur. Ten slotte verwijzen ook de bamboestokken met de letters Goudriaan naar dit ontwerp.[306]
- In 2013 werd op de plek van de vroegere Mulock Houwerschool aan het Hoornsediep het appartementencomplex Rivierenhof gebouwd. De architect was Johannes Moehrlein. Zijn ontwerp moest naar eigen zeggen dienen als het sluitstuk van het bouwblok "zoals dit in het plan ‘Grunobuurt’ oorspronkelijk door Berlage & Schut was bedacht".[307] Van de 38 appartementen werden 18 appartementen in de lagere vleugel langs Rivierenhof bestemd voor Chinese ouderen van ouderenvereniging Kang Ling, die eerder in appartementencomplex Goudriaan aan de Merwerdestraat zouden gaan wonen. Het rode vlak boven in het gebouw stelt een 'venster op de zon' voor.[307]

### Zuiderbegraafplaats
De Zuiderbegraafplaats uit 1828 vormt samen met het aangrenzende Dinkelpark en Fongerspad een groene oase binnen de stad. Op het terrein liggen ruim 37.000 mensen begraven, waaronder een groot aantal notabelen uit de stad. Kenmerkend is het centraal geplaatste omvangrijke grafmonument van de familie Scholten, die net als de opzichterswoning aan voorzijde is aangewezen tot rijksmonument.

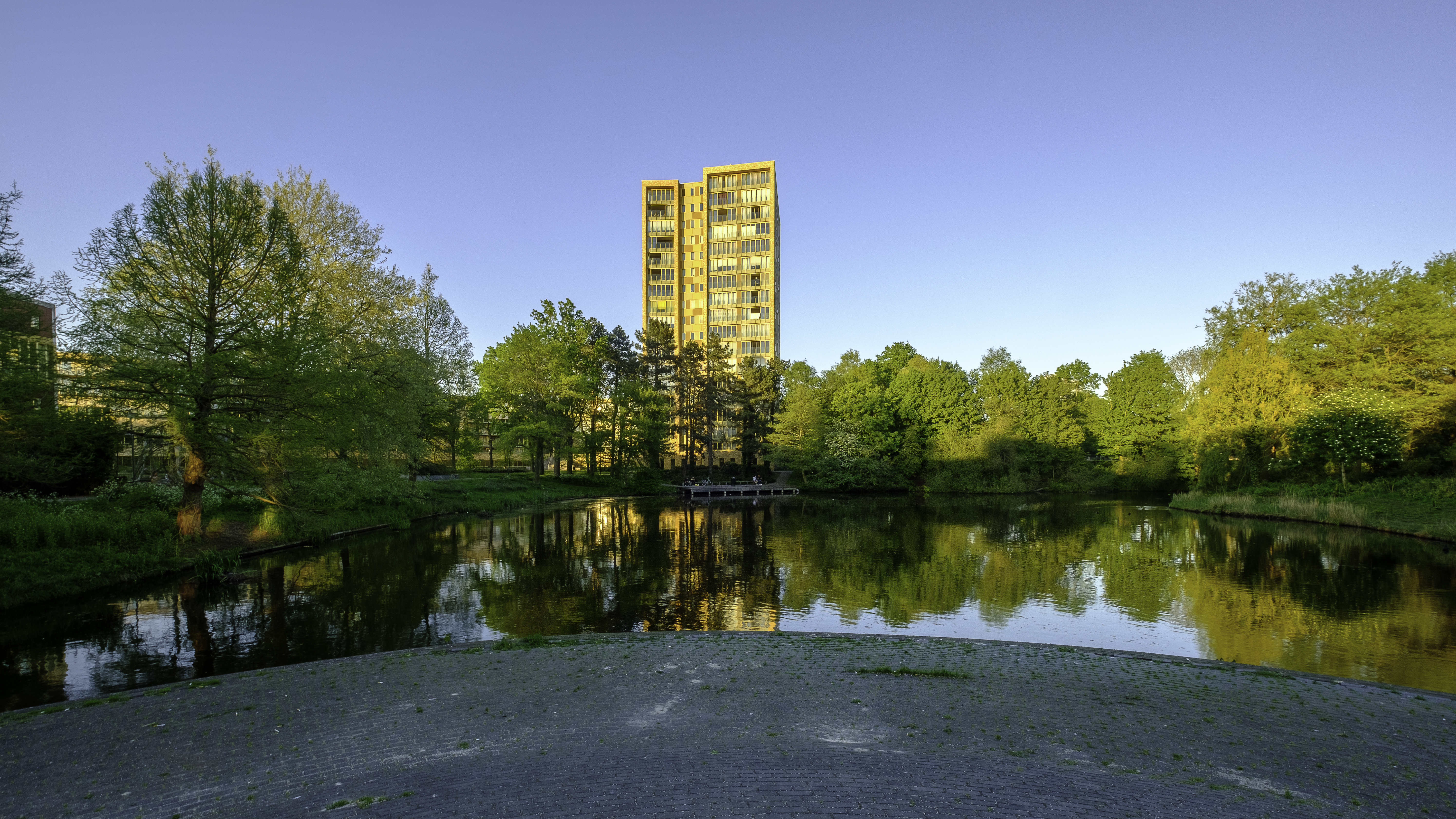
Dinkelpark
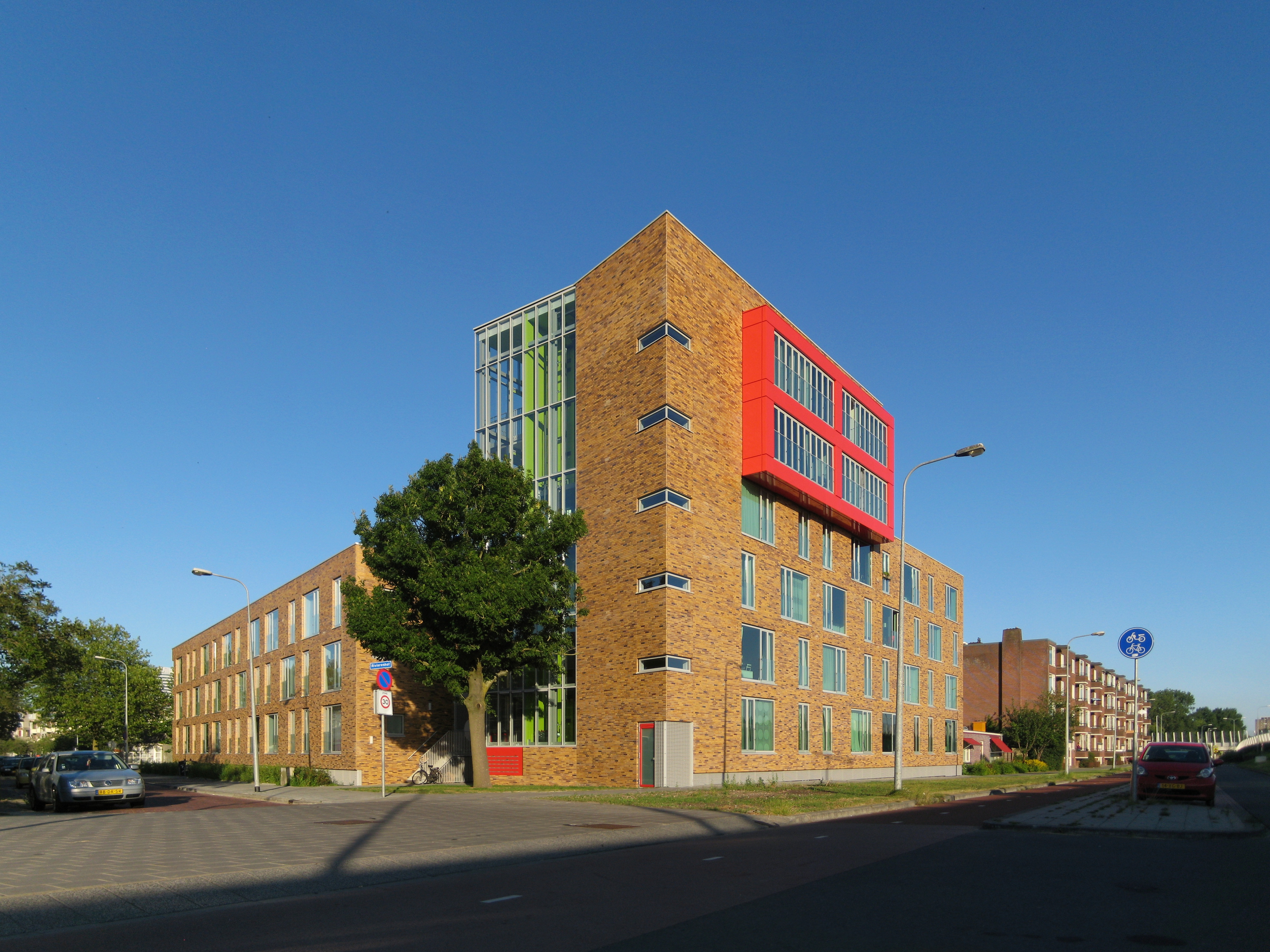
Rivierenhof
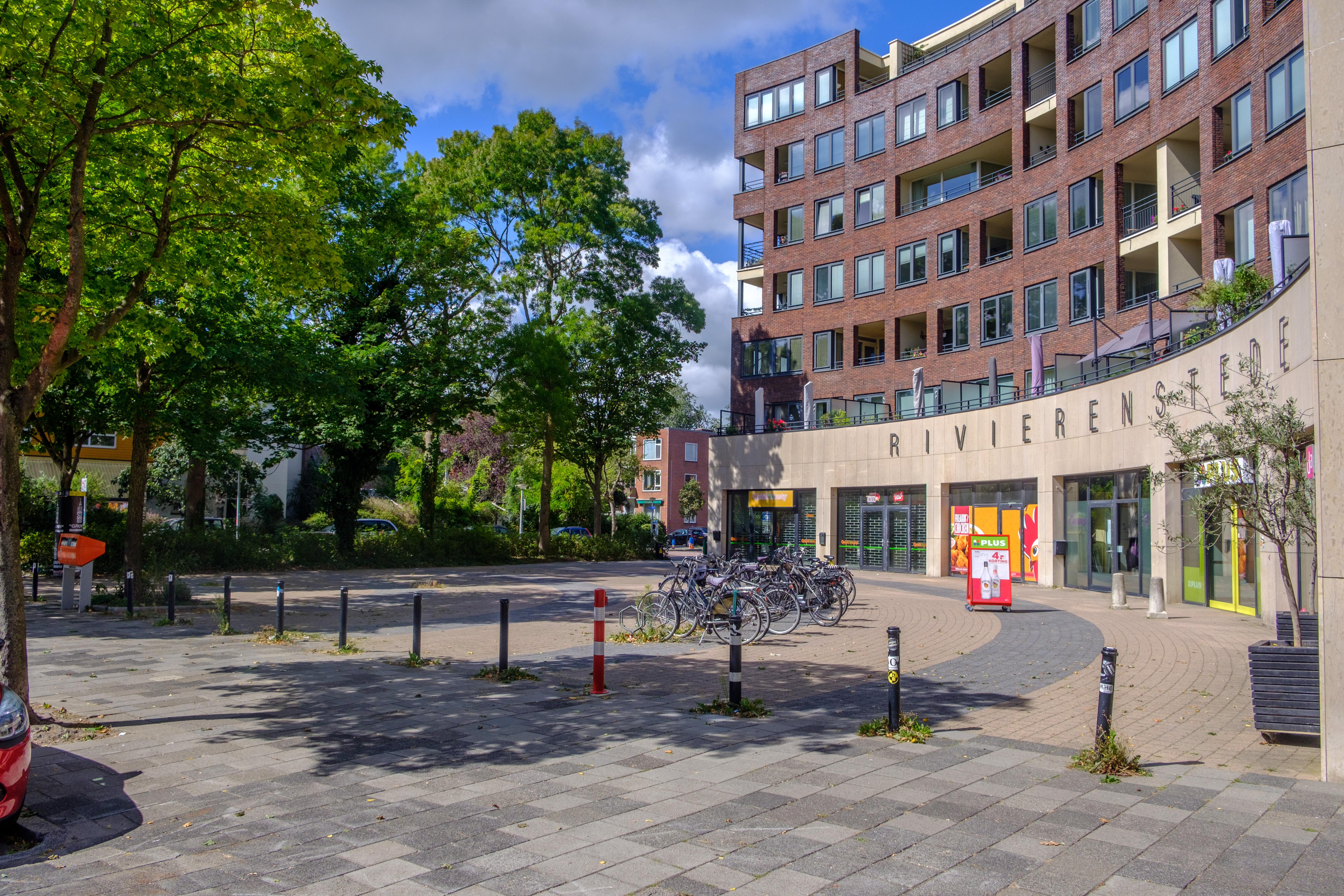
Rivierenstede
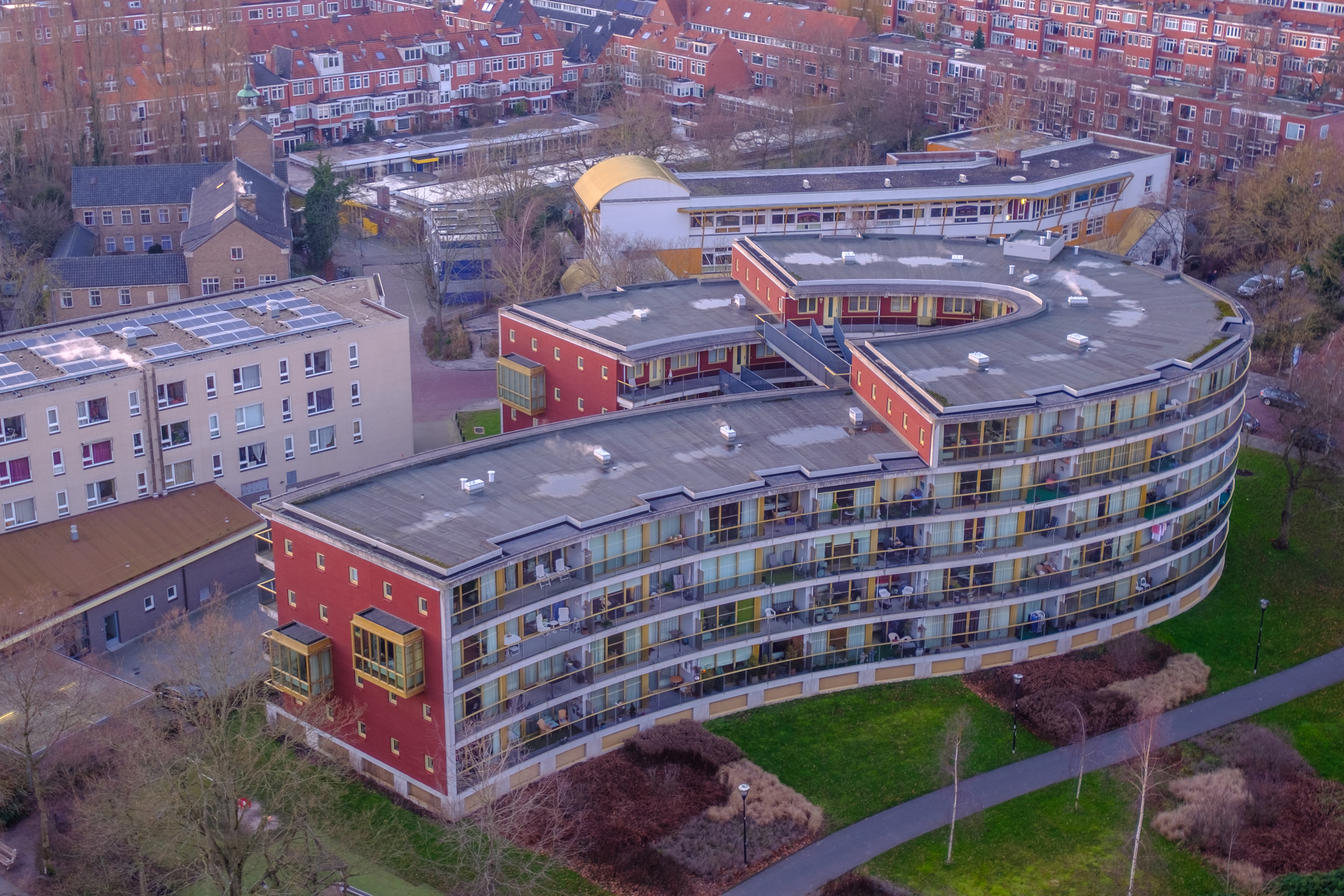
De Goudriaan (vanaf de Dinkelflat)

## Kunst in de buurt
In de buurt bevinden zich de volgende kunstwerken:
| Geplaatst | Omschrijving                                                   | Kunstenaar                                            | Straat                         | Plaats    | Materiaal             | Foto |
| --------- | -------------------------------------------------------------- | ----------------------------------------------------- | ------------------------------ | --------- | --------------------- | ---- |
| 1929      | Gevelsteen met portret Carl von Rabenhaupt                     | Bas Galis                                             | Rabenhauptstraat 1             | Groningen | zandsteen             |      |
| 1929      | Pelikaan                                                       | Willem Valk                                           | Rabenhauptstraat 65            | Groningen | graniet               |      |
| 1940      | Le Travailleur                                                 | Constantin Meunier                                    | Hereweg, Zuiderbegraafplaats   | Groningen |                       |      |
| 1954      | 29 tableaus met sterrenbeelden                                 | Anno Smith                                            | Amstelstraat en Lauwersstraat  | Groningen | geglazuurd terracotta |      |
| 1954      | Gevelsteen met moeder en kind                                  | Wladimir de Vries                                     | Lauwersstraat 5                | Groningen | natuursteen           |      |
| 1955      | Wandsculpturen met voorstellingen van beroepen (31 exemplaren) | Anno Smith                                            | Merwedestraat en Scheldestraat | Groningen | geglazuurd terracotta |      |
| 1957      | Maria met kind                                                 | onbekend                                              | Merwedestraat 43               | Groningen | kunststeen            |      |
| 1963      | Luitspeelster                                                  | Martin Tissing                                        | Vechtstraat/Merwedestraat      | Groningen | brons                 |      |
| 1980      | Vier wiggen                                                    | Carel Visser                                          | Achterweg 1                    | Groningen | cortenstaal           |      |
| 1981      | Zonder titel                                                   | Herman Lamers                                         | Viaductstraat 3                | Groningen | beton                 |      |
| 1981      | Zonder titel                                                   | Herman Lamers                                         | Viaductstraat 13               | Groningen | beton                 |      |
| 1981      | Zonder titel                                                   | Jan Tengbergen                                        | Viaductstraat 15               | Groningen | staal                 |      |
| 2000      | Zonder titel                                                   | Willem R IJtsma                                       | Driehovenstraat                | Groningen | tegels                |      |
| 2001      | Zonder titel                                                   | Ron Caspers                                           | Rabenhauptstraat 65            | Groningen | cortenstaal           |      |
| 2011      | Zonder titel                                                   | Herman Bartelds (beeld) en Noralie Brandsma (gedicht) | Merwedestraat 45               | Groningen | graniet               |      |

Zie ook: Lijst van beelden in Groningen-Zuid

## Trivia

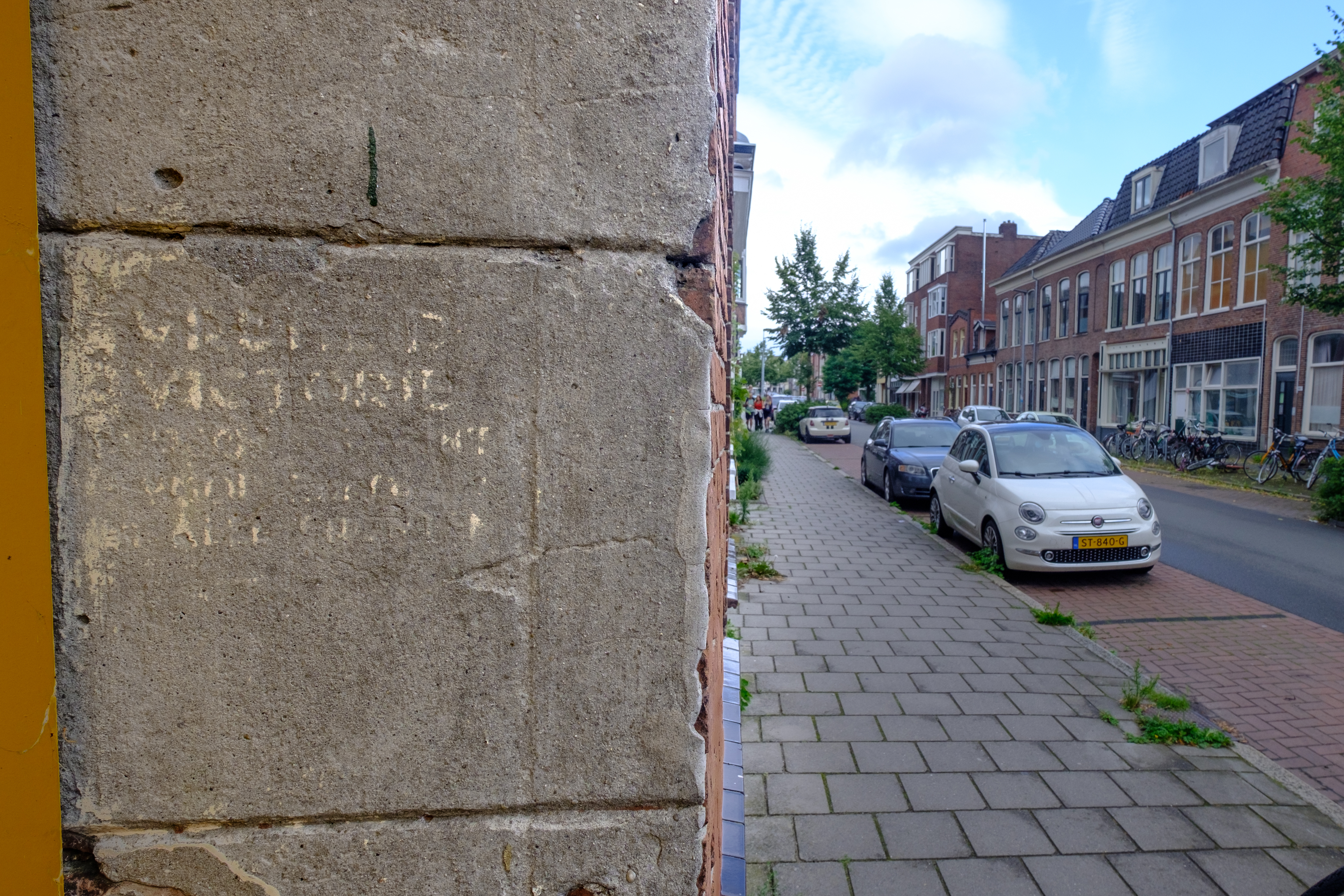
Restant nazipropaganda in de Rabenhauptstraat

- Aan de Rabenhauptstraat bevindt zich op de gevel direct rechts van de Rabenhauptschool nog een restant van nazipropaganda. Van de deels uitgekraste propagandatekst 'Vrijheid, Victorie, Duitschland wint voor Europa op alle fronten' zijn de woorden 'vrijheid' en 'victorie' nog deels leesbaar.